# Straßenbahn Timișoara
| Straßenbahn Timișoara                                                                        | Straßenbahn Timișoara                    |
| -------------------------------------------------------------------------------------------- | ---------------------------------------- |
| Eine ehemalige Münchener Straßenbahn der Baureihe P 3.16 auf der zentralen Piața Libertății. |                                          |
| Streckenlänge:                                                                               | 33,1 km, km                              |
| Spurweite:                                                                                   | 1435 mm (Normalspur)                     |
| Stromsystem:                                                                                 | 600 Volt =, ursprünglich 550 Volt =      |
|                                                                                              |                                          |
| Eröffnung:                                                                                   | 08. Juli 1869                            |
| Elektrifizierung:                                                                            | 27. Juli 1899                            |
| Betreiber:                                                                                   | Societatea de Transport Public Timișoara |
| Linien:                                                                                      | acht                                     |
| Haltestellen:                                                                                | 74                                       |
| Fahrgäste:                                                                                   | 52 Millionen jährlich                    |

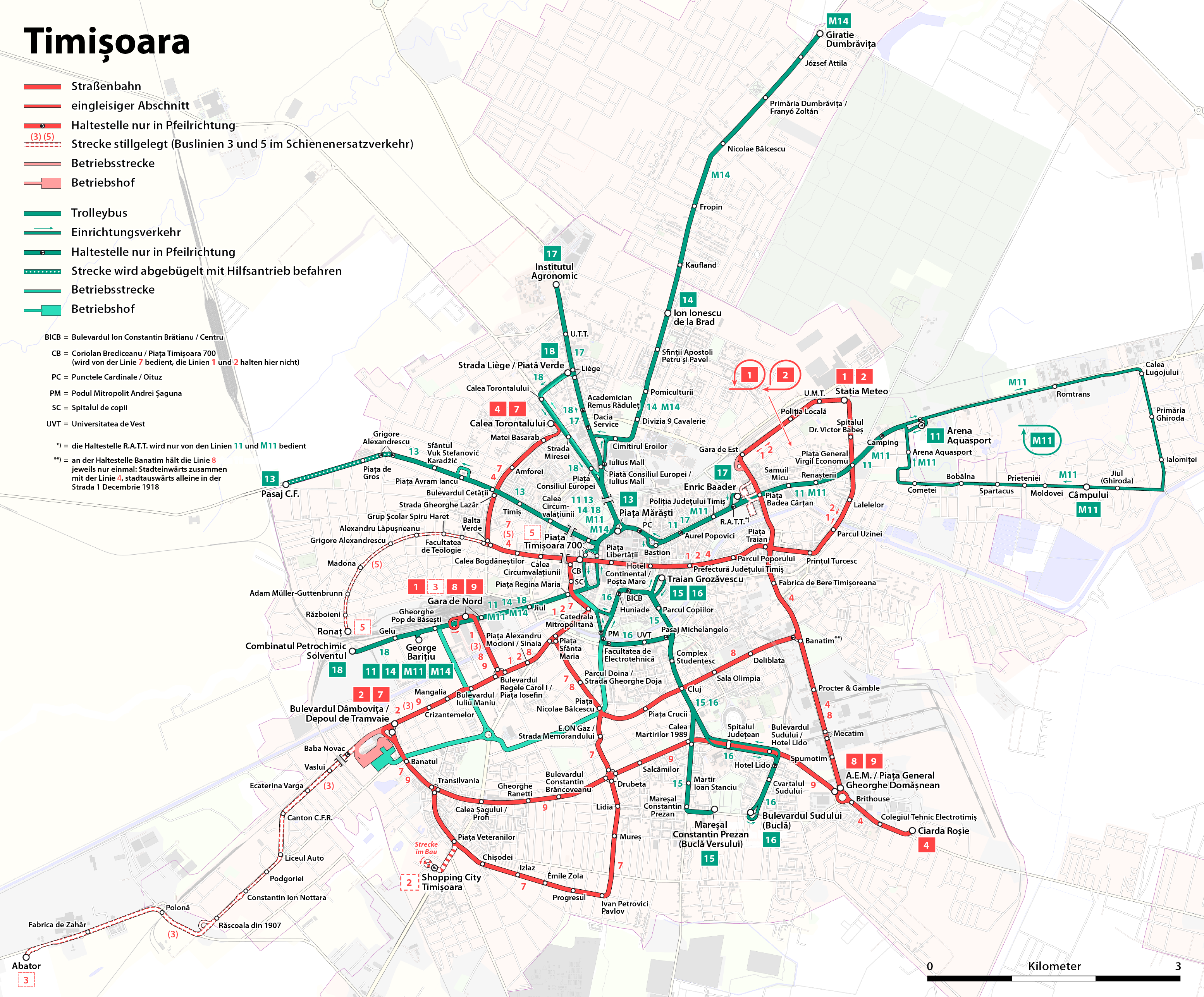
Das Straßenbahn- und Trolleybusnetz, Stand 2018

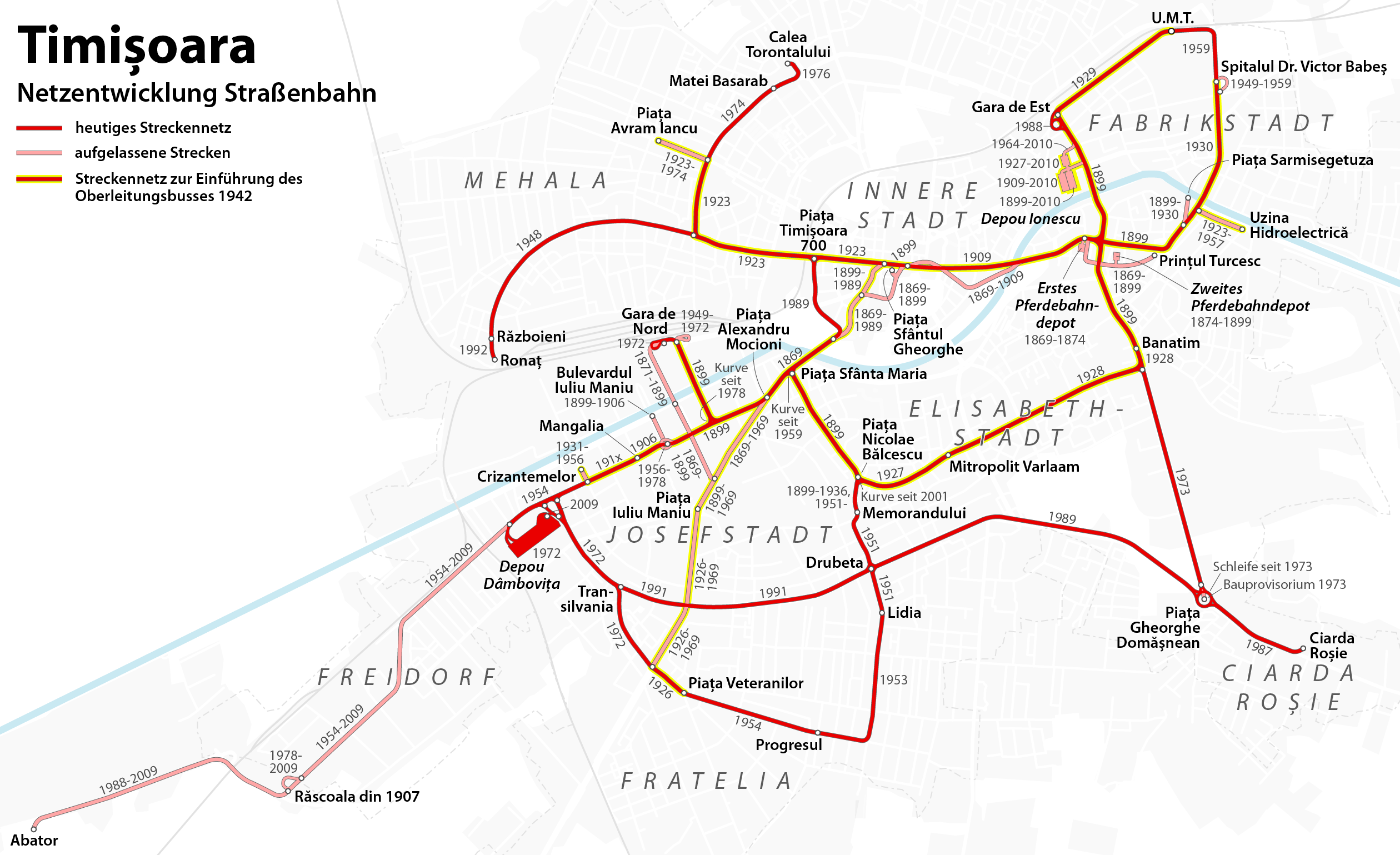
Die Entwicklung des Streckennetzes im Laufe der Jahre

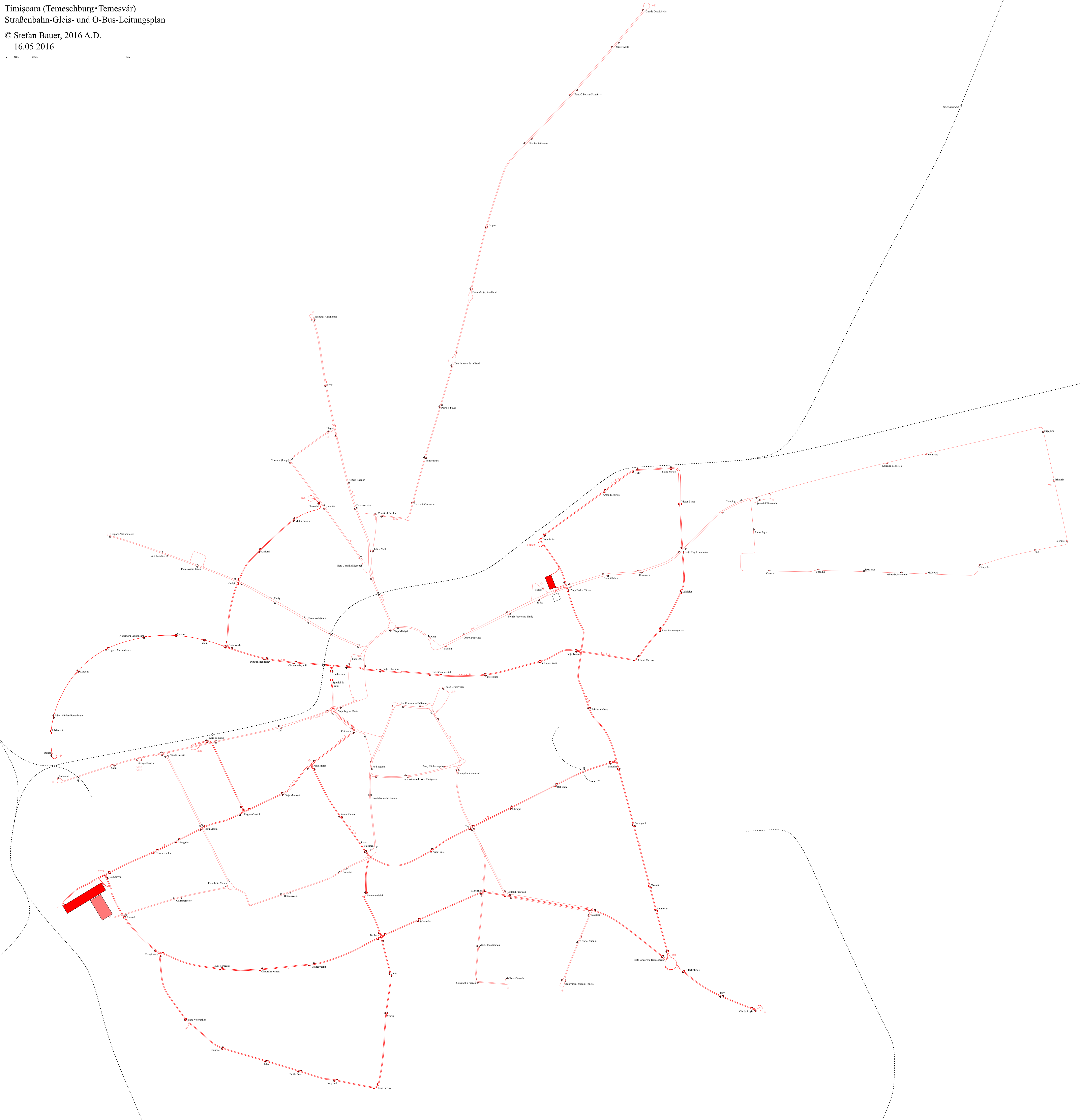
Gleisplan, Stand 2016

Die Straßenbahn Timișoara ist nach der Straßenbahn Bukarest der zweitgrößte Straßenbahnbetrieb in Rumänien. Die gesamte Netzlänge beträgt 33,1 Kilometer, es werden insgesamt 74 Haltestellen bedient. Aktuell verkehren in Timișoara die acht Linien 1, 2, 4, 5, 6, 7, 8 und 9, die zusammen sieben der insgesamt zehn Stadtbezirke abdecken. Lediglich Freidorf, Ghiroda Nouă und Plopi haben keinen Straßenbahnanschluss. Allerdings besaß zumindest Freidorf bis 2009 eine Schienenverbindung, wird aber seither im dauerhaften Schienenersatzverkehr durch Autobusse bedient.
Das Netz ist normalspurig und geht auf die 1869 eröffnete Pferdebahn zurück, die 1899 elektrifiziert und erweitert wurde. Ferner war die Straßenbahn Timișoara der erste Straßenbahnbetrieb auf dem Gebiet des heutigen Rumänien, später die zweite elektrisch betriebene Straßenbahn in Rumänien.
Betreiberin der Straßenbahn ist die Aktiengesellschaft Societatea de Transport Public Timișoara, kurz S.T.P.T. Das städtische Schienennetz bildet traditionell das Rückgrat des lokalen öffentlichen Personennahverkehrs, ergänzt wird es seit 1942 durch den Trolleybus Timișoara sowie von 1894–1899, 1926–1929, 1934–1948 beziehungsweise seit 1954 durchgehend durch diverse Autobuslinien. Jährlich befördern die drei städtischen Verkehrsmittel zusammen 90 Millionen Passagiere, davon entfallen 52 Millionen auf die Straßenbahn.
Besonderheiten des Betriebs sind beziehungsweise waren die verschiedenen Ringlinien seit 1936, der Güterverkehr mit Staatsbahnwagen auf Straßenbahngleisen von 1899 bis 1904 und von 1916 bis 1993, der Einsatz von Zwillingstriebwagen von 1931 bis 1988, die Verwendung von Zweirichtungswagen mit einseitigen Türen von 1966 bis 1980 sowie die Signalisierung mittels roter Liniennummern zwischen 1978 und 1997, außerdem die früher praktizierte Trassierung zweigleisiger Strecken nach Fahrtrichtung getrennt am Straßenrand oder links und rechts eines breiten Mittelstreifens.
Ferner stellten die Werkstätten der Straßenbahn Timișoara von 1914 an auch selbst Straßenbahnwagen für den eigenen Bedarf her. So ist beispielsweise der früher in Rumänien weit verbreitete Typ Timiș 2 eine Eigenentwicklung der Straßenbahn Timișoara. Dessen Fertigung – unter anderem für zahlreiche andere rumänische Straßenbahnbetriebe – übertrug die Verkehrsgesellschaft jedoch 1977 dem Maschinenbau-Unternehmen Electrometal Timișoara, womit die Eigenproduktion endete.

## Netzentwicklung und Liniengeschichte

### Die Pferdebahnzeit (1869–1899)
Die von der 1867 gegründeten und ursprünglich Temesvári Közúti Vaspálya Társaság (TKVT) genannten privaten Aktiengesellschaft, die deutsche Entsprechung lautete Temesvárer Straßen-Eisenbahn-Gesellschaft, ins Leben gerufene Straßenbahn in Timișoara war bei ihrer Eröffnung am 8. Juli 1869 unter den ersten Pferdestraßenbahnen weltweit. Sie verkehrte zunächst nur zwischen der Piața Sfântul Gheorghe in der Inneren Stadt und der Fabrikstadt, ab dem 25. Oktober gleichen Jahres dann auf einer zweiten Linie auch zwischen der Inneren Stadt und dem linken Bega-Ufer in der Josefstadt. Vollendet wurde sie am 29. September 1871 mit der Verlängerung der etwas jüngeren Linie zum heutigen Nordbahnhof. Betriebliche Besonderheiten waren das Zwei-Klassen-System und der Güterverkehr für die heutige Timișoreana-Brauerei.

### Umstellung auf elektrischen Betrieb (1899)

Das Netz des Jahres 1899

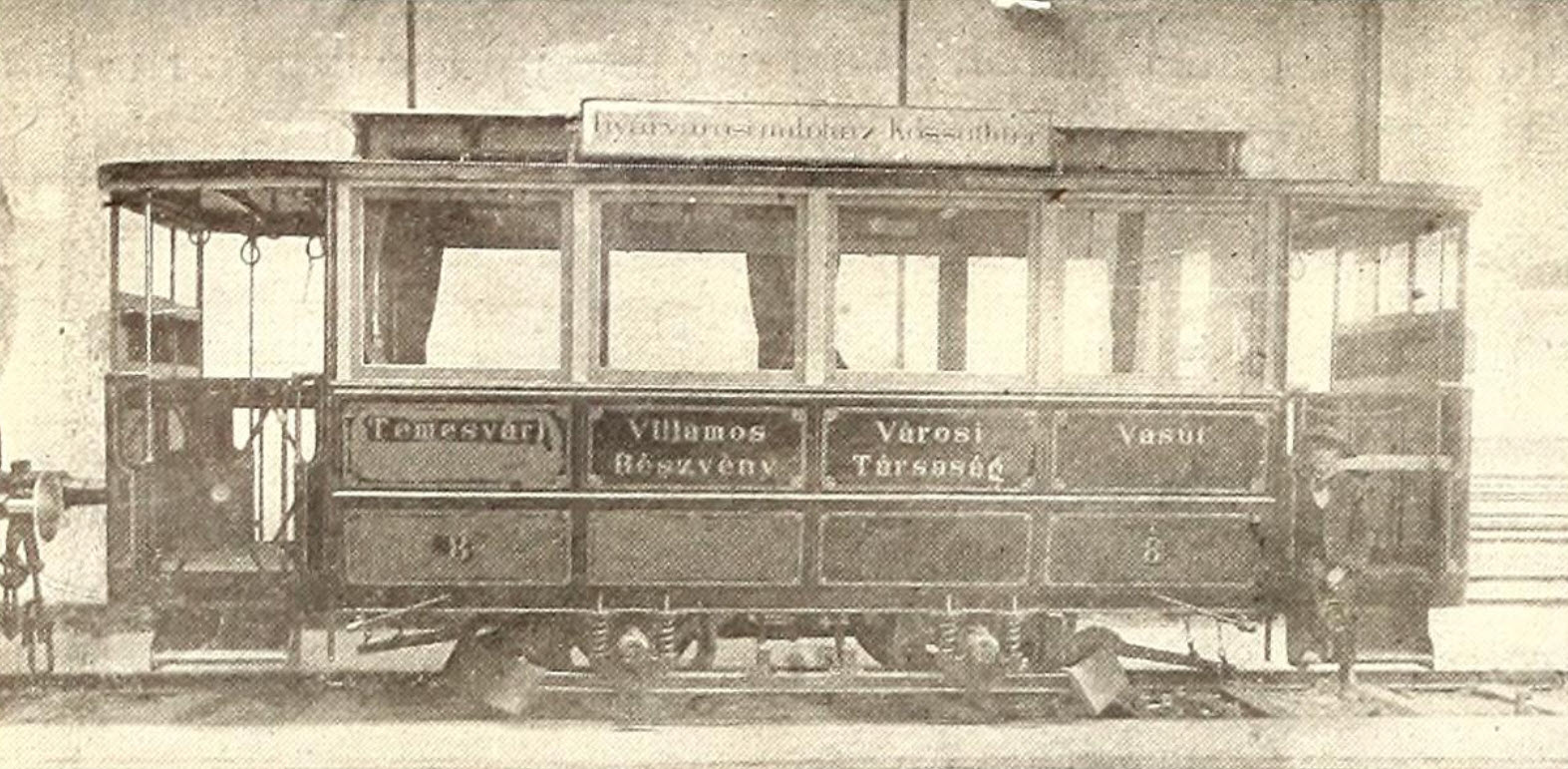
Triebwagen Nummer 8 auf der Weltausstellung Paris 1900, beschildert mit „Gyárvárosi Indóház–Kossuth tér“

Piața Sfânta Maria: Der Pendelwagen in die Elisabethstadt wartet auf Anschluss aus der Inneren Stadt, im Vordergrund ein zeitgenössisches Haltestellenhäuschen nach Wiener Vorbild

Beiwagenbetrieb auf der Linie II, der Zug hat soeben den Abzweig der Linie I zum Bahnhof passiert

Hochbetrieb in der Ausweiche auf der Piața Sfântul Gheorghe, im Hintergrund das Stumpfgleis mit zwei abgestellten Beiwagen

In der Josefstadt endete die Doppelspur von 1899 bis 1906 an der Piața Alexandru Mocioni. Rechts ein Wagen der Linie I oder II, in der Mitte der Pendelwagen der Linie V.

Vor dem Gara de Nord befand sich eine der anfangs vier Umsetzendstellen der elektrischen Straßenbahn, die Endhaltestelle selbst lag im eingleisigen Bereich

Gara de Nord: Der Triebwagen hat den Beiwagen des Vorgängerkurses soeben in die eingleisige Endhaltestelle geschoben und wird mit diesem gleich in Richtung Innere Stadt zurückfahren

Die ursprünglich freischwebende Hunyadi híd musste anlässlich der Elektrifizierung durch zwei zusätzliche Flusspfeiler verstärkt werden

Festungsdurchbruch beim Schloss Hunyadi, das eingleisige Bahnfestungstor dort wich 1899 der zweigleisigen Straßenbahntrasse im Vordergrund

Piața Alexandru Mocioni: Der Pendelwagen der Linie V zum Josefstädter Friedhof wartet auf Anschluss aus der Inneren Stadt, am rechten Bildrand die anfangs noch eingleisige Strecke der Hauptlinien I und II

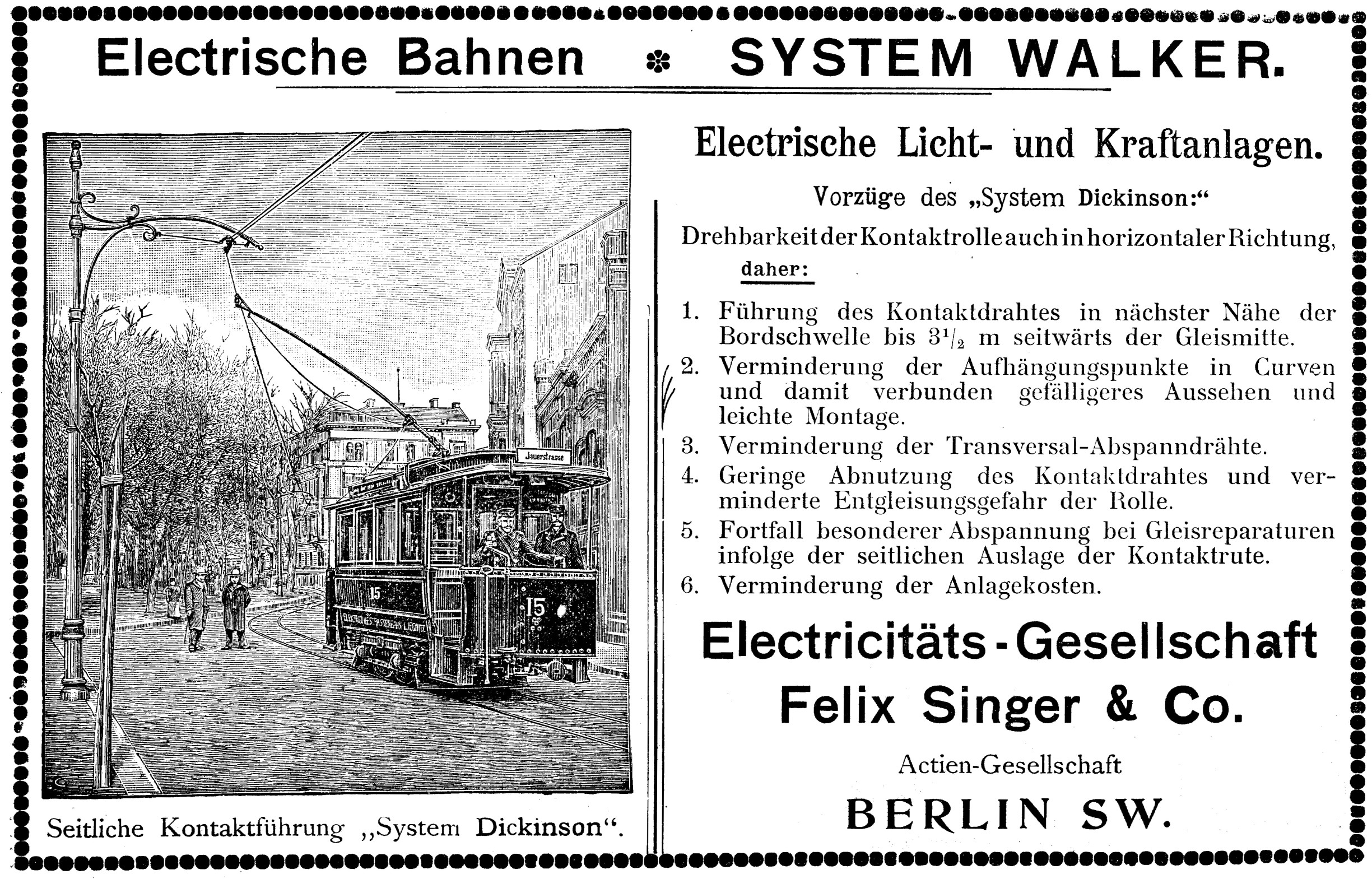
Werbeanzeige der Electricitäts-Gesellschaft Felix Singer & Co. von 1898, dieses Unternehmen erstellte im Jahr darauf die elektrische Ausrüstung der Straßenbahn Timișoara

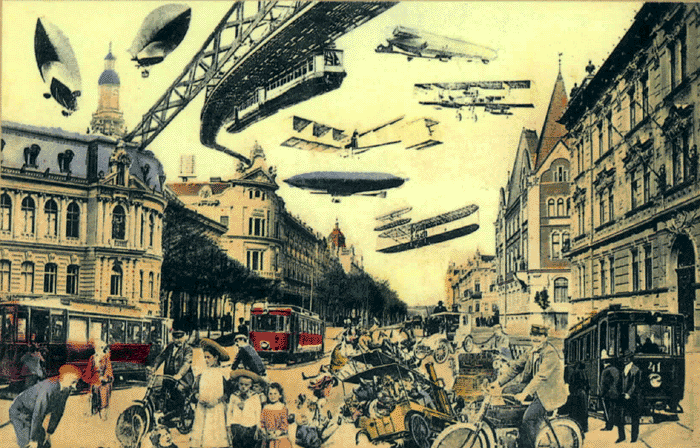
Josefstadt: Zukunftsvisionen um die Jahrhundertwende

Zum Ende des 19. Jahrhunderts stieg das Verkehrsbedürfnis im damaligen Temesvár stark an und konnte mit der Pferdebahn nur noch bedingt befriedigt werden. So hatte sich die Einwohnerzahl der Stadt während der Betriebszeit der Pferdebahn nahezu verdoppelt. Lebten 1869 noch 32.725 Einwohner in Temesvár, so waren es 1900 bereits 59.229 Einwohner. Damit gehörte die Banater Hauptstadt zu den größten Kommunen der österreichisch-ungarischen Doppelmonarchie. Ferner galt eine pferdebetriebene Straßenbahn gegen Ende des 19. Jahrhunderts als nicht mehr zeitgemäß. In Budapest, der Hauptstadt Transleithaniens, fuhren beispielsweise bereits seit 1887 elektrische Straßenbahnen, in Wien, der Hauptstadt Cisleithaniens, seit 1897. Aber auch vier ungarische Provinzstädte verfügten bereits vor Temesvár über eine Elektrische – dies waren Pozsony (seit 1895) sowie Miskolc, Szabadka und Szombathely (jeweils seit 1897). In der österreichischen Reichshälfte fuhr man damals – außer in der Hauptstadt – sogar schon in über zehn Städten mit Strom.
Auch die Erweiterung des Netzes gewann zunehmend an Dringlichkeit. Insbesondere die Bewohner der damals noch Mayerhöfe genannten Elisabethstadt – welche die Pferdebahn nur am westlichen Rand tangierte – forderten seit längerem einen eigenen Straßenbahnanschluss. Der Stadtbezirk war 1890 nach Temesvár eingemeindet worden. Ebenso dringlich war die verbesserte Anbindung des peripher gelegenen Fabrikstädter Bahnhofs, seit 1876 Temesvárs zweiter Bahnhof. Die heute Gara de Est genannte Station lag in damals noch unbebautem Gelände nördlich des Fabrikstädter Zentrums – von der zentral gelegenen Piața Traian aus über einen Kilometer entfernt – und war seit 1895 durch eine Pferdeomnibuslinie angebunden.
Die Ausbaupläne forcierte vor allem auch die Stadtverwaltung unter Führung des damaligen Bürgermeisters Karl Telbisz. Die Kommune nahm bereits Ende 1895 diesbezügliche Verhandlungen mit der Temesvári Közúti Vaspálya Társaság auf, die schon am 15. November 1895 ein entsprechendes Konzept vorstellte. Infolgedessen beschloss das Unternehmen in der Gesellschafterversammlung vom 20. Juli 1897 die Elektrifizierung und firmierte ab dem 21. Juli 1897 unter der neuen Bezeichnung Temesvári Villamos Városi Vasút Részvénytársaság, kurz TVVV. Die offizielle deutsche Entsprechung, die Protokollierung des Unternehmens war zweisprachig, lautete Temesvárer Elektrische Stadtbahn Actiengesellschaft. Für die Elektrische erteilten die Behörden – ebenfalls 1897 – auch eine neue Konzession, diese war bis zum 31. Dezember 1959 befristet.
Im Juli 1898 begannen schließlich die Bauarbeiten für das neue Liniennetz. Die Finanzierung besorgte die Ungarische Eisenbahn-Verkehrs-Actiengesellschaft aus Budapest, ungarisch Magyar Vasúti Forgalmi Részvénytársaság. Mit der Erstellung der elektrischen Anlage waren die Vereinigte Elektrizitäts AG vorm. B. Egger & Co. (VEAG) aus Wien und die Electricitäts-Gesellschaft Felix Singer & Co. aus Berlin gemeinsam betraut. Das vergleichsweise kleine Unternehmen Singer rüstete damals auch die Straßenbahnen in Bamberg (1897), Liegnitz (1898), Thorn (1899) und Stralsund (1900) elektrisch aus. Zur Anwendung kamen jeweils Stangenstromabnehmer mit Kontaktrolle des Systems Dickinson, die eine seitliche Abweichung von bis zu dreieinhalb Metern erlaubten. Beim Bau der Oberleitung fanden an exponierten Stellen wie vor dem Gara de Nord und auf der Piața Libertății verzierte Stahlrohrmaste von Mannesmann Verwendung, ansonsten gewöhnliche Holzmaste beziehungsweise in engeren Straßen Querdrähte und Oberleitungsrosetten. Der Fahrdraht hatte einen Durchmesser von acht Millimetern und war in einer Höhe von 5,5 Metern über der Schienenoberkante montiert. Die Holzmaste bewährten sich jedoch nicht, weil sie zu schnell verrotteten. Sie mussten deshalb bis 1904 vollständig durch Stahlgittermaste ersetzt werden.
Am 30. Juni 1899 fand die erste Probefahrt statt, bevor am Donnerstag, den 27. Juli 1899 schließlich der reguläre elektrische Betrieb begann. Damit endete – abgesehen von einem nächtlichen Kurs zum Gara de Nord und zurück – der Pferdebahnverkehr in Temesvár. Auch die Pferdeomnibusse stellten damals endgültig ihren Dienst ein. Gleichzeitig wuchs das Schienennetz von zuletzt 6,636 beziehungsweise 6,672 auf 10,315 Kilometer. Statt der beiden Pferdebahn-Radiallinien und der ergänzenden Pferdeomnibuslinie – die alle drei keine Nummern trugen – verkehrten fortan fünf elektrisch betriebene Linien, darunter zwei Durchmesserlinien und drei Radiallinien:
| Linie | Strecke                                                | Beschilderung                                     | Länge    | Takt       | Kurse |
| ----- | ------------------------------------------------------ | ------------------------------------------------- | -------- | ---------- | ----- |
| I     | Piața Sarmisegetuza – Gara de Nord                     | Malom tér – Belváros – Józsefvárosi Indóház       | 5,159 km | 10 Minuten | 6     |
| II    | Banatim – Splaiul Tudor Vladimirescu / Strada Mangalia | Buziási út – Belváros – Dunagőzhajózási ügynökség | 5,200 km | 15 Minuten | 4     |
| III   | Piața Traian – Gara de Est                             | Kossuth tér – Gyárvárosi Indóház                  | 1,100 km | 15 Minuten | 1     |
| IV    | Piața Sfânta Maria – Strada Memorandului               | Hunyadi út – Király utcza                         | 1,288 km | 15 Minuten | 1     |
| V     | Piața Alexandru Mocioni – Piața Iuliu Maniu            | Küttl tér – Temető utcza                          | 0,979 km | 15 Minuten | 1     |

Die Endstelle Dunagőzhajózási ügynökség der Linie II war nach der damaligen Agentur der Ersten Donau-Dampfschiffahrts-Gesellschaft benannt, die sich kurz nach der Einmündung der Strada Mangalia – die damals noch Csillag utcza hieß – in das Splaiul Tudor Vladimirescu befand. Allerdings konnte die circa 250 Meter lange Strecke zwischen der Király hid und der Agentur, wie auch der Abschnitt Piața Traian – Piața Sarmisegetuza, erst einige Tage nach Eröffnung der Elektrischen in Betrieb gehen, weil die Bauarbeiten auf diesen beiden Abschnitten am Tag der Umstellung noch im Gang waren.
Die Linienkennzeichnung mittels römischer Zahlen diente lediglich dem internen Gebrauch. Beschildert wurden die Wagen seitlich mittels am Wagendach angebrachten Wechselsteckschildern mit dem Linienverlauf in ungarischer Sprache und frontal mit einem farbigen Liniensignal mit der jeweiligen Linienkennfarbe. Als Tagessignal existierte hierbei eine kreisrunde weiße Blechscheibe mit einem farbigen Diagonalbalken, die rechts oben am Wagendach angebracht war. Als Nachtsignal für den Betrieb bei Dunkelheit diente hingegen der mittig unterhalb der Windschutzscheibe montierte Frontscheinwerfer, auf den ein durchscheinender farbiger Diagonalbalken aufgesetzt war. Die Kennzeichnung mittels Linienfarben war seinerzeit auch noch in vielen anderen Städten üblich. Sie sollte zum einen Analphabeten und zum anderen Angehörigen nationaler Minderheiten die Unterscheidung der verschiedenen Routen erleichtern, damals gehörte nur ein Drittel der Einwohner Temesvárs der ungarischen Titularnation an.
Der Großteil des elektrisch betriebenen Netzes waren dabei komplett neu errichtete Trassen. Dazu zählte auch die neue Streckenführung in der Inneren Stadt, die quer über die zentrale Piața Libertății führte. Auf der Piața Sfântul Gheorghe, dem bisherigen Betriebsmittelpunkt der Pferdebahn, befand sich eine Haltestelle mit Ausweiche sowie ein Stumpfgleis. Auf Letzterem wurden außerhalb der Hauptverkehrszeiten die nicht benötigten Beiwagen abgestellt. Die insgesamt zehn zur Verfügung stehenden Beiwagen kamen nur auf den am stärksten frequentierten Hauptlinien I und II zum Einsatz. Obwohl die beiden Linien zusammen ebenfalls nur über zehn Umläufe verfügten und alle vier Endstellen mit Umsetzgleisen ausgestattet waren, konnten nicht alle Fahrten mit Anhängern bestückt werden. Ursächlich hierfür waren die kurzen Wendezeiten an den Endpunkten, die ein Umfahren der Anhänger verhinderten und den Einsatz von zusätzlichen Stoßbeiwagen erforderten. Generell benötigte die Straßenbahngesellschaft die Beiwagen vor allem für den seinerzeit stark ausgeprägten Ausflugsverkehr an Sonn- und Feiertagen, insbesondere im Sommerhalbjahr. In der kalten Jahreszeit waren hingegen anfangs gar keine Anhänger in Betrieb, erst für den Winter 1901/1902 verzeichnet die Statistik erstmals zwei ganzjährig eingesetzte Beiwagen.
In der Fabrikstadt entstand 1899 auf der Piața Traian, die die Pferdebahn noch südlich umfahren hatte, ein wichtiger Umsteigeknoten. Zum zweiten zentralen Punkt des Netzes entwickelte sich die Piața Sfânta Maria. Dort hatten die Fahrgäste aus der Elisabethstadt Anschluss in alle Richtungen. In der Josefstadt erreichte die Straßenbahn den Bahnhof fortan auf direktem Wege via Bulevardul Regele Carol I und Strada General Ion Dragalina. Für die Fahrgäste aus der Gegend um die Piața Iuliu Maniu hatte dies allerdings einen Umsteigezwang an der Piața Alexandru Mocioni zur Folge, der dritten Umsteigestelle des neuen Netzes.
Ferner baute die Straßenbahngesellschaft parallel zur Elektrifizierung zwei Streckenabschnitte der Pferdebahn zweigleisig aus. Hierbei handelte es sich um den 1280 Meter langen Abschnitt zwischen der Piața Romanilor – wo sich damals auch eine Haltestelle befand – und der Piața Balaș beim heutigen Hotel Continental sowie um das 1088 Meter lange Teilstück zwischen dem Opernhaus und der Piața Alexandru Mocioni. Hierbei mussten auch die massiven Festungsmauern der Stadt durchbrochen werden, weil die beiden Bahnfestungstore nur für eine eingleisige Trassierung ausgelegt waren. Jedoch war die 1891 begonnene Entfestigung bereits in vollem Gang, das heißt, das bis 1910 gänzlich abgetragene Bollwerk war damals bereits nicht mehr intakt. Die beiden zusammen circa 2,4 Kilometer langen Doppelspurinseln waren dabei auch die einzigen Abschnitte der Pferdebahnstrecke, welche die Gesellschaft direkt umstellte. Von Vorteil war hierbei, dass kein Gleis – die elektrische Straßenbahn benötigte einen stärkeren Unterbau und schwerere Schienen – unter laufendem Betrieb umgebaut werden musste. Dies konnte vermieden werden, indem erst das neue zweite Gleis in Betrieb ging und anschließend das alte Pferdebahngleis ausgetauscht werden konnte. Nicht zuletzt aus diesem Grund verkehrte die elektrische Straßenbahn zwischen Piața Alexandru Mocioni und Strada Iancu Văcărescu auf der anderen Straßenseite als die Pferdebahn.
Beim Doppelspurausbau kam erstmals in Temesvár auch die nach Fahrtrichtungen getrennte Anlage der Gleise in Seitenlage zur Anwendung. Diese Trassierung – eine typisch österreich-ungarische Besonderheit – war zunächst auf zwei Abschnitten auf den breiten Boulevards der Temesvárer Vorstädte anzutreffen. Konkret betraf dies zwischen der Inneren Stadt und der Josefstadt circa 800 Meter zwischen der heutigen Kathedrale und der Piața Alexandru Mocioni sowie in der Fabrikstadt weitere circa 500 Meter zwischen dem Stadtpark und der Piața Romanilor. Die Aufteilung der Gleise ermöglichte es den Fahrgästen vor allem, direkt vom Gehweg aus einzusteigen. Sie mussten sich somit nicht den Gefahren des Straßenverkehrs aussetzen.
Darüber hinaus war auch ein Großteil der eingleisigen Abschnitte in Seitenlage trassiert. Wiederum profitierten die Fahrgäste vom gefahrlosen Fahrgastwechsel, zudem musste beim späteren zweigleisigen Ausbau das vorhandene Gleis nicht mehr verlegt werden. Im Gegenzug hatte diese Lösung Nachteile für den Individualverkehr, in jeweils einer Richtung kamen die Straßenbahnen den übrigen Straßenverkehrsteilnehmern frontal entgegen. Mittig trassiert waren lediglich drei kurze eingleisige Abschnitte rund um die Piața Traian, auch auf diesen ordnete die Gesellschaft das Gleis aber so an, dass es beim späteren Ausbau nicht mehr verrückt werden musste. Im Detail existierte zum Zeitpunkt der Elektrifizierung folgende Trassierung:
|  | Strada Alba Iulia / Strada Victor Vlad Delamarina – Hotel Continental                                    | eingleisig  | Rillenschienen | stadtauswärts gesehen links               |
|  | Hotel Continental – Baia Neptun                                                                          | zweigleisig | Vignolschienen | stadtauswärts gesehen rechts              |
|  | Baia Neptun – Piața Romanilor                                                                            | zweigleisig | Rillenschienen | nach Fahrtrichtung getrennt in Seitenlage |
|  | Piața Romanilor – Piața Traian                                                                           | eingleisig  | Rillenschienen | mittig                                    |
|  | Piața Traian – Piața Badea Cârțan                                                                        | eingleisig  | Rillenschienen | stadtauswärts gesehen rechts              |
|  | Piața Badea Cârțan – Gara de Est                                                                         | eingleisig  | Vignolschienen | stadtauswärts gesehen rechts              |
|  | Piața Traian – Piața Sarmisegetuza                                                                       | eingleisig  | Rillenschienen | stadtauswärts gesehen links               |
|  | Piața Traian – Piața Aurel Vlaicu                                                                        | eingleisig  | Rillenschienen | mittig                                    |
|  | Piața Aurel Vlaicu – Banatim                                                                             | eingleisig  | Rillenschienen | stadtauswärts gesehen links               |
|  | Strada Alba Iulia / Strada Victor Vlad Delamarina – Operă                                                | eingleisig  | Rillenschienen | stadtauswärts gesehen links               |
|  | Operă – Catedrala Mitropolitană                                                                          | zweigleisig | Vignolschienen | stadtauswärts gesehen links               |
|  | Catedrala Mitropolitană – Piața Alexandru Mocioni                                                        | zweigleisig | Rillenschienen | nach Fahrtrichtung getrennt in Seitenlage |
|  | Piața Maria – Piața Nicolae Bălcescu                                                                     | eingleisig  | Rillenschienen | stadtauswärts gesehen rechts              |
|  | Piața Nicolae Bălcescu – Strada Independentiei / Strada Memorandului                                     | eingleisig  | Vignolschienen | stadtauswärts gesehen rechts              |
|  | Piața Alexandru Mocioni – Piața Iuliu Maniu                                                              | eingleisig  | Vignolschienen | stadtauswärts gesehen rechts              |
|  | Piața Alexandru Mocioni – Bulevardul Regele Carol I / Strada Iancu Văcărescu                             | eingleisig  | Vignolschienen | stadtauswärts gesehen rechts              |
|  | Bulevardul Regele Carol I / Strada Iancu Văcărescu – Splaiul Tudor Vladimirescu / Strada Mangalia        | eingleisig  | Rillenschienen | stadtauswärts gesehen rechts              |
|  | Bulevardul Regele Carol I / Bulevardul Iuliu Maniu – Splaiul Tudor Vladimirescu / Bulevardul Iuliu Maniu | eingleisig  | Rillenschienen | stadtauswärts gesehen links               |
|  | Bulevardul Regele Carol I / Strada General Ion Dragalina – Gara de Nord                                  | eingleisig  | Vignolschienen | stadtauswärts gesehen links               |

Außerdem passte die Stadt im Zuge der Elektrifizierung die Brücke Podul Ștefan cel Mare den neuen Bedingungen an, sie wurde 1899 von fünf auf sieben Bögen erweitert. Ebenso musste die Brücke Podul Traian verstärkt werden, an dieser Maßnahme beteiligte sich die Straßenbahngesellschaft mit einem Viertel der Kosten. Die gesamten Investitionsausgaben für die Elektrifizierung betrugen 2.240.000 Kronen.
Die Stromversorgung der elektrischen Straßenbahn übernahm ein eigens errichtetes Dampfkraftwerk nach dem System von L. & C. Steinmüller. Dieses befand sich südlich des heutigen Bulevardul Take Ionescu, rechts des Verwaltungsgebäudes der Straßenbahngesellschaft. Das von dieser in Eigenregie betriebene Kraftwerk bestand aus einem Kesselhaus und einem Maschinenhaus. Ersteres beherbergte zwei Dampfkessel mit jeweils 181,7 Quadratmetern Heizfläche und einem Druck von zehn Atmosphären. Im Maschinengebäude waren zwei Verbunddampfmaschinen mit einer Leistung von jeweils 250 Pferdestärken installiert, sie trieben zwei elektrische Generatoren mit einer Leistung von 150 Kilowatt an. Die auf diese Weise erzeugte elektrische Spannung betrug anfangs 550 Volt. Um größere Spannungsabfälle zu vermeiden, existierten zwei Speisepunkte, einer in der Fabrikstadt und einer in der Josefstadt.
Mit der Umstellung war eine deutliche Steigerung der Transportleistung verbunden. Beförderte die Pferdebahn 1898 noch 874.901 Fahrgäste, so waren es bei der elektrischen Straßenbahn 1900 bereits 2.397.492 Personen, das heißt mehr als zweieinhalbmal so viele. Gemäß Vertrag mit der Stadt musste die Elektrische 18 Stunden täglich betrieben werden, das heißt zwischen 5:00 und 23:00 Uhr. Sie fuhr damit morgens und abends jeweils eine Stunde länger als die Pferdebahn. Zudem verkehrte sie doppelt so häufig: während die Pferdebahn nur fünfmal stündlich eine Verbindung zwischen der Inneren Stadt und den Vorstädten herstellte, waren es bei der Elektrischen bereits zehn Fahrten in 60 Minuten.
Die neu hinzugewonnenen Fahrgäste profitierten außerdem von den etwas kürzeren Reisezeiten. Während die Pferdebahn noch mit durchschnittlich etwa neuneinhalb Kilometern in der Stunde fuhr, war die Elektrische mit einer Reisegeschwindigkeit von durchschnittlich 10,3 (Linie I) respektive 10,4 (Linie II) Kilometern in der Stunde bereits um circa ein Zehntel schneller. Hinzu kam die direktere Trassierung. So war der Abschnitt Piața Alexandru Mocioni–Gara de Nord fortan um fast einen Kilometer kürzer, aber auch im Zulauf auf die Piața Sfântul Gheorghe sowie zwischen Piața Romanilor und Prințul Turcesc ersparten sich die Fahrgäste jeweils den zuvor gefahrenen Umweg. Vor allem aber entfiel für Reisende zwischen den Vorstädten der Umsteigezwang in der Inneren Stadt. Ferner hielt die elektrische Straßenbahn ab der Elektrifizierung nur noch an festen Haltestellen, während bei der Pferdebahn auf Wunsch auch zwischen zwei Stationen ein- und ausgestiegen werden konnte. Parallel dazu stellte die Gesellschaft neue Haltestellenhäuschen auf. Hierbei kamen standardisierte Eisen-Glas-Konstruktionen in Fertigteilbauweise zur Anwendung, die bereits in den 1870er Jahren exklusiv für die Wiener Straßenbahn entwickelt wurden. Diese Unterstände waren 1,60 Meter breit und in der Basisversion 3,00 Meter lang, sie konnten – außer in Temesvár – in exakt gleicher Bauweise auch in anderen Städten der Doppelmonarchie angetroffen werden.

### Neues Tarifsystem von 1899
Anlässlich der Elektrifizierung reformierte die Gesellschaft auch den Beförderungstarif. An die Stelle der bei der Pferdebahn üblichen von Einzelfahrkarten für eine Linie beziehungsweise Umsteigefahrkarten für beide Linien trat 1899 ein Teilstreckentarif mit insgesamt vier Zahlgrenzen. Es existierten somit fünf Preisstufen, die alle die bis zu zwei Umstiege erlaubten, die nötig waren, um einen beliebigen Punkt des Netzes zu erreichen. Im Zuge dieser Tarifumstellung sanken die Fahrpreise auf allen Relationen teils deutlich:
| bis 1899            | bis 1899  | ab 1899            | ab 1899                                      |
| ------------------- | --------- | ------------------ | -------------------------------------------- |
| Einzelfahrschein:   | 20 Fillér | eine Teilstrecke:  | 08 Fillér                                    |
| Umsteigefahrschein: | 30 Fillér | zwei Teilstrecken: | 12 Fillér                                    |
|                     |           | drei Teilstrecken: | 14 Fillér einfach, 24 Fillér hin- und zurück |
| vier Teilstrecken:  | 20 Fillér |                    |                                              |
| fünf Teilstrecken:  | 24 Fillér |                    |                                              |

Zwischen 1899 und 1906 ausgegebene Fahrscheine für eine Teilstrecke (links oben), zwei Teilstrecken (rechts oben), drei Teilstrecken (rechts unten) sowie für eine Hin- und Rückfahrt über drei Teilstrecken (links unten). Namentlich aufgeführt sind jeweils alle zehn Endhaltestellen der damals fünf Linien.

Die insgesamt zehn 1899 entstandenen Teilstrecken waren wie folgt definiert, die Piața Sfânta Maria und die Piața Alexandru Mocioni unterlagen einer tariflichen Gleichstellung:
| Beginn                                                                                            | Ende                                                                                              |
| ------------------------------------------------------------------------------------------------- | ------------------------------------------------------------------------------------------------- |
| Gara de Est                                                                                       | Piața Traian                                                                                      |
| Piața Sarmisegetuza                                                                               | Piața Traian                                                                                      |
| Banatim                                                                                           | Piața Traian                                                                                      |
| Piața Traian                                                                                      | Bezirksgrenze zwischen Fabrikstadt und Innerer Stadt (Podul Decebal)                              |
| Bezirksgrenze zwischen Fabrikstadt und Innerer Stadt (Podul Decebal)                              | Bezirksgrenze zwischen Innerer Stadt und Josefstadt beziehungsweise Elisabethstadt (Podul Traian) |
| Bezirksgrenze zwischen Innerer Stadt und Josefstadt beziehungsweise Elisabethstadt (Podul Traian) | Piața Sfânta Maria / Piața Alexandru Mocioni                                                      |
| Piața Sfânta Maria / Piața Alexandru Mocioni                                                      | Strada Memorandului                                                                               |
| Piața Sfânta Maria / Piața Alexandru Mocioni                                                      | Piața Iuliu Maniu                                                                                 |
| Piața Sfânta Maria / Piața Alexandru Mocioni                                                      | Splaiul Tudor Vladimirescu / Strada Mangalia                                                      |
| Piața Sfânta Maria / Piața Alexandru Mocioni                                                      | Gara de Nord                                                                                      |

### Verlegung der Bahnstrecke nach Caransebeș (1902)

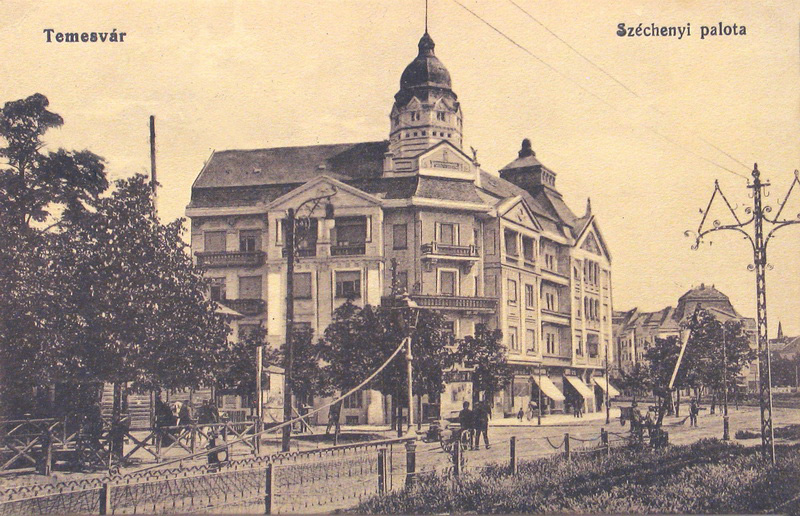
Bei der heutigen Kathedrale: der Bahnübergang mit Schlagbaum für die Straßenbahn und Drehschranke für den Straßenverkehr, im Hintergrund das Palais Széchényi

Eine betriebliche Besonderheit der elektrischen Straßenbahn waren – wie bereits bei der Pferdebahn – die niveaugleichen Kreuzungen mit der staatlichen Eisenbahn Magyar Államvasutak. Zwar entfiel 1899 die Kreuzung mit dem Industriegleis auf dem Bahnhofsvorplatz, weil dort ab der Elektrifizierung keine Straßenbahnen mehr fuhren. Jedoch kam infolge der Netzerweiterung von 1899 – neben den beiden Kreuzungen bei der heutigen Kathedrale der Heiligen drei Hierarchen sowie der dritten Kreuzung beim heutigen Liceul Pedagogic Carmen Sylva – eine vierte in der Strada Gheorghe Doja hinzu. Dort kreuzte die neue Straßenbahnlinie in die Elisabethstadt beim heutigen Parcul Carmen Sylva die bestehende Eisenbahnstrecke nach Karasjeszenö, die in diesem Abschnitt auch von den Zügen der Strecke nach Buziás mitbenutzt wurde.
Diese Querungen entwickelten sich zunehmend zum Problem, insbesondere galt dies für den am stärksten belasteten Doppelübergang bei der heutigen Kathedrale. Dort verkehrten auf beiden Strecken zusammen bis zu 40 Züge täglich. Sie verursachten lange Schließzeiten der Schranken, Wartezeiten zwischen drei und 15 Minuten waren an der Tagesordnung. Dies führte zu starken Behinderungen im Straßenbahn- und Straßenverkehr, insbesondere weil mit der Elektrifizierung auch der Straßenbahnverkehr deutlich zugenommen hatte. Die drei bestehenden Kreuzungen wurden seit 1899 von 20 Straßenbahnen stündlich passiert, die neue Kreuzung in der Strada Gheorghe Doja immerhin noch achtmal stündlich. Zudem übertrugen sich die Verspätungen – bedingt durch die zahlreichen eingleisigen Abschnitte – auch auf die entgegenkommenden Straßenbahnkurse. Erschwerend hinzu kamen die fehlenden Pufferzeiten an den Endstellen. Anders als bei der Pferdebahn, bei der an den Streckenenden ausreichende Pausen zur Erholung und Fütterung der Pferde eingeplant waren, fuhren die Wagen der Elektrischen nach dem Fahrgastwechsel sofort zurück. Dadurch kam es zu Pulkbildungen. Unabhängig davon teilten sich die beiden Hauptlinien aber auch regulär einen Teil ihrer Fahrplantrassen, das heißt im sogenannten Folgezugbetrieb. So verkehrte jeder dritte Kurs der Linie I im Bereich der gemeinsamen Stammstrecke zusammen mit einem der Kurs Linie II beziehungsweise jeder zweite Kurs der Linie II zusammen mit einem Kurs der Linie I.
Infolge der fortschreitenden Schleifung der Festungsanlagen konnte die Staatsbahn – nicht zuletzt auf Druck von Stadt und Straßenbahngesellschaft – 1902 ihre Strecke in Richtung Karánsebes nördlich um die Innere Stadt herum verlegen, auf der auch die Züge in Richtung Máriaradna fuhren. Dadurch entspannte sich die Situation spürbar. Die Kreuzung zwischen der Inneren Stadt und der Fabrikstadt entfiel komplett, an der heutigen Kathedrale kreuzten fortan nur noch die Züge in Richtung Karasjeszenö beziehungsweise Buziás die Straßenbahngleise.

### Kommunalisierung (1904)
Per Vertrag vom 31. Dezember 1903 kaufte die Stadtverwaltung das private Straßenbahnunternehmen für 2.571.150 Kronen auf, woraufhin dieses sich ab dem 14. Februar 1904 offiziell in Liquidation befand und ab dem 13. April 1904 als Firma gelöscht war. Daraufhin erhielt die Kommune, nach ausgiebiger Prüfung des Ministeriums, am 24. August 1904 auch die Konzession überschrieben. Die buchmäßige Übertragung der Fahrzeuge und der Immobilien folgte am 26. November 1904, bevor am 29. Dezember 1904 die Umwandlung der bisherigen Aktiengesellschaft in einen städtischen Eigenbetrieb den Prozess abschloss. Der – damals noch stellvertretende – Temesvárer Bürgermeister József Geml begründete die Kommunalisierung der Straßenbahn, seinerzeit ein allgemeiner Trend in Europa, wie folgt:

„Seit Jahren ist das Bestreben des Stadtmunizipiums dahin gewesen, daß es solche Geschäftszweige, welche die geselligen und wirtschaftlichen Interessen eines großen Teils der Stadtbevölkerung unmittelbar berühren und mit dem Anwachsen der Bevölkerung an Umfang zunehmen, zu eigenem wirtschaftlichem Zwecke in Anspruch nimmt, welche einerseits die auf Gewinnsucht privater Unternehmungen abzielenden Tendenzen ausschließt, andererseits die also zu erzielenden Einnahmen zur Herabminderung der öffentlichen Belastung verwendet.“

In Folge der Kommunalisierung übernahm die Stadt zum 1. November 1904 auch die Stromversorgung der Straßenbahn. Hierzu diente das bereits 1884 für die Straßenbeleuchtung in Betrieb genommene Elektrizitätswerk in der Fabrikstadt, dieses Kohlekraftwerk befand sich seit 1893 in städtischem Besitz. Temesvár gehörte seinerzeit zu den ersten europäischen Städten mit elektrischer Beleuchtung; von diesem Technologievorsprung profitierte auch die Straßenbahn. 1904 ging auch das erste Gleichrichterwerk in Betrieb. Das alte Kraftwerksgelände von 1899 verkaufte die Gesellschaft hingegen 1905 an die im gleichen Jahr gegründete Wollindustrie AG, die auf dem Areal ihre Hauptverwaltung errichtete.

### Anlage der Lloyd-Zeile (1905)

Piața Victoriei: Von 1905 bis 1923 verlief die Straßenbahn in Mittellage.

Nur sechs Jahre nach der Elektrifizierung und dem zweigleisigen Ausbau musste die Straßenbahntrasse zwischen dem Staatstheater und dem Bahnübergang bei der heutigen Kathedrale auf einer Länge von etwa 350 Metern erneut umgebaut werden. Nach der Schleifung der Festungswälle ging das Festungsvorland 1905 in städtischen Besitz über. Infolgedessen wurde die Allee in die Josefstadt begradigt und verbreitert. Es entstand die sogenannte Lloyd-Zeile, die heutige Piața Victoriei. Dort verlief die Straßenbahn fortan nicht mehr wie eine Überlandstraßenbahn neben der Straße, sondern in Mittellage des neuen Boulevards, im Bereich der heutigen Grünanlage. Außerdem nutzte die Straßenbahngesellschaft die Gelegenheit zu einer weiteren Trassenkorrektur im benachbarten Abschnitt zwischen der heutigen Kathedrale und dem Podul Traian. Dort verlegte sie die Schienen auf einer Länge von circa 300 Metern aus dem Straßenpflaster heraus auf eine Eigentrasse, stadtauswärts gesehen links der Straße.

### Zweigleisiger Ausbau und dritte Durchmesserlinie (1906)

Das ab dem 2. Juni 1906 bestehende Netz, die stillgelegte Strecke der Linie II zur Agentur der Ersten Donau-Dampfschiffahrts-Gesellschaft ist grün gekennzeichnet.

Monatskarte für alle Linien vom Januar 1906, Preis sechs Österreichisch-ungarische Kronen

Das kontinuierlich steigende Fahrgastaufkommen erforderte schon wenige Jahre nach der Elektrifizierung weitere Ausbaumaßnahmen. Um mehr Fahrgäste befördern zu können, baute die TVVV bis April 1906 zusätzliche Abschnitte zweigleisig aus. Neben der Passage der Inneren Stadt zwischen der Piața Balaș und dem Opernhaus betraf dies die Strecke von der Piața Alexandru Mocioni zum Gara de Nord und die Strecke der Linie II auf dem heutigen Bulevardul Regele Carol I.
In zweifacher Weise neuartig war dabei die Trassierung im Bereich des Bulevardul Regele Carol I, auf dem die Gleise wiederum nach Fahrtrichtung getrennt verliefen. Zwischen der Piaţa Alexandru Mocioni und der Kreuzung mit der Strada Iancu Văcărescu stand der Straßenbahn dabei ab 1906 auf jeder Straßenseite je ein eigener Gleiskörper zur Verfügung, während sie auf dem Restabschnitt bis zum Bulevardul Iuliu Maniu nicht am Straßenrand, sondern links und rechts eines breiten Mittelstreifens verlief. Dieser wurde als Flaniermeile und zur Abhaltung eines Wochenmarkts genutzt. Diese Anordnung diente in späteren Jahren als Vorbild für den Umbau weiterer Abschnitte, so entstanden beispielsweise auch in der Fabrikstadt und der Inneren Stadt solche Trassen mit dazwischen liegender Nutzfläche.
Kein Bestandteil des Ausbauprogramms war hingegen der circa 500 Meter lange Teilabschnitt der Linie II zwischen dem Bulevardul Regele Carol I und der Agentur der Ersten Donau-Dampfschiffahrts-Gesellschaft. Diese Verbindung diente hauptsächlich der Anbindung des Binnenhafens an der Bega sowie der staatlichen Tabakfabrik am gegenüberliegenden Ufer. Letztere war seinerzeit der größte Arbeitgeber in Temesvár, sie konnte über die Király hid bequem zu Fuß erreicht werden. Die Stilllegung der Strecke erfolgte im April oder Mai 1906, mit nur knapp sieben Betriebsjahren war sie damit die kurzlebigste Straßenbahnstrecke Timișoaras überhaupt. Die noch neuwertigen Schienen der Strecke fanden ganz in der Nähe eine weitere Verwendung. Sie dienten zum Aufbau einer gleichfalls rund 200 Meter langen Neubaustrecke in der benachbarten Strada Ioszef Preyer, auf dieser fuhr ab dem 2. Juni 1906 die Linie II. Sie war ebenfalls eingleisig und führte auf der rechten Straßenseite bis zur Kreuzung mit der heutigen Strada Mangalia. Bis die Schienen neu verlegt waren, endete die Linie II kurzzeitig an der heutigen Haltestelle Bulevardul Iuliu Maniu, am Beginn der Strada Ioszef Preyer.
Eigentlich sollte die eingestellte Strecke zur Agentur der Ersten Donau-Dampfschiffahrts-Gesellschaft durch eine circa einen Kilometer lange eingleisige Neubaustrecke am gegenüberliegenden rechten Begaufer ersetzt werden, die aber nicht mehr realisiert werden konnte. Diese wäre an der Ștefan cel Mare-Brücke von der Strecke zum Bahnhof abgezweigt und hätte an der Tabakfabrik vorbei bis zur Spiritusfabrik geführt, dem späteren Combinatul Petrochimic Solventul. Als Endstelle war die Einmündung der Strada Nufar vorgesehen. Gleichfalls nicht verwirklicht werden konnte eine gleichzeitig geplante kurze Erweiterung am anderen Ende der Stadt. Dort sollte die Linie I über die Piața Sarmisegetuza hinaus dem linken Ufer der Bega folgend bis zum Ștrand führen, benannt nach dem populären Flussschwimmbad dort, alternativ auch als Plajă bezeichnet. Diese Strecke ging schließlich erst 1923 in Betrieb.
Infolge der bis 1906 ausgebauten Abschnitte konnte die TVVV die beiden Radiallinien III und IV zu einer dritten Durchmesserlinie verknüpfen. Diese neue Linie III verkehrte seit 1906 im 15-Minuten-Takt auf der Strecke Gara de Est–Strada Memorandului, das Liniensignal IV entfiel. Die neue Linie bot den Bewohnern der Elisabethstadt erstmals Direktverbindungen in die Innere Stadt und in die Fabrikstadt, auch die Bewohner der nördlichen Fabrikstadt mussten fortan nicht mehr an der Piața Traian umsteigen. Gleichzeitig verbesserte sich das Angebot auf der Linie II vom bisherigen 15-Minuten-Takt auf einen Zehn-Minuten-Takt. Dadurch und durch die neue Streckenführung der Linie III stieg 1906 das Angebot auf der Stammstrecke Piața Traian–Piața Sfânta Maria von zehn auf 16 Fahrten je Stunde und je Richtung. Infolge der Taktverdichtung auf der Linie II und der neuen Durchmesserlinie III erhöhte sich der Wagenauslauf 1906 von 13 auf 17 Wagen, davon je sechs auf den Linien I und II, vier auf der Linie III und weiterhin ein Pendelwagen auf der Linie V. Infolge der Taktverdichtung und dem Einsatz größerer Wagen entfiel ab dem 21. Mai 1906 vorübergehend auch der Beiwagenbetrieb.
Außerdem entstand ebenfalls 1906 auf der Piața Traian die – bis 1915 zunächst eingleisige – direkte Nord-Süd-Verbindung. Sie wurde anfangs für Ein- und Ausrückfahrten der Linie II von und zum Depot benötigt, ab 1915 diente sie schließlich auch dem Güterverkehr. Ebenso erweiterte die Gesellschaft 1906 die Gleisanlagen auf der Piața Sfânta Maria von einer auf drei Weichen, zuvor war die Strecke der Linie III dort nur an das stadtauswärtige Gleis angeschlossen.

Strada 9 Mai: Ein B-Wagen erreicht die Piaţa Libertăţii, damals noch im Linksverkehr. Dieser Abschnitt ist seit 1906 ebenfalls zweigleisig.
Der 1906 umgestaltete Bulevardul Regele Carol I: neuartig ist der breite Mittelstreifen zwischen den Gleisen der als Flaniermeile und Marktplatz dient...
…während zwischen der Piaţa Alexandru Mocioni und der Strada Iancu Văcărescu auf jeder Straßenseite fortan je ein eigener Gleiskörper existierte.

### Theatergleis (1907)

Der Gleiswechsel vor dem Theater diente ab 1907 der Anbindung des – im Bild nicht sichtbaren – Theatergleises vor dem Schloss Hunyadi, in der Bildmitte das 1912 fertiggestellte Palais Lloyd.

1907 legte die Straßenbahngesellschaft vor dem Schloss Hunyadi ein neues Stumpfgleis für die Theaterwagen an, dieses war durch einen Gleiswechsel auf dem Theatervorplatz an beide Streckengleise angebunden. Das alte Abstellgleis am Rande der Piața Sfântul Gheorghe sorgte hingegen immer wieder für Beschwerden bei den dortigen Geschäftsinhabern, weshalb es 1911 verkürzt sowie in die Mitte des Platzes verlegt und schließlich 1926 anlässlich einer umfangreichen Gleiserneuerung in der Inneren Stadt ganz aufgelassen wurde.

### Weitere Doppelspuren (1908–1915)
In den Jahren 1908 bis 1915 schritt der zweigleisige Ausbau der wichtigsten Strecken weiter voran, die zusätzlichen Doppelspur-Abschnitte gingen wie folgt in Betrieb:
| 26. September 1908 | Piața Sfânta Maria – Strada Gheorghe Doja / Strada Romulus | circa 500 Meter | Linie III            |
| 26. November 1909  | Piața Romanilor – Piața Traian                             | circa 100 Meter | Linien I, II und III |
| 26. November 1909  | Piața Traian – Piața Sarmisegetuza                         | circa 800 Meter | Linie I              |
| 26. November 1909  | Piața Traian – Piața Badea Cârțan                          | circa 600 Meter | Linie III            |
| 1915               | Piața Traian – Banatim                                     | circa 800 Meter | Linie II             |
| 1915               | Piața Badea Cârțan – Gara de Est                           | circa 500 Meter | Linie III            |

1915 war bereits ein Großteil des Netzes zweigleisig ausgebaut, in grüner Farbe die 1909 aufgelassene alte Trasse in die Fabrikstadt.

Auch die Strecke der Linie II an der Schuhfabrik vorbei ist seit 1915 doppelspurig, hier mit mittigem Grünstreifen.

Nach dem Abschluss des Ausbaumaßnahmen der Jahre 1908 bis 1915 waren 8177,60 Meter des damals insgesamt 10.877 Meter langen Netzes zweigleisig angelegt, das heißt 75,2 Prozent. Die gesamte Gleislänge – inklusive aller Depotgleise – betrug 22.348,40 Meter. Als erste Temesvárer Straßenbahnlinie war die Linie I seit 1909 durchgehend zweigleisig geführt. Der tägliche Wagenauslauf wurde in jenen Jahren mehrfach erhöht: 1908 von 17 auf 19, 1910 auf 24, 1911 auf 25 und 1912 schließlich auf 28 Wagen. Durch den zweigleisigen Ausbau jener Jahre konnten mehrere Taktverdichtungen verwirklicht werden. Zunächst verkehrte die Linie III ab 1908 im Zehn-Minuten-Takt, bevor dann ab 1910 alle drei Hauptlinien alle siebeneinhalb Minuten statt zuvor alle zehn Minuten fuhren. Allerdings musste in den Jahren 1910–1911 vorübergehend die kurze Linie V eingestellt werden, weil sonst nicht genügend Reservewagen für die soeben verdichteten Hauptlinien zur Verfügung gestanden hätten.

### Kanalisierung der Bega in der Fabrikstadt (1909)
Nachdem die Bega bereits seit dem 19. Jahrhundert – von der Mündung her kommend – bis in die Josefstadt schiffbar war, folgte 1909 auch der Abschnitt durch die Fabrikstadt. Diese Maßnahme wirkte sich an gleich sieben Stellen auf die Straßenbahn aus:
- Ab dem 5. August 1909 erreichten die Straßenbahnen die Fabrikstadt aus Richtung Innere Stadt kommend über den neu erbauten Podul Decebal. Zusammen mit der Brücke entstand damals auch eine neue Verbindungsstraße zwischen der Piața Balaș und dem Parcul Poporului. Dieser heutige Bulevardul Revoluției 1989 erleichterte die planmäßige Besiedlung des Festungsvorlands auch in diesem Gebiet. Die neuen Straßenbahnschienen waren wiederum in Seitenlage angeordnet, als Nebeneffekt der circa 700 Meter langen neuen Trasse verkürzte sich der Weg in die Fabrikstadt um gut 100 Meter. Im Gegenzug kamen die Straßenbahnen fortan nicht mehr am Haupteingang des Franz-Joseph-Parks vorbei.
- Bei der Synagoge in der Fabrikstadt beziehungsweise der heutigen Haltestelle Bulevardul 3 August 1919 entfiel damals im Gegenzug die kleine Brücke über den Mühlkanal, einem ehemaligen Bega-Seitenarm der 1909 trockengelegt wurde.
- Zwischen der Piața Traian und der Piața Badea Cârțan wurde im Zuge der Kanalisierung die neue Brücke Podul Dacilor ihrer Bestimmung übergeben, diese Maßnahme erfolgte zusammen mit dem zweigleisigen Ausbau dieses Abschnitts. Der neue Übergang ersetzte zwei kleinere Brücken über den Mühlkanal und den Holzschwemmkanal.
- In der heutigen Strada Ion Mihalache entfiel die Brücke über den dortigen Bega-Seitenarm, sie lag zwischen der Piața Traian und der Strada Constantin Titel Petrescu.
- Im Zuge der Strada Andrei Șaguna folgte die Straßenbahn nicht mehr eingleisig der Bega, nachdem dort auf dem ehemaligen Flussbett ebenfalls ein breiter Boulevard mit zweigleisiger Trassierung am Straßenrand entstanden war.
- Auf der ebenfalls 1909 fertiggestellten Mihai Viteazul-Brücke waren als Bauvorleistung bereits von Beginn an Schienen verlegt, wenngleich dort letztlich erst ab 1929 Straßenbahnen fuhren.
- Im Bereich der ehemaligen Pfarrinsel, heute Piața Alexandru Sterca Șuluțiu, entfiel die doppelte Begaquerung der Linie II gänzlich.

Der 1909 fertiggestellte Boulevard in die Fabrikstadt, im Hintergrund der Podul Decebal sowie das etwas jüngere Neptunbad, vorne die heutige Haltestelle Prefectură Județului Timiș.
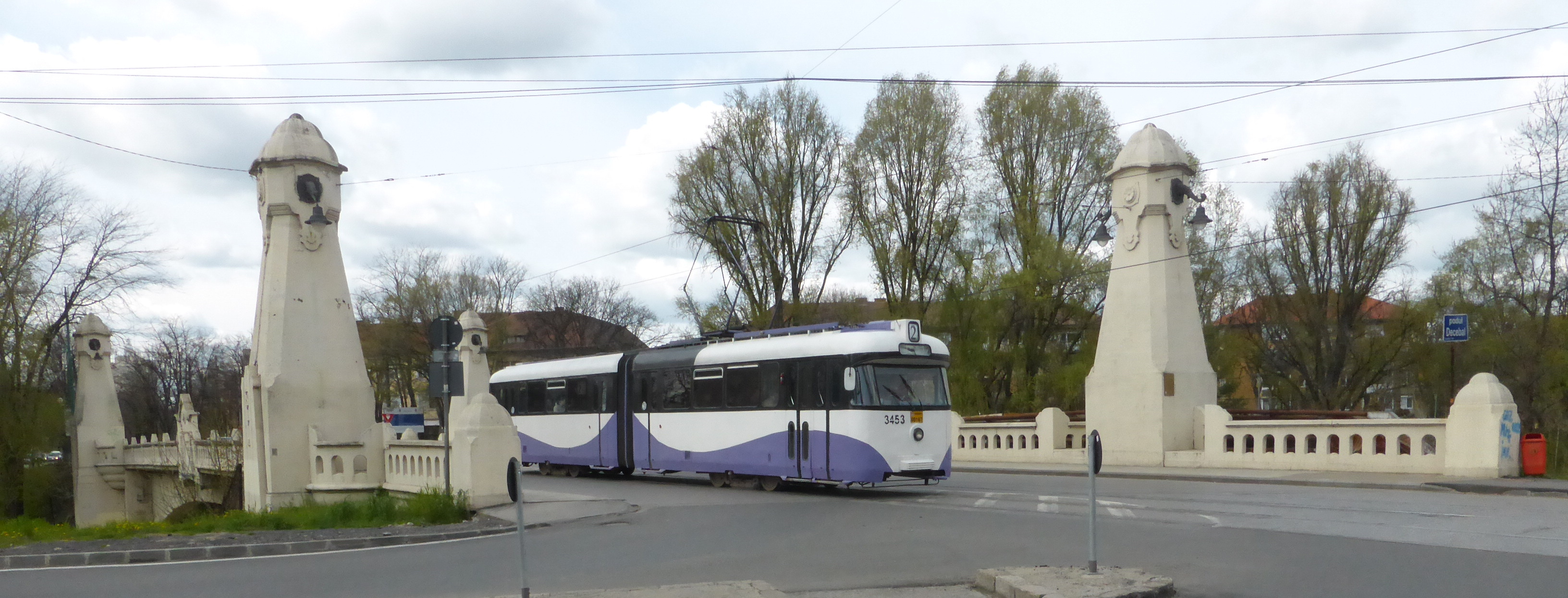
Der Podul Decebal 2015.
Die ehemalige Brücke über den Mühlkanal bei der Synagoge in der Fabrikstadt.
Der 1909 eröffnete Podul Dacilor verfügte von Beginn an über zwei Gleise, hier kurz nach der Inbetriebnahme.

### Wiedereinführung der Beiwagen (1909)

Ab 1909 verkehrten wieder Beiwagen, hier auf der Linie I vor dem Nordbahnhof.

Mit Reaktivierung der, zuvor vorübergehend abgestellten, ehemaligen Pferdebahnwagen verkehrten spätestens ab 1909 auch wieder Anhängerzüge auf den – mittlerweile drei – Hauptlinien. Die kurze Linie V verkehrte hingegen nach wie vor ausschließlich mit Solowagen. Für die Wintersaison 1909/1910 verzeichnet die Statistik dabei, nach drei Jahren Unterbrechung, wieder zwei ganzjährig eingesetzte Beiwagen. Ob die Straßenbahngesellschaft zuvor eventuell schon für den Ausflugsverkehr in den Sommermonaten der Jahre 1907 und 1908 wieder auf die Anhänger zurückgriff, ist nicht überliefert. Nachdem die Fahrgastzahlen ab 1912 – erstmals seit der Elektrifizierung – leicht zurückgegangen waren, verkehrten in den Wintern 1914/1915 und 1915/1916 wiederum keine Beiwagen.

### Neubau der Hunyadi híd (1912–1918)

Das von 1912 bis 1918 bestehende Brückenprovisorium, links das Bega-Palais

Ein Betriebserschwernis jener Zeit stellte die damals noch Hunyadi híd genannte Brücke Podul Traian zwischen der Inneren Stadt und der Josefstadt dar. Weil ab 1912 die alte Stahlfachwerkbrücke durch die bis heute bestehende Betonkonstruktion ersetzt wurde, musste die Straßenbahn die Bega ab November gleichen Jahres auf einem provisorischen eingleisigen Übergang passieren. Da an den Endstellen keine Pufferzeiten zur Verfügung standen, plante die TVVV hierfür auf den drei Hauptlinien jeweils einen zusätzlichen neunten Umlauf ein, wodurch die Verzögerungen durch die Engstelle abgefedert werden konnten.
Die Fertigstellung der neuen Brücke verzögerte sich jedoch kriegsbedingt, es dauerte bis 1917, ehe sie – zunächst nur für Fußgänger – freigegeben wurde. Und erst im November 1918 konnte schließlich auch die Straßenbahn vom Provisorium auf die endgültige Trasse verschwenkt werden. Die alte Brücke ist erhalten geblieben, sie wurde 1915 etwa 500 Meter flussabwärts als Fußgängerbrücke wieder eröffnet. Die 1912 eingeführten zusätzlichen Umläufe auf den drei Hauptlinien blieben jedoch auch nach Abbau der eingleisigen Behelfsbrücke erhalten, um einen pünktlicheren Betrieb mit entsprechenden Zeitreserven zu gewährleisten.

### Erweiterung zur Strada Crizantemelor und nicht realisierte Ausbaupläne
Als letzte Netzerweiterung in der ungarischen Zeit ging in den 1910er Jahren die – nur circa 200 Meter lange – Verlängerung von der Strada Mangalia zur Strada Crizantemelor in Betrieb. Ihr genaues Eröffnungsdatum ist nicht überliefert, auf dem Stadtplan von 1913 ist sie jedoch noch nicht verzeichnet. Abgesehen davon existierten damals aber weit umfangreichere Ausbaupläne, die zusammen länger waren als das damals bestehende Netz. Darunter beispielsweise der Anschluss der 1910 eingemeindeten Mehala sowie diverse Querverbindungen und Ringschlüsse. Kriegsbedingt konnten die Vorhaben jedoch teilweise erst Jahrzehnte später realisiert werden oder aber entfielen gänzlich:
- Piața Libertății – Strada Macilor – Strada Războieni – Ronaț – Strada Gelu – Gara de Nord
- Strada Macilor – Mehala, Kreuzung Strada Munteniei / Strada Martir Cernăianu / Strada Basarabia
- Strada Gelu – Strada Crizantemelor – Piața Iuliu Maniu
- Oper – Gara de Nord, Direktverbindung via Bulevardul Republicii
- Piața Nicolae Bălcescu – Banatim
- Piața Sarmisegetuza – Gara de Est

### Erster Weltkrieg
Der Erste Weltkrieg wirkte sich auch auf das Straßenbahnpersonal aus. Weil das Militär die Männer im wehrfähigen Alter an die Front einzog, mussten schon in den ersten Kriegsjahren erstmals auch Frauen im Schaffnerdienst aushelfen. Unterstützt wurden sie von Jugendlichen unter 18 Jahren sowie zuvor nicht bei der Straßenbahngesellschaft beschäftigten Männern, die nicht zur Armee mussten. Mit Ende des Krieges kehrten die gewesenen Soldaten wieder an ihre Arbeitsplätze zurück – die Aushilfsschaffner und -schaffnerinnen wurden entlassen. Der Krieg machte sich auch äußerlich an den Straßenbahnwagen erkennbar. So ersetzte die Straßenbahngesellschaft beispielsweise die eisernen Einstiegsgitter durch Holzplatten. Ferner führte sie zur Verbesserung der Einnahmesituation wieder Außenwerbung an ihren Fahrzeugen ein, wie dies bereits bei der Pferdebahn üblich war. Zunächst standen den Werbetreibenden hierfür nur eigens zu diesem Zweck angebrachte seitliche Dachschilder zur Verfügung, bevor in der Zwischenkriegszeit auch Rumpfwerbung unterhalb der Fenster eingeführt wurde. Überlieferte Werbepartner sind Philips, Tungsram, Odol, die örtliche Schuhfabrik Turul Czipőgyár, die Brauerei mit ihrer Biermarke Casino sowie der Einzelhändler Kecskeméti.
Bereits im ersten Kriegsjahr 1914 musste die Straßenbahn – erstmals überhaupt seit ihrer Eröffnung im Jahr 1869 – den täglichen Wagenauslauf reduzieren. So verkehrten Ende 1914 nur 26 statt 28 Kurse, bevor sich die Situation schließlich im Laufe des Jahres 1915 stabilisierte und die Gesellschaft wieder das Standardprogramm aus der Vorkriegszeit anbieten konnte. Dieser Zustand hielt bis ins letzte Kriegsjahr an, als das Elektrizitätswerk unter Kohlemangel litt. Um Strom einzusparen, musste deshalb der tägliche Wagenauslauf 1918 wiederum von 28 auf 26 Wagen gekürzt werden. Für die Fahrgäste änderte sich letztlich nichts, es blieb auf allen drei Hauptlinien beim 7,5-Minuten-Takt. Allerdings bedeutete der Abzug des jeweils neunten Umlaufs auf den Linien I und III, dass diese – wie bereits bis 1912 üblich – an den Endstellen keine Pufferzeiten hatten.
Um die Betriebskosten zu decken, mussten zum Kriegsende hin außerdem, zum ersten Mal überhaupt seit der Elektrifizierung, gleich zweimal die Fahrpreise angehoben werden. Damit erreichte die Straßenbahn wieder das Preisniveau aus der Pferdebahnzeit:
| Teilstrecken          | seit 1899 | ab 1. August 1917 | ab 1. Juli 1918 |
| --------------------- | --------- | ----------------- | --------------- |
| eine:                 | 08 Fillér | 10 Fillér         | 14 Fillér       |
| zwei:                 | 12 Fillér | 14 Fillér         | 18 Fillér       |
| drei:                 | 14 Fillér | 16 Fillér         | 20 Fillér       |
| drei hin- und zurück: | 24 Fillér | 26 Fillér         | 30 Fillér       |
| vier:                 | 20 Fillér | 22 Fillér         | 26 Fillér       |
| fünf:                 | 24 Fillér | 26 Fillér         | 30 Fillér       |

1914 trugen die Wagen bereits Außenwerbung, hier für die örtliche Schuhfabrik. Kriegsbedingt wurden außerdem die Einstiegsgitter durch Holzplatten ersetzt.

Um den während des Krieges sprunghaft steigenden Fahrgastzahlen gerecht zu werden, bot die Gesellschaft außerdem ab 1916 – nach zwei Jahren Unterbrechung – auch wieder ganzjährig Anhänger an.

### Beginn der rumänischen Zeit (1919)

Ab dem 5. Juli 1920 gültiger Straßenbahn-Notgeldschein im Nennwert von 20 Fillér

Am 3. August 1919 fiel die Stadt Temesvár infolge des verlorenen Ersten Weltkriegs und der damit verbundenen Teilung des Banats unter großrumänische Verwaltung. Aus der Temesvári Villamos Városi Vasút wurde seinerzeit die Tramvaiele Comunale Timișoara, abgekürzt T.C.T. Zu den bestehenden vier rumänischen Straßenbahnbetrieben in Bukarest, Galați, Iași und Brăila kamen damals acht neue dazu. Neben dem hier behandelten Netz waren dies Arad, Cernăuți, Chișinău, Lipova, Satu Mare, Sibiu sowie Oradea. Nach dem Friedensvertrag von Trianon gehörte das Banat und somit auch seine Hauptstadt Temesvár, seit 1919 amtlich Timișoara genannt, dann ab dem 4. Juni 1920 auch offiziell zu Rumänien.
Die neuen Machtverhältnisse hatten auch für die Straßenbahn praktische Folgen, sie wurde noch im Laufe des Jahres 1919 vom Linksverkehr auf den in Rumänien traditionell üblichen Rechtsverkehr umgestellt. Bauliche Veränderungen waren hierzu nicht erforderlich – damals existierten noch keine Wendeschleifen und alle Wagen waren Zweirichtungsfahrzeuge mit beidseitigen Einstiegen. Jedoch baute die Gesellschaft den Gleiswechsel auf der Piața Libertății aus Sicherheitsgründen so um, dass im Falle einer falsch gestellten Weiche auch weiterhin keine Frontalkollisionen möglich waren – das heißt, er wurde um 180 Grad gedreht. Außerdem mussten sich die Fahrgäste an die neuen rumänischen Haltestellenbezeichnungen und Zielbeschilderungen sowie die Ausweisung der Fahrpreise in rumänischer Währung gewöhnen. Zuvor waren übergangsweise eigene Notgeldscheine der Straßenbahngesellschaft im Umlauf. Diese trugen bereits rumänische Aufschriften, waren aber noch in ungarischer Währung ausgewiesen.

### Wirtschaftliche Probleme in der Nachkriegszeit
In den ersten Jahren nach dem Ersten Weltkrieg stellten die grassierende Inflation sowie der damals vorherrschende Triebwagenmangel die Straßenbahn vor enorme Probleme. Vor allem aber hatten sich die Fahrgastzahlen innerhalb von nur fünf Jahren mehr als verdoppelt. Während 1914 noch 8.153.695 Personen mit der Straßenbahn fuhren, waren es 1919 bereits 21.040.097, was zunächst nur mit verstärktem Beiwageneinsatz bewältigt werden konnte. Auch die Fahrpreise stiegen damals weiter stark an, wobei die erste Erhöhung nach dem Krieg gleichzeitig auch eine Vereinfachung des Tarifs mit sich brachte. Fortan existierten nur noch zwei statt fünf Preisstufen, zusätzlich entfielen die 1895 eingeführten ermäßigten Rückfahrkarten. Die Innere Stadt fungierte dabei ab 1919 als einzige verbliebene Zahlgrenze:
|                                                | ab 1. April 1919 | ab 1. Januar 1920 | ab 1. Juli 1920 | ab 9. September 1920 | ab Währungsreform im November 1920 | ab 1. Januar 1921 |
| ---------------------------------------------- | ---------------- | ----------------- | --------------- | -------------------- | ---------------------------------- | ----------------- |
| zwischen einer Vorstadt und der Inneren Stadt: | 30 Fillér        | 50 Fillér         | 080 Fillér      | 100 Fillér           | 100 Fillér = 0,50 Lei              | 0,75 Lei          |
| zwischen zwei beliebigen Punkten:              | 46 Fillér        | 80 Fillér         | 120 Fillér      | 150 Fillér           | 150 Fillér = 0,75 Lei              | 1,00 Lei          |

Um die letztgenannte Erhöhung zumindest teilweise abzufedern, führte die T.C.T. aber nur gut einen Monat nach deren Inkrafttreten eine günstige dritte Preisstufe für Kurzstreckenfahrten ein:
|                                                | ab 12. Februar 1921 | ab 1. Januar 1923 | ab 1. Januar 1924 | ab 1. Januar 1925 |
| ---------------------------------------------- | ------------------- | ----------------- | ----------------- | ----------------- |
| innerhalb eines Stadtbezirks:                  | 0,50 Lei            | 1,00 Lei          | 2,00 Lei          | 3,00 Lei          |
| zwischen einer Vorstadt und der Inneren Stadt: | 0,75 Lei            | 2,00 Lei          | 3,00 Lei          | 4,00 Lei          |
| zwischen zwei beliebigen Punkten:              | 1,00 Lei            | 3,00 Lei          | 4,00 Lei          | 5,00 Lei          |

Der Rückbau zahlreicher im Krieg zerschlissener Triebwagen zu Beiwagen führte ferner zu einem eklatanten Fahrzeugmangel. Weiterhin mussten daher auf den Linien I und III jeweils ein (1919, 1922) oder zwei (1920 und 1921) Umläufe ausfallen. Erst im Laufe des Jahres 1923 konnte wieder zum Regelbetrieb mit ausreichenden Pufferzeiten an den Endstellen übergegangen werden.

### Erweiterung zum Ștrand (1923)

Vor dem Wasserkraftwerk befand sich ab 1923 die Endstelle der Linie I, am rechten Bildrand die letzten Häuser der Strada Frédéric Chopin und das Areal der Endstelle.

Die Stabilisierung der wirtschaftlichen Situation erlaubte es der Straßenbahngesellschaft, viereinhalb Jahre nach Kriegsende die erste Neubaustrecke unter rumänischer Regie zu eröffnen. Am 1. Juli 1923 ging – wie bereits 1906 geplant – die Verlängerung der Linie I bis zur neuen Endstation Ștrand in Betrieb. Die Erweiterung im Zuge der Strada Frédéric Chopin war 390 Meter lang und durchgehend eingleisig, sie endete bei der Einmündung der Strada Cezar Bolliac. Die neue Strecke verlief stadtauswärts betrachtet links der Straße auf eigenem Gleiskörper mit Vignolschienen, die Endstelle verfügte über ein 87 Meter langes Umsetzgleis.
Als Besonderheit dieser Route verkehrte die Linie I zunächst jedoch nur in den Sommermonaten zur neuen Endstelle. Außerhalb der Badeperiode endete sie hingegen wie zuvor an der Biserica română, so auch der damalige Name der heutigen Haltestelle Piața Sarmisegetuza. Auf Grund dieses Saisonbetriebs war die Endstelle Ștrand ferner als einzige des Netzes nicht auf den damaligen Fahrscheinen verzeichnet. Zudem galt bis 1925 für Fahrten zum Strandbad ein ermäßigter Sondertarif.

### Erweiterung in die Mehala (1923)
Ab 23. November 1923 fand die technische Abnahme einer gänzlich neuen Radiallinie IV zwischen der Piața Libertății und der Piața Avram Iancu in der Mehala statt, bevor diese 2465 Meter lange Verbindung am Samstag, den 24. November 1923 den regulären Betrieb aufnahm. Sie nahm dabei nicht den direkten Weg über die Verbindungsstraße in die Mehala – der heutigen Strada Gheorghe Lazăr – sondern führte durch die Calea Bogdăneștilor und schließlich rechts am damaligen Sumpfgebiet Balta Verde vorbei. Dieser Umweg diente der Anbindung des zuvor entstandenen Wohnquartiers Colonia Blașcovici. Anders als noch in den 1910er Jahren geplant folgte die neue Route nicht der Strada Macilor, sondern führte durch den Bulevardul Cețății sowie die Strada Cloșca und endete am westlichen Rand der Piața Avram Iancu, an der Einmündung der Strada Munteniei – die erst zwischen 1925 und 1937 gebaute Auferstehungskirche existierte damals noch nicht. Die neue Strecke in die Mehala war durchgehend eingleisig und stadtauswärts betrachtet rechtsseitig trassiert. Sie verlief bis zur Piața Timișoara 700 auf Rillenschienen im Straßenraum, ab dort auf eigenem Gleiskörper mit Vignolschienen. Lediglich im Bereich der Eisenbahnunterführung nach der Einmündung der Strada Dr. Iosif Nemoianau musste sich die Straßenbahn ihre Trasse auf einigen Metern mit dem Individualverkehr teilen. Bei der Strecke in die Mehala kamen dabei erstmals Fahrleitungsmasten aus Stahlbeton zum Einsatz.
Allerdings konnte die Linie IV anfangs nur mit reduzierter Geschwindigkeit sowie im 25-Minuten-Takt fahren, wobei zwei Wagen im Sichtabstand hintereinander herfuhren. Ursächlich hierfür war neben dem damaligen Wagenmangel eine fehlende Versorgungsleitung. Erst im Laufe des Jahres 1924 konnte der Vollbetrieb mit einem 7,5-Minuten-Takt und drei Zügen aufgenommen werden. Hierfür standen – neben den beiden Umsetzendstellen – zwei weitere Ausweichen an der Calea Circumvalaţiunii einerseits und an der heutigen Strada Madrid andererseits zur Verfügung, die sich damals aber beide noch auf freiem Feld befanden. Die stadtseitige Kuppelendstelle befand sich in der nordwestlichen Ecke der Piața Libertății, im rechten Winkel zwischen der Strada Coriolan Brediceanu und der Strada Ungureanu, das heißt an Stelle der 1911 abgerissenen barocken Franziskanerkirche. Das Umsetzgleis auf der Piața Avram Iancu war ferner eingezäunt und ermöglichte somit die periphere Abstellung nicht benötigter Beiwagen.

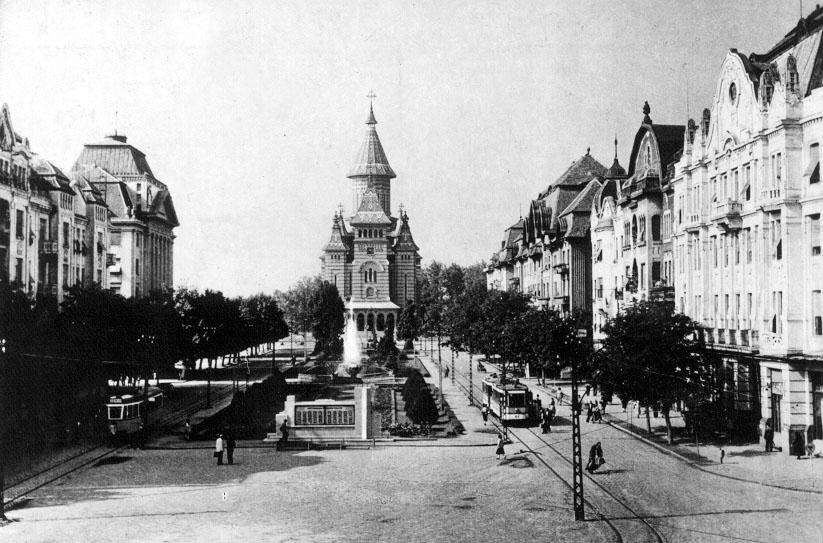
Von 1923 an fuhr die Straßenbahn auf der Lloyd-Zeile links und rechts des mittigen Grünstreifens, hier aufgenommen in den 1950er Jahren.

Wie bereits von 1899 bis 1906 verkehrten damit ab 1923 wieder fünf Straßenbahnlinien:
| I   | Sommerbetrieb: Ștrand – Gara de Nord Winterbetrieb: Piața Sarmisegetuza – Gara de Nord | 07,5-Minuten-Takt | 9 Kurse, teilweise mit Beiwagen |
| II  | Banatim – Strada Crizantemelor                                                         | 07,5-Minuten-Takt | 9 Kurse, teilweise mit Beiwagen |
| III | Gara de Est – Strada Memorandului                                                      | 07,5-Minuten-Takt | 9 Kurse, teilweise mit Beiwagen |
| IV  | Piața Libertății – Piața Avram Iancu                                                   | 10-Minuten-Takt   | 3 Kurse, teilweise mit Beiwagen |
| V   | Piața Alexandru Mocioni – Piața Iuliu Maniu                                            | 15-Minuten-Takt   | 1 Kurs                          |

Außerdem veränderte die T.C.T. 1923 die Straßenbahngleise auf der Lloyd-Zeile nach den Umbauten von 1899 und 1905 erneut und setzte damit ein weiteres Vorhaben aus ungarischer Zeit um. Sie verliefen fortan – analog zu den einige Jahre zuvor umgebauten Abschnitten in der Josefstadt und der Fabrikstadt – nach Fahrtrichtung getrennt in einem Abstand von circa 30 Metern zueinander. In ihrer Mitte entstand die bis heute vorhandene Grünanlage. Mit diesem Umbau entfiel außerdem das 1907 eingerichtete Theatergleis beim Schloss Hunyadi sowie der damit zusammenhängende Gleiswechsel beim Palais Lloyd.

### Modernisierungs- und Beschleunigungsprogramm (1925)
Als erste Modernisierungsmaßnahme nach dem Krieg begann die Straßenbahngesellschaft bereits im Laufe des Jahres 1922 die Dickinson-Rollenstromabnehmer durch die moderneren Lyrastromabnehmer zu ersetzen. Dies ermöglichte einen flexibleren Betrieb an den Verzweigungen des Netzes, das manuelle Umsetzen der Stromabnehmerstangen entfiel fortan. Zuvor mussten auch die Oberleitungsmasten aus der Anfangszeit umgebaut werden, statt der kunstvoll geschwungenen erhielten sie schlichte gerade Ausleger. Diese waren etwas länger, die Oberleitung verlief nun exakt zwischen den beiden Schienen. Jedoch zog sich die Umstellung eine Weile hin, so besaß der letztgebaute DII-Triebwagen bei seiner Inbetriebnahme im Jahre 1924 noch einen alten Rollenstromabnehmer. Erst die 1925 abgelieferten F-Wagen benutzten von Beginn an Pantographen, womit dieser Teil des Modernisierungsprogramms abgeschlossen war.
Ebenfalls mit der Indienststellung der neuen F-Wagen schaffte die Gesellschaft die bisher verwendeten Liniensymbole sowie die interne Unterscheidung durch römische Zahlen ab. Die Linien waren fortan einheitlich mit arabischen Ziffern bezeichnet. Die Liniennummern waren – wie bis heute üblich – auch außen an den Wagen angeschrieben, hierzu verwendete man vorne und hinten beleuchtbare runde Liniensignale mit weißer Schrift auf schwarzem Grund. Zusätzlich stattete die T.C.T. ihre Wagen nun auch mit Zielschildern unterhalb der Frontscheibe aus, analog zu den sogenannten Brustwandtafeln bei der Wiener Straßenbahn. Diese Steckschilder mit schwarzer Schrift auf weißem Grund wurden nicht gewechselt, das heißt, vorne war das eigentliche Fahrtziel angeschrieben, hinten aber die Endhaltestelle der Gegenrichtung.
Um die Straßenbahn weiter zu beschleunigen, entfielen außerdem 1925 einige weniger stark frequentierte Zwischenhaltestellen aus der Zeit der Elektrifizierung – die Stationsabstände waren ursprünglich wesentlich geringer als heute. So entfiel damals beispielsweise der Halt auf der Piața Romanilor.
Gleichfalls 1925 führte das Unternehmen außerdem auf allen Linien einen speziellen Spätverkehr ein. Endete der Betrieb zuvor ganzjährig um 22:00 Uhr, verkehrte fortan im Sommerhalbjahr circa ein Drittel der Wagen bis gegen 23:30 Uhr. Im Winterhalbjahr endete der reguläre Betrieb ab jenem Jahr bereits um 21:00 Uhr, der Spätverkehr entsprechend um 22:30 Uhr. Für die Benutzung dieser Spätkurse war der doppelte Fahrpreis zu entrichten.
Den Abschluss des Modernisierungsprogramms der 1920er Jahre bildete die Einführung elektrisch gesteuerter Weichen nach dem System der Maschinenfabrik Oerlikon. Die erste solche Anlage ging 1927 an der Piața Sfânta Maria in Betrieb, die zweite noch im gleichen Jahr an der heutigen Haltestelle Bulevardul Regele Carol I, die dritte 1928 bei der Schuhfabrik und weitere drei schließlich 1929 auf der Piața Traian. Durch die Beschleunigungsmßnahmen konnte die Linie 1 ab 1927 von einem Siebeneinhalb-Minuten-Takt auf einen Fünf-Minuten-Takt umgestellt werden, während sich der Wagenauslauf auf den anderen beiden Hauptlinien bei gleichbleibendem Takt etwas reduzierte.
Allein durch die im Jahr 1925 aufgehobenen Haltestellen gelang es die Durchschnittsgeschwindigkeit von zehn auf zwölf Kilometer in der Stunde zu steigern. Insgesamt verbesserte diese sich in jener Epoche von 9,5 Kilometern in der Stunde im Jahr 1920 auf 13 Kilometer in der Stunde im Jahr 1936.

### Erweiterung über die Stadtgrenze nach Fratelia (1926)

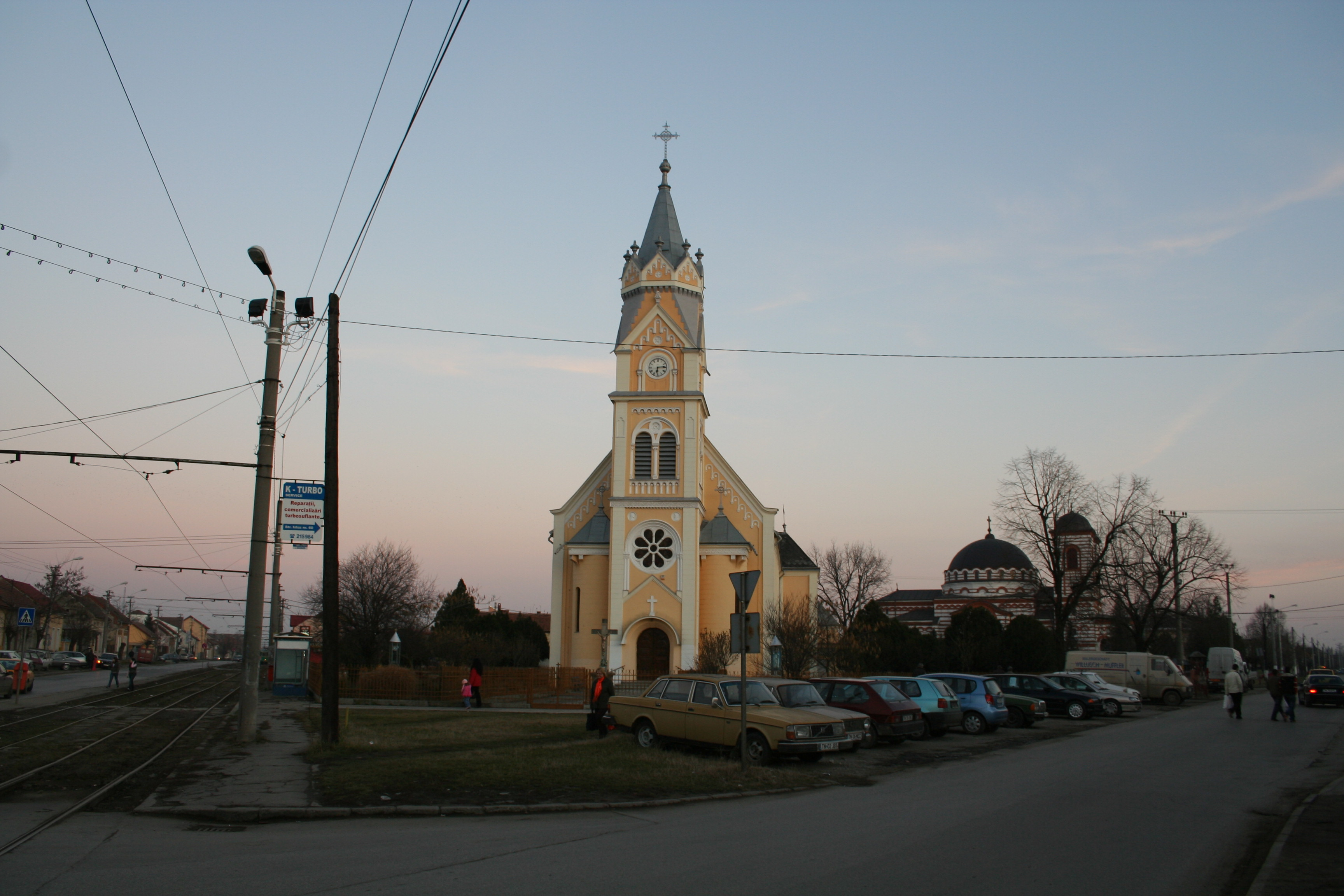
Fratelia: Bei der Kirche des Heiligen Josef befand sich ab 1926 die Endstelle der Linie 5.

Am 1. Dezember 1926 folgte die nächste Netzerweiterung, seither fuhr die Linie 5 über die Piața Iuliu Maniu hinaus bis nach Fratelia. Die wiederum eingleisig ausgeführte Neubaustrecke war 1676 Meter lang, traf bei der Piața Veteranilor auf die derzeitige Trasse und endete an der heutigen Haltestelle Strada Chișodei, neben der Kirche des Heiligen Josef. Fratelia – auch als Chișoda Nouă bezeichnet – war damals noch selbstständig, die Eingliederung als VI. Bezirk Timișoaras erfolgte erst 1948. Die Strecke nach Fratelia war von 1926 bis 1948 die bislang einzige Strecke, auf welcher die Straßenbahn Timișoara die Stadt verließ. Die Gemarkungsgrenze verlief auf Höhe der heutigen Strada Gavril Musicescu, das heißt etwa ein halber Streckenkilometer befand sich auf dem Gebiet Fratelias. Für die neue Verbindung nach Fratelia musste damals eigens eine vierte Preisstufe zu 6,00 Lei eingeführt werden. Sie galt für die langen Relationen zwischen der Mehala beziehungsweise der Fabrikstadt und dem neuen Ziel respektive von dort zurück.
Die durchgehend rechtsseitig trassierte Neubaustrecke war bis zur Einmündung der Strada Glad mittels Rillenschienen in den Straßenraum integriert, ab dort stand ihr eine eigene Trasse mit Vignolschienen zur Verfügung. Außerdem musste für die Straßenbahn noch die Betonbrücke an der Stadtgrenze, die über einen Bega-Seitenarm führte, verbreitert werden. Mit der Verlängerung verbesserte sich auch der Takt der Linie 5. Sie verkehrte fortan alle siebeneinhalb Minuten, hierfür wurden drei Umläufe benötigt. Außerdem wurde sie fortan ebenfalls mit Beiwagen betrieben, womit erstmals in der Geschichte der Straßenbahn Timișoara auf allen Linien Anhänger zum Einsatz kamen.
Die erste Ausweiche war 64 Meter lang und lag zwischen der Feuerwehr in der Josefstadt sowie der Piața Iuliu Maniu, das heißt im Bereich der bisherigen Endstelle. Die zweite Begegnungsmöglichkeit war 64,5 Meter lang und befand sich, damals noch auf freiem Feld, zwischen der heutigen Strada Vulturilor und dem damals gleichfalls noch nicht existierenden Bulevardul Dămbovița. Während in Fratelia ein 71 Meter langes Umsetzgleis zur Verfügung stand, musste auf der Piața Alexandru Mocioni – wo keine Anpassung der Infrastruktur erfolgte – ein zusätzlicher Stoßtriebwagen eingeplant werden.

### Lückenschluss zwischen der Elisabethstadt und der Fabrikstadt (1928)

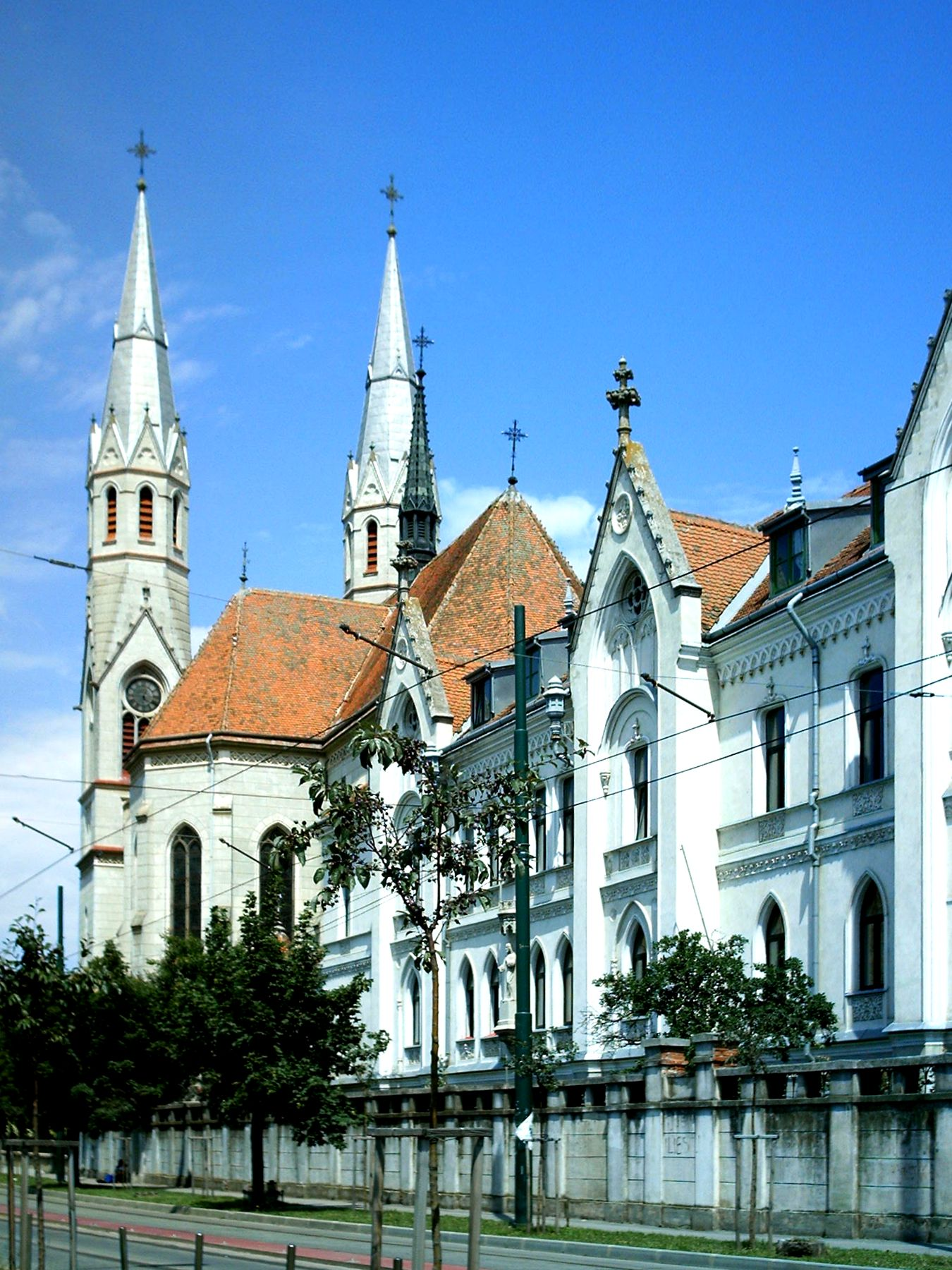
Die 1927 eröffnete Route durch die westliche Strada 1 Decembrie 1918, hier am Streckenbeginn neben der Elisabethstädter Kirche Heiliges Herz Jesu.

In der Zwischenkriegszeit nahm die Straßenbahngesellschaft außerdem die Planungen für eine Direktverbindung zwischen der Piața Nicolae Bălcescu in der Elisabethstadt und der Schuhfabrik Banatim in der Fabrikstadt wieder auf. Anders als noch zu ungarischer Zeit geplant, sollte die neue Route jetzt allerdings nicht mehr den circa 150 Meter langen Umweg durch die Strada Vâlcea, den Bulevardul Eroilor de la Tisa und die Strada Johann Guttenberg nehmen – das heißt am Haupteingang des Schlachthofs vorbei – sondern auf ganzer Länge der Strada 1 Decembrie 1918 folgen. Diese jedoch war damals noch nicht durchgehend gepflastert und die Stadtverwaltung weigerte sich im Jahr 1926 für die nötigen Baumaßnahmen einen Kredit von vier Millionen Lei aufzunehmen. Daraufhin begann die Straßenbahngesellschaft noch im gleichen Jahr alternativ mit dem Bau eines eigenen Gleiskörpers nördlich der Straße.
Zunächst eröffnete die T.C.T. 1927 ein 750 Meter langes Teilstück zwischen der Piața Nicolae Bălcescu – wo Anschluss an die Linie 3 bestand – und der Strada Mitropolit Varlaam, wo sich heute keine Haltestelle mehr befindet, im Vorlaufbetrieb. Diese Erweiterung war – als erste Strecke der Straßenbahn Timișoara überhaupt – von Beginn an zweigleisig und bekam das neue Liniensignal 6 zugeteilt. Damit gab es in Timișoara erstmals seit 1923 wieder eine durchgehend zweigleisige Linie, auf ihr pendelten zunächst zwei Solowagen im Fünf-Minuten-Takt.
Die vollständige Eröffnung der letztlich 2515 Meter langen Neubaustrecke Piața Nicolae Bălcescu–Banatim erfolgte schließlich am 29. Juli 1928. De facto war damals aber nur das 1350 Meter lange und ebenfalls von Beginn an doppelspurige Teilstück zwischen der Strada Mitropolit Varlaam und der Strada Johann Guttenberg neu. Das circa 400 Meter lange östliche Teilstück zwischen der Strada Johann Guttenberg und der Schuhfabrik war hingegen schon ab 1918 als Güterstrecke in Betrieb und musste 1928 lediglich um ein zweites Gleis erweitert werden. Ab Sommer 1928 verkehrte die Linie 6 schließlich mit vier Solowagen im Zehn-Minuten-Takt und fuhr über das östliche Ende der Neubaustrecke hinaus bis zur Piața Traian. Auf letzterem Abschnitt ergänzte sie dabei die bestehende Linie 2.
Die neue Verbindung hatte dabei im Mittelabschnitt ursprünglich den Charakter einer Überlandstrecke, zwischen der Strada Cluj und der Strada Cerna verlief sie durch weitgehend unbebautes Gebiet. Die in diesem Bereich gelegene Haltestelle Sala Olimpia ging beispielsweise erst am 28. Januar 1970 in Betrieb, nicht zuletzt auch um das 1964 eröffnete Dan-Păltinișanu-Stadion und die 1968 fertiggestellte Olympia-Sporthalle besser zu erschließen. 1973 wurde die Trasse ferner aufwändig umgebaut, als das Gleis Richtung Fabrikstadt zum Gegengleis und das alte Gleis Richtung Elisabethstadt zu einem Grünstreifen wurde – während das neue Gleis in Richtung Fabrikstadt seither im Planum der zu einer Einbahnstraße umgewandelten Strada 1 Decembrie 1918 integriert ist.
Neben den teilweise noch nicht verwirklichten Ausbauplänen aus ungarischer Zeit kamen in der Zwischenkriegszeit weitere Vorhaben hinzu. So existierten beispielsweise 1928 konkrete Pläne für eine Direktverbindung zwischen der Elisabethstadt und der Inneren Stadt über den Podul Mitropolit Andrei Șaguna sowie für eine Linie in das Gebiet nördlich des Zentrums. Letztere sollte die Piața Libertății via Strada Vasile Alecsandri, Strada Sergent Constantin Mușat, Calea Alexandru Ioan Cuza, Calea Aradului und Cala Sever Bocu mit dem Heldenfriedhof – rumänisch Cimitirul Eroilor – verbinden. Hiermit hätten erstmals auch auf der zentralen Piața Unirii Schienen gelegen, jedoch kam es nicht mehr zur Realisierung.

### Verlängerung zum Stadion (1929)

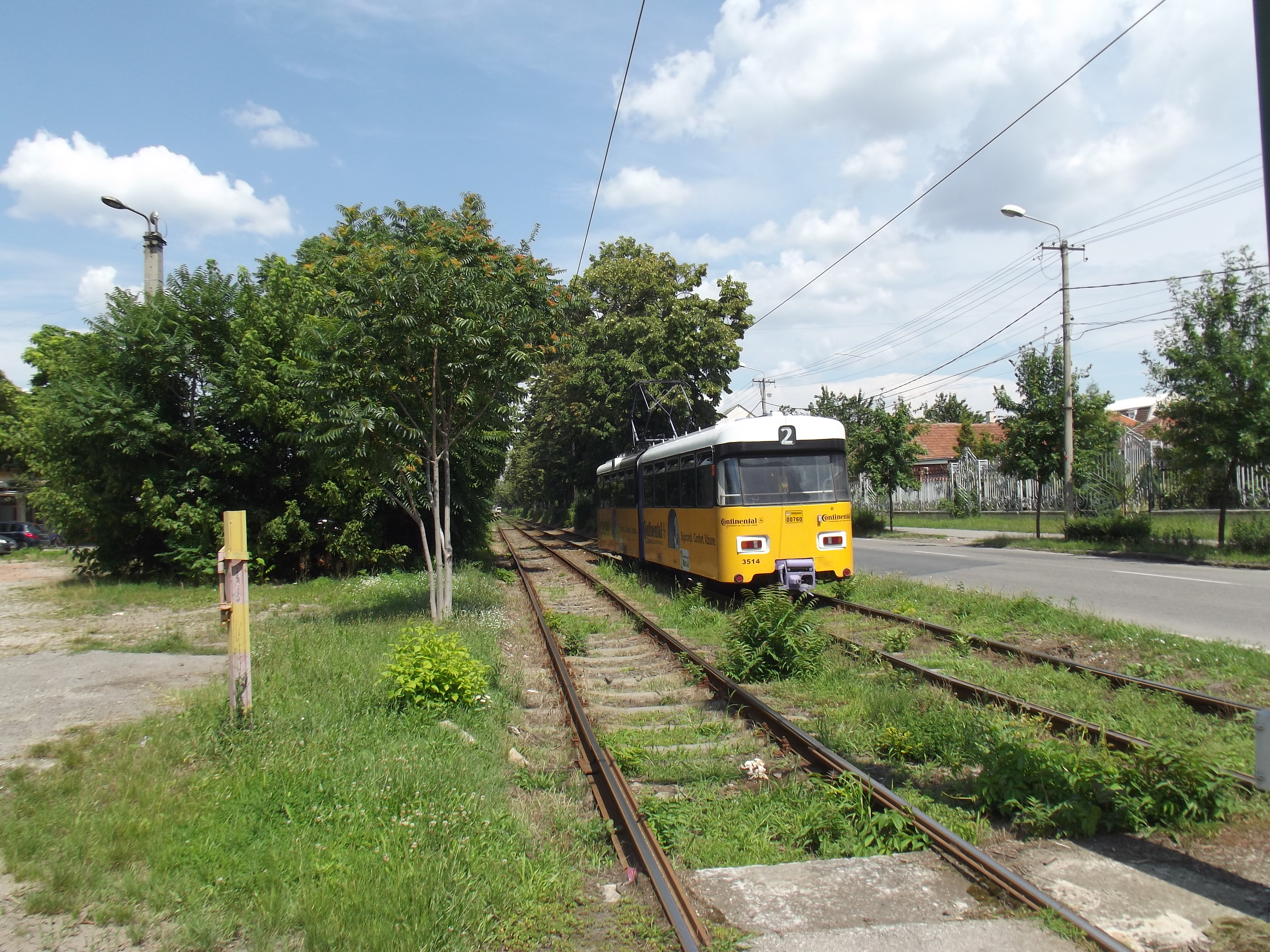
Ein Triebwagen der Linie 2 am Beginn der 1929 eröffneten Verlängerung Gara de Est–U.M.T.

1929 erfuhr schließlich die Linie 3 in der Fabrikstadt eine 1060 Meter lange und durchgehend zweigleisige Erweiterung über den Gara de Est hinaus in nordöstliche Richtung, auf eigenem Gleiskörper links der Aleea Avram Imbroane trassiert und parallel zur Eisenbahn verlaufend. Die Straßenbahnen verkehrten fortan bis zur heutigen Haltestelle U.M.T. beim Bahnübergang, an der Endstelle befand sich zusätzlich ein 36 Meter langes Umsetzgleis.
Die Verlängerung diente vor allem den Zuschauern des am 20. Oktober 1929 gegründeten ehemaligen Fußballvereins Progresul Timișoara, der am 10. Mai 1930 an der Aleea Avram Imbroane seinen Spielbetrieb aufnahm und auch als Straßenbahnerclub – rumänisch Tramvaiștii – bekannt war. Ein Jahr vor Ausbau der dortigen Spielstätte zum Stadionul Progresul – der späteren Arena Electrica – kam 1934 aus diesem Grund im Bereich der Endstelle noch ein 200 Meter langes Abstellgleis hinzu, auf dem die Zusatzwagen für die Fußballanhänger das Spielende abwarten konnten.
Darüber hinaus sorgte die verlängerte Linie 3 auch für eine verbesserte Anbindung des Naherholungsgebiets Jagdwald, rumänisch Pădurea Verde sowie des Fabrikstädter Wohngebiets Telegrafului. Die Neubaustrecke ersetzte ferner die erste städtische Autobuslinie, die noch keine Liniennummer trug. Diese provisorische Verbindung bestand aus einem zur Personenbeförderung umgebauten Lastkraftwagen, der ab dem 20. Juni 1926 an Sonn- und Feiertagen zwischen dem Ostbahnhof und dem Bahnübergang pendelte. Die heutige Haltestelle U.M.T. besaß über die Jahre zahlreiche Bezeichnungen. Anfangs hieß sie nach der in der Nähe befindlichen Forstschule Casa verde, später alternativ Aleea Dumbravei, Aleea Octavian Goga, Aleea C.F.R. oder Barieră C.F.R. Zeitweise waren die dorthin verkehrenden Züge auch mit Progresul beschildert.

### Neubaustrecke zum Spitalul Dr. Victor Babeș (1930)
1930 nahm die T.C.T. eine von der Piața Sarmisegetuza aus in nördliche Richtung führende Neubaustrecke zum 1920 eröffneten Spitalul Dr. Victor Babeș in Betrieb, dies war die letzte Netzerweiterung vor dem Zweiten Weltkrieg. Der neue Abschnitt war 920 Meter lang und von Beginn an überwiegend zweigleisig ausgeführt, lediglich die 60 Meter lange Endstelle selbst war eingleisig. Somit war auch dort der Einsatz eines Stoßbeiwagens erforderlich. Die neue Route führte auch über die Mihai-Viteazul-Brücke, dies ist die jüngste der insgesamt fünf Bega-Querungen der Straßenbahn, und endete ursprünglich an der Kreuzung mit der Strada Lorena. Erst zum 8. März 1980 verlegte die Straßenbahngesellschaft diese Haltestelle in nördliche Richtung – direkt vor den Haupteingang des Krankenhauses – und eröffnete gleichzeitig etwas weiter südlich die Station Piața General Virgil Economu. Die Bedienung der Neubaustrecke übernahm die ebenfalls neue Linie 7, welche fortan den Gara de Nord mit dem Krankenhaus verband. Erstmals bedienten damit zwei Linien den wichtigsten Bahnhof der Stadt.
Außerdem verkehrte die Linie 1 fortan ganzjährig zum Ștrand. Nicht zuletzt deshalb hieß diese Destination etwa ab Mitte der 1930er Jahre allgemeingültiger Uzina Hidroelectrică, benannt nach dem ebenfalls dort befindlichen Wasserkraftwerk von 1910. Durch den Ganzjahresbetrieb verbesserte sich vor allem die Bedienung des Fabrikstädter Wohngebiets Lunei. Damit konnte 1930 auch die alte abseits gelegene Endstelle auf der Piața Sarmisegetuza, die aus dem Jahr der Elektrifizierung stammte und seit 1923 nur noch im Winterhalbjahr in Benutzung war, endgültig aufgelassen werden. Außerdem sparte die Gesellschaft dadurch den dortigen Stoßbeiwagen ein. Somit bestand 1930 folgendes Netz:
| 1 | Ștrand – Gara de Nord                     | 10-Minuten-Takt   | 5 Kurse, teilweise mit Anhängern |
| 2 | Banatim – Strada Crizantemelor            | 07,5-Minuten-Takt | 8 Kurse, teilweise mit Anhängern |
| 3 | U.M.T. – Strada Memorandului              | 07,5-Minuten-Takt | 9 Kurse, teilweise mit Anhängern |
| 4 | Piața Libertății – Piața Avram Iancu      | 07,5-Minuten-Takt | 3 Kurse, teilweise mit Anhängern |
| 5 | Piața Alexandru Mocioni – Strada Chișodei | 07,5-Minuten-Takt | 3 Kurse, teilweise mit Anhängern |
| 6 | Piața Nicolae Bălcescu – Piața Traian     | 10-Minuten-Takt   | 4 Kurse                          |
| 7 | Spitalul Dr. Victor Babeș – Gara de Nord  | 10-Minuten-Takt   | 6 Kurse, teilweise mit Anhängern |

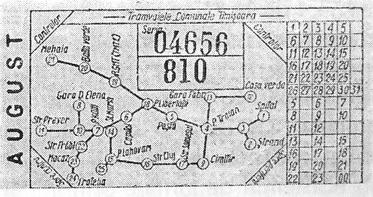
Fahrkarte aus der ersten Hälfte der 1930er Jahre: die 1930 eröffnete Neubaustrecke zum Spitalul Dr. Victor Babeș ist bereits verzeichnet, die 1936 aufgelassene Stichstrecke zur Strada Memorandului wird noch bedient. Das Netz war damals in 26 Teilstrecken segmentiert, die von 25 durchnummerierten Zahlgrenzen beziehungsweise Teilstreckenpunkten definiert wurden.

Die zahlreichen Neubaustrecken in der Zwischenkriegszeit erforderten ferner auch eine umfangreiche Erneuerung des städtischen Elektrizitätswerks, das noch aus dem 19. Jahrhundert stammte und damals bereits veraltet war. Um den gestiegenen Strombedarf der Straßenbahn weiterhin zuverlässig befriedigen zu können, rüstete die Stadtverwaltung daher ihre Kraftzentrale in den Jahren 1924 bis 1930 mit acht Dampferzeugern von Babcock & Wilcox nach, die eine Rateau-Dampfturbine antrieben.

### Doppeltriebwagen, 24-Stunden-Betrieb und Straßenbahnbriefkästen (Erste Hälfte der 1930er Jahre)
Am 19. Januar 1931 nahm die Straßenbahn Timișoara – nach ungarischem Vorbild – den ersten Doppeltriebwagen in Betrieb. Solche Gemene, so die rumänische Übersetzung für Zwillinge, kamen erstmals 1924 bei der Straßenbahn Budapest zum Einsatz. Eine weitere rumänische Bezeichnung war dublă comandă, das heißt doppeltes Kommando. Außerhalb Timișoaras verkehrte hingegen in Rumänien nur in Arad ein einzelner Zwillingstriebwagen. Die Gemene ersparten insbesondere das Rangieren der Beiwagen an den Endstellen. Sie wurden zunächst nur auf den Linien 1 und 7 eingesetzt und verkehrten dabei im Wechsel mit konventionellen Anhängerzügen und Solowagen. Mit den Doppeltriebwagen begann 1931 auch die Ausstattung der Wagen mit Scherenstromabnehmern. Im Gegensatz zu den Lyrastromabnehmern mussten diese an den Endstellen nicht mehr gewendet werden, woraus sich eine weitere Zeitersparnis ergab. Dies ist bei einer festgekuppelten Einheit auch nicht ohne weiteres möglich, weil dem Schaffner an einem Wagenende die Kupplung samt Starkstrom-Verbindungskabel im Weg steht. Bei den Einzeltriebwagen hatte die Umstellung auf solche Pantographen hingegen keine Priorität, sie fand erst in den Jahren 1956 bis 1960 statt.
Des Weiteren erhielt – ebenfalls 1931 – die Linie 2 an ihrem westlichen Streckenende eine neue Umsetzanlage in der Strada Crizantemelor. Damit behinderten die Rangierarbeiten in der engen Strada Ioszef Preyer fortan nicht mehr den übrigen Straßenverkehr. Die beiden neuen, zusammen 160 Meter langen, Gleise in der Strada Crizantemelor reichten dabei bis zur Einmündung der Strada Alexandru Vlahuță – wodurch sich die Linie 2 geringfügig verlängerte. Außerdem verkehrte die Linie 3 ab 1931 im Fünf-Minuten-Takt.
1932 – nach einer anderen Quelle schon 1931 – führte die Gesellschaft auf dem 3,5 Kilometer langen Teilabschnitt Piața Libertății – Spitalul Dr. Victor Babeș der Linie 7 einen 24-Stunden-Betrieb ein. Auf der Piața Libertății wendeten die Wagen dabei über den dortigen Gleiswechsel. Wie lange dieser Nachtverkehr existierte, ist nicht überliefert.
Eine weitere in der ersten Hälfte der 1930er Jahre eingeführte Neuerung waren vorne rechts an den Triebwagen angebrachte Straßenbahnbriefkästen der Poșta Română. Sie ermöglichten den Bürgern die Briefaufgabe an beliebigen Haltestellen der Hauptlinien 1, 2, 3 und 7, die alle am Großen Postamt vorbeiführten. Bereits in den 1940er Jahren verschwand dieser Service wieder.

### Auflassung der letzten Bahnübergänge (1932)

Bis 1932 kreuzten sich Straßenbahn und Eisenbahn in der Strada Gheorghe Doja, erst 1933 konnte auch dieser Abschnitt zweigleisig ausgebaut werden.

Der 1. Dezember 1932 war der letzte Betriebstag der Eisenbahntrasse an der Inneren Stadt vorbei und durch die Elisabethstadt, am Tag darauf eröffnete die rumänische Staatsbahn Căile Ferate Române (C.F.R.) die bis heute bestehende Neubautrasse. Seither verlassen die Züge in Richtung Vršac und Buziaș den Gara de Nord in entgegengesetzte Richtung und umgehen das Stadtgebiet südlich. Damit entfielen auch die beiden verbliebenen Niveaukreuzungen mit der Eisenbahn bei der heutigen Kathedrale (Linien 1, 2, 3 und 7) und in der Strada Gheorghe Doja (Linie 3). Dies erleichterte den Straßenbahnverkehr und erlaubte den davon betroffenen Linien – alles wichtige Durchmesserlinien – fortan einen störungsfreieren Betrieb. Außerdem ermöglichte die Auflassung des letztgenannten Bahnübergangs 1933 den doppelspurigen Ausbau auf dem 182 Meter langen Abschnitt zwischen dem Parcul Carmen Sylva und der Piața Nicolae Bălcescu.

### Erste Ringlinie und Pünktlichkeitsoffensive (1936)
1936 erfolgte die Aufnahme des Ringverkehrs auf der Linie 6, die entsprechende Zielbeschilderung der Wagen lautete Circuit A für die Kurse gegen den Uhrzeigersinn und Circuit B für diejenigen im Uhrzeigersinn. Sie mutierte damit ebenfalls zur wichtigen Hauptlinie, den Korridor Piața Sfânta Maria–Piața Libertății–Piața Traian bedienten jetzt vier Linien parallel. Gleichzeitig war die fortan 7235 Meter lange Linie 6 die erste, welche im Einrichtungsverkehr verkehrte. Jedoch stand Ende 1936 erst ein einziger entsprechend adaptierter Einrichtungswagen zur Verfügung, der vollständige Abzug der Zweirichtungswagen erfolgte sogar erst in den 1960er Jahren. Als – jetzt nur noch nominelle – Endstelle der Linie 6 fungierte weiterhin die Piața Traian, von wo aus die Kurse aus dem nahen Depot kommend einsetzten beziehungsweise dorthin einrückten. Außerdem konnte fortan auch die Linie 6 mit Beiwagen betrieben werden, womit diese Betriebsform nach acht Jahren Unterbrechung wieder auf allen Linien anzutreffen war.
Mit der Umwandlung der Linie 6 in eine Ringlinie war die ersatzlose Einstellung des 294 Meter langen Streckenabschnitts Piața Nicolae Bălcescu–Strada Memorandului verbunden. Dadurch konnte die Zahl der Linien – wie bereits bis 1930 – wieder von sieben auf sechs reduziert werden, die neue Streckenführung der Linie 2 entsprach dabei exakt der 1936 wieder aufgehobenen Linie 7:
| 1 | Uzina Hidroelectrică – Gara de Nord                         | 10-Minuten-Takt   | 05 Kurse | Zweirichtungsbetrieb | Doppeltriebwagen, Anhängerzüge, Solowagen |
| 2 | Spitalul Dr. Victor Babeș – Gara de Nord                    | 10-Minuten-Takt   | 06 Kurse | Zweirichtungsbetrieb | Doppeltriebwagen, Anhängerzüge, Solowagen |
| 3 | U.M.T. – Strada Crizantemelor                               | 05-Minuten-Takt   | 12 Kurse | Zweirichtungsbetrieb | Anhängerzüge, Solowagen                   |
| 4 | Piața Libertății – Piața Avram Iancu                        | 07,5-Minuten-Takt | 03 Kurse | Zweirichtungsbetrieb | Anhängerzüge, Solowagen                   |
| 5 | Piața Alexandru Mocioni – Strada Chișodei                   | 07,5-Minuten-Takt | 03 Kurse | Zweirichtungsbetrieb | Anhängerzüge, Solowagen                   |
| 6 | Ringlinie in beiden Richtungen: Piața Traian – Piața Traian | 05-Minuten-Takt   | 12 Kurse | Einrichtungsbetrieb  | Anhängerzüge, Solowagen                   |

Um die Pünktlichkeit der Straßenbahnen zu erhöhen sowie Anschlüsse an den wichtigsten Knotenpunkten zu gewährleisten, installierte die Gesellschaft – ebenfalls 1936 – an wichtigen Punkten im Netz elektrisch gesteuerte Normaluhren, die einige Jahrzehnte lang in Betrieb waren. Standorte waren das Straßenbahndepot sowie die Haltestellen Piața Badea Cârțan, Piața Traian, Uzina Hidroelectrică, Piața Sfântul Gheorghe, Piața Libertății, Piața Victoriei, Piața Sfânta Maria und Bulevardul Iuliu Maniu. An der Piața Traian handelte es sich dabei um eine Würfeluhr, die an Drähten in der Luft hing und somit von allen vier auf den Platz zulaufenden Strecken her einsehbar war. Alle Uhren wurden von einer aus der Schweiz importierten Zentraluhr im Büro des damaligen Betriebsleiters Corneliu Micloși angesteuert.
Eine weitere Maßnahme im Rahmen der Pünktlichkeitsoffensive des Jahres 1936 war die Anbringung von Aushangfahrplänen an allen Endstationen sowie den fünf wichtigsten Knotenpunkten Piața Traian, Piața Libertății, Piața Sfânta Maria, Piața Alexandru Mocioni und Piața Nicolae Bălcescu. Betriebsleiter Micloși ermittelte damals, dass die Straßenbahnen in Timișoara – bei einer Gangabweichung von zwei Sekunden in 24 Stunden – durchschnittlich 36 Sekunden verspätet waren. Mit diesem Ergebnis zeigte er sich jedoch unzufrieden. Insbesondere da er vom Direktor der Straßenbahn Nürnberg erfuhr, dass die durchschnittliche Verspätung dort damals nur 17 Sekunden betrug. Diese Differenz von fast 20 Sekunden betrachtete er für eine Stadt mit großer technischer Tradition als unbefriedigend und bemühte sich weiter erfolgreich um die Verbesserung der Fahrplanstabilität.

### Der Trolleybus in Konkurrenz zur Straßenbahn (1942)
Immer dringlicher wurde in der Zwischenkriegszeit eine Straßenbahn-Direktverbindung zwischen der Elisabethstadt und der Inneren Stadt sowie die schon lange geplante Straßenbahnstrecke zwischen der Inneren Stadt und dem Nordbahnhof. Nachdem auch diese Pläne nicht verwirklicht werden konnten, erhielt Timișoara zu Beginn der 1940er Jahre ergänzend zur Straßenbahn ein zweites elektrisch betriebenes Verkehrsmittel – den Trolleybus. Ende der 1930er Jahre war sogar geplant, die damals veraltete Straßenbahn vollständig durch diesen zu ersetzen. Die erste Trolleybuslinie verband die Innere Stadt direkt mit der Elisabethstadt einerseits und dem Gara de Nord andererseits, das heißt jeweils ohne Umweg über die Piața Sfânta Maria in der Josefstadt. Wichtigstes Argument für den Trolleybus war dessen wesentlich höhere Durchschnittsgeschwindigkeit. Während die Straßenbahn damals nur eine Reisegeschwindigkeit von 13 beziehungsweise 13–15 Kilometern in der Stunde erreichte, konnte das neue Verkehrsmittel bereits 20 Kilometer in der Stunde schnell fahren. Damit wäre etwa auf der, damals circa fünfeinhalb Kilometer langen, Hauptlinie 1 eine Fahrzeitverkürzung von acht Minuten möglich gewesen.
Jedoch konnte die zum 1. April 1938 in Folge der Fusion mit dem Elektrizitätswerk in Întreprinderea Electromecanică Timișoara (I.E.T.) umbenannte Gesellschaft – der Begriff Straßenbahn war somit erstmals seit Gründung der Gesellschaft im Jahr 1867 nicht mehr Bestandteil des Unternehmensnamens – ihre Trolleybus-Pläne kriegsbedingt nur teilweise umsetzen. Zwar ging am 15. November 1942 die Trolleybuslinie 7 – die ihre Bezeichnung im Anschluss an die damals sechs Straßenbahnlinien erhielt – mit einem Jahr Verspätung in Betrieb. Jedoch musste etwa die – sich damals stark ausdehnende – südliche Elisabethstadt auf ihren Trolleybusanschluss verzichten, weil die ursprünglich angedachte Trolleybus-Ringstrecke nur zur Hälfte realisiert werden konnte. Zusammen mit dem 1934 aufgenommenen Autobusverkehr standen den Bürgern fortan erstmals drei städtische Verkehrsmittel zur Verfügung.
Die Einführung des Trolleybusses wirkte sich direkt auf den Straßenbahnverkehr aus. Weil von und zum Gara de Nord jetzt ein Teil der Fahrgäste das neue Verkehrsmittel nutzte, konnten die fassungsstarken Doppeltriebwagen von den Linien 1 und 2 abgezogen werden. Sie wanderten auf die Linie 3 ab, die aber im Gegenzug fortan nur noch alle siebeneinhalb statt zuvor alle fünf Minuten fuhr. Allerdings standen nicht genug Doppeltriebwagen zur Verfügung, so dass einer der – jetzt nur noch neun – Umläufe der Linie 3 weiterhin mit einem Einzelwagen bedient werden musste.

### Zweiter Weltkrieg
Den Zweiten Weltkrieg überlebten Stadt und Straßenbahn größtenteils unbeschadet, Timișoara blieb infolge des Königlichen Staatsstreichs vom August 1944 von Kampfhandlungen weitgehend verschont. Dennoch war der Straßenbahnverkehr im Sommer 1944 zehn Tage lang unterbrochen, weil die Betriebsleitung die Straßenbahnen vor Luftangriffen der Alliierten in Sicherheit bringen ließ. Die stillgelegten Wagen standen damals, verteilt im Abstand von 50 Metern, auf der Strecke der Linie 6 zwischen Banatim und der Strada Cluj. Auf diese Weise beugten die Verantwortlichen größeren Verlusten durch Bombardements vor. Jedoch beschädigte der Bombenangriff der Royal Air Force vom 16. Juni 1944 – der besonders dem Nordbahnhof galt und diesen auch weitgehend zerstörte – auch die dorthin führende Straßenbahntrasse. Infolgedessen mussten die Linien 1 und 2 vorübergehend bereits an der Kreuzung mit dem Splaiul Nicolae Titulescu wenden, das heißt circa 300 Meter vor dem Bahnhof. Dort befand sich ein provisorischer Gleiswechsel.

### Erweiterung in die Ronaț (1948)

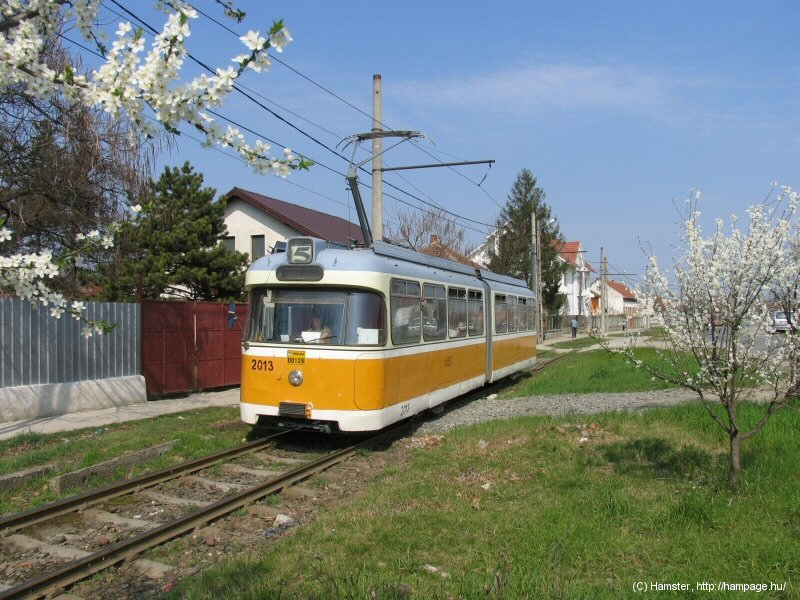
Die Strecke in die Ronaț war die erste Erweiterung nach dem Zweiten Weltkrieg, zuletzt verkehrte dort die Linie 5.

Am 7. Januar 1948 begannen – immer noch auf den Plänen aus ungarischer Zeit basierend – die Bauarbeiten für die erste Neubaustrecke nach dem Zweiten Weltkrieg. Sie zweigte an der Haltestelle Balta Verde von der Linie 4 Richtung Mehala ab und erschloss die Eisenbahnsiedlung Ronaț. Ursprünglich war eine Bauzeit von neun Monaten vorgesehen. Jedoch beteiligten sich über 4000 Bürger in Form von sogenannten Freiwilligenbrigaden – rumänisch Brigada de Voluntari – an den Arbeiten, dadurch konnte die neue Strecke schon am 15. April fertiggestellt werden. Die Aufnahme des planmäßigen Betriebs in die Ronaț verzögerte sich allerdings noch etwas. Erst nachdem am 28. April wichtige Politiker die neue Strecke inspizierten, konnte am 29. April das Eröffnungsband durchschnitten werden.
Die anfänglich 2,0 Kilometer lange Route in die Ronaț ist bis heute durchgehend eingleisig und folgt auf gesamter Länge der Calea Bogdăneștilor, die damals im hinteren Teil nur ein unbefestigter Feldweg war. Zwischen der Blașcovici-Siedlung und der Ronaț lag seinerzeit noch weitgehend unbebautes Gebiet, so dass die neue Strecke im Mittelabschnitt den Charakter einer Überlandstraßenbahn hatte. Die Endhaltestelle war ursprünglich bei der Kreuzung mit der Strada Războieni – das heißt circa 250 Meter vor der heutigen Wendeschleife. Die Verbindung ist damit bis heute ein Torso geblieben. Die ursprünglich geplante Weiterführung über die Gleisanlagen der Eisenbahn hinweg bis zum Gara de Nord entfiel, auf diese Weise wäre eine weitere Ringstrecke entstanden. Später wurde diese Lücke im Zuge der Strada Gării ebenfalls mit Trolleybussen bedient, lediglich die Eisenbahngleise selbst müssen bis heute zu Fuß überquert werden.
Die Bedienung der Ronaț übernahm zunächst die neue Linie 8, die ihre Liniennummer von der seit 1934 dort verkehrenden Autobuslinie übernahm, mit einem Solowagen im 30-Minuten-Takt. Sie verkehrte ab der Piața Libertății und ergänzte bis Balta Verde die bestehende Linie 4. Weil sich die beiden Linien die weiterhin eingleisige Strecke zwischen der Inneren Stadt und der Blașcovici-Siedlung – mit nur einer Ausweiche an der Calea Circumvalaţiunii – teilten, musste der Triebwagen in die Ronaț den gemeinschaftlich bedienten Abschnitt jeweils zusammen mit einem der drei Kurse der Linie 4 im Sichtabstand zurücklegen. Wie bereits von 1930 bis 1936 verkehrten damit wieder sieben Straßenbahnlinien. Die neue Linie 8 verkehrte, wie die abgelöste Autobuslinie, ebenfalls alle 30 Minuten. Allerdings führte die vormalige Autobuslinie nicht in die Innere Stadt, sondern zum Gara de Nord und hatte auch in der Ronaț eine abweichende Streckenführung zur Kirche der Heiligen Dreifaltigkeit. Sie war erfolglos geblieben, weil der Autobus aufgrund der langen Schließzeiten des Bahnübergangs am Ende der Calea Bogdăneștilor seinen Fahrplan nicht einhalten konnte.
Die neue Schienenverbindung erwies sich schon bald als wesentlich erfolgreicher als der vormalige Autobus. Deshalb erhielt die Linie 8 bereits im Juni 1948 nachträglich eine Ausweiche zwischen der Strada Banul Mărăcine und der Strada Zalău, womit fortan zwei Solowagen im 15-Minuten-Takt verkehren konnten. Zusätzlich bekam außerdem im Juli 1948 die Endstelle an der Strada Războieni ein Umsetzgleis, dadurch konnte auch die Linie 8 mit Beiwagen betrieben werden. Da auf der Piața Libertății jedoch weiterhin nur ein Umsetzgleis zur Verfügung stand, wechselten die Beiwagen dort fortan permanent zwischen den Linien 4 und 8.

### Erste Wendeschleifen und Umwandlung der Linie 1 in eine kurze Pendellinie (1949)

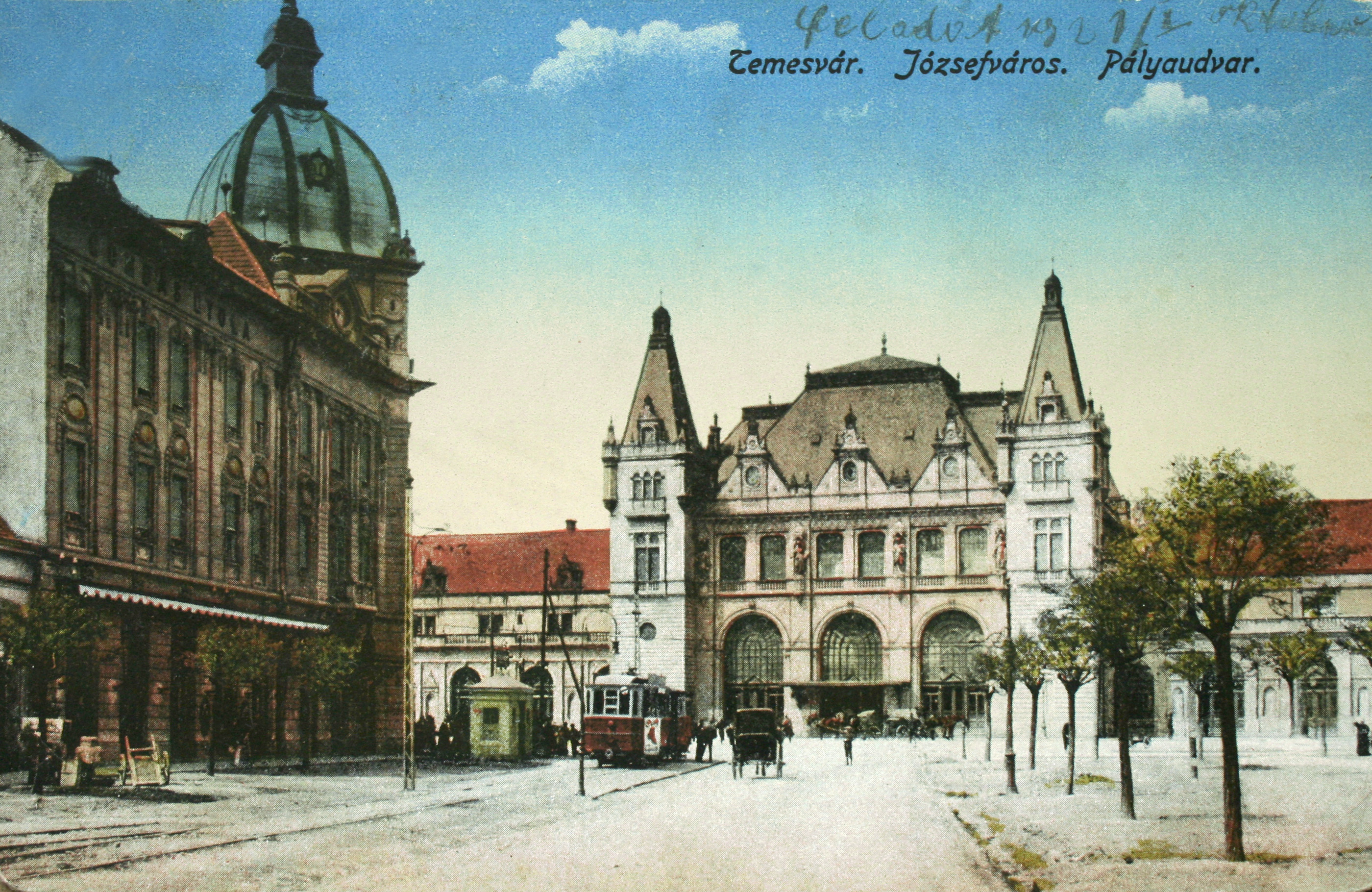
1949 entfiel die alte Stumpfendstelle vor dem Nordbahnhof, hier auf einer Aufnahme von 1917.

1949 nahm das – im gleichen Jahr in Întreprinderea de Transport, Apă și Salubritate (I.T.A.S.) umbenannte – Unternehmen auf dem Vorplatz des Gara de Nord und beim Spitalul Dr. Victor Babeș die ersten beiden Kehrschleifen der Straßenbahn Timișoara in Betrieb. Damit endete nach 50 Jahren ferner auch der Betrieb von Stoßbeiwagen endgültig. Der Bau der Wendeanlagen erfolgte im Hinblick auf die zum 1. Mai 1949 geplante Inbetriebnahme der ersten Großraumwagen, die sich dann allerdings noch um ein Jahr verzögerte. Für diese Einrichtungsfahrzeuge sollte – unabhängig von der Ringlinie 6 – mit der Linie 2 eine adäquate Einsatzstrecke geschaffen werden. Die Wendeschleife vor dem Empfangsgebäude des Gara de Nord entsprach aber noch nicht dem heutigen Zustand, die Schleife am Rande des ELBA-Werksgeländes wird erst seit dem 9. Juli 1972 befahren.
Bereits 1949 war außerdem geplant, den Gara de Nord zukünftig ausschließlich mit Großraumwagen zu bedienen. Jedoch konnte am Wasserkraftwerk aus Platzgründen keine Wendeschleife errichtet werden, weshalb ein Großteil der bisherigen Kurse der Linie 1 in die Linie 2 integriert wurden und fortan ebenfalls zum Spitalul Dr. Victor Babeș fuhren. Diese verkehrte fortan somit alle fünf statt zuvor alle zehn Minuten. Allerdings blieb die Linie 1 als kurze Pendellinie zwischen Piața Sarmisegetuza und Uzina Hidroelectrică erhalten. Hierfür reichte ein Triebwagen aus, mit einer Streckenlänge von nur circa 350 Metern war sie die kürzeste Linie in der Geschichte der Straßenbahn Timișoara überhaupt.
Mit den Großraumwagen stand neben den Anhängerzügen und den Doppeltriebwagen fortan eine dritte fassungsstarke Variante zur Verfügung. Den Einrichtungsbetrieb auf der Linie 2 nahm die Straßenbahngesellschaft ferner zum Anlass, fortan im gesamten Netz sowohl auf die Brustwandtafeln an Front und Heck als auch auf die seitlichen Linienverlaufsschilder an der Dachkante zu verzichten. Damit sollte der Wechselaufwand für das Personal an den Endstellen in Grenzen gehalten werden. Als Ersatz dienten fortan kleine rechteckige Routentafeln in den Fenstern neben den Einstiegen. Außerdem übernahm – ebenfalls 1950 – der Fahrer die Überwachung des Fahrgastwechsels und fuhr anschließend nach eigenem Ermessen los. Voraussetzung hierfür war die nachträgliche Ausstattung aller Triebwagen mit Rückspiegeln. Die Meldung der Abfahrbereitschaft durch den Schaffner entfiel somit, womit auch die klassischen Klingelleinen beziehungsweise Pfeifsignale ausgedient hatten.

### Erweiterung zur Strada Lidia (1951)
1951 ging in der südlichen Elisabethstadt – als zweite Erweiterung nach dem Zweiten Weltkrieg und als Ersatz für die nicht realisierte Trolleybusstrecke von 1941 – eine durchgehend eingleisige und circa 800 Meter lange Neubautrasse durch die Strada Drubeta in Betrieb. Sie begann an der ehemaligen Endstelle Strada Memorandului und führte – auch im weiteren Verlauf rechtsseitig trassiert – bis zur Kreuzung mit der Strada Lidia. Gleichzeitig wurde auch der 1936 aufgelassene Streckenabschnitt Piața Nicolae Bălcescu–Strada Memorandului – der einst von der Linie 3 bedient wurde – nach 15 Jahren Betriebspause reaktiviert. Die Bedienung der neuen Strecke erfolgte durch die neue Linie 7, die mit drei Solowagen im Zehn-Minuten-Takt zwischen der Piața Libertății und der Strada Lidia pendelte. Damit verkehrten erstmals acht Straßenbahnlinien. Die neue Nebenlinie zur Strada Lidia besiegelte nach 52 Jahren auch die strikte Aufteilung in Haupt- und Nebenlinien, da sich zwischen Piața Nicolae Bălcescu und Piața Libertății fortan beide Liniengruppen dieselbe Infrastruktur teilten.

### Anschluss der Arbeiterkolonie Besenyei (1953)
Zwei Jahre nach der Erweiterung zur Strada Lidia verlängerte die Gesellschaft ihre neueste Strecke am 7. November 1953 – anlässlich des 36. Jahrestags der Oktoberrevolution von 1917 – um weitere circa 1,5 Kilometer bis zur Strada Progresul. Die verlängerte Linie 7 folgte den Straßen Drubeta und Ivan Petrovici Pavlov in südliche Richtung bis zur Kirche Mariä Himmelfahrt. Dort wandte sich die Neubautrasse scharf nach Westen und erreichte – jetzt stadtauswärts gesehen linksseitig trassiert – über die Strada Aluniș, die damals vorübergehend Strada Kalinin hieß, die neue Endstelle. Damit erhielt damit auch der östliche Teil Fratelias – das aus der ehemaligen Arbeiterkolonie Besenyei hervorgegangene Quartier Fratelia B – seinen Straßenbahnanschluss. Der erst fünf Jahre zuvor eingemeindete Stadtbezirk Fratelia ist seither außerdem zweiseitig mit dem restlichen Stadtgebiet verbunden.

### Stilllegung der Strecke zum Wasserkraftwerk (1954)
1954 übernahm die damals neu eingerichtete Autobuslinie in den 1951 eingemeindeten VIII. Stadtbezirk Plopi auch die Bedienung des Wasserkraftwerks. Dies führte – nach 31 Betriebsjahren – zur Aufgabe der kurzen Straßenbahn-Stichstrecke Piața Sarmisegetuza – Uzina Hidroelectrică. Infolgedessen gab es vorübergehend keine Straßenbahnlinie 1, stattdessen übernahm die neue Autobusverbindung diese Linienbezeichnung.

### Ringschluss Fratelia (1954)
Zur weiteren Verbesserung der Verkehrssituation in Fratelia verband die Straßenbahngesellschaft zum 21. August 1954 die Endstellen der Linien 5 und 7 mittels einer circa 900 Meter langen und gleichfalls eingleisigen Neubaustrecke im Zuge der Strada Victor Hugo. Durch diese Querverbindung zwischen der Strada Progresul und der seit 1926 bestehenden Endstelle der Linie 5 an der Kirche des Heiligen Josef waren fortan auch die beiden Teilgebiete Fratelia A im Westen und Fratelia B im Osten direkt miteinander verbunden.
Der Lückenschluss von 1954 führte schließlich zur Integration der Linie 7 in die Linie 5, die fortan die hufeisenförmige Strecke Piața Alexandru Mocioni–Strada Chișodei–Strada Memorandului–Piața Nicolae Bălcescu bediente. Auf ihr waren damals sieben Triebwagen, davon zwei Stoßtriebwagen an den beiden Endstellen, und fünf Beiwagen im Einsatz. Diesen standen – inklusive der beiden zweigleisig ausgebauten Endstellen – sechs Ausweichen zur Verfügung. Aufgrund ihrer – abgesehen von den Ausweichen – durchgehend eingleisigen Strecke galt die fortan 5956 Meter lange Linie 5 jedoch als unpünktlich. Zudem verloren die südliche Elisabethstadt sowie die Besenyei-Kolonie nach nur einem Jahr wieder ihre Direktverbindung mit der Inneren Stadt.

### Erweiterung nach Freidorf (1954)

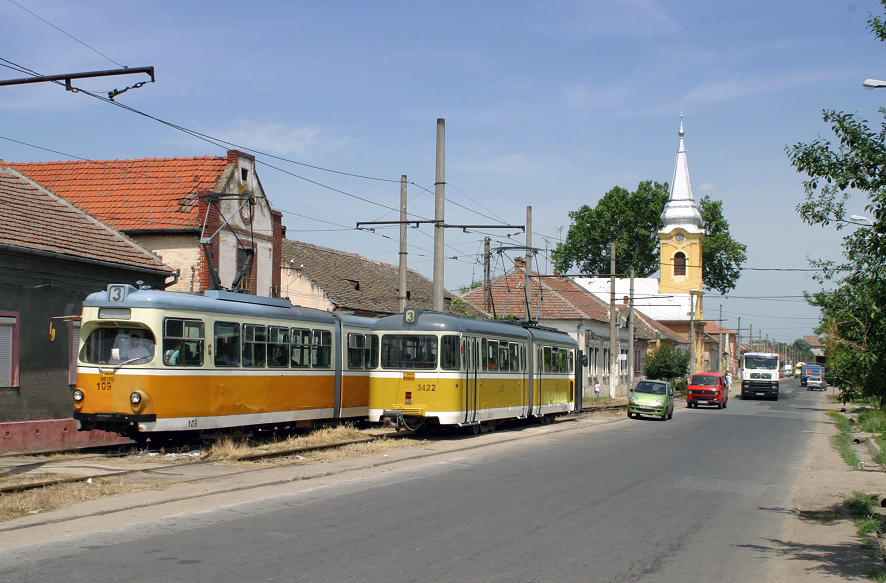
Freidorf war ab 1954 ans Straßenbahnnetz angeschlossen, die Ausweiche an der Strada Constantin Nottara ging jedoch erst 1972 in Betrieb. Im Hintergrund die Pfarrkirche Heiliger Rochus.

Am 30. Dezember 1954 erhielt auch der 1950 eingemeindete Stadtbezirk Freidorf seine Straßenbahnanbindung, zuvor war der Ort allerdings schon seit 1897 durch die Eisenbahn mit Timișoara verbunden. Hierzu errichtete die I.T.A.S. eine 3450 Meter lange eingleisige Neubaustrecke. Sie begann an der Endstelle der Linie 3 – das heißt an der Kreuzung der Strada Ioszef Preyer mit der Strada Crizantemelor – und endete am Freidorfer Ortsausgang Richtung Utvin. Die neue Endstation befand sich an der Strada Răscoala din 1907. Freidorf wurde durch die neue Linie 8 bedient, die an der Strada Crizantemelor Anschluss an die Linie 3 hatte. Im Gegenzug erhielt die bisherige Linie 8 in die Ronaț damals die neue Liniennummer 9 zugeteilt.
Die Freidorfer Strecke war ursprünglich durchgehend eingleisig und rechtsseitig trassiert. Sie verfügte bis zur Strada Căpitan Damșescu über Rillenschienen im Straßenraum, ab dort besaß sie eine eigene Trasse mit Vignolschienen. Für den anfänglichen Zehn-Minuten-Takt mit drei Solowagen standen zwei Ausweichen zur Verfügung, eine bei der Strada Vaslui – die heute Strada Martir Gogu Opre heißt – und eine auf freiem Feld zwischen der später eingerichteten Haltestelle Liceul Auto und dem Freidorfer Ortseingang.
Die Lieferung weiterer Großraumwagen ermöglichte es ferner ab 1954, auch die Linie 6 sukzessive auf längere Einheiten umzustellen. Jedoch zog sich diese Maßnahme noch bis in die erste Hälfte der 1960er Jahre hin.

### Neubau der Ștefan-cel-Mare-Brücke (1956–1958)

Die alte Ștefan-cel-Mare-Brücke, sie wurde 1956 bis 1958 durch eine modernere Betonbrücke ersetzt.

1956 begann die Stadt mit dem Neubau des baufälligen Podul Ștefan cel Mare, für den Individualverkehr war die marode Brücke bereits seit 1939 gesperrt. Infolgedessen konnte die Linie 2 den Gara de Nord vorübergehend nicht bedienen. Sie verkehrte deshalb bis 1958 zum Bulevardul Iuliu Maniu, der damaligen Strada Reșița. Die Anbindung des Nordbahnhofs erfolgte in dieser Zeit ausschließlich durch Trolleybusse und den einzigen Kurs der eigens eingerichteten Ersatz-Autobuslinie, der zwischen Nordbahnhof und Kathedrale pendelte. Den hierfür benötigten Autobus zog die Gesellschaft von der erst 1954 eröffneten Autobuslinie nach Plopi ab. Aufgrund der Brückensanierung musste Plopi daher vorübergehend ohne öffentliche Verkehrsanbindung auskommen. Für die Umleitung der Linie 2 ging ferner – ebenfalls 1956 – am Bulevardul Iuliu Maniu eine weitere Wendeschleife in Betrieb.
Ab Inbetriebnahme der neuen Schleife verkehrte außerdem auch die Linie 3 nur noch bis zum Bulevardul Iuliu Maniu, seither liegen in der Strada Crizantemelor keine Schienen mehr. Im Gegenzug verlängerte die Straßenbahngesellschaft die aus Freidorf kommende Linie 8 zum Bulevardul Iuliu Maniu. Da die dortige Schleife nur von der Inneren Stadt her kommend angefahren werden konnte, endete letztere stumpf am Ende der Strada Ioszef Preyer. Für diese Verlängerung erhielt die Linie 8 eine zusätzliche dritte Ausweiche an der bisherigen Endstelle Strada Crizantemelor und wurde fortan mit vier Kursen betrieben. Am Fahrzeugeinsatz der Linie 3 – die im Gegenzug fortan mit einem Umlauf weniger auskam – änderte sich vorerst nichts, die Bedienung der anderen Endstelle Aleea C.F.R erforderte zunächst weiterhin Zweirichtungswagen.

### Zweite Ringlinie (1959)
Im Oktober 1959 mutierte die Linie 5 zur zweiten Ringlinie Timișoaras. Hierzu ließ die seit 1957 als Întreprinderea Comunală Oraș Timișoara (I.C.O.T.) firmierende Straßenbahngesellschaft zuvor die Verzweigung auf der Piața Sfânta Maria durch den Neubau einer Verbindungskurve zwischen der Strada Gheorghe Doja und dem Bulevardul 16 Decembrie 1989 zu einem Gleisdreieck erweitern. Fortan konnten auch auf der Frateliaer Strecke Einrichtungswagen eingesetzt werden. Gleichzeitig endete damit nach 33 Jahren der Betrieb mit Stoßtriebwagen, woraufhin sich der Wagenauslauf der Linie 5 – trotz Verlängerung von 5956 auf 7300 Meter – nur um einen Kurs erhöhte. Als – jetzt nur noch nominelle – Endstelle der Linie 5 fungierte weiterhin die Piața Nicolae Bălcescu, von wo aus die Kurse aus dem Depot kommend einsetzten beziehungsweise dorthin einrückten.

### Ringschluss Fabrikstadt (1959)
Ende 1959 ermöglichte die Eröffnung einer circa 500 Meter langen und durchgehend zweigleisigen Neubaustrecke entlang des Jagdwalds und der Bahnstrecke nach Caransebeș den Lückenschluss zwischen der Endstelle der Linie 2 am Spitalul Dr. Victor Babeș und derjenigen der Linie 3 an der heutigen Haltestelle U.M.T. Auch hierbei handelte es sich um eine verspätete Realisierung eines Vorhabens aus der Zeit vor dem Ersten Weltkrieg. Zwischenzeitlich existierten außerdem Pläne für eine Teilinbetriebnahme. So ist beispielsweise auf einem Stadtplan des Jahres 1941 eine projektierte Verlängerung Spitalul Dr. Victor Babeș–Staţia Meteo verzeichnet, die kriegsbedingt nicht mehr realisiert werden konnte.
Die neue Trasse, deren Bau im Oktober 1959 begann, diente in erster Linie der verbesserten Anbindung des damals im Aufbau befindlichen Schwermaschinenbau-Kombinats Uzinele Mecanice Timișoara (U.M.T.), das am 1. Januar 1960 aus der Fusion zweier metallverarbeitender Betriebe entstand. Auch in der nördlichen Fabrikstadt wurde infolgedessen ein Ringverkehr eingeführt. Die Linie 2 bediente die Schleife fortan – analog zur heutigen Linie 1 – gegen den Uhrzeigersinn, das heißt in der Reihenfolge Piața Traian – Spitalul Dr. Victor Babeș – U.M.T. – Piața Traian. Die Linie 3 wiederum verkehrte – analog zur heutigen Linie 2 – gegenläufig dazu. De facto existiert somit in der Fabrikstadt seit 1959 eine 4,8 Kilometer lange Häuserblockschleife respektive Blockumfahrung, die einzige überhaupt in Timișoara.
Eine Besonderheit dieser Strecke war das bis in die 1990er Jahre betriebene Überhol- beziehungsweise Stapelgleis für die gegen den Uhrzeigersinn verkehrenden Straßenbahnen. Es war circa 250 Meter lang, zweigte direkt nach der ebenfalls 1959 neu eingerichteten Zwischenhaltestelle Staţia Meteo nach rechts ab, um dann unmittelbar vor der Station U.M.T. wieder ins Regelgleis einzumünden. Als nominelle Endhaltestelle der Ringstrecke diente ursprünglich die Station U.M.T., erst seit 2012 wird die Haltestelle Staţia Meteo in den Netz- und Fahrplänen als solche ausgewiesen.
Ab 1959 konnte somit auch die Linie 3 im Einrichtungsverkehr und damit auch mit Großraumwagen betrieben werden, zudem verkehrte sie fortan wieder – wie schon bis 1942 – alle fünf Minuten. Mit der Linie 2 bestand ferner erstmals eine Straßenbahn-Direktverbindung zwischen den wichtigsten beiden Bahnhöfen der Stadt. Die auf der Linie 3 freigesetzten Doppeltriebwagen wiederum fanden ab 1959 auf den Nebenlinien 4, 8 und 9 ein neues Betätigungsfeld, womit auch die letzten drei Kuppelendstellen des Netzes auf der Piața Libertății, an der Strada Războieni und auf der Piața Avram Iancu entfielen. Mit letzterer entfiel auch die seit 1923 praktizierte periphere Abstellung nicht benötigter Beiwagen. Auf der Freidorfer Strecke dienten die Doppeltriebwagen dabei erstmals dazu, eine Endstelle ohne Umsetzmöglichkeit mit längeren Einheiten bedienen zu können. Zuvor halfen sie lediglich dabei, den Rangieraufwand an den Umsetzendstellen zu vermeiden. Somit existierte 1959 folgendes Liniennetz:
| 2 | U.M.T – Gara de Nord                                                            | 05-Minuten-Takt   | 12 Kurse | Einrichtungsbetrieb  | Großraumwagen                                       |
| 3 | U.M.T – Bulevardul Iuliu Maniu                                                  | 05-Minuten-Takt   | 12 Kurse | Einrichtungsbetrieb  | Großraumwagen                                       |
| 4 | Piața Libertății – Piața Avram Iancu                                            | 07,5-Minuten-Takt | 03 Kurse | Zweirichtungsbetrieb | Doppeltriebwagen                                    |
| 5 | Ringlinie in beiden Richtungen: Piața Nicolae Bălcescu – Piața Nicolae Bălcescu | 10-Minuten-Takt   | 08 Kurse | Einrichtungsbetrieb  | Zweiwagenzüge                                       |
| 6 | Ringlinie in beiden Richtungen: Piața Traian – Piața Traian                     | 05-Minuten-Takt   | 12 Kurse | Einrichtungsbetrieb  | Zweiwagenzüge, Großraumwagen, zweiachsige Solowagen |
| 8 | Bulevardul Iuliu Maniu – Strada Răscoala din 1907                               | 12-Minuten-Takt   | 04 Kurse | Zweirichtungsbetrieb | Doppeltriebwagen                                    |
| 9 | Piața Libertății – Strada Războieni                                             | 15-Minuten-Takt   | 02 Kurse | Zweirichtungsbetrieb | Doppeltriebwagen                                    |

Zu einem unbekannten Zeitpunkt zwischen 1956 und 1962 tauschten jedoch die Strecken nach Freidorf und in die Mehala ihre Liniennummern. So fuhr eine Zeit lang die Linie 4 zur Strada Răscoala din 1907 und im Gegenzug die Linie 8 zur Piața Avram Iancu.

### Kontinuierliche Kapazitätserhöhung (1960er Jahre)
Die 1960er Jahre waren geprägt von der zunehmenden Industrialisierung der Stadt, diese erforderte die Einführung längerer Züge auf fast allen Linien sowie zusätzliche Fahrten im Berufsverkehr. In jenem Jahrzehnt kostete eine einfache Fahrt 0,25 Lei, Umsteigefahrscheine – sie erlaubten auch einen Wechsel auf den Trolleybus – kosteten 0,50 Lei. Die beiden Fahrscheinsorten wurden von Rollen abgetrennt, die Umsteigefahrscheine zusätzlich gelocht. 1968 ging ferner das erste ferngesteuerte Unterwerk in Betrieb, es wurde aus der Deutschen Demokratischen Republik importiert. Außerdem verschwand in den 1960er Jahren vorübergehend die Außenwerbung auf den Fahrzeugen.

#### Erste Verstärkerkurse in Spitzenzeiten und erste Dreiwagenzüge (1961–1962)
Das zunehmende Wachstum des Unternehmens U.M.T., zeitweise waren dort 8100 Menschen beschäftigt, brachte die Straßenbahn Timișoara ab den 1960er Jahren – insbesondere in den Hauptverkehrszeiten – wiederholt an die Grenzen ihrer Kapazität. Nachdem alle Linien seit Inbetriebnahme der Straßenbahn im Jahr 1869 den ganzen Tag über stets im gleichen Takt fuhren, führte die Gesellschaft deshalb zum 1. April 1961 erstmals Verstärkerkurse in den Hauptverkehrszeiten ein. Dies war auf den Hauptlinien 2, 3 und 6 der Fall, auf allen drei Linien fuhren morgens und nachmittags je sechs Zusatzkurse. Sie erweiterten das Fahrtenangebot zwischen 4:30 und 8:30 Uhr sowie zwischen 13:00 und 17:00 Uhr um 50 Prozent, das heißt von zwölf auf achtzehn Fahrten stündlich. Im Folgejahr führte das Verkehrsunternehmen außerdem auf der Linie 2 um circa 50 Prozent verlängerte Einheiten ein. Zum einen verkehrten erstmals Dreiwagenzüge, bestehend aus einem zweiachsigen Triebwagen und zwei zweiachsigen Beiwagen. Zum anderen gingen damals die ersten Gespanne aus Großraumwagen und einem zweiachsigen Beiwagen in Betrieb.
Auf den übrigen Linien waren solche Verstärkerkurse infrastrukturbedingt weiterhin nicht möglich. Jedoch wurden in den Monaten Januar bis März 1961 auf der Frateliaer Strecke die vorhandenen Ausweichen verlegt und zwei neue geschaffen. Durch die dadurch mögliche und ebenfalls zum 1. April 1961 umgesetzte Taktverdichtung konnte der Verkehrsbetrieb den – auch auf dieser Route steigenden – Fahrgastzahlen besser gerecht werden. Auf der Linie 5 waren fortan ganztägig zehn Züge im 7,5-Minuten-Takt im Einsatz, die sich wie folgt begegneten:
- auf der Piața Nicolae Bălcescu (Ende Doppelspurabschnitt)
- in der Strada Drubeta, an der Kreuzung mit der Strada Eneas (Ausweiche, verlegt)
- in der Strada Drubeta, an der Kreuzung mit der Strada Mureș (Ausweiche, verlegt)
- in der Strada Aluniș, an der Einmündung der Strada Ivan Petrovici Pavlov (Ausweiche, neu)
- in der Strada Victor Hugo, beim Haus Nummer 60 (Ausweiche, verlegt)
- in Strada Ana Ipătescu (Ausweiche, neu)
- auf dem Bulevardul 16 Decembrie 1989, bei der Textilfabrik Artă Textilă (Ausweiche, verlegt)
- auf dem Bulevardul 16 Decembrie 1989, bei der Piața Iuliu Maniu (Ausweiche, verlegt)
- auf der Piața Alexandru Mocioni (Beginn Doppelspurabschnitt)
- in der Strada Gheorghe Doja (Doppelspurabschnitt)

1963 ermöglichte ferner die Lieferung weiterer Neubauzüge das Ende des Einsatzes von zweiachsigen Solowagen auf der Linie 6, damit kamen auf allen sieben Linien fortan nur noch Zwei- oder Dreiwagenzüge beziehungsweise Großraumwagen zum Einsatz.

#### Liniennummernreform von 1962
Die im Sommer 1962 aus dem vormaligen kommunalen Mischunternehmen Întreprinderea Comunală Oraș Timișoara hervorgegangene reine Verkehrsgesellschaft Întreprinderea de Transport Timișoara (I.T.T.) führte zum 1. Oktober 1962 eine umfangreiche Liniennummernreform der drei städtischen Verkehrsmittel durch. Letztlich löste ein systematisches Schema ohne Lücken die historisch gewachsenen Bezeichnungen ab. Im Gegenzug waren die einzelnen Nummern fortan fast ein Jahrzehnt lang bis zu dreimal vergeben:
|             | Liniennummern bis 30. September 1962 | Liniennummern ab 1. Oktober 1962 |
| ----------- | ------------------------------------ | -------------------------------- |
| Straßenbahn | 2–6, 8, 9                            | 1–7                              |
| Trolleybus  | 7, 10, 11, 12                        | 1–4                              |
| Autobus     | 1, 13–17                             | 1–6                              |

Somit erhielten Anfang Oktober 1962 gleich sechs der damals insgesamt sieben Straßenbahnlinien eine neue Nummer, lediglich die Linie 6 behielt ihre Bezeichnung:
| alt | neu         |
| --- | ----------- |
| 2   | 1           |
| 3   | 2           |
| 4   | 3           |
| 5   | 7           |
| 6   | unverändert |
| 8   | 4           |
| 9   | 5           |

#### Die Verstärkerlinie 6 barat (1965)
Trotz der 1961 eingeführten Verstärkerkurse auf den drei Hauptlinien sowie der Dreiwagenzüge auf der Linie 1 bereitete der Verkehr von und zum Metallkombinat weiter Probleme. Deshalb führte die I.T.T. 1965 die erste eigenständige Verstärkerlinie Timișoaras ein. Diese neue Linie 6 barat unterschied sich von der regulären Linie 6 durch einen Querbalken und war die erste sogenannte gestrichene Linie – rumänisch linia barat – der Straßenbahn Timișoara überhaupt.
Die neue Linie verkehrte nur morgens zwischen 4:30 und 8:30 Uhr im Zehn-Minuten-Takt mit fünf Kursen auf der Strecke Piața Traian – Piața Sfânta Maria – Piața Nicolae Bălcescu – Piața Traian – U.M.T. – Spitalul Dr. Victor Babeș – Piața Traian. Das heißt, sie hatte die Form einer Acht, die jedoch nur in einer Richtung bedient wurde. Insbesondere erhielt damit auch die Elisabethstadt eine Direktverbindung mit der U.M.T. Ferner erreichte der tägliche Wagenauslauf – mit jetzt maximal 80 Kursen in der Frühspitze – 1965 einen neuen Höchststand.
Gegen Ende des Jahrzehnts entfiel die Verstärkerlinie 6 barat schließlich wieder. Das genaue Datum ihrer Aufgabe ist nicht überliefert – am 31. Dezember 1968 wird sie noch in der Unternehmensstatistik aufgeführt, im Frühjahr 1972 war sie bereits nicht mehr in Betrieb.

#### Erste Zweirichtungszüge mit einseitigen Türen (1966)

Netzplan von 1966, die im Jahr zuvor eingeführte Verstärkerlinie 6 barat ist nicht verzeichnet.

Ab 1964 begann die Stadt Timișoara im Bezirk Mehala mit dem Aufbau der Großwohnsiedlung Circumvalațiunii, wobei als erstes das Teilgebiet Circumvalațiunii I entstand. Dieses wird im Süden von der Calea Bogdăneștilor, im Osten vom Bulevardul Cetăţii, im Norden von der Strada Mircea cel Bătrân und im Westen von der Strada Macilor begrenzt und wird heute als Zona Mircea cel Bătrân bezeichnet.
Die neue Siedlung sorgte bereits von Beginn an für Kapazitätsprobleme auf der Straßenbahnlinie 4. Um diese zu entlasten, verlängerte die I.T.T. zum 1. Dezember 1964 die Autobuslinie 4 Săcălaz–Piaţa Avram Iancu zur Piața Unirii in der Inneren Stadt, so dass deren Fahrgäste in der Mehala nicht mehr auf die Straßenbahn umsteigen mussten. Zusätzlich verkehrte ab dem gleichen Datum außerdem in den Hauptverkehrszeiten eine neue Autobuslinie 4 barat zwischen der Piața Unirii und der Kreuzung Strada Grigore Alexandrescu / Strada Ovidiu Balea.
Um auf letztere wieder verzichten zu können, fuhr schließlich ab 1966 auch die Straßenbahnlinie 4 mit Dreiwagenzügen. Mangels Wendemöglichkeiten kamen hier jedoch, im Gegensatz zu den Hauptlinien, Zweirichtungszüge zum Einsatz. Es handelte sich dabei um provisorisch gebildete Gespanne aus je zwei Triebwagen des Typs F mit je einem antriebslosen Mittelbeiwagen des Typs AII beziehungsweise C. Das heißt, die Straßenbahngesellschaft wählte die kürzesten Fahrzeuge aus dem damaligen Bestand aus, um sich die Verlängerung der – auf die Maße der bisher auf der Linie 4 verwendeten Zweiwagenzüge ausgelegten – Ausweichen zu ersparen. Ferner handelte es sich bei den Motorwagen des Typs F um Einrichtungswagen, die damals zu Zweirichtern wurden. Anstatt diesen jedoch zusätzliche Einstiege auf der türlosen Seite einzubauen, entschied sich das Unternehmen alternativ dazu, alle Bahnsteige auf der Strecke in die Mehala – stadtauswärts betrachtet – links anzuordnen. Somit war die Linie 4 die erste, auf welcher Zweirichtungsbetrieb mit einseitigen Türen stattfand.

#### Verkürzung der Linien 4 und 5 (1969)
1967 verband die Stadtverwaltung die Strada Gheorghe Dima mit der Strada Sfântul Ioan zu einer neuen Umgehungsstraße am westlichen Rand der ehemaligen Festung und legte dort außerdem zwei Jahre später die neue Piața Timișoara 700 an. Jedoch behinderte diese neue Verkehrsführung zunehmend die durchgehend eingleisigen – und daher entsprechend verspätungsanfälligen – Straßenbahnlinien 4 und 5, die zudem fahrplantechnisch miteinander verknüpft waren. Um Wartezeiten an der Kreuzung mit der neuen Straße zu vermeiden, verkürzte die Straßenbahngesellschaft daher ab dem 8. März 1969 die beiden genannten Linien aus verkehrlichen Gründen um circa 200 Meter und eine Haltestelle, das heißt sie endeten aus Richtung Balta Verde kommend bereits an der Piața Timișoara 700. Die umsteigenden Fahrgäste zwischen den Linien 4 und 5 einerseits und den Linien 1, 2 und 6 andererseits mussten die zwei Querstraßen entfernte Piața Libertații fortan zu Fuß erreichen, die Strecke durch die östliche Strada Coriolan Brediceanu diente vorübergehend nur als Betriebsstrecke.

#### Teileinstellung der Linie 7 (1969)
Gleich drei verschiedene Ursachen führten Ende der 1960er Jahre dazu, dass der eingleisige und in Seitenlage verlegte 2,2 Kilometer lange Streckenabschnitt zwischen der Piața Alexandru Mocioni und der Piața Veteranilor im Stadtteil Fratelia dauerhaft und der circa 350 Meter lange Abschnitt Piața Veteranilor–Strada Chișodei vorübergehend aufgegeben werden mussten. Zum einen beschwerte sich die Direktion der Universitätsklinik für Gynäkologie und Geburtshilfe Dr. Dumitru Popescu über die Geräuschentwicklung der unmittelbar am Spital vorbeiführenden Linie 7, mit negativen Auswirkungen auf die Neugeborenen, deren Mütter sowie das medizinische Personal. Zum anderen spielte die Linie 7 eine wichtige Rolle bei den Planungen zur Erschließung der damals im Aufbau befindlichen Wohngebiete Cartierul Dâmbovița, Șagului Vest I und Șagului Vest II, wozu sie entsprechend verlegt werden musste. Ein dritter Grund für die Streckeneinstellung war der zunehmende Straßenverkehr auf der Ausfallstraße Richtung Șag, die Teil der Nationalstraße 59 und gleichzeitig Teil der Europastraße 70 ist. Sie wurde damals auf Kosten der Straßenbahntrasse auf vier Fahrspuren erweitert. Infolgedessen kam es ab dem 7. April 1969 zur Unterbrechung des Ringverkehrs auf der Linie 7. Sie pendelte fortan zwischen der Kreuzung mit der Strada Iancu Văcărescu und dem Gara de Nord, der somit erstmals direkt mit Fratelia verbunden war.
Jedoch benötigte diese neue Route zwingend Zweirichtungswagen, die damals aber nicht in ausreichender Zahl zur Verfügung standen. Wie schon drei Jahre zuvor bei der Linie 4 mussten daher auch für die modifizierte Linie 7 provisorisch Einrichtungswagen zu Zweirichtungswagen umgebaut werden. Wiederum entschied sich die Straßenbahngesellschaft dafür, nur die Führerstände anzupassen. Aus diesem Grund pendelte die Linie 7 ab dem 1. Dezember 1969 schließlich nur noch zwischen der Piața Nicolae Bălcescu und der heutigen Haltestelle Strada Chișodei, damals als Strada Ana Ipătescu bezeichnet. Hierfür waren fünf Kurse notwendig, denen vier Ausweichen zur Verfügung standen.
Der nördliche Endpunkt auf der Piața Nicolae Bălcescu war somit technisch bedingt, eine Weiterführung auf der zweigleisigen Strecke Richtung Gara de Nord wäre aufgrund der nur einseitig vorhandenen Türen der adaptierten Wagen aus Sicherheitsgründen gar nicht möglich gewesen. In Fahrtrichtung Piața Nicolae Bălcescu betrachtet konnte bei den betreffenden Zügen nur noch auf der linken Seite ein- und ausgestiegen werden. Anders als bei der Linie 4 befanden sich jedoch bei der Linie 7 nicht alle Bahnsteige auf der gleichen Seite. Dies hatte zur Folge, dass die Fahrgäste im Verlauf der Straßen Victor Hugo und Aluniș die Wagen zur Fahrbahn hin verlassen mussten beziehungsweise gezwungen waren direkt von der Straße aus einzusteigen.
Die stillgelegte Strecke im Zuge des Bulevardul 16 Decembrie 1989 und der Calea Șagului bediente fortan die neue Autobuslinie 13, sie verkehrte über die Piața Veteranilor hinaus eine Haltestelle weiter bis zum Unternehmen Dermatina.

### Entwicklung zum Massentransportmittel und Ausbau der Nebenlinien (1970er Jahre)
In den 1970er Jahren erfolgte eine massive Aufsiedlung der Stadt Timișoara, an den Stadträndern entstanden zahlreiche neue Trabantenstädte beziehungsweise Hochhaus-Siedlungen nach dem Vorbild der sowjetischen Mikrorajons. So stieg die Zahl der Einwohner der Stadt in dieser Epoche beispielsweise von 174.243 im Jahr 1966 auf 266.353 im Jahr 1977. Und auch die Siedlungsstruktur sowie die Verkehrsströme Timișoaras veränderten sich in jener Zeit stark. Der Straßenbahn kam hierbei eine bedeutende Rolle zu; sie fungierte als Massentransportmittel für die neuen Wohngebiete.

#### Wagenmangel und vorübergehende Einstellung der Linie 4 (1970)
Die weiter steigenden Fahrgastzahlen brachten Ende der 1960er beziehungsweise Anfang der 1970er Jahre insbesondere die vergleichsweise selten verkehrenden Nebenlinien an die Grenze ihrer Kapazität. Nachdem 1970 außerdem die letzten Beiwagen mit offenen Plattformen aus dem Bestand schieden, verschärfte sich der ohnehin schon bestehende Wagenmagel weiter. Insbesondere Zweirichtungswagen waren damals knapp, eine Folge des im Vorjahr aufgelassenen Ringverkehrs auf der Linie 7. Aus diesem Grund entschied sich die Straßenbahngesellschaft zu einer Notmaßnahme und stellte die Linie 4 in die Mehala ab dem 11. März 1970 vorübergehend ein, um Wagen für die Linien 3, 5 und 7 zu gewinnen. Möglich wurde dies durch die gleichzeitige Verlängerung der Trolleybuslinie 3 zur Piața Avram Iancu, so dass weiterhin alle Haltestellen der Linie 4 vom elektrischen Nahverkehr bedient werden konnten.
Die auf der Linie 4 freigesetzten Fahrzeuge nutzte die Întreprinderea de Transport Timișoara zur Bildung von Dreiwagenzügen auf den Linien 3, 5 und 7. Für jede dieser drei Linien stellte die Straßenbahngesellschaft damals je einen langen Zug zusammen. Hierbei handelte es sich wiederum um eine Notlösung, da die Ausweichen eigentlich nur auf Zweiwagenzüge ausgelegt waren. Auf diese Weise konnte aber wenigstens bei jedem zweiten Kurse der Linie 5, jedem vierten Kurs der Linie 3 beziehungsweise jedem fünften Kurs auf der Linie 7 eine um 50 Prozent höhere Kapazität angeboten werden. Ähnlich wie bei einer Ausweichanschlussstelle wurden dabei die kürzeren Züge in den Ausweichen vom langen Zug eingeschlossen. Da außerdem alle drei Dreiwagenzüge nur einseitige Türen hatten, war diese Betriebsform ab 1970 vorübergehend auf allen Nebenlinien anzutreffen. In Richtung Ronaț befand sich der Ein- und Ausstieg dabei auf der linken Seite, in Richtung Freidorf auf der rechten. Während dies auf der Freidorfer Strecke kein Problem darstellte, befanden sich zwischen Balta Verde und Ronaț damals fast alle Bahnsteige auf der rechten Seite. So mussten die Fahrgäste beispielsweise auch an der Endstation Strada Războieni den Dreiwagenzug direkt vom Erdreich aus betreten. Diese Zustände kritisierte auch die Lokalpresse seinerzeit, sie schlug vor den betreffenden Zug vor seinem Einsatz auf der Linie 5 morgens im Depot zu drehen.

#### Neubaustrecke durch das Cartierul Dâmbovița (1972)

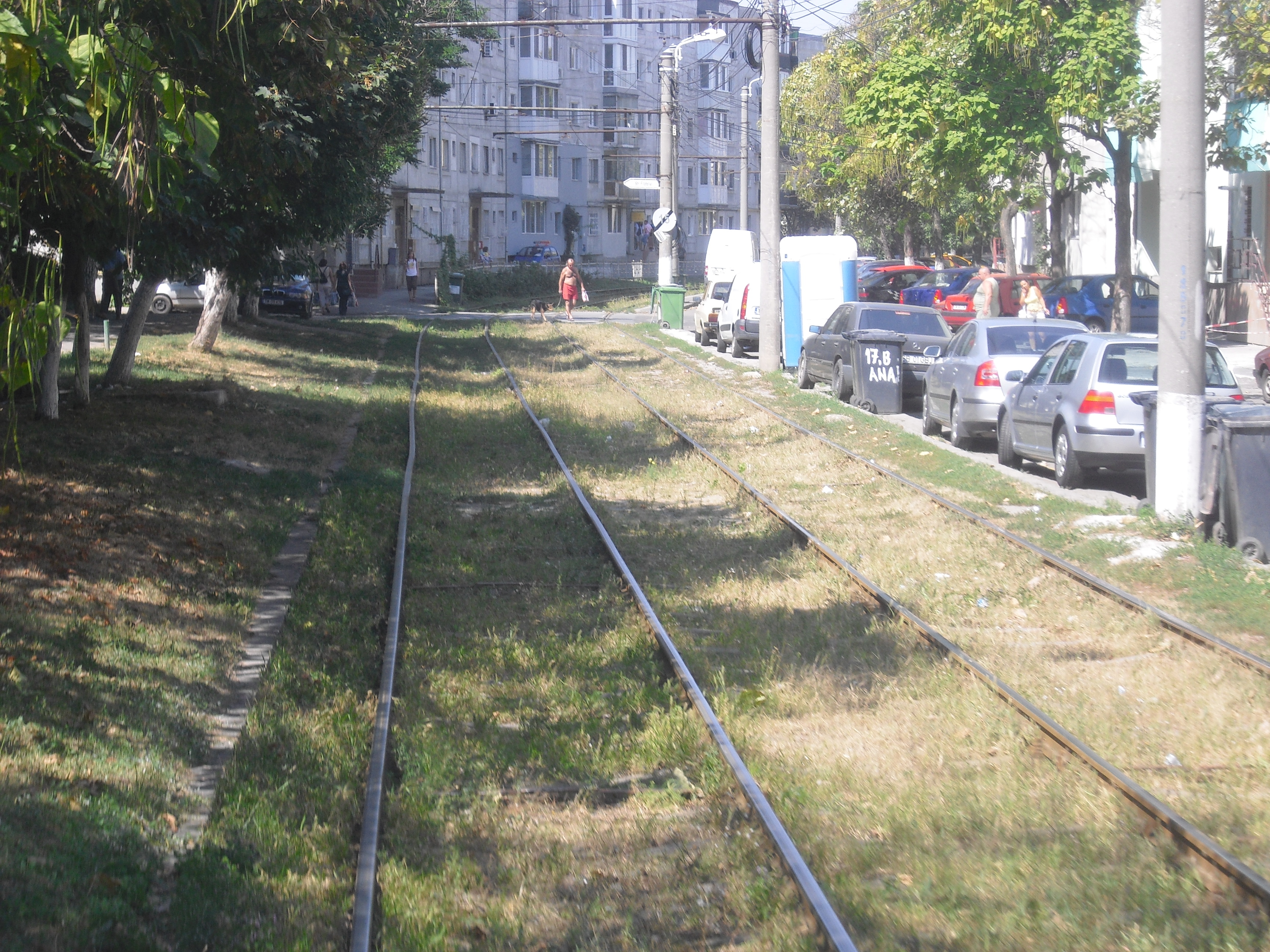
Die 1972 eröffnete Strecke der Linie 7 durch die Strada Ana Ipătescu.

Am 26. Januar 1972 eröffnete die Straßenbahngesellschaft eine 1550 Meter langen Neubaustrecke durch das Cartierul Dâmbovița, sie verband die Freidorfer Strecke mit der Piața Veteranilor. Gleichzeitig ging auch der circa 300 Meter lange Abschnitt zwischen der Piața Veteranilor und der Strada Chișodei nach über zwei Jahren Unterbrechung wieder in Betrieb. Damit war Fratelia – wie bereits bis 1969 – wieder zweiseitig an das Straßenbahnnetz angeschlossen. Die neue Strecke war bei ihrer Eröffnung zunächst eingleisig und führte querfeldein durch das damals noch im Aufbau befindliche Neubaugebiet im Süden der Stadt. Jedoch war das Planum für das zukünftige zweite Gleis als Bauvorleistung bereits von Beginn an vorhanden. An der Strada Frunzei sowie an der Strada Vasile Lupu standen außerdem zwei neue Ausweichen zur Verfügung. Neben der wiedereröffneten Station Piața Veteranilor gingen damals noch die drei gänzlich neuen Haltestelle Strada Grădini, Strada Frunzei und Strada Dreptatea in Betrieb, die jedoch in späteren Jahren durch die beiden Stationen Strada Banatul und Strada Transilvania ersetzt wurden.
Fortan pendelte die Linie 7 zwischen Piața Nicolae Bălcescu und Bulevardul Iuliu Maniu und bediente den – weiterhin eingleisigen – Abschnitt durch die Strada Ioszef Preyer gemeinsam mit der Linie 3. Diese musste aus diesem Grund damals auf einen – auf der Linie 7 bereits seit 1961 üblichen – Acht-Minuten-Takt verdichtet werden. Hierzu erhielt sie bei der Strada Rahovei, bei der Strada Păcii und in Freidorf kurz nach der Einmündung der Strada Constantin Nottara drei zusätzliche Ausweichen, im Gegenzug konnte auf die bisherige Ausweiche bei der Strada Martir Gogu Opre verzichtet werden.
Das gewählte Fahrplankonstrukt bewährte sich jedoch nicht, weshalb bereits am 17. April 1972 die nächste Umstellung erfolgte. Die Linie 3 erhielt damals ihren gewohnten Zehn-Minuten-Takt zurück, woraufhin wiederum die Linie 7 in eine reguläre und eine gestrichene Linie aufgeteilt werden musste:
| Linie 7:       | Piața Nicolae Bălcescu – Strada Chișodei | 4,4 Kilometer | Acht-Minuten-Takt | sieben Kurse |
| Linie 7 barat: | Strada Chișodei – Bulevardul Iuliu Maniu | 1,8 Kilometer | Zehn-Minuten-Takt | zwei Kurse   |

#### Einführung von Großraumbeiwagen (1972)
Nachdem die Behörden am 18. Januar 1972 den Einsatz des – bereits 1970 fertiggestellten – Timiș 2-Prototypzugs im Fahrgastverkehr genehmigten, ging Ende 1972 die erste Einheit in den regulären Betrieb. Die neuen Wagen kamen zunächst nur auf der Linie 2 zum Einsatz, erst ab dem 15. August 1975 gelangten sie auch auf die anderen beiden Hauptlinien 1 und 6. Neuartig für Timișoara waren dabei insbesondere die vierachsigen Großraumbeiwagen, während alle bisher eingesetzten Beiwagen Zweiachser waren. Durch die – im Gegensatz zu den zuvor üblichen Zweiachserzügen – nahezu verdoppelte Beförderungskapazität auf der Linie 2 entspannten sich auch die Kapazitätsprobleme im Verkehr von und zur U.M.T. weiter. Die neuen Großraumzüge lösten letztlich Mitte der 1970er Jahre auch die letzten Dreiwagenzüge auf den Hauptlinien ab.
Um einerseits die Straßenbahn zu entlasten und andererseits den Pendlern aus dem Umland den zeitraubenden Weg durch die Innere Stadt zu ersparen, verkehrte in den 1970er Jahren außerdem einige Jahre lang zusätzlich auch ein C.F.R.-Doppelstockzug morgens gegen 6:30 Uhr vom Gara de Nord direkt bis ins U.M.T.-Werksgelände hinein und nachmittags retour.
Im Gegenzug wurden durch die neuen Großraumzüge auch wieder ältere Zweiachser frei, so dass die Linie 4 – nach über zwei Jahren Unterbrechung – wieder in Betrieb gehen konnte. Anders als bei ihrer Einstellung im Jahr 1970 verkehrte sie jetzt aber wieder – wie schon bis 1966 – mit den gewohnten Zweiwagenzügen, da die Fahrgastnachfrage in Folge der 1970 verlängerten Trolleybuslinie 3 deutlich nachgelassen hatte. Wann genau die Strecke wieder in Betrieb ging ist nicht überliefert, während der Mehalaer Kirchweih im September 1972 verkehrte sie jedenfalls wieder.

#### Modernisierung der Strecke in die Mehala (1972)
Ab dem 20. November 1972 begann der Verkehrsbetrieb damit, die bis dahin durchgehend eingleisige Linie 4 auszubauen, um das sich weiter nach Norden ausdehnende Großwohngebiet Circumvalațiunii adäquat bedienen zu können. Um den 600 Meter langen Streckenabschnitt zwischen Balta Verde und der Kreuzung Bulevardul Cetății / Strada Cloșca / Strada Gheorghe Lazăr auf zwei Gleise erweitern zu können, musste die Linie 4 daher erneut komplett eingestellt werden. Sie wurde temporär durch die eigens hierfür eingerichtete Autobus-Ringlinie 35 Piața Timișoara 700–Balta Verde–Calea Torontalului–Piața Consiliul Europei–Piața Timișoara 700 ersetzt, die nur im Uhrzeigersinn verkehrte. Im ersten Quartal des Jahres 1974 ging die Linie 4 – nach Abschluss der Baumaßnahmen auf dem Bulevardul Cetății – wieder in Betrieb, wobei die Autobuslinie 35 noch bis zur Verlängerung der Linie 4 zur Calea Torontalului im Jahr 1976 erhalten blieb.
Ausgleichend für die vorübergehend entfallene Linie 4 erhielt außerdem die Linie 5 am 31. März 1973 eine zusätzliche Ausweiche an der Strada Grigore Alexandrescu, womit in den Hauptverkehrszeiten fortan ein dritter Zug in die Ronaț eingesetzt werden konnte. Dadurch entstand im Berufsverkehr ein asymmetrischer 7,5/7,5/15-Minuten-Takt. Spätestens ab 1980 waren dann schon vier Züge im Einsatz.

#### Neubaustrecke im Zuge der Calea Buziașului (1973)

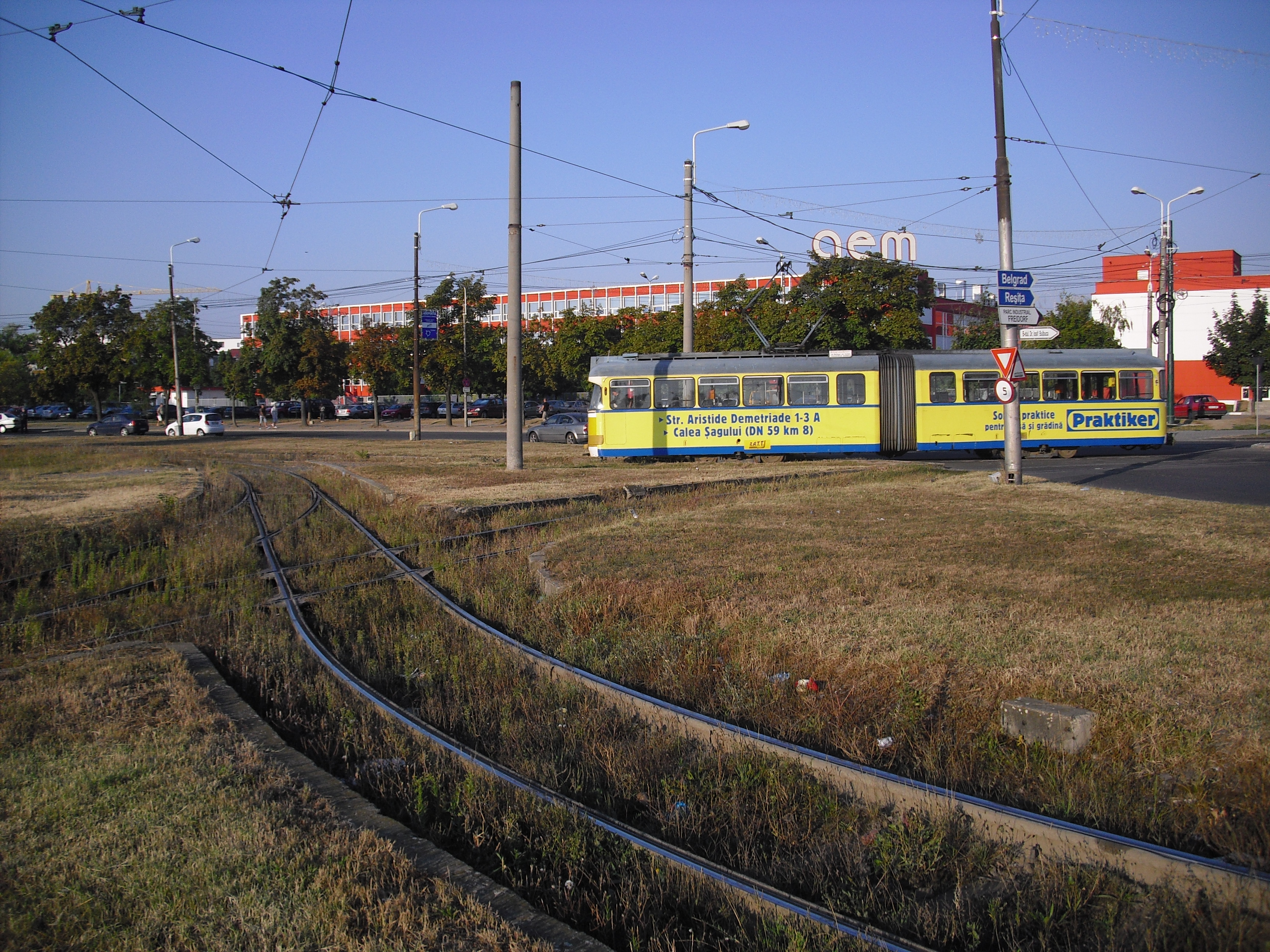
Das A.E.M.-Werk am südöstlichen Stadtrand hat seit 1973 Anschluss an die Straßenbahn.

Im Juli 1973 eröffnete die I.T.T. im Süden der Stadt eine Stadtbahn-ähnlich trassierte zweigleisige Neubaustrecke in Mittellage der Calea Buziașului. Hierbei kamen erstmals Stahlbetonschwellen zum Einsatz, sie entsprachen einer Bauart der Staatsbahn C.F.R. Die 1720 Meter lange Strecke schloss die zahlreichen dort entstandenen Industriebetriebe mittels vier neuer Haltestellen an das Straßenbahnnetz an. Sie knüpft bei der Banatim an das Bestandsnetz an und führt ab dort schnurgerade zur heutigen Piața General Gheorghe Domășnean. Hauptgrund für den Bau dieser Route waren das 1970 gegründete Unternehmen Intreprinderea de Aparate Electrice de Măsurat (I.A.E.M.) beziehungsweise später Aparate Electrice de Măsurat (A.E.M.) und das 1971 gegründete Unternehmen Electrotimiș. Die Bedienung der neuen Strecke übernahm die neu eingeführte Linie 8. Sie verkehrte zunächst nur als provisorische Pendellinie mit einem Dreiwagenzug im Zweirichtungsbetrieb zwischen der neuen Endstation und Banatim, wo zur Linie 6 umgestiegen werden konnte. Am 19. September 1973 nahm sie schließlich den Vollbetrieb auf und verbindet seither im Einrichtungsbetrieb – auf bis heute unveränderter Strecke – die Calea Buziașului mit dem Gara de Nord. Als Besonderheit ist die Wendeschleife am Streckenende in den dortigen Kreisverkehr integriert.

#### Kurzzeitige Wiedereinführung des Ringverkehrs auf der Linie 7 (1974)
Im Sommer 1974 mutierte die Linie 7 – nach über viereinhalb Jahren im Pendelverkehr – wieder zu einer Ringlinie. Im Unterschied zur alten Route der Jahre 1959 bis 1969 war ihre neue Strecke über den Bulevardul Regele Carol I mit 8,4 Kilometern jedoch um etwas über einen Kilometer länger. Zudem wählte die Straßenbahngesellschaft als nominelle Endstelle jetzt die Haltestelle Bulevardul Dâmbovița aus, die sich unmittelbar neben dem zwischenzeitlich eröffneten neuen Depot befindet. Zunächst verkehrte die Linie 7 ab Mitte Juli 1974 ausschließlich im Uhrzeigersinn, bevor sie am 29. Juli 1974 schließlich den Vollbetrieb in beiden Richtungen aufnahm. Je Fahrtrichtung verkehrte alle acht Minuten ein Zug, wofür zehn Kurse erforderlich waren. Im Gegenzug entfiel damals die 1972 eingeführte Linie 7 barat wieder.
Jedoch bewährte sich auch dieses neue Betriebskonzept nicht, schon zum 26. September 1974 kehrte die Straßenbahngesellschaft daher wieder zum Pendelverkehr auf der Linie 7 zurück. Allerdings führte sie die Linie 7 barat nicht wieder ein, das heißt die Linie 7 bediente fortan – wie schon einmal vorübergehend im Jahr 1972 – die Strecke Bulevardul Iuliu Maniu–Piața Nicolae Bălcescu.

#### Neubaustrecke zur Strada Matei Basarab (1974)

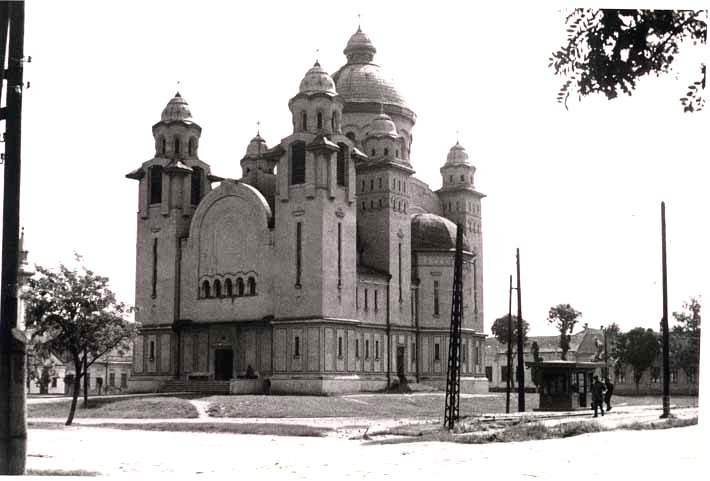
Mehala: die 1974 aufgelassene Endstelle auf der Piața Avram Iancu

Ab dem 12. September 1974 erhielt die Linie 4 in der Mehala eine neue Streckenführung. Aus der Inneren Stadt kommend bediente sie fortan ab der Haltestelle Bulevardul Cetății eine etwa 850 Meter lange zweigleisige Neubaustrecke. In deren Verlauf lagen die beiden neuen Haltestellen Strada Amforei und Strada Matei Basarab. Damit erhielt auch das damals im Aufbau befindliche Neubaugebiet Circumvalațiunii III, heute als Zona Bucoviniei beziehungsweise Zona Bucovina bezeichnet, seinen Anschluss an das Straßenbahnnetz. Die vorübergehende Endhaltestelle Strada Matei Basarab hatte jedoch nur einen provisorischen Charakter, die Züge wendeten dort an einem stumpfen Gleiswechsel. Auf der Linie 4 konnten daher auch weiterhin nur Zweirichtungswagen eingesetzt werden, jedoch machte die Neubaustrecke fortan den Einsatz von echten Zweirichtungsfahrzeugen mit beidseitigen Türen erforderlich. Die zuvor auf der Linie 4 teilweise eingesetzten Zweirichtungszüge mit einseitigen Türen konnten nicht mehr verwendet werden. Der etwa 450 Meter lange Streckenabschnitt Bulevardul Cetății–Piața Avram Iancu wurde damals nach fast 51 Betriebsjahren stillgelegt. Als Ersatz diente der Trolleybus, der bereits seit 1970 dort verkehrte.

#### Einführung des schaffnerlosen Betriebs (1974)

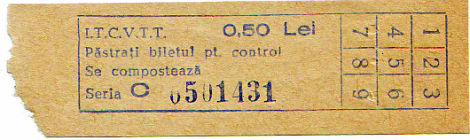
1974 eingeführter Entwerter-Fahrschein, Preis 0,50 Lei. Diese Tickets konnten flexibel in allen drei städtischen Verkehrsmitteln verwendet werden.

Nachdem die Trolleybusse in Timișoara bereits seit den 1960er Jahren schaffnerlos fuhren, die Fahrgäste mussten ihr Fahrgeld hierbei per Zahlbox beim Fahrer entrichten, führte der zunehmende Rationalisierungdruck in den 1970er Jahren auch bei der Straßenbahn zur Einführung des Einmannbetriebs. Ein erster Versuch mit schaffnerlosen Wagen fand dabei schon ab dem 27. September 1971 statt. Es handelte sich hierbei um einige Dreiwagenzüge auf den Linien 2 und 6, bei denen das jeweils erste Fahrzeug ausschließlich Zeitkarteninhabern vorbehalten war. Hierdurch wurde zumindest einer von drei Schaffnern eingespart.
Die vollständige Selbstabfertigung durch die Fahrgäste, rumänisch als autotaxare oder autoservire bezeichnet, führte die Straßenbahngesellschaft schließlich ab dem 1. Dezember 1974 auf den Nebenlinien 3 und 5 ein. Am 6. März 1975 folgte die Nebenlinie 7, bevor ab dem 1. Oktober 1975 letztlich alle Linien schaffnerlos fuhren. Fahrkarten sind seither im Vorverkauf zu erwerben. Verkaufsstellen existieren jedoch nur an wenigen stark frequentierten Haltestellen. Die Straßenbahnen erhielten damals fünf neunfeldrige Lochentwerter je Wagen, jedem Fahrzeug war ein bestimmtes Entwertungsmuster mit jeweils drei gelochten Feldern zugeordnet. Erstmals seit vielen Jahrzehnten gingen die Fahrgastzahlen ab 1975 wieder etwas zurück, was jedoch mit der zunehmenden Zahl von Schwarzfahrern in Zusammenhang gebracht wurde.
Timișoara war dabei der landesweit erste Straßenbahnbetrieb der dauerhaft ohne Schaffner auskam, zuvor gab es lediglich einen vorübergehenden Versuch auf der Bukarester Linie 5 in den Jahren 1965 und 1966.

#### Verbesserte Anbindung des Cartierul Dâmbovița (1975)
Ab dem 27. April 1975 baute die Straßenbahngesellschaft schließlich auch die knapp einen Kilometer lange Strecke der Nebenlinien 3 und 7 zwischen dem Bulevardul Iuliu Maniu und dem Bulevardul Dâmbovița zweigleisig aus, um die Hauptlinie 2 bis zur gleichnamigen Endstelle verlängern zu können. Mit Beginn der Bauarbeiten verkürzte das Unternehmen zunächst die Linie 7 auf den Abschnitt Piața Nicolae Bălcescu–Bulevardul Dâmbovița. Mit Beendigung der Baumaßnahmen am 21. August 1975 erhielt das Neubaugebiet Cartierul Dâmbovița schließlich durch die Linie 2 eine häufig verkehrende Direktverbindung mit der Inneren Stadt und der Fabrikstadt. Die verlängerte Linie 2 und die gleichzeitig auf den Abschnitt Bulevardul Dâmbovița–Freidorf verkürzte Linie 3 wendeten fortan in einer neuen Wendeschleife, die an das neue Depot Nummer 2 angrenzte. Die vormalige Stumpfendstelle der Linie 3 in der Strada Ioszef Preyer musste hingegen aufgegeben werden, weil die dort wendenden Kurse sonst die Züge der Linie 2 behindert hätten. Die dortige Wendeschleife wiederum blieb vorerst erhalten, war aber fortan ohne planmäßigen Verkehr.

#### Umbau der Verzweigung Balta Verde und erster Inselbetrieb (1975)

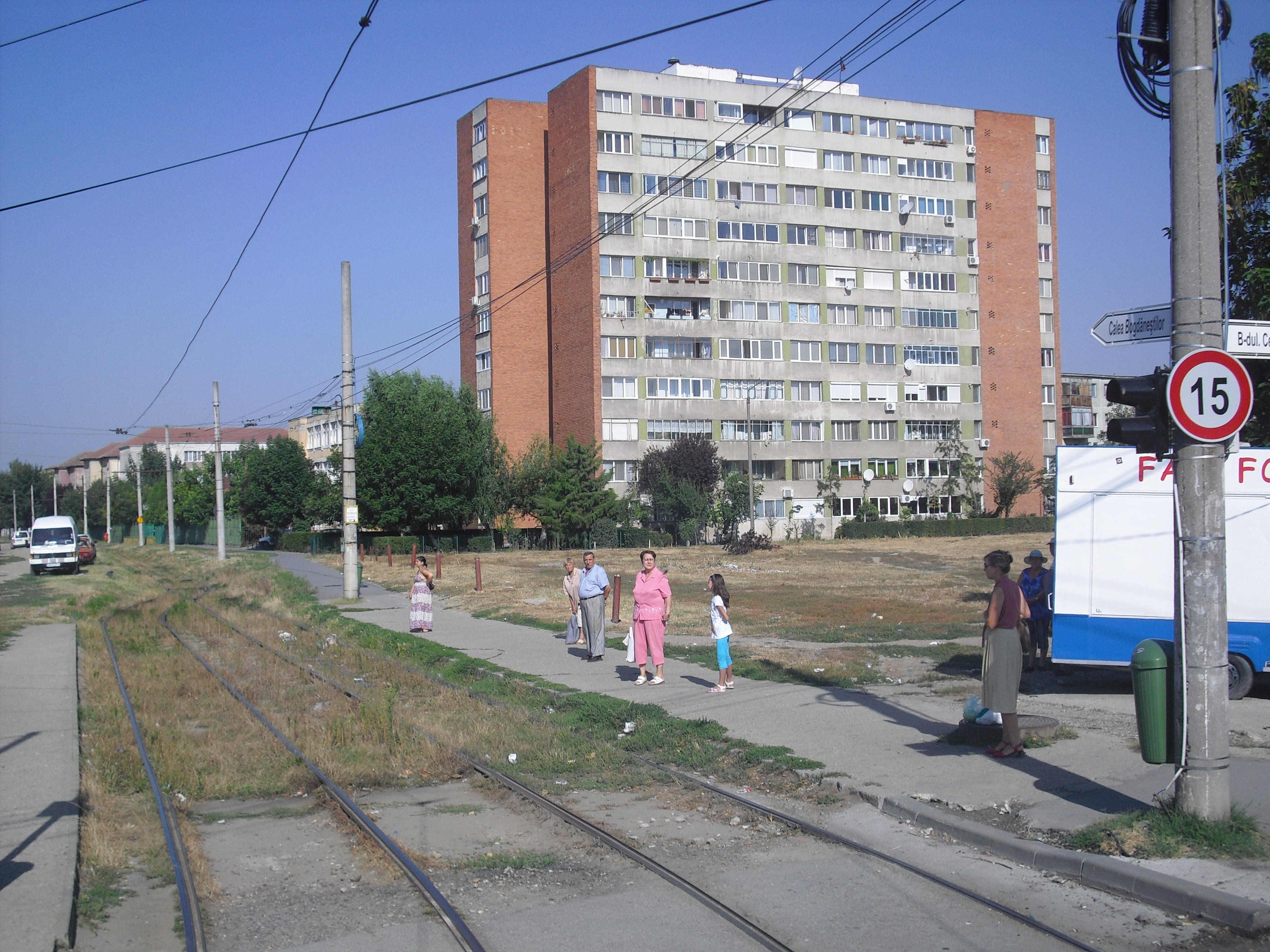
1975 entstand am Beginn der Strecke in die Ronaț dieser kurze Doppelspurabschnitt im Bereich der Verzweigung Balta Verde.

Als nächste Stufe des Ausbaus der Strecke in die Mehala erfolgte im Sommer 1975 der zweigleisige Ausbau der Verzweigung Balta Verde. Dabei wurden auch die ersten 100 Meter der Strecke in die Ronaț, das heißt bis zur Einmündung der Strada Ion Pop-Reteganul, doppelspurig ausgeführt. Dort können sich seither die Züge der Linie 5 begegnen, ohne den Verkehr auf der Hauptstrecke in die Mehala zu behindern. Im Gegenzug entfiel damals die benachbarte Ausweiche zwischen der Strada Banul Mărăcine und der Strada Zalău. Diese Maßnahme hatte zur Folge, dass die Linie 4 zwischen dem 16. Mai und dem 8. August 1975 nur zwischen der Strada Matei Basarab und der Baustelle an der Haltestelle Balta Verde pendeln konnte. Sie hatte somit keine Verbindung mit einem der beiden Depots, dies war der erste Inselbetrieb in der Geschichte der Straßenbahn Timișoara überhaupt.

#### Wiedereinführung der Verstärkerlinie 6 barat (1976)
Nachdem sich der Berufsverkehr von und zur U.M.T. in der ersten Hälfte der 1970er Jahre weitgehend normalisiert hatte, stellte ab Mitte der 1970er Jahre die Anbindung des damals stark prosperierenden Industriegebiets entlang der Calea Buziașului die Straßenbahngesellschaft vor neue Herausforderungen. Die 1973 eingeführte Linie 8 konnte die Nachfrage damals bereits nicht mehr allein bewältigen. Da ferner in den Jahren 1975 bis 1977 auch die Linie 6 sukzessive auf die neuen Timiș 2-Großraumzüge mit hohem Fassungsvermögen umgestellt wurde, verloren parallel dazu die 1961 eingeführten Verstärkerkurse auf dieser Route an Bedeutung. Daher nutzte die – seit 1973 als Întreprinderea de Transport și Construcții Vagoane de Tramvai Timișoara, kurz I.T.C.V.T.T. firmierende – Gesellschaft Anfang 1976 die Gelegenheit, diese Zusatzfahrten in eine eigenständige Verstärkerlinie mit der Bezeichnung 6 barat umzuwandeln. Damit wurde dieses Liniensignal zum zweiten Mal nach 1965 eingeführt. Die neue Linie verkehrte ab dem 19. Januar 1976 auf der Strecke Piața General Gheorghe Domășnean – Banatim – Piața Libertații – Piața Sfânta Maria – Piața Nicolae Bălcescu – Banatim – Piața General Gheorghe Domășnean. Damit erhielt, zumindest in den Hauptverkehrszeiten, auch die Innere Stadt ihre Direktverbindung mit der neuen Industriezone im Süden Timișoaras.

#### Zweigleisiger Ausbau zwischen Piața Libertații und Balta Verde (1976)
Ab dem 29. Januar 1976 baute die Straßenbahngesellschaft schließlich auch den Streckenabschnitt Piața Libertații–Balta Verde zweigleisig aus, wobei er für die nächsten sieben Monate komplett gesperrt war. Die Folge war eine erneute Netzteilung. Für die Dauer der Baumaßnahmen war die Linie 4 eingestellt während die Linie 5 nur zwischen Balta Verde und Strada Războieni verkehrte. Den Schienenersatzverkehr übernahm eine vorübergehend eingerichtete Autobuslinie 24.

#### Erweiterung der Linie 4 zur Durchmesserlinie (1976)

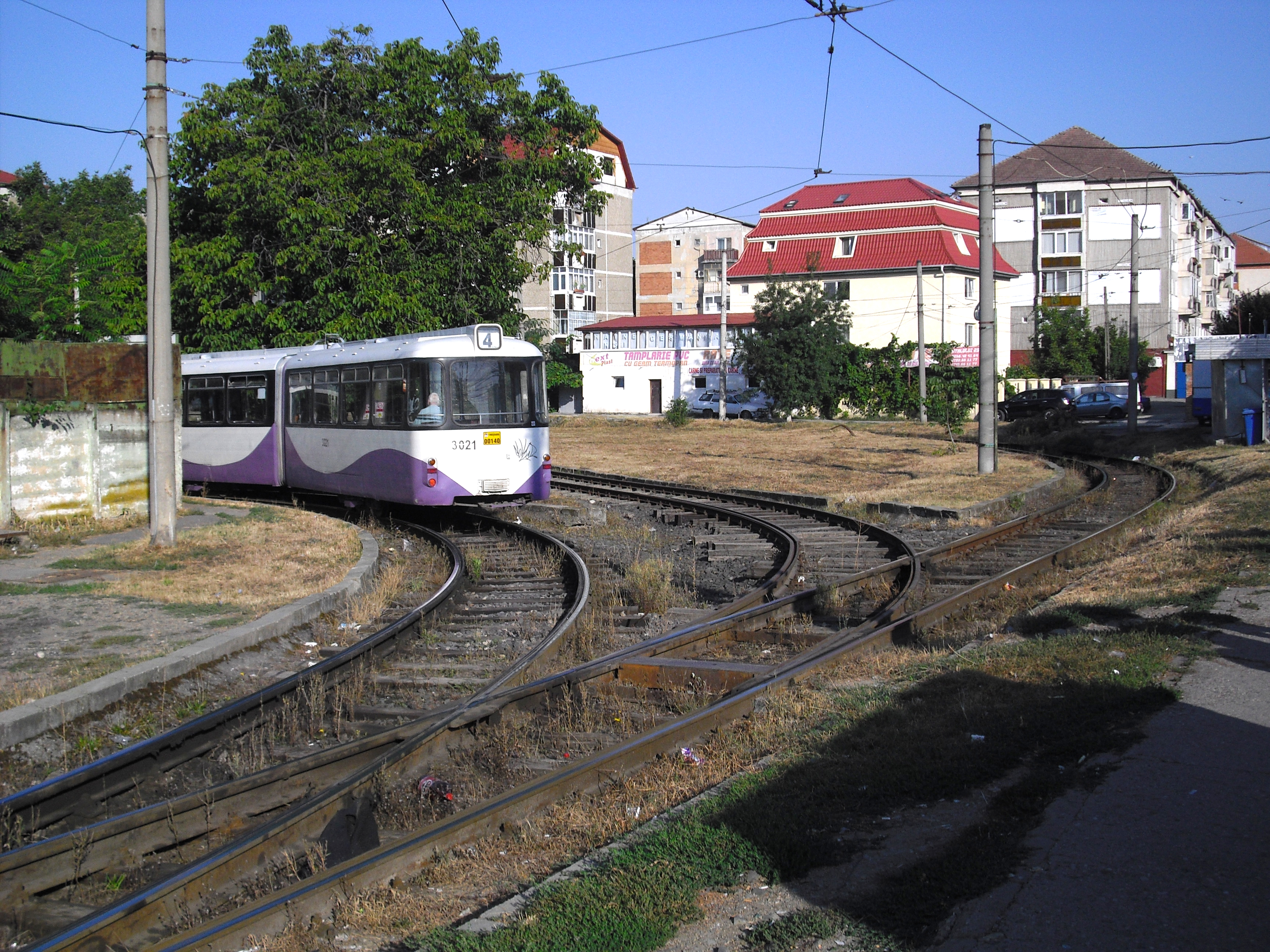
Die 1976 eröffnete Wendeschleife Calea Torontalului wird als einzige im Netz im Uhrzeigersinn durchfahren.

Am 1. September 1976 ging, zeitgleich mit der Wiederinbetriebnahme des Abschnitts Piața Libertații–Balta Verde, die Neubaustrecke zwischen der zwei Jahre zuvor eröffneten provisorischen Endstelle Strada Matei Basarab und der neuen Wendeschleife an der Calea Torontalului in Betrieb. Damit erhielt auch das jüngste und nördlichste Mehalaer Neubaugebiet Circumvalațiunii IV, heute als Zona Matei Basarab beziehungsweise Zona Torontalului bekannt, seinen Straßenbahnanschluss. Dieser Abschnitt der Linie 4 ist circa 300 Meter lang und war aus Platzgründen ursprünglich eingleisig ausgeführt – auch die beiden Bahnsteige der Endhaltestelle lagen im eingleisigen Bereich. Die Strecke verlief ursprünglich stadtauswärts betrachtet am linken Straßenrand, erst Mitte der 1980er Jahre erhielt sie ihre heutige mittige Trassierung zwischen den beiden Richtungsfahrbahnen des Bulevardul Cetăţii. Die Wendeschleife in der Mehala war im ursprünglichen Zustand ferner die einzige in Timișoara, welche je im Uhrzeigersinn befahren wurde. Im Schleifeninneren steht außerdem ein Stumpfgleis zur Verfügung. Gleichzeitig konnte auch der zweigleisige Ausbau des Abschnitts Piața Libertății–Balta Verde vollendet werden, der am 29. Januar 1976 begonnen hatte.
Die neue Endstation an der Calea Torontalului sowie die jetzt durchgehend zweigleisige Bestandsstrecke in die Mehala ermöglichten es der I.T.C.V.T.T. schließlich auch die Linie 4 von einer Radiallinie zu einer Durchmesserlinie zu erweitern. Dadurch mutierte auch diese zu einer wichtigen Hauptlinie und verkehrte fortan über die Piața Libertății hinaus bis zur Piața General Gheorghe Domășnean – auf letzterem Streckenabschnitt ergänzte sie dabei die Linie 8 und die wenige Monate zuvor eingeführte Linie 6 barat.
Anlässlich ihrer Verlängerung wurde die Linie 4 außerdem auf Einrichtungsbetrieb umgestellt und fortan von Electroputere-V954-Triebwagen bedient. Diese Altbauwagen durften aber aufgrund ihrer Geräuschentwicklung nicht mehr die zentrale Innenstadtstrecke an der Präfektur vorbei befahren. Deshalb musste die Linie 4 zunächst via Piața Sfânta Maria verkehren, hierzu nutzte sie das bereits 1975 neu entstandene Gleisdreieck auf der Piața Libertății, welches die bisherige diagonale Querung ersetzte. Nachdem aber die vom Gara de Est kommenden Fahrgäste dringend auch eine Direktverbindung zwischen der Piața Traian und der Piața General Gheorghe Domășnean forderten, verkehrte die Linie 4 schon ab dem 12. Dezember 1976 – ungeachtet der oben genannten Vorgabe – über die Fabrikstadt statt über die Elisabethstadt.
Die gleichzeitige Einführung einer neuen Verstärkerlinie 4 barat zwischen Calea Torontalului und U.M.T. ermöglichte ebenfalls ab dem 1. September 1976 eine Direktverbindung zwischen den neuen Wohngebieten im Westen und dem größten Arbeitgeber der Stadt. Sie verkehrte wiederum nur zur morgendlichen Hauptverkehrszeit und bediente die große Schleife in der Fabrikstadt – wie schon die frühere Verstärkerlinie 6 barat von 1965 – im Uhrzeigersinn. Außerdem konnte ab dem gleichen Tag auch die Linie 5 – nach über sieben Jahren Unterbrechung – wieder zur Piața Libertății geführt werden. Dort endete sie fortan auf dem Gleis, welches von 1923 bis 1959 als Umsetzgleis diente und 1976 – jetzt als Stumpfgleis – reaktiviert wurde. Allerdings benötigte jetzt auch die Linie 5 echte Zweirichtungswagen mit beidseitigen Einstiegen, womit nach fünf Jahren auch der Einsatz des einzelnen Dreiwagenzugs in die Ronaț endete.

#### Modernisierung der Freidorfer Strecke (1976–1978)
Der geplante Aufbau des Chemiekombinats Combinatul Petrochimic Solventul am Freidorfer Ortsrand sorgte in den Jahren 1976 bis 1978 auch für die Modernisierung der Linie 3, wenngleich sich der Betrieb letztlich neben der Spiritusfabrik in der Josefstadt ansiedelte. Sie wurde in dieser Zeit auf gesamter Länge im Schienenersatzverkehr durch die eigens hierfür eingerichtete Autobuslinie 31 bedient. Damals baute die Straßenbahngesellschaft deren Strecke bis zur Haltestelle Liceul Auto am Freidorfer Ortseingang zweigleisig aus. Die Freidorfer Ortsdurchfahrt selbst blieb, abgesehen von der bestehenden Ausweiche an der Strada Constantin Nottara, weiterhin eingleisig. In Freidorf ging außerdem eine Wendeschleife mit integriertem Abstellgleis in Betrieb, wodurch sich die Strecke um circa 150 Meter verlängerte. Die Endhaltestelle selbst verblieb jedoch an der Einmündung der Strada Răscoala din 1907. Um die Linie 3 an ihrem anderen Ende zum Josefstädter Bahnhof durchbinden zu können, entstand in jenen Jahren außerdem eine Verbindungskurve zwischen dem Bulevardul Regele Carol I und der Strada General Ion Dragalina. Mit Beendigung der Bauarbeiten am 13. März 1978 erhielten somit auch Freidorf und das Cartierul Dâmbovița eine Direktverbindung mit dem wichtigsten Bahnhof der Stadt. Außerdem konnte die Linie 3 fortan ebenfalls mit Einrichtungswagen betrieben werden. Damit endete – sechs Jahre nach seiner Einführung – auch der Einsatz des einzelnen Dreiwagenzugs auf der Linie 3. Im Gegenzug verkehrten ab 1978 auch nach Freidorf zusätzliche Verstärkerzüge in den Hauptverkehrszeiten.

#### Umbau der Unterführung in der Strada Coriolan Brediceanu (1977–1978)
Nachdem im Laufe des Jahres 1977 auch die Linie 6 – als dritte Linie des Netzes – vollständig auf die modernen Timiș 2-Züge umgestellt werden konnte, stand als Nächstes die Linie 4 an. Auf ihr konnten die modernen Wagen jedoch damals noch nicht eingesetzt werden, weil die aus dem Jahr 1902 stammende Eisenbahnunterführung im Zuge der Strada Coriolan Brediceanu für deren Einholmstromabnehmer zu niedrig gewesen wäre. Im Gegensatz dazu bereiteten die Scherenstromabnehmer der Altbauwagen dort keine Schwierigkeiten. Zudem bestand dort seit 1976 ein eingleisiges Nadelöhr. Um das Problem zu lösen, nahm die Straßenbahngesellschaft daher ab dem 17. Oktober 1977 den Neubau einer zweigleisigen Eigentrasse neben der bisherigen, gemeinsam von Straßenverkehr und Straßenbahn genutzten, Unterführung in Angriff. Hierzu musste auch das Eisenbahnviadukt entsprechend verlängert werden. Während der Bauarbeiten kam es dabei zu einer vorübergehenden Netzteilung. Die Linien 4 und 5 endeten aus Richtung Balta Verde kommend kurz vor dem Viadukt und hatten somit vorübergehend keine Verbindung zu einem der beiden Depots. Die Linie 4 barat wiederum pendelte zwischen der anderen Seite des Viadukts und der Piața Libertății und stellte somit die Verbindung mit den übrigen Linien her. Als Ersatz für die verkürzte Linie 4 verkehrte außerdem temporär eine Linie 2 barat auf der Strecke Bulevardul Iuliu Maniu–Piața Libertății–Piața General Gheorghe Domășnean.

#### Preiserhöhung von 1978 und umfangreiche Linienänderungen
Nach Beendigung der Bauarbeiten an der Eisenbahnunterführung in der Strada Coriolan Brediceanu konnte der durchgehende Straßenbahnverkehr in die Mehala am 1. Juni 1978 wieder aufgenommen werden. Die Linien 4 und 5 erhielten ihre regulären Linienwege zurück, die temporären Linien 2 barat und 4 barat wurden nicht mehr benötigt. Damit entfiel nach 22 Betriebsjahren auch die verkehrsungünstig gelegene Wendeschleife auf dem Bulevardul Iuliu Maniu endgültig, sie lag mitten auf der stark befahrenen Kreuzung und wich dem vierspurigen Ausbau des genannten Boulevards.
Außerdem entfiel ab dem 1. Juni 1978 – nach nur etwas über zwei Betriebsjahren – die Linie 6 barat als eigenständige Linie. Ursächlich hierfür war die Tatsache, dass fortan auch die Linie 4 mit den kapazitätsstarken Timiș 2-Zügen bedient werden konnte. Damit bestand im Verkehr von und zur Calea Buziașului auch mit nur zwei Linien ein ausreichendes Angebot. Daraufhin verkehrten die vorübergehend auf der Linie 6 barat eingesetzten Wagen ab Frühjahr 1978 wieder als Verstärkerkurse in den Hauptverkehrszeiten auf der regulären Ringstrecke der Linie 6.
Ebenfalls zum 1. Juni 1978 erhöhte die damalige Întreprinderea de Transport în Comun Timișoara außerdem die Fahrpreise vergleichsweise stark, so stieg beispielsweise der Preis für eine Einzelfahrt mit der Straßenbahn um 30 Prozent von 0,50 auf 0,65 Lei. Vor allem aber führte sie damals getrennte Tarife für Straßenbahn (rote Fahrscheine), Trolleybus (grüne Fahrscheine) und Autobus (blaue Fahrscheine) ein. Hierbei kostete eine Trolleybusfahrt fortan 1,00 Lei und eine Autobusfahrt sogar 1,25 Lei, womit die Straßenbahn jetzt das günstigste der drei städtischen Verkehrsmittel war. Die – seinerzeit auch in anderen rumänischen Städten eingeführten – gestaffelten Fahrpreise für die drei Transportarten führten ferner dazu, dass die Fahrkarten nicht mehr flexibel verwendet werden konnten und insbesondere umsteigende Fahrgäste oft mehrere Fahrscheinsorten bereithalten mussten.
Ähnlich bei den Zeitkarten: Statt zwischen Monatskarten für zwei Linien zu 10,00 Lei, für vier Linien zu 20,00 Lei oder für alle Linien zu 30,00 Lei konnten die Fahrgäste nur noch zwischen Monatskarten für eine Linie zu 20,00 Lei oder für alle Linien zu 60,00 Lei wählen. Um die Auswirkungen der Tariferhöhung zumindest auf die zahlreichen Arbeiter und Angestellten der U.M.T. in Grenzen zu halten, galten Monatskarten für die Linie 1 fortan auch für die Linie 2 und umgekehrt. Andernfalls hätten die U.M.T.-Mitarbeiter ab Juni 1978 eine teure Monatskarte für alle Linien benötigt, um ihre Arbeitsstätte weiterhin flexibel mit beiden dort verkehrenden Linien erreichen und verlassen zu können – was zu einer Versechsfachung des Preises geführt hätte.
Aus diesem Grund wurde die bisherige Linie 2 – ebenfalls zum 1. Juni 1978 – in „1 rot“ (1 roșu) umbenannt, während die bisherige Linie 1 fortan zur besseren Unterscheidung „1 schwarz“ (1 negru) hieß. Umgangssprachlich sprach man meist von der roten 1 und der schwarzen 1. Die Beschilderung an den Haltestellentafeln sowie auf den Fahrzeugen selbst erfolgte entsprechend mit einer roten beziehungsweise einer schwarzen Ziffer auf weißem Grund. Auf schwarz-weißen Linienplänen waren hingegen die Kürzel 1R und 1N anzutreffen. Kurzzeitig wurden auch die alternativen Bezeichnungen Linie 1D („Dâmbovița“) und Linie 1G („Gara de Nord“) verwendet, so beispielsweise auf einem Stadtplan aus dem Jahr 1979. Ferner erhielt damals die zwei Jahre zuvor eingeführte Verstärkerlinie 4 barat das freigewordene Liniensignal 2.
Somit erhielten zum genannten Stichtag gleich sieben der damals elf Linien eine neue Strecke beziehungsweise eine neue Nummer, nur die Linien 3, 6, 7 und 8 blieben unverändert:
| Linie 1                   | umbenannt in Linie 1 schwarz               |
| Linie 2                   | umbenannt in Linie 1 rot                   |
| Linie 2 barat             | entfallen                                  |
| Linie 4                   | Rückkehr auf regulären Linienweg           |
| Linie 4 barat (1977–1978) | entfallen                                  |
| Linie 4 barat (1976–1977) | wieder eingeführt mit neuer Liniennummer 2 |
| Linie 5                   | Rückkehr auf regulären Linienweg           |
| Linie 6 barat             | entfallen, Reintegration in Linie 6        |

Die umfangreichen Änderungen veranlassten die Straßenbahngesellschaft auch bei den Timiș 2-Zügen vorübergehend Routentafeln hinter der Frontscheibe einzuführen, um deren Beachtung in der Tagespresse gebeten wurde.

#### Modernisierung der Linie 7 (1978–1980)

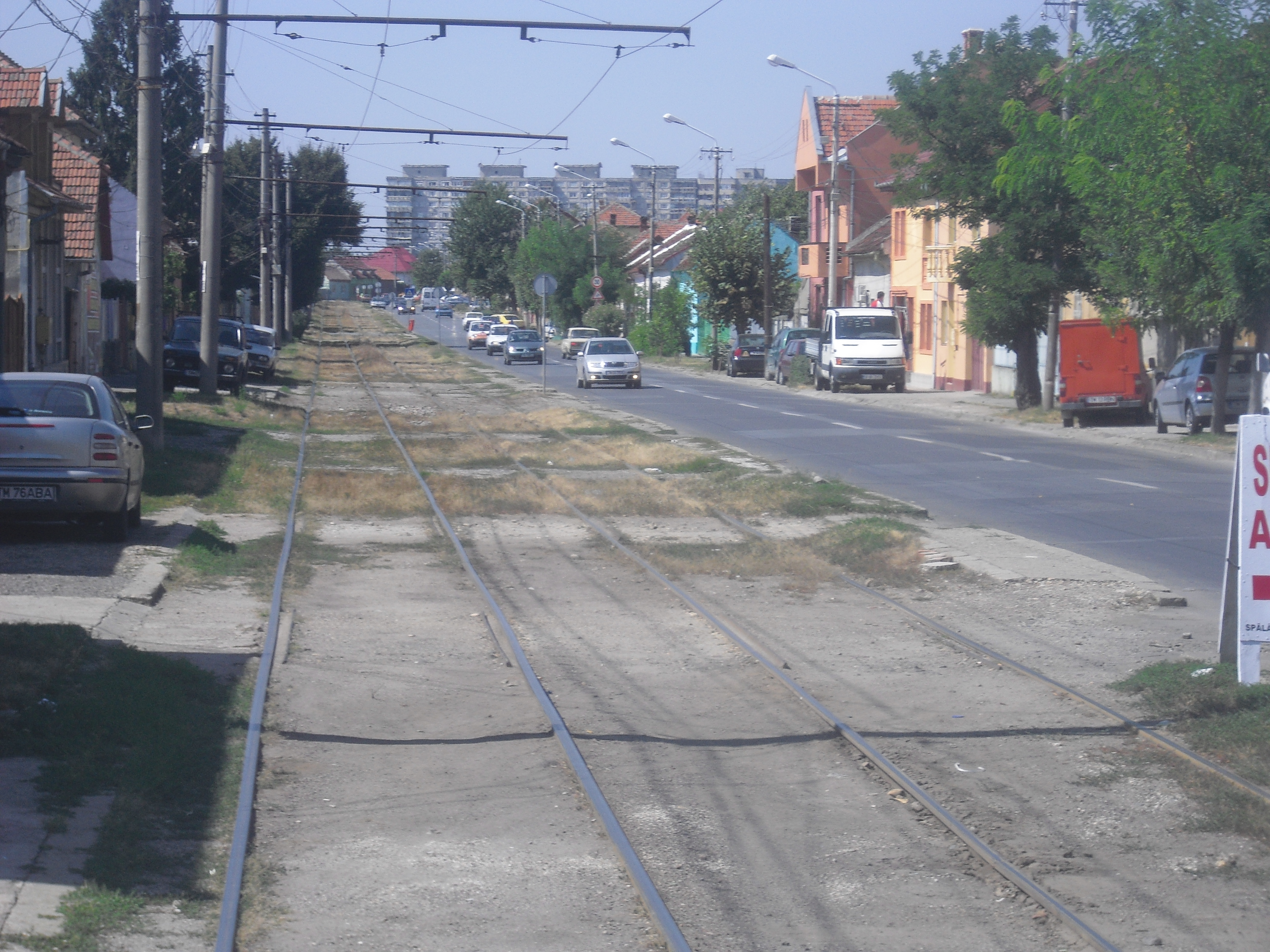
Die Straßenbahnstrecke durch Fratelia ist seit 1980 durchgehend zweigleisig ausgebaut.

In den Jahren 1978 bis 1980 wurde auch die Linie 7 zwischen Piața Nicolae Bălcescu und Bulevardul Dâmbovița – und damit durchgehend – zweigleisig ausgebaut. Dabei verlor sie allerdings zwischen der Strada Lidia und der Strada Mureș ihre eigene Trasse am Straßenrand. Die in diesem Bereich sehr enge Strada Drubeta erforderte es, beide Richtungsgleise mittels Rillenschienen in die Fahrbahn zu integrieren. Baustellenbedingt verkehrte die Linie 7 von Juli 1978 an nur zwischen der Piața Nicolae Bălcescu und der Strada Frunzei. Damit konnten im Restabschnitt die – im Vorfeld des Gleisbaus notwendigen – Bauarbeiten am dortigen Sammelkanal beginnen. Anschließend folgte der Ausbau des Abschnitts Strada Izlaz–Strada Chisodei, womit die Linie 7 ab Februar 1979 nur noch zwischen der Piața Nicolae Bălcescu und der Strada Izlaz pendeln konnte. In einer dritten Bauphase ab März 1980 verkehrte die Linie dann wegen der weiter fortschreitenden Ausbauarbeiten vorübergehend zweigeteilt:
- Linie 7: Piața Nicolae Bălcescu – Strada Mureș
- Linie 7 barat: Bulevardul Dâmbovița – Strada Ivan Petrovici Pavlov

Erst im August 1980 endeten die Bauarbeiten. Infolgedessen mutierte die Linie 7 wiederholt zur Ringlinie via Piața Sfânta Maria, damit konnten außerdem auf dieser Route auch wieder Einrichtungswagen eingesetzt werden. Die Linie 5 war fortan die einzige Zweirichtungslinie in Timișoara. Mit der Umstellung der Linie 7 endete nach 14 Jahren auch der Zweirichtungsbetrieb mit einseitigen Türen endgültig.

### Im Zeichen der Energiekrise (1980er Jahre)

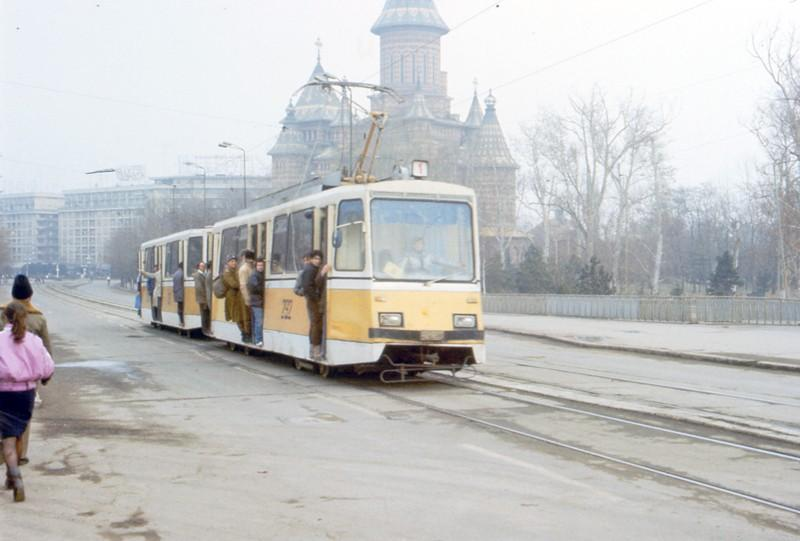
1987: Überfüllter Zug der Linie „1 rot“ während der Energiekrise

In den 1980er Jahren, der Endphase der Ära Ceaușescu, war Rumänien von einer schweren Energiekrise betroffen. Diese wirkte sich auch vollumfänglich auf den Verkehrssektor aus. Weil Strom gespart werden musste, streckte die I.J.T.L. Timiș die Intervalle der Straßenbahn. Lange Wartezeiten und massiv überfüllte Züge waren die Folge, Menschentrauben an den Türen gehörten – wie in allen rumänischen Großstädten – zum Alltagsbild.
Parallel dazu führte die allgemeine Mangelwirtschaft zu permanenten Ersatzteilproblemen. Daraus resultierte eine hohe Ausfallquote, die wenigen einsatzbereiten Fahrzeuge wurden dafür umso stärker beansprucht. Dies galt insbesondere auch für die fabrikneuen, aber qualitativ minderwertigen Timiș 2-Garnituren. Kleinere Reparaturen mussten zurückgestellt werden, weil die Betriebsleitung jeden Wagen benötigte, dadurch verschlechterte sich der Zustand der Fahrzeuge oft noch weiter. Verbeulte, verrostete und mangelhaft lackierte Wagen waren an der Tagesordnung – im Winter minderten kaputte Heizungen den Fahrkomfort. Häufig blockierten havarierte Züge zudem den gesamten Straßenbahnverkehr eines Streckenabschnitts, starke Fahrplanabweichungen waren die Folge.
Weil auch Benzin in jener Epoche stark rationiert war, musste die Straßenbahn gleichzeitig zusätzliche Passagiere aufnehmen. Darunter sowohl Kraftfahrzeugbesitzer, die ihre Personenkraftwagen nicht nutzen konnten, als auch Fahrgäste der damals lediglich sporadisch verkehrenden beziehungsweise gänzlich eingestellten oder verkürzten Autobuslinien.
Weiter wirkte sich die Energiekrise auch auf den Zustand der Infrastruktur aus. Die Gleise wurden nur noch unzureichend gewartet und kaum noch ausgewechselt, Langsamfahrstellen und verlängerte Reisezeiten waren die Folge. Ebenso litten die eingesetzten Fahrzeuge unter dem schlechten Zustand der Gleise. Die Folge war eine stärkere Beanspruchung, dies wiederum verschärfte die oben beschriebenen Instandhaltungsprobleme weiter.
Zusätzlich verstärkte außerdem die Tarifreform vom Juni 1978 den oben erwähnten Verlagerungseffekt auf die Straßenbahn, die ja seither das günstigste Verkehrsmittel war. Allerdings näherten sich die Fahrpreise in Folge zwei weiterer Tarifänderungen in den frühen 1980er Jahren wieder etwas an:
|                      | Straßenbahn | Trolleybus | Autobus  |
| -------------------- | ----------- | ---------- | -------- |
| Ab 14. Juli 1980     | 1,00 Leu    | 1,00 Leu   | 1,25 Lei |
| Ab 1. September 1981 | 1,00 Leu    | 1,25 Lei   | 1,50 Lei |

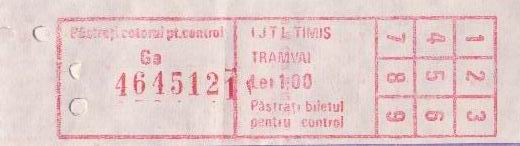
Zwischen Juli 1980 und Mai 1981 ausgegebene Straßenbahn-Einzelfahrkarte, Preis 1,00 Leu

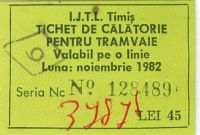
Abonnement für die Linie 6 vom November 1982, Preis 45,00 Lei

Unabhängig davon gab das Unternehmen schon ab dem 1. Juni 1981 statt Einzelfahrkarten nur noch Mehrfahrtenkarten zu vier oder zehn Fahrten aus, ein Mengenrabatt wurde jedoch nicht gewährt. Trotz der massiven wirtschaftlichen Probleme gelang es noch kurz vor der politischen Wende des Jahres 1989 gleich vier Neubaustrecken in Betrieb zu nehmen.
Bereits ab dem 28. August 1979 war der Straßenbahnverkehr in der Fabrikstadt unterbrochen, weil damals der Neubau des Podul Mihai Viteazul begann. Die Linien 1 schwarz, 1 rot und 2 verkehrten deshalb ab Piața Traian via U.M.T. zur Piața General Virgil Economu, wo ihnen eine provisorische Wendeschleife zur Verfügung stand, und von dort auf gleichem Weg wieder zurück. Zwischen Piața Traian und Piața Sarmisegetuza wiederum pendelte ein Doppeltriebwagen, so dass nur die Haltestelle Strada Laleleor gar nicht bedient werden konnte. Dieser Zustand dauerte bis zum 23. Dezember 1981 an, ab jenem Tag konnten die drei betroffenen Linien die neue Brücke befahren und wieder auf ihre angestammten Routen zurückkehren.
Am 18. Juni 1986 begannen in der Ronaț umfangreiche Straßen- und Kanalbauarbeiten, weshalb die dorthin führende Strecke an jenem Tag zunächst um circa 200 Meter bis zur heutigen Haltestelle Strada Taborului verkürzt werden musste, die damals noch – nach der benachbarten Parallelstraße – Strada Belgrad hieß. Der zunehmende Baufortschritt führte schließlich Anfang 1988 zur vorübergehenden Einstellung der gesamten Linie 5. Damit endete die Ära der zweiachsigen Altbauwagen bei der Straßenbahn Timișoara, außerdem gibt es seither keine Zweirichtungslinien mehr.
Auch in der Fabrikstadt war der Straßenbahnverkehr ab dem 14. Februar 1988 über mehrere Monate hinweg beeinträchtigt, dort wurde der alte Podul Dacilor von 1909 abgerissen und durch eine Stahlbetonbrücke ersetzt. Infolgedessen verkehrten die Linien „1 schwarz“ und „1 rot“ aus der Inneren Stadt kommend beide ab Piața Traian via U.M.T. bis Gara de Est und von dort aus auf gleicher Strecke wieder zurück. Auch die ein- und ausrückenden Kurse des Betriebshofs 1 mussten den Umweg über U.M.T. nehmen. Am Ostbahnhof entstand damals für die drei genannten Linien eine – zunächst nur aus östlicher Richtung nutzbare – Wendeschleife. Diese blieb auch nach Fertigstellung der neuen Brücke als Betriebsschleife erhalten. Seit ihrem Umbau Mitte der 2000er Jahre kann sie zudem aus beiden Richtungen kommend angefahren werden.

#### Verlängerung bis Ciarda Roșie (1987)

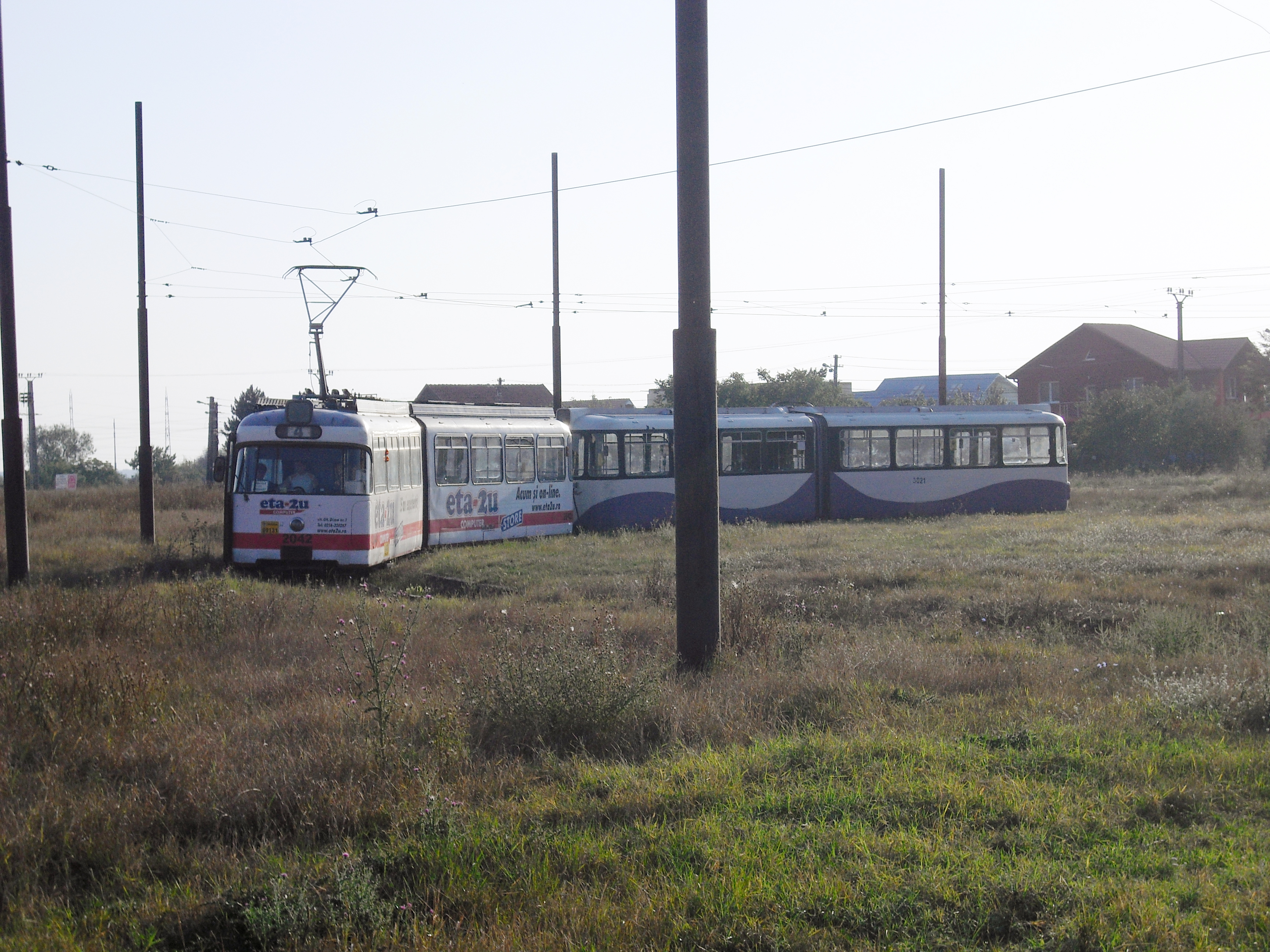
Die 1987 eröffnete Wendeschleife Ciarda Roșie

Als erste Neubaumaßnahme seit 1976 verlängerte die I.J.T.L. Timiș am 4. November 1987 die Linie 4 über die Piața General Gheorghe Domășnean hinaus um circa 800 Meter in den Stadtbezirk Ciarda Roșie hinein, die neue Endstelle heißt ebenfalls so. Die Trasse folgt der Bezirksstraße DJ592 Richtung Buziaș linksseitig auf einem eigenen Gleiskörper, die Wendeschleife verfügt über ein mittiges Abstellgleis. Außerdem entstanden damals zwei neue Zwischenhaltestellen. Diese hießen ursprünglich Electrotimiș – woraufhin die vormalige Endhaltestelle Electrotimiș in I.A.E.M. umbenannt wurde – und I.O.T. Letzteres Unternehmen, I.O.T steht für Întreprinderea Optica Timișoara, war letztlich auch der Hauptgrund für die Erweiterung. Nicht zuletzt deshalb waren in den 1990er Jahren die bis Ciarda Roșie verkehrenden Straßenbahnen teilweise mit I.O.T. beschildert.
Gleichzeitig mit der Verlängerung benannte die Straßenbahngesellschaft damals die – nur in der morgendlichen Hauptverkehrszeit angebotene – Verstärkerlinie 2 in Linie „4 rot“ (4 roșu) um. Diese verkehrte außerdem von der Calea Torontalului kommend fortan nicht mehr zur U.M.T., sondern ergänzte bis Piața General Gheorghe Domășnean die verlängerte Linie 4. Letztere wurde fortan zur besseren Abgrenzung auch als „4 schwarz“ (4 negru) bezeichnet, damit existierten in Timișoara vorübergehend zwei Liniensignale mit farblicher Differenzierung. Wie bereits bei der Linie 1 konnten die Fahrgäste mit einem Abonnement für die Linie 4 nun ebenfalls beide Farbvarianten benutzen. Zudem verkehrte die Linie 4 rot, im Gegensatz zur Linie 2, auch in der nachmittäglichen Spitzenzeit.

#### Verlängerung zur Zuckerfabrik und zum Schlachthof (1988)
Am 21. März 1988 erfolgte die Erweiterung der Linie 3 über Freidorf hinaus und an der Zuckerfabrik vorbei bis zur neuen Endstelle Abator, zeitweise auch Platforma Industrială I.M.A.I.A. genannt. Der Probebetrieb dorthin begann schon am 11. Januar 1988. Ermöglicht wurde diese Maßnahme durch den Neubau der Brücke im Zuge der Bezirksstraße DJ591 nach Cenei, die seither niveaufrei die Bahnstrecke nach Cruceni überquert. Erstmals überhaupt überquerte die Straßenbahn Timișoara damit eine Eisenbahntrasse. Außerdem entstanden damals die beiden neuen Zwischenhaltestellen Strada Polonă und Fabrica de Zahăr, erstere lag dabei direkt auf der genannten Brücke. Um sie überhaupt anlegen zu können, musste die Straßenbahn auf der Brücke am Straßenrand statt in der Straßenmitte trassiert werden. Der überwiegend zweigleisige Neubauabschnitt war 1550 Meter lang und endete mit einer Schleife inklusive Abstellgleis. Kurz vor der Endhaltestelle bestand ein circa 100 Meter langes eingleisiges Streckenstück. Die alte Freidorfer Wendeschleife blieb weiterhin an das Gleisnetz angeschlossen, war aber fortan ohne Betrieb.

#### Umwandlung des Bulevardul 30 Decembrie in eine Fußgängerzone (1989)

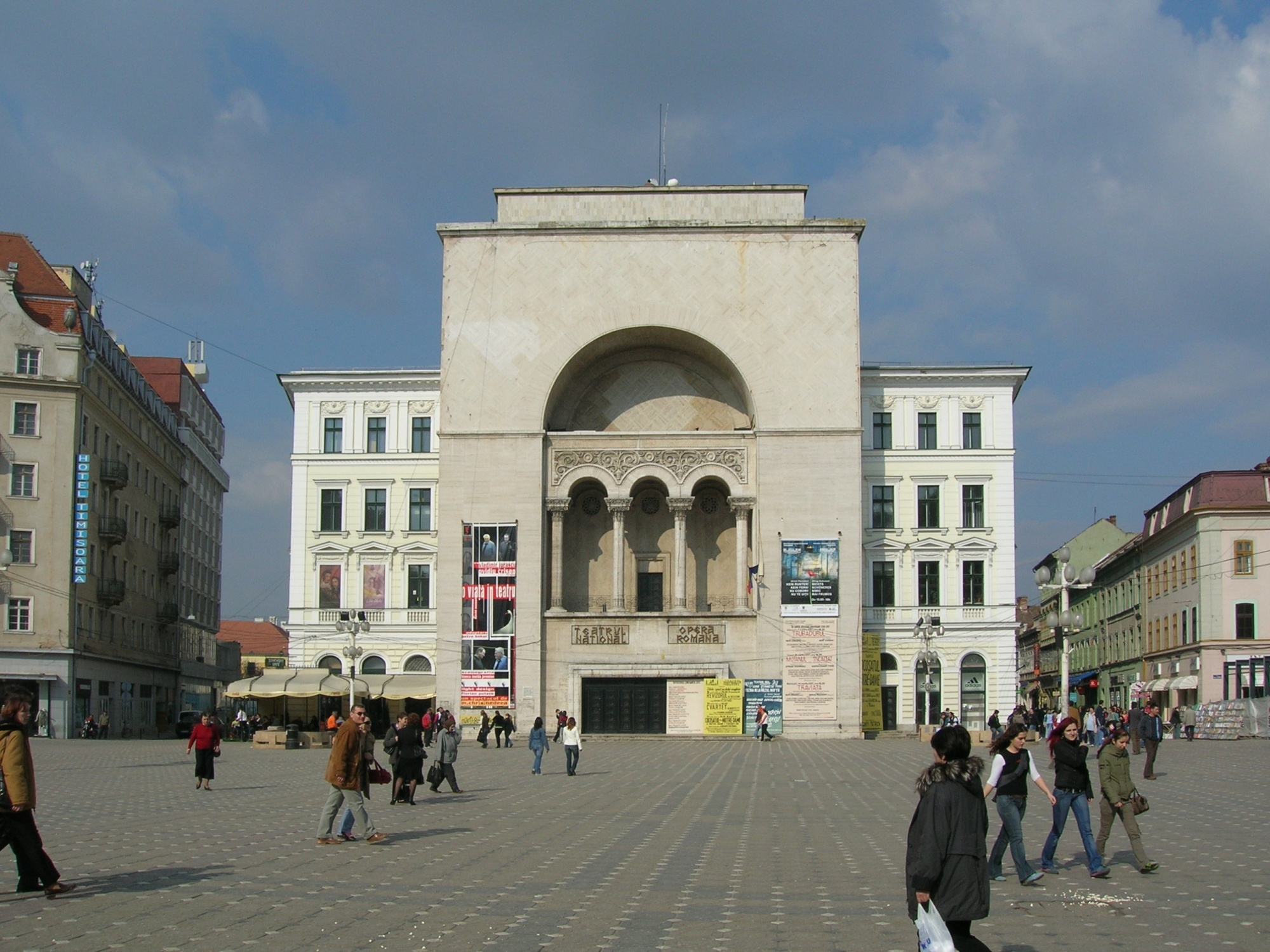
Seit Sommer 1989 ist die Piața Victoriei eine Fußgängerzone.

In den Jahren 1988 und 1989 wandelte die Stadtverwaltung die heutige Piața Victoriei – damals noch Bulevardul 30 Decembrie genannt – und die enge Strada Alba Iulia in reine Fußgängerzonen um. Nach dem Individualverkehr musste deshalb in der ersten Hälfte des Jahres 1989 auch die Straßenbahn weichen, der stillgelegte Abschnitt zwischen der Kathedrale und der Piața Libertății war insgesamt 600 Meter lang. Ersatzweise errichtete der Verkehrsbetrieb für die Linien 1 schwarz, 1 rot und 6 eine 650 Meter lange Neubaustrecke am westlichen Rand der Inneren Stadt, am 22. Juni 1989 war diese bereits in Betrieb. Die Bahnen verkehren seither von der Josefstadt kommend durch den Bulevardul Regele Ferdinand, am Piaristengymnasium vorbei, um schließlich durch die Strada Dr. Iosif Nemoianu die Bestandsstrecke der Linien 4 und 5 in der Strada Coriolan Brediceanu zu erreichen. Die dortige Einmündung war von Beginn an als Gleisdreieck ausgeführt. Bevor die Straßenbahn durch die Strada Dr. Iosif Nemoianu fahren konnte, musste allerdings noch die 1979 dort eingerichtete Trolleybusstrecke in die parallel verlaufende Strada Sfântul Ioan verlegt werden.
Durch die neue Streckenführung verlängerten sich die drei betroffenen Linien um circa 500 Meter je Fahrtrichtung. Außerdem bedienen sie seither zusätzlich die Piața Timișoara 700, im Gegenzug verlor die Piața Libertății ihre Funktion als traditioneller Umsteigeknoten in der Inneren Stadt. Statt der zentralen Haltestelle auf dem Bulevardul 30 Decembrie entstand circa 200 Meter südlich die neue Haltestelle Catedrala Mitropolitană.

#### Die neue Tangentiallinie 9 (1989)
Ebenfalls noch im Laufe des Jahres 1989 eröffnete die I.J.T.L. Timiș schließlich im Süden der Stadt eine 2,8 Kilometer lange Querverbindung zwischen der Strada Drubeta und der Piața General Gheorghe Domășnean. Sie verläuft durchgängig auf einem eigenen Gleiskörper und wird von der damals neu eingeführten Tangentiallinie 9 bedient. Diese verkehrte über die Neubaustrecke hinaus zunächst ergänzend zur Linie 7 via Fratelia bis zum Bulevardul Dâmbovița. Im Bereich der Neubaustrecke lagen die vier neuen Haltestellen Strada Salcâmilor, Calea Girocului (heute Calea Martirilor 1989), Spitalul Județean und Bulevardul Sudului.

### Nach der Revolution (1990–1995)

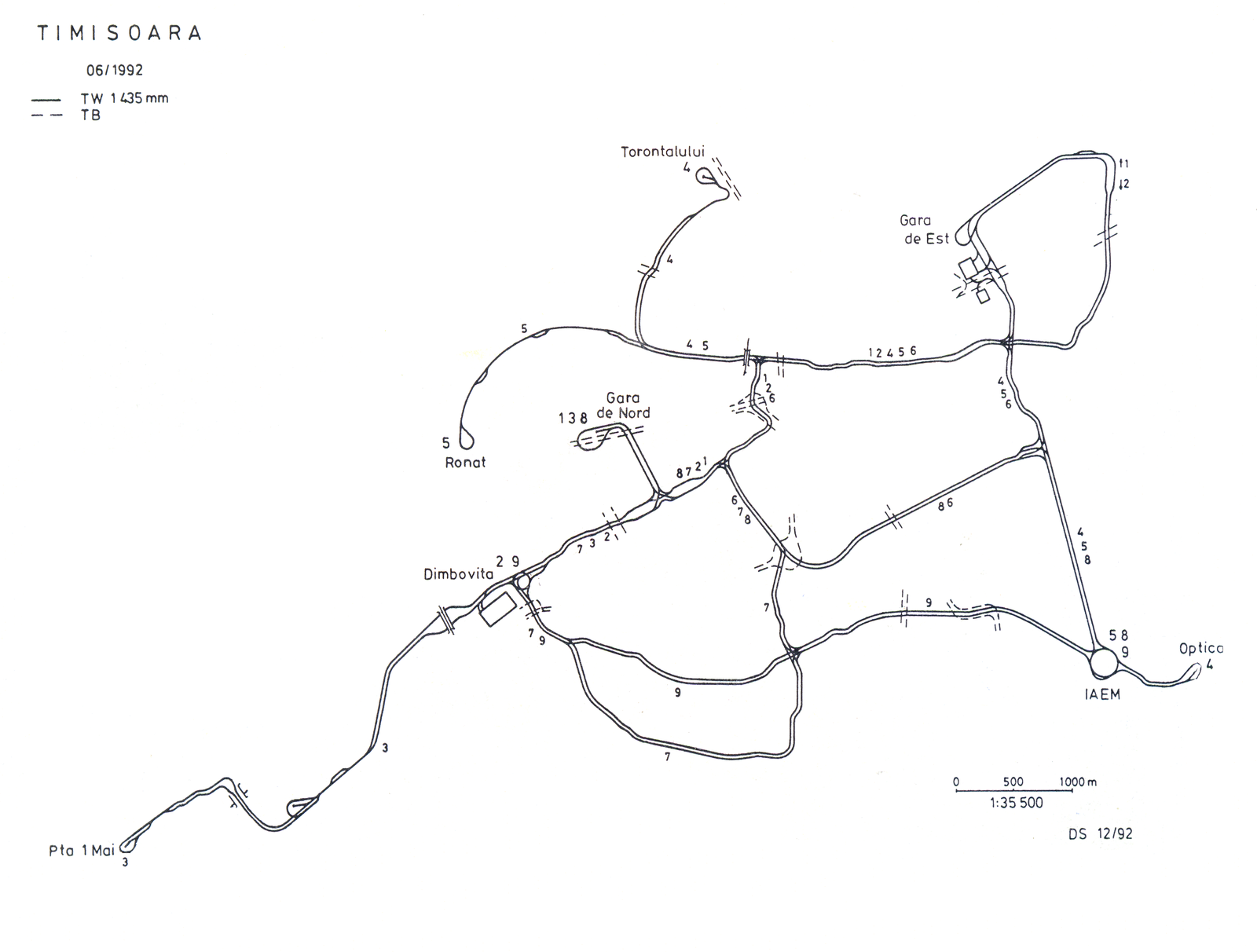
Gleisplan, Stand 1992

Die Rumänische Revolution vom Dezember 1989 – die in Timișoara ihren Ausgang nahm – hatte auch auf die Straßenbahn Timișoara bedeutende Auswirkungen. Neben direkten Einflüssen – Straßenbahnwagen wurden als Barrikaden verwendet und auf der Piața Libertății ging der dortige Fahrkartenkiosk in Flammen auf – waren diese vor allem wirtschaftlicher Natur. Außerdem änderte die Straßenbahngesellschaft wiederum ihre Bezeichnung. Sie firmierte zunächst ab September 1990 vorübergehend unter Întreprinderea de Transport Local Timișoara (I.T.L.), bevor sie zum 1. Januar 1991 die neue Bezeichnung Regia Autonomă de Transport Timișoara (R.A.T.T.) bekam.
Wie überall in den ehemals realsozialistischen Staaten Mittelosteuropas gingen die Fahrgastzahlen nach dem Umbruch stark zurück. Ursächlich hierfür war in erster Linie die Schließung beziehungsweise Verkleinerung zahlreicher Kombinate und sonstiger Großbetriebe. Parallel dazu stieg der motorisierte Individualverkehr stark an, nicht zuletzt weil jetzt Gebrauchtwagen aus Westeuropa erhältlich waren. Damit gehörten auch die überfüllten Straßenbahnzüge der 1980er Jahre der Vergangenheit an. Weitere Probleme waren die starke Inflation jener Jahre, die hohe Schwarzfahrerquote sowie die Tatsache, dass ab 1990 in Rumänien – trotz des großen Erneuerungsbedarfs – keine fabrikneuen Straßenbahnen mehr produziert wurden. Ferner stellte die Straßenbahn nach der Wende wieder verstärkt Männer als Straßenbahnfahrer ein, während dies in den 1980er Jahren – von wenigen Ausnahmen abgesehen – noch eine reine Frauendomäne war.
Aufgrund von Sparmaßnahmen mussten die Linien 6 und 7 ab dem 28. Juni 1990 sogar komplett eingestellt werden. Zwar waren fast alle von ihnen bedienten Haltestellen durch andere Linien abgedeckt, doch war der Abschnitt Strada Drubeta–Piața Nicolae Bălcescu – und damit auch die Zwischenhaltestelle Strada Memorandului – damals ganz ohne Straßenbahnverkehr. Erst am 10. November 1990 ging die Linie 7 wieder in Betrieb, am 1. Dezember 1990 dann auch die Linie 6.
Ferner erhöhte das Unternehmen nach der Revolution – erstmals seit 1980 – auch wieder die Fahrpreise. Letztlich beendete die Hyperinflation jener Jahre auch die tarifliche Differenzierung zwischen den drei Verkehrsmitteln. Im Gegenzug waren – zum ersten Mal überhaupt in der Geschichte der Straßenbahn – ab dem 1. Dezember 1990 auch Tageskarten zu 10,00 Lei im Angebot. Sie galten bereits von Beginn an universell auf allen Linien des Unternehmens, rentierten sich dadurch anfangs tendenziell eher für Trolleybus- oder Autobusfahrten statt für die Straßenbahn. Nach dem Umsturz entwickelten sich die Preise wie folgt:
|                      | Straßenbahn | Trolleybus | Autobus    |
| -------------------- | ----------- | ---------- | ---------- |
| Ab 1. Dezember 1990  | 2,00 Lei    | 2,50 Lei   | 3,50 Lei   |
| Ab 1. Juni 1991      | 5,00 Lei    | 5,00 Lei   | 7,00 Lei   |
| Ab 16. November 1992 | 18,00 Lei   | 18,00 Lei  | 18,00 Lei  |
| Ab 1. März 1993      | 25,00 Lei   | 25,00 Lei  | 25,00 Lei  |
| Ab 1. Mai 1993       | 50,00 Lei   | 50,00 Lei  | 50,00 Lei  |
| Ab 1. November 1993  | 60,00 Lei   | 60,00 Lei  | 60,00 Lei  |
| Ab 1. Januar 1994    | 85,00 Lei   | 85,00 Lei  | 85,00 Lei  |
| Ab 30. April 1994    | 110,00 Lei  | 110,00 Lei | 110,00 Lei |
| Ab 20. November 1995 | 220,00 Lei  | 220,00 Lei | 220,00 Lei |
| Ab 22. August 1996   | 300,00 Lei  | 300,00 Lei | 300,00 Lei |
| Ab 5. März 1997      | 750,00 Lei  | 750,00 Lei | 750,00 Lei |

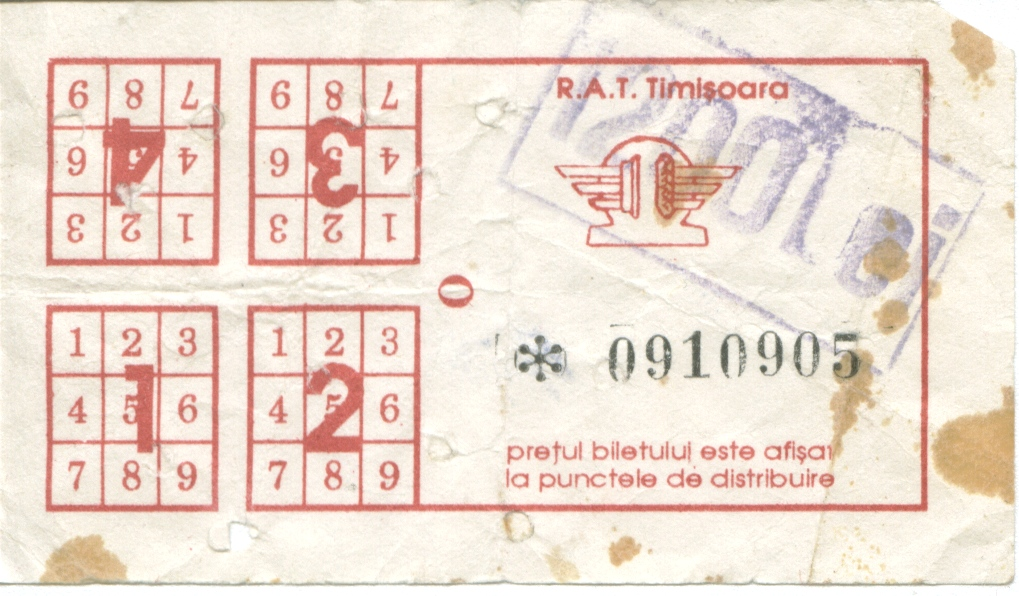
1996 kostete eine Viererkarte schon 1200 Lei, der Preis ist aufgrund der starken Inflation nur noch aufgestempelt.

Auch äußerlich machte sich der Übergang von der Planwirtschaft zur Marktwirtschaft bemerkbar. Wie schon bis in die 1960er Jahre üblich, gab es ab 1991 wieder Außenwerbung auf Straßenbahnen. Darunter ab 1992 erstmals auch auffällige Ganzreklamen, sie warben für westliche Zigarettenmarken. Auch begann nach der Revolution eine zaghafte Modernisierung. So wurden ebenfalls 1991 – als Neuheit für Rumänien – an zahlreichen Haltestellen Flugdächer als Wetterschutz aufgestellt.
In der zweiten Hälfte des Jahres 1991 nahm die damalige R.A.T.T. den zweiten Bauabschnitt der Linie 9 im Verlauf des Bulevardul Dâmbovița in Betrieb. Die neue Strecke zwischen den Haltestellen Strada Transilvania und Strada Drubeta war 2,0 Kilometer lang und erschloss die drei neuen Haltestellen Calea Șagului, Strada Gheorghe Ranetti und Bulevardul Constantin Brâncoveanu – die provisorische Führung der Linie 9 über Fratelia konnte wieder aufgegeben werden. 22 Jahre nach Aufgabe der alten Trasse der Linie 7 durch die Calea Șagului war damit auch die Gegend um die Textilfabrik Artă Textilă wieder an das städtische Schienennetz angeschlossen. Unabhängig davon benannte das Unternehmen, ebenfalls in der zweiten Hälfte des Jahres 1991, die Linie „1 rot“ in Linie 2 zurück, nachdem das Liniensignal 2 seit 1987 wieder frei war.

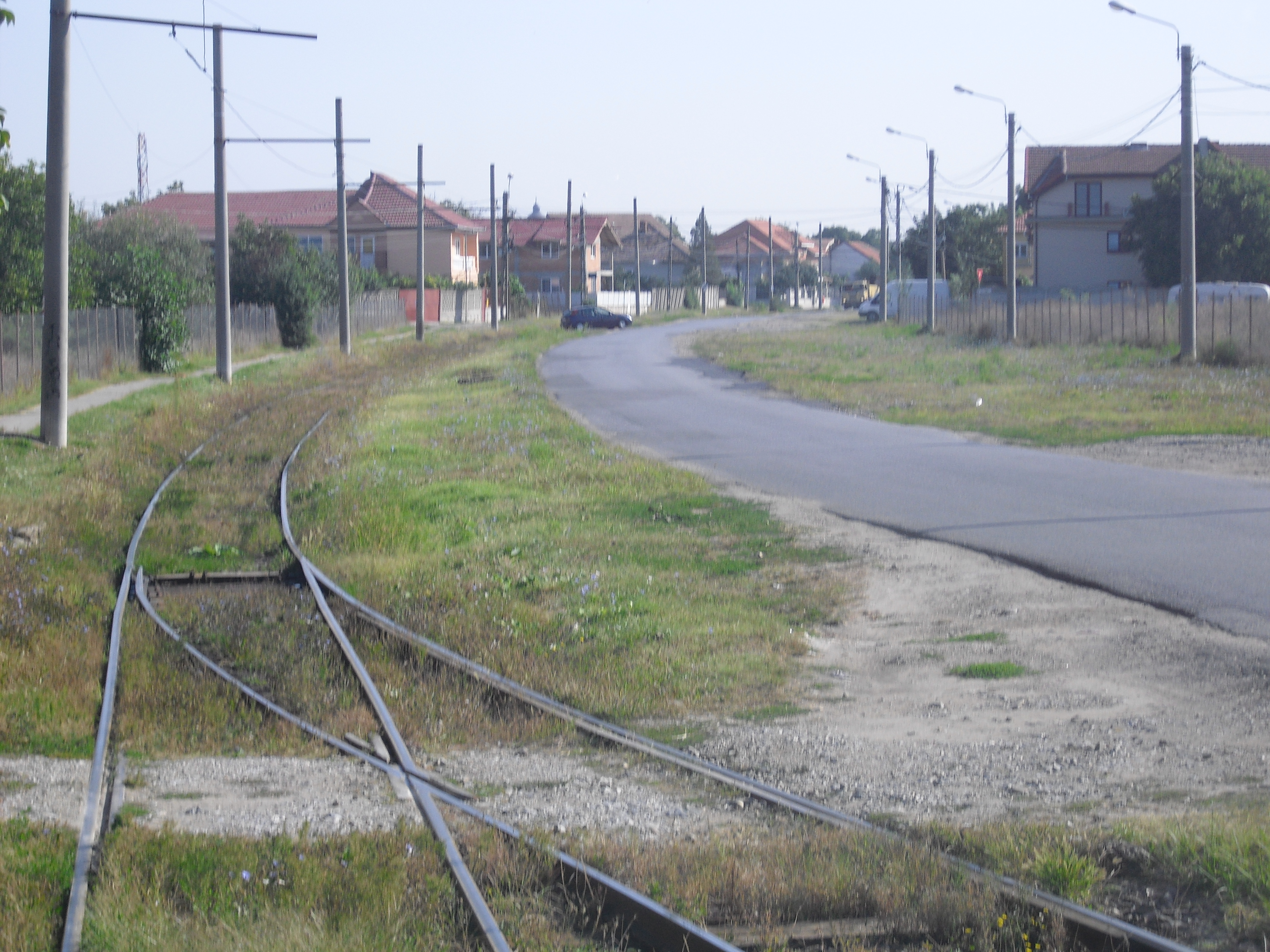
Ronaț: die neue Trassierung in Seitenlage, im Vordergrund die Ausweiche an der Strada Madona

Im Frühjahr 1992 ging schließlich – nach vier Jahren Unterbrechung und weiterhin eingleisig – auch die Strecke in die Ronaț wieder in Betrieb. Tatsächlich handelte es sich aber um einen Neubau, weil der früher mittig gelegene Schienenstrang um fünf Meter nach rechts rückte – wo zuvor der offene Abwasserkanal verlief – und somit der neuen befestigten Fahrbahn in Mittellage wich. Außerdem fährt die Straßenbahn seither über die frühere Endstation Strada Războieni hinaus bis zur heutigen Endhaltestelle Ronaț. Diese ebenfalls eingleisige Verlängerung ist circa 250 Meter lang, an ihrem Ende befindet sich eine Wendeschleife.
Weil zur Bedienung des Stumpfgleises auf der Piața Libertății keine Zweirichtungswagen mehr zur Verfügung standen, verkehrte die wiedereröffnete Linie 5 fortan als Durchmesserlinie über die Innere Stadt hinaus bis zur Piața General Gheorghe Domășnean. Sie ersetzte gleichzeitig die weitgehend parallel verlaufende Verstärkerlinie „4 rot“. Deren Wagen wurden zudem für die Linie 5 benötigt, weil damals keine neuen Straßenbahnen zur Verfügung standen. Die Strecke in die Ronaț besaß bei ihrer Wiedereröffnung noch zwei Ausweichen: eine mittlerweile aufgelassene an der Haltestelle Strada Alexandru Lăpușneanu und die bis heute bestehende an der Strada Madona. Die bis 1988 betriebene Ausweiche an der Strada Grigore Alexandrescu entfiel hingegen durch den Umbau.

### Rekonstruktion der Gleisanlagen und weitere Innovationen (seit 1995)

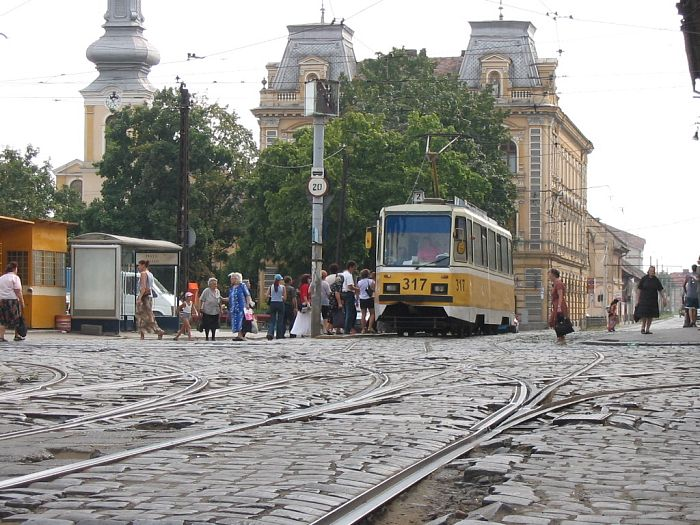
Piața Traian 2003, typischer Gleiszustand vor der Sanierung

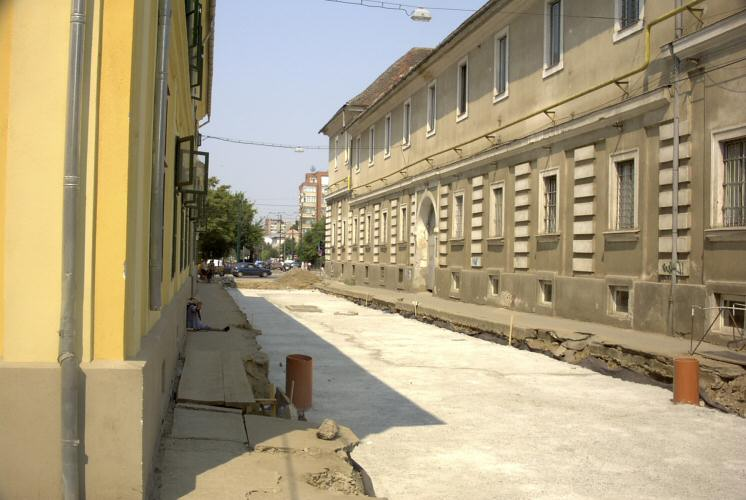
Juli 2006: Gleisrekonstruktion in der Inneren Stadt

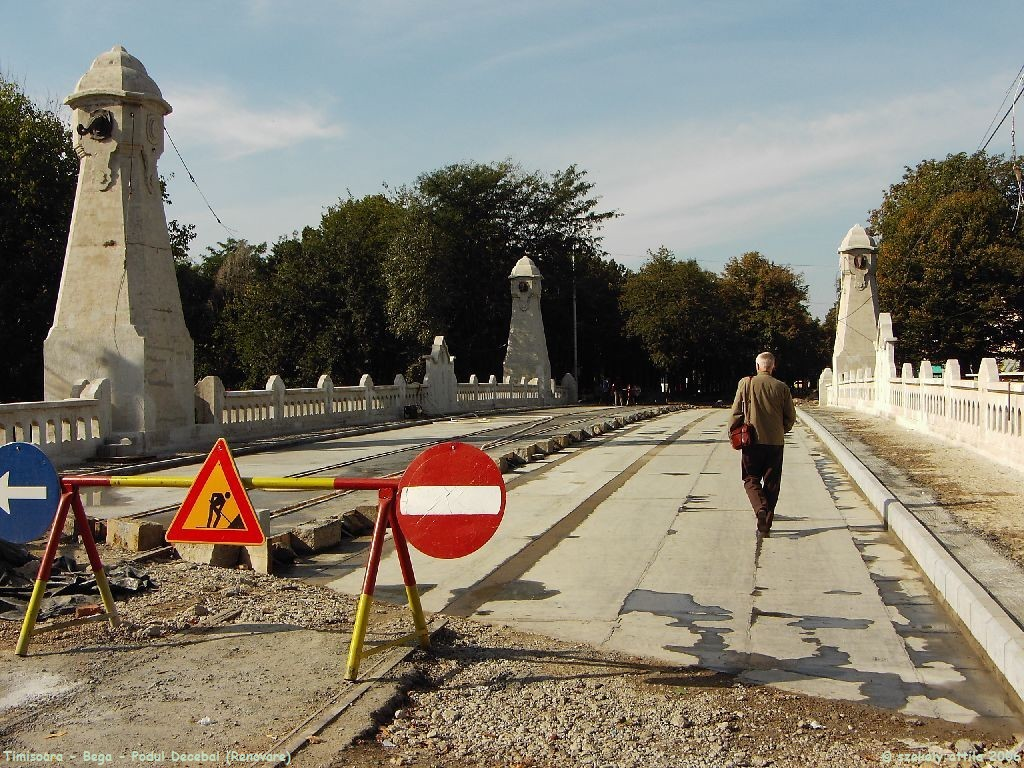
August 2006: Gleisbauarbeiten auf der Decebal-Brücke

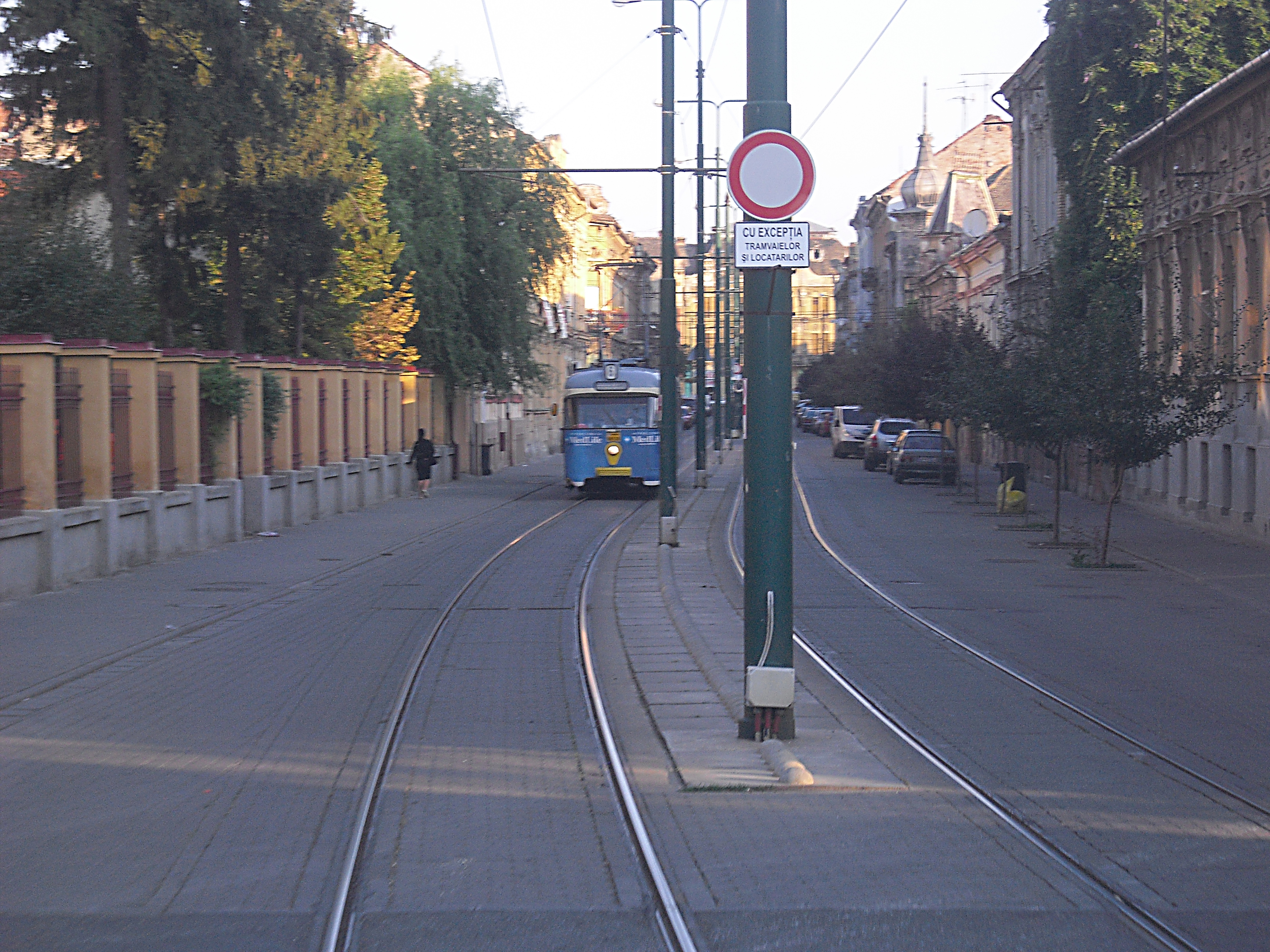
Verkehrsberuhigter Abschnitt mit Mittelmasten in der Strada Gheorghe Doja

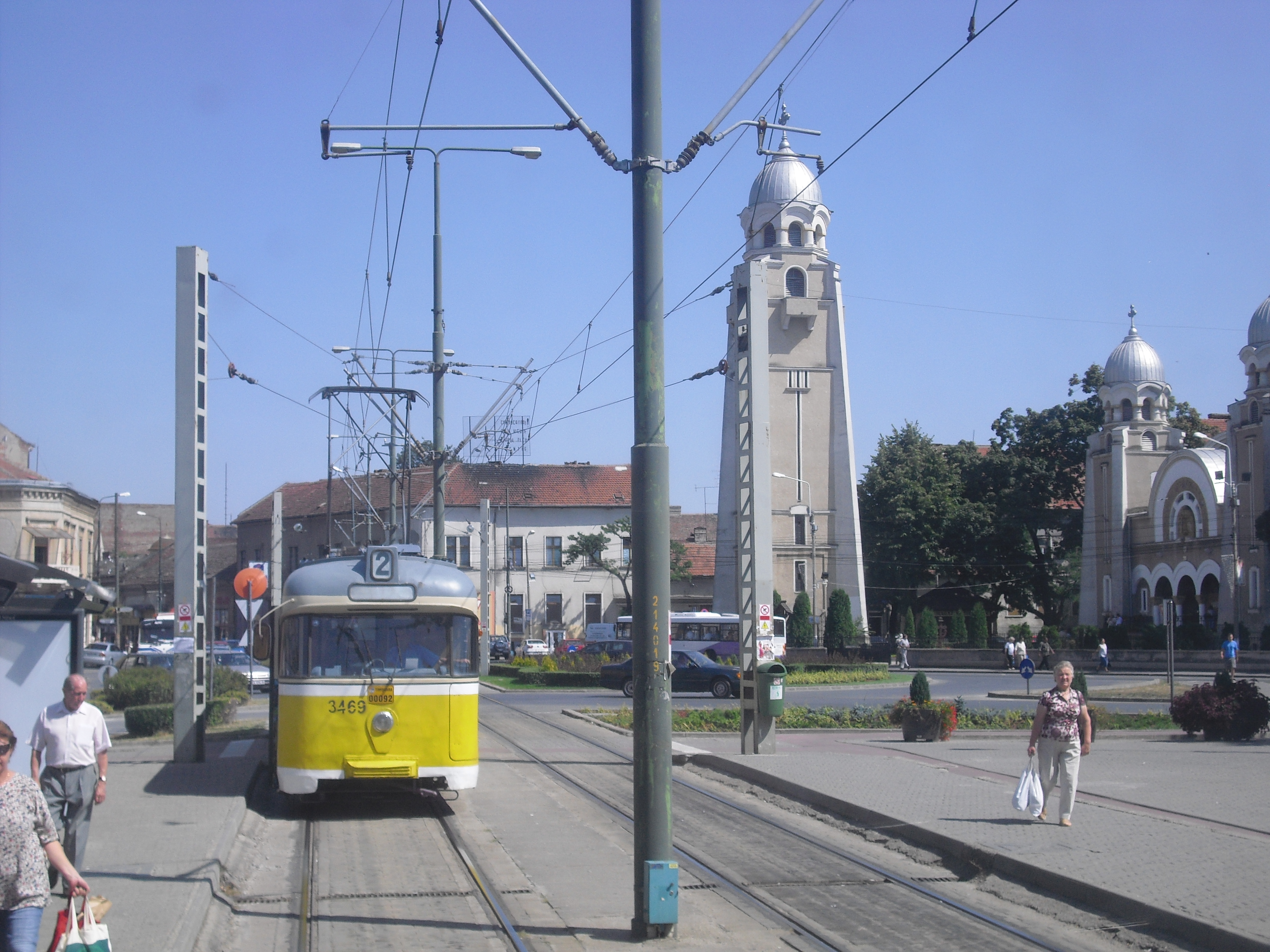
Moderne Hochkettenfahrleitung auf der Piața Alexandru Mocioni

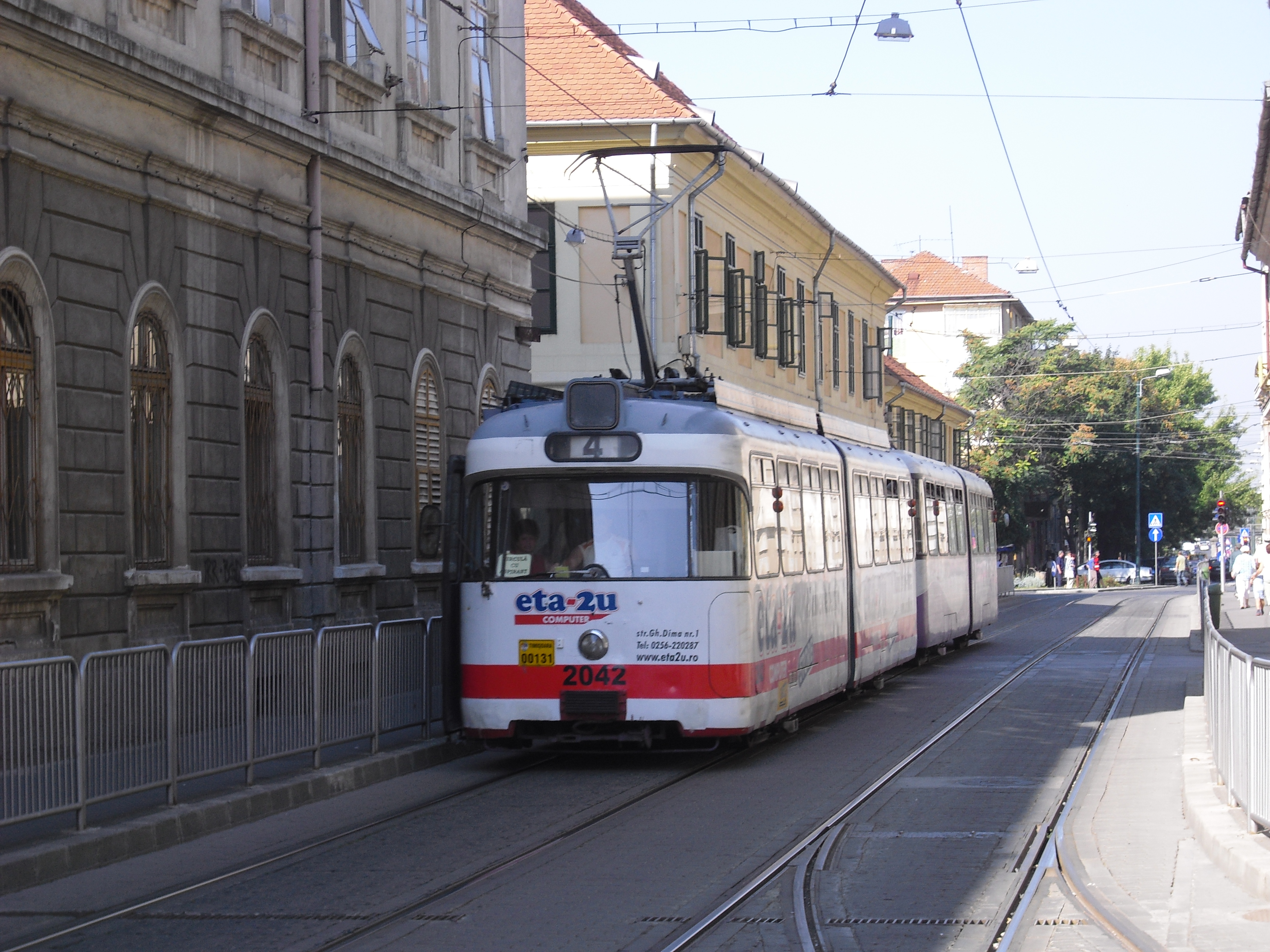
Absperrgitter in der Strada 9 Mai

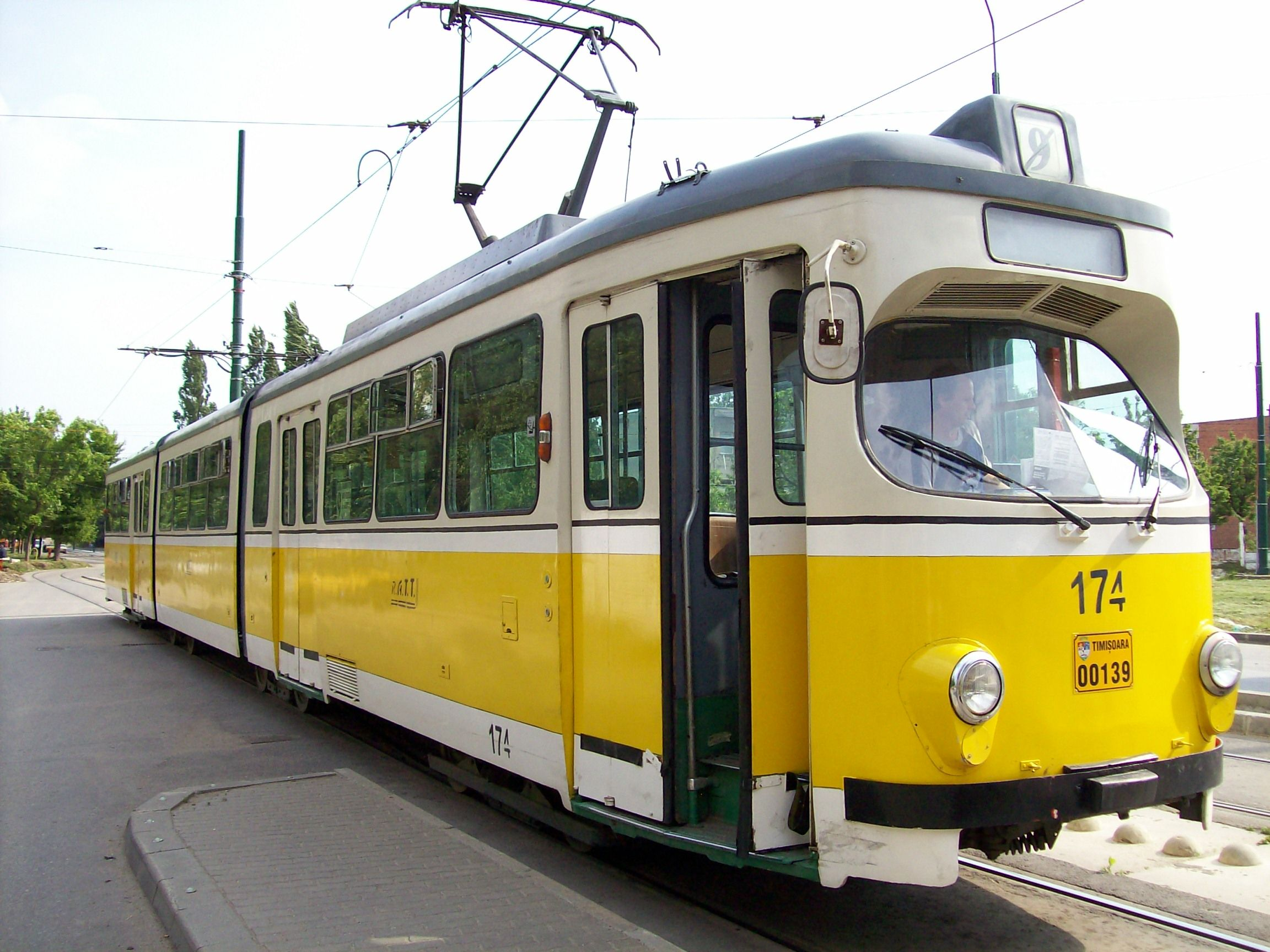
Nur von 2007 bis 2009 verkehrte die gestrichene Linie 9, hier aufgenommen am 8. Mai 2007.

1995 begann die damalige R.A.T.T. damit, die verschlissenen Gleisanlagen aus der sozialistischen Zeit mit finanzieller Unterstützung der Weltbank sukzessive auszutauschen. Beginnend in den Vorstädten und ab 2004 auch in der Inneren Stadt wurde Abschnitt für Abschnitt nach westlichen Standards total rekonstruiert. De facto handelt es sich um Neubauten mit Austausch des Unterbaus. Hierbei wurden modernste Bauverfahren wie das sogenannte Masse-Feder-System eingesetzt. Wichtigste Vorteile dieser Investitionen sind die Verbesserung der Betriebssicherheit, der gestiegene Fahrkomfort für die Passagiere, sowie die höhere Fahrgeschwindigkeit auf den hergerichteten Abschnitten und die damit verbundene Verkürzung der Reisezeiten.
Ergänzend dazu wurden auch die Unterwerke und Oberleitungsanlagen erneuert, zum Teil ersetzte die damalige R.A.T.T. dabei die Abspannung mittels Oberleitungsrosetten durch zwischen oder neben den Gleisen aufgestellte Oberleitungsmasten. Stellenweise installierte man sogar moderne Hochkettenfahrleitungen. Zusätzlich wurde auf einzelnen modernisierten Abschnitten eine Verkehrsberuhigung vorgenommen, zum Beispiel in der Strada Gheorghe Doja und in der Strada Ioszef Preyer. Rund um die Piața Traian installierte die Stadtverwaltung zum gleichen Zweck spezielle Schranken, sie öffnen sich nur für die Straßenbahn. Außerdem trennen in bestimmten engen Straßenzügen neue stählerne Absperrgitter die Gehwege vom Gleisbereich, so etwa in der Strada 9 Mai und der Strada Coriolan Brediceanu.
Für die Baumaßnahmen wurden die betreffenden Teilstrecken in der Regel total gesperrt, großräumige und langanhaltende Umleitungen waren die Folge. Manche Linien waren zeitweise ganz eingestellt. Nicht immer konnte Schienenersatzverkehr angeboten werden, denn meistens waren die betroffenen Straßenzüge auch für den Individualverkehr gesperrt.
In anderen Fällen bevorzugte die damalige R.A.T.T. eingleisige Provisorien. Teilweise setzte sie dabei, in Ermangelung von Zweirichtungswagen, Heck-an-Heck-gekuppelte Triebwagen im Pendelverkehr ein. Erstmals erfolgte dies ab dem 28. November 2004 auf der – zusätzlich zur regulären Linie 1 – eingerichteten Linie 1 barat, die bis zum 16. September 2005 zwischen Gara de Est und Stația Meteo pendelte. Zwischen Juni und August 2005 verkehrte schließlich auch die Linie 4 auf dem Teilabschnitt Ciarda Roșie–Piața Libertății mit solchen Gespannen. Von April 2006 bis Januar 2007 existierte schließlich zwischen Gara de Est und Bulevardul 3 August 1919 wiederholt eine Linie 1 barat mit Heck-an-Heck-gekuppelten Triebwagen. Zwischen Juni und Oktober 2004 bestand ferner – unter Nutzung eines Klettergleises – eine provisorische Wendeschleife auf der Piața Romanilor, sie lag auf dem Vorplatz der Millenniumskirche. Die erste Phase der Generalsanierung umfasste folgende Abschnitte:
| 1995                  | Strada Ștefan cel Mare zwischen Strada Ștefan Octavian Iosif und Bulevardul Eroilor de la Tisa | Linien 4, 5, 6           |
| 1996                  | Piața Traian – Baia Publică Neptun                                                             | Linien 1, 2, 4, 5, 6     |
| 1997                  | Strada Ștefan cel Mare zwischen Piața Traian und Strada Ștefan Octavian Iosif                  | Linien 4, 5, 6           |
| 1998                  | Bulevardul Regele Carol I – Gara de Nord                                                       | Linien 1, 3, 8           |
| 1999                  | Piața Alexandru Mocioni – Bulevardul Regele Carol I                                            | Linien 1, 2, 7, 8        |
| 1999                  | Bulevardul Regele Carol I – Bulevardul Dâmbovița                                               | Linien 2, 3, 7           |
| 2001                  | Piața Sfânta Maria – Piața Nicolae Bălcescu – Strada Drubeta – Strada Mureș                    | Linien 6, 7, 8           |
| 2002                  | Piața Alexandru Mocioni – Piața Sfânta Maria – Podul Traian                                    | Linien 1, 2, 6, 7, 8, 11 |
| 2003                  | Piața Nicolae Bălcescu – Banatim                                                               | Linien 6, 8              |
| ab 8. Juli 2004       | Piața Timișoara 700 – Balta Verde                                                              | Linien 4, 5, 10          |
| ab 28. November 2004  | Piața Traian – Stația Meteo                                                                    | Linien 1, 2, 5           |
| ab 19. Januar 2005    | Piața Timișoara 700 – Podul Traian                                                             | Linien 1, 2, 6, 11       |
| ab 1. März 2005       | Strada Transilvania – Strada Drubeta                                                           | Linie 9                  |
| ab 19. Juni 2005      | Kreuzungsbereich Strada Drubeta                                                                | Linien 7, 9              |
| ab 16. September 2005 | Piața Traian – Gara de Est                                                                     | Linien 1, 2, 5           |
| ab 21. April 2006     | Piața Timișoara 700 – Băile Neptun                                                             | Linien 1, 2, 4, 5, 6, 10 |
| 2009                  | Strada Drubeta – Piața General Gheorghe Domășnean                                              | Linie 9                  |

Seit 1992 fanden nur noch einige kleinere Neubaumaßnahmen beziehungsweise Trassenkorrekturen statt:
- 2001 wurden die Gleisanlagen auf der Piața Nicolae Bălcescu im Zuge der Renovierung zu einem Gleisdreieck erweitert. Seither sind direkte Betriebsfahrten zwischen der Strecke der Linien 6 und 8 durch die Strada 1 Decembrie 1918 und der Strecke der Linie 7 durch die Strada Independenției möglich.
- 2004/05 baute die damalige R.A.T.T. außerdem die Wendeschleife am Gara de Est so um, dass dort seither auch aus Richtung Piața Traian kommende Züge wenden können. Ferner wurde damals die Haltestelle Fabrica de Ciorapi aufgehoben und ausgleichend dafür die Haltestelle Piaţa Badea Cârţan ein Stück nach Norden verschoben.
- 2009 kam im Bereich der Strada Drubeta eine weitere Verbindungskurve hinzu, sie erlaubt direkte Fahrten aus Richtung Strada Transilvania in Richtung Piața Nicolae Bălcescu und umgekehrt.
- Des Weiteren gestaltete man den Knoten am Beginn des Bulevardul Dâmboviţa um, unter anderem entstand dort eine neue Ausfahrt aus dem Betriebshof. Zuvor war dieser nur an die Strecke der Linie 3 angeschlossen.

Ferner wurden abschnittsweise Vignolgleise durch Rillenschienen ersetzt, etwa im Verlauf der Calea Bogdăneștilor oder der Strada Ioan Barac. Ebenso verschwanden fast alle verbliebenen zweigleisigen Abschnitte mit Trassierung in Seitenlage beziehungsweise mit einer Grünanlage zwischen den beiden Richtungsgleisen. So etwa auf der Piața Iosefin, wo stattdessen eine weitgeschwungene S-Kurve entstand.
Darüber hinaus installierte die damalige R.A.T.T. an einigen Haltestellen eine dynamische Fahrgastinformation. Eine weitere Innovation war die 2008 eingeführte bargeldlose Bezahlung. Sie basiert auf dem Prinzip der elektronischen Geldbörse, die konventionellen Entwerter werden seither durch entsprechende Lesegeräte ergänzt. Außerdem stattet die damalige R.A.T.T. ihr Fahrpersonal schon seit Mitte der 1990er Jahre mit einer einheitlichen Unternehmensbekleidung aus. Diese besteht aus einer grauen Hose, einem weißen Hemd, einer roten Krawatte und einem dunkelblauen Blazer – als Vorbild diente die entsprechende Dienstkleidung der Bremer Straßenbahn AG.

Die 1998 eingeführten schmalen Fahrscheine, passend zu den neuen elektronischen Entwertern

Rückseite mit Stempelaufdrucken

Zum 1. März 1998 erfolgte außerdem die Einführung elektronischer Entwerter, diese wurden gebraucht von der Bremer Straßenbahn AG erworben. Die alten Lochentwerter waren fortan überflüssig, die seither üblichen Vier- und Zehnfahrtenkarten ersetzte die Verkehrsgesellschaft aus technischen Gründen, das heißt aufgrund der Funktionsweise der neuen Entwerter, durch Zweifahrtenkarten.
Parallel zu den baustellenbedingten Routenanpassungen erfolgten seit Mitte der 1990er Jahre auch einige dauerhafte Linienänderungen. So erhielt beispielsweise die Linie 5 am 8. Januar 1997 eine neue Route. Statt der Strecke Piața Traian–Piața General Gheorghe Domășnean bediente sie fortan aus der Ronaț kommend einige Jahre lang die Fabrikstädter Schleife analog zur Linie 2 im Uhrzeigersinn. Um den Entfall der Linie 5 im genannten Abschnitt zu kompensieren, belebte die damalige R.A.T.T. die fünf Jahre zuvor eingestellte Verstärkerlinie 4 rot zwischen Calea Torontalului und Piața General Gheorghe Domășnean wieder, während die reguläre Linie 4 weiterhin alle zehn Minuten verkehrte. Jedoch sorgte das wiedereingeführte Liniensignal 4 rot bei den Fahrgästen für Verwirrung, insbesondere weil einige Fahrer ihre Wagen nicht korrekt beschilderten. Schon am 13. Januar 1997 benannte die damalige R.A.T.T. daher die Linie 4 rot in Linie 10 um. Nach 19 Jahren endete damit die farbliche Unterscheidung von Liniensignalen in Timișoara endgültig.
Am 1. Dezember 2000 führte die damalige R.A.T.T. eine neue Linie 11 ein, sie verband die Calea Torontalului mit dem Gara de Nord und ermöglichte fortan direkte Fahrmöglichkeiten zwischen der Josefstadt und der Mehala. Hierzu fand das bereits seit 1989 bestehende Gleisdreieck bei der Piața Timișoara 700 Verwendung. Eine weitere neue Route, die Linie 9 barat, verband ab dem 5. März 2007 den Bulevardul Dâmbovița mit Ciarda Roșie. Sie verkehrte allerdings nur Werktags und nur in den Hauptverkehrszeiten, im Einsatz war nur ein einziger Kurs. Ursprünglich handelte es sich hierbei um einen auf 30 Tage angelegten Versuchslauf, der sich aufgrund ausreichender Fahrgastzahlen letztlich bewährte.

### Stagnation in Folge der weltweiten Finanzkrise ab 2007
Bedingt durch die Auswirkungen der weltweiten Finanzkrise ab 2007 geriet auch die weitere Modernisierung der Straßenbahn ins Stocken. 2009 endete die – insbesondere im Hinblick auf den schon damals geplanten Einsatz von Niederflurwagen erforderliche – Erneuerung des Netzes schlagartig. Damals waren noch folgende neun Abschnitte zu sanieren, für die im Dezember 2009 Gesamtkosten von 600 Millionen Rumänischen Lei (RON) ermittelt wurden:
| Abschnitt | Verlauf                                                                   | Länge    | Kosten in RON | Bauzeit   |
| --------- | ------------------------------------------------------------------------- | -------- | ------------- | --------- |
| 1         | Strada Ștefan cel Mare                                                    | 0,860 km | 023.500.000   | 04 Monate |
| 2         | Calea Ioan Vidrighin                                                      | 1,707 km | 083.000.000   | 10 Monate |
| 3         | Calea Buziașului                                                          | 1,278 km | 034.000.000   | 04 Monate |
| 4         | Bulevardul Cetății                                                        | 1,554 km | 080.800.000   | 10 Monate |
| 5         | Calea Bogdăneștilor                                                       | 2,357 km | 095.000.000   | 11 Monate |
| 6         | Aleea Avram Imbroane – Strada Gheorghe Adam                               | 2,812 km | 058.200.000   | 08 Monate |
| 7         | Strada Ana Ipătescu – Strada Victor Hugo – Strada Aluniș – Strada Drubeta | 3,032 km | 108.000.000   | 12 Monate |
| 8         | Strada Ardealului                                                         | 1,872 km | 039.500.000   | 08 Monate |
| 9         | Strada Ioan Slavici – Strada Polonă                                       | 2,940 km | 089.000.000   | 24 Monate |

Kanalisationsarbeiten entlang der Freidorfer Strecke führten am 21. Januar 2009 zur Verkürzung der Linie 3 auf den Abschnitt Gara de Nord–Bulevardul Dâmbovița. Aufgrund des schlechten Gleiszustands und der fehlenden finanziellen Mittel für die Modernisierung wurde die Strecke Bulevardul Dâmbovița–Abator nach Abschluss des Kanalbaus jedoch nicht mehr in Betrieb genommen, womit elf Straßenbahnhaltestellen endgültig entfielen. Stattdessen stellte die damalige R.A.T.T. die Linie 3 zum 16. November 2009 gänzlich auf Schienenersatzverkehr um. Die Autobusse der Linie 3 verkehrten anschließend eine Zeit lang durchgehend von und zum Gara de Nord, der zwischen Januar und November 2009 erforderliche Umstieg am Bulevardul Dâmbovița entfiel.

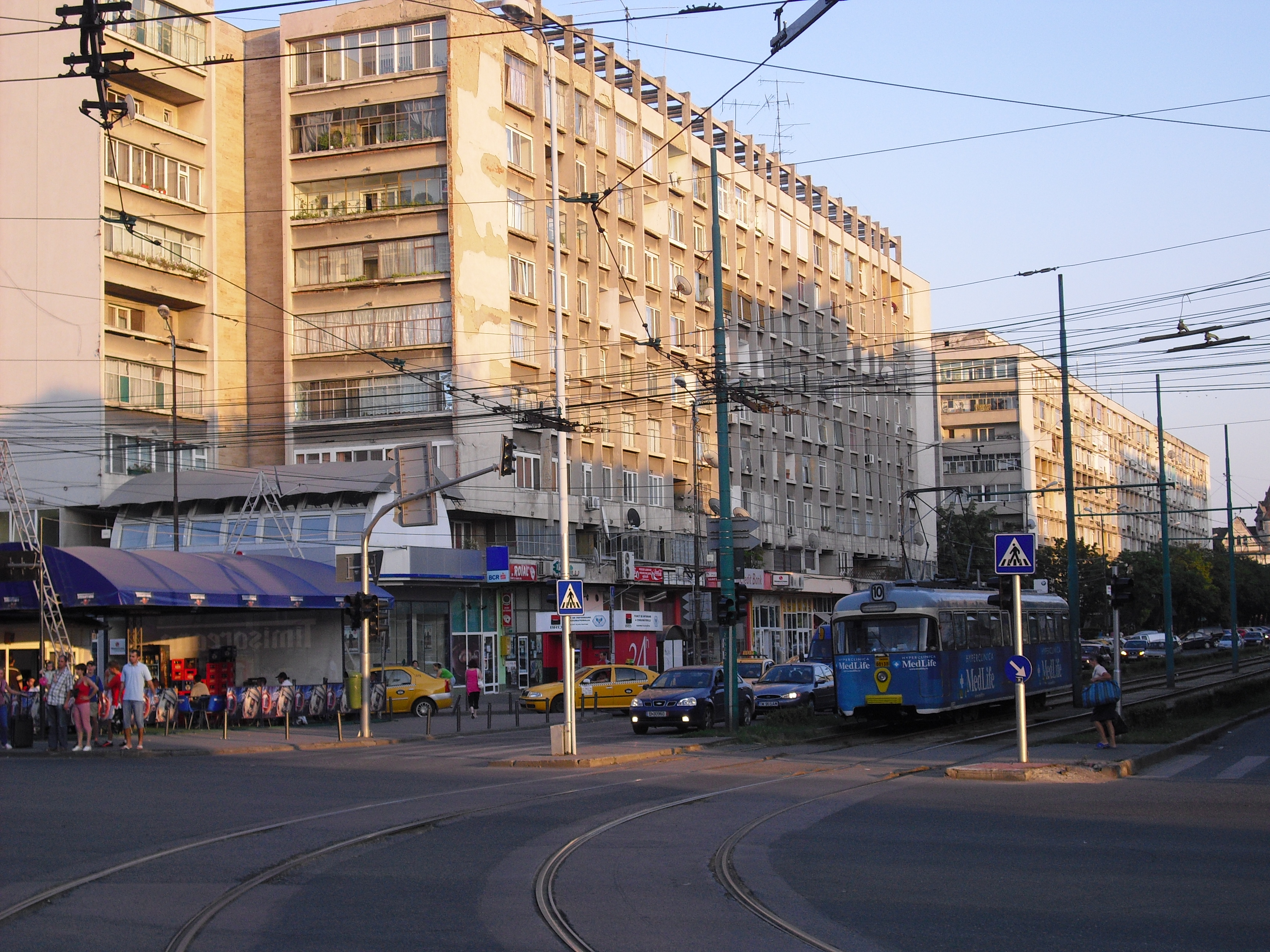
September 2009: Ein Wagen der Linie 10 erreicht von der Calea Torontalului her kommend den Gara de Nord, nur 17 Monate existierte diese Verbindung unter diesem Liniensignal.

Zum 1. Februar 2009 ließ die damalige R.A.T.T. außerdem die Verstärkerlinie 10 auf, gleichzeitig benannte das Unternehmen die ganztägig verkehrende Linie 11 in Linie 10 um.
Am 2. November 2009 erfolgte die vorübergehende Verlängerung der Linie 9 bis Ciarda Roșie, zunächst statt der Linie 4. Die 2007 eingeführte Linie 9 barat entfiel daraufhin. Schon ab Dezember gleichen Jahres verkehrte die Linie 9 allerdings nur noch an Werktagen bis Ciarda Roșie, an arbeitsfreien Tagen endete sie weiterhin an der Piața General Gheorghe Domășnean – während die Linie 4 zunächst mit bestimmten und schließlich ab März 2010 mit allen Kursen wieder auf ihrer alten Strecke fuhr. Die Differenzierung bei der Linie 9 stellte ein Novum für die Straßenbahn Timișoara dar, zuvor bedienten alle Linien unabhängig vom Wochentag stets die gleiche Strecke. Die Verlängerung bewährte sich nicht, schon ab Juni 2010 wendeten wieder alle Kurse der Linie 9 an der Piața General Gheorghe Domășnean. Die Linie 9 barat blieb trotzdem dauerhaft eingestellt.
Ab dem 1. März 2010 modifizierte die damalige R.A.T.T. die Linienführung der Linie 5 im Bereich Fabrikstadt nach 1997 ein weiteres Mal. Aus Richtung Ronaț kommend bog diese fortan an der Piața Traian rechts ab und erreichte über Banatim, Piața Nicolae Bălcescu und Piața Sfânta Maria wieder ihre Stammstrecke in die Ronaț. Im Gegenzug bediente die Ringlinie 6 ihre Strecke aus Rationalisierungsgründen vom 1. März 2010 an vorübergehend – alternierend zur Linie 5 – nur noch gegen den Uhrzeigersinn.
Am 1. Juli 2010 wurde die Linie 10 aufgelassen. Ausgleichend dazu verkehrte die Linie 6 ab diesem Zeitpunkt von und zur Calea Torontalului und war damit vorübergehend keine Ringlinie mehr. Weil die Linien 5 und 6 die Piața Timișoara 700 ab 2010 vorübergehend nur noch in jeweils einer Richtung bedienen konnten, richtete die damalige R.A.T.T. etwas weiter westlich, am Ende der Strada Dr. Iosif Nemoianu ersatzweise eine neue Haltestelle ein. Sie heißt Strada Coriolan Brediceanu/Piața Timișoara 700 und wird von den Linien 1 und 2 ohne Halt durchfahren. In der Strada Dr. Iosif Nemoianu entstand nur circa 100 Meter weiter südlich gleichzeitig eine weitere neue Station, die aber von allen dort verkehrenden Linien bedient wird. Sie befindet sich an der Einmündung der Strada Colonel Ion Enescu und heißt – nach der benachbarten Kinderklinik Louis Țurcanu – Spitalul de Copii. Außerdem erhielt die Linie 5 – ebenfalls 2010 – an der Strada Zalău eine neue Haltestelle.
2014 setzte das Unternehmen ferner die 2009 unterbrochene Generalsanierung des Netzes fort und modernisierte den Streckenabschnitt zwischen Fabrica de Bere Timișoreana und Bantim im Zuge der Strada Ștefan cel Mare umfassend.

### Linienumstellung 2015
Im Januar 2015 modifizierte die damalige R.A.T.T. ihr Liniennetz erneut in größerem Umfang. Die Linie 6 erhielt damals die Streckenführung einer Acht und verkehrte vorübergehend auf der Route Calea Torontalului – Piața Sfânta Maria – Piața Nicolae Bălcescu – Piața Traian – Gara de Est – Stația Meteo – Piața Traian – Piața Libertății – Calea Torontalului. Die Linie 5 wiederum fuhr fortan aus Richtung Ronaț kommend – wie schon in den 1990er Jahren – ab der Piața Traian ebenfalls zur Stația Meteo, bediente die große Schleife in der Fabrikstadt allerdings gegen den Uhrzeigersinn. Die 2010 eingeführte Führung der Linie 5 über die Elisabethstadt entfiel somit wieder.
Jedoch führte dieses Linienkonzept zu Protesten in der Bevölkerung, weshalb die damalige R.A.T.T. schon zum 1. März 2015 die Linie 6 in Linie 10 umbenannte und gleichzeitig die alte Ringlinie 6 vorübergehend erneut einführte. Diese verkehrt fortan wieder in beiden Fahrtrichtungen, entsprechend ihrer traditionellen Route zwischen 1936 und 2010. Allerdings diente jetzt statt der Piața Traian die Piața Sfânta Maria als nominelle Endstelle, wo die aus dem Depot ausrückenden Kurse ihren regulären Linienweg erreichten beziehungsweise diesen beim Einrücken wieder verließen.

### Linienumstellung 2016
Seit dem 1. Oktober 2016 ist die Linie 7 keine Ringlinie mehr und bedient nicht mehr den direkten Weg zwischen Bulevardul Dâmbovița und Piața Sfânta Maria. Stattdessen verkehrt sie jedoch seither zusätzlich auf dem Abschnitt Piața Sfânta Maria–Calea Torontalului und mutierte somit zur Durchmesserlinie. Um zumindest einen Teil der dadurch entfallenen Direktverbindungen zu ersetzen, verkehrt die Linie 9 seit dem 28. November 2011 aus Richtung Piața General Gheorghe Domășnean kommend über den Bulevardul Dâmbovița hinaus bis zum Gara de Nord.

### Personalmangel ab 2017 und Renovierung der Strecken in die Ronaț und zur Calea Torontalului
Wegen Personalmangels mussten im April 2017 zunächst die Linie 6 und im Juni 2017 schließlich auch die Linie 10 ersatzlos eingestellt werden, wobei die offizielle Einstellung der Linie 10 erst zum 2. September 2017 erfolgte. Aus dem gleichen Grund ersetzte die S.T.P.T. – ebenfalls zum 2. September 2017 – auch die Linie 5 durch Mercedes-Benz Sprinter-Kleinbusse mit gleicher Liniennummer, wobei hier zusätzlich noch der damals schlechte Gleiszustand im Abschnitt Balta Verde–Ronaț eine Rolle spielte. Nachdem zumindest die Linie 6 schon ab dem 1. Juli 2018 wieder fuhr, ging die Strecke in die Ronaț, nach einer umfassenden Erneuerung – samt zweigleisigem Ausbau, Verlegung der Trasse in Mittellage der Straße, Einrichtung einer Verbindungskurve an der Station Balta Verde in und aus Richtung Calea Torontalului sowie Verwendung von Rasengleisen – erst am 7. Juni 2024 wieder in Betrieb. Hierbei entfiel die frühere Haltestelle Facultatea de Teologie, die Haltestelle Grup Școlar Spiru Haret wurde in Strada Macilor rückbenannt und als Endstation fungiert, bis zu einer beabsichtigten Verlängerung zum Bulevardul Dâmbovița, die Station Ronaț (Bucla).
Seit dem 15. Juni 2019 fahren auch die Linien 8 und 9 über die Piața General Gheorghe Domășnean hinaus bis Ciarda Roșie. Am 15. Juni 2020 ging schließlich die kurze Neubaustrecke zwischen Piața Veteranilor und der Shopping City Timişoara – auch als City Mall bezeichnet – in Betrieb, die von der dorthin verlängerten Linie 2 bedient wird.
Mit der 2021 begonnenen Sanierung der Strecke Balta Verde–Calea Torontalului entfiel auch der letzte eingleisige Abschnitt des Netzes. Er ging nach Abschluss der Renovierungsarbeiten am 18. Februar 2024 durchgehend zweigleisig wieder in Betrieb. Erstmals in Timișoara fanden dabei Rasengleise Verwendung, sie wurden auf dem gesamten Abschnitt Balta Verde–Calea Torontalului eingebaut.

## Derzeitige Linienführung
| Linie | Strecke                                               | Länge                                                                           | Haltestellen                                           | Fahrzeit                                                                            | Takt          | Bemerkungen                    |
| ----- | ----------------------------------------------------- | ------------------------------------------------------------------------------- | ------------------------------------------------------ | ----------------------------------------------------------------------------------- | ------------- | ------------------------------ |
| 01    | Gara de Nord – Stația Meteo                           | 7,43 km (Richtung Stația Meteo) 6,92 km (Richtung Gara de Nord)                 | 17 (Richtung Stația Meteo) 16 (Richtung Gara de Nord)  | 35 Minuten                                                                          | 15–49 Minuten | teilweise Rundverkehr          |
| 02    | Shopping City – Stația Meteo                          | ?                                                                               | 23 (Richtung Stația Meteo) 24 (Richtung Shopping City) | ?                                                                                   | 18–54 Minuten | teilweise Rundverkehr          |
| 04    | Calea Torontalului – Piața General Gheorghe Domășnean | ?                                                                               | 18                                                     | ?                                                                                   | 15–46 Minuten |                                |
| 05    | Ronaț (Bucla) – Stația Meteo                          | ?                                                                               | 20 (Richtung Stația Meteo) 19 (Richtung Ronaț (Bucla)) | ?                                                                                   | 20–55 Minuten | teilweise Rundverkehr          |
| 06    | Piața Sfânta Maria – Piața Sfânta Maria               | 7,71 km (im Uhrzeigersinn) 7,76 km (gegen den Uhrzeigersinn)                    | 20                                                     | ?                                                                                   | 21–43 Minuten | Ringlinie in beiden Richtungen |
| 07    | Bulevardul Dâmbovița – Calea Torontalului             | 10,10 km (Richtung Calea Torontalului) 10,17 km (Richtung Bulevardul Dâmbovița) | 25                                                     | 43 Minuten (Richtung Calea Torontalului) 41 Minuten (Richtung Bulevardul Dâmbovița) | 16–56 Minuten |                                |
| 08    | Gara de Nord – Piața General Gheorghe Domășnean       | ?                                                                               | 14                                                     | ?                                                                                   | 15–51 Minuten |                                |
| 09    | Gara de Nord – Piața General Gheorghe Domășnean       | ?                                                                               | 16                                                     | ?                                                                                   | 11–46 Minuten |                                |

- 2020 verkehrte die Straßenbahn maximal zwischen 4:22 und 23:40 Uhr, Nachtverkehr findet – auch am Wochenende – nicht statt.
- Beiwagen werden keine mehr mitgeführt, es kommen nur noch Solowagen zum Einsatz.

## Geplante Neubaustrecke nach Moșnița Nouă
Mittelfristig plant die Stadtverwaltung Timișoaras eine Straßenbahn-Neubaustrecke in die selbstständige Gemeinde Moșnița Nouă an der Bezirksstraße DJ592 nach Buziaș. Die circa sechs Kilometer lange Strecke soll – Stand 2011 – voraussichtlich 50 Millionen Euro kosten und von der Linie 8 bedient werden.

## Umbenannte Haltestellen
Folgende Haltestellen erhielten im Laufe der Jahre neue Bezeichnungen:
| heutige/letzte Bezeichnung                     | Frühere rumänische Bezeichnungen                                                                                              | Ungarische Bezeichnungen bis 1919/1920 |
| ---------------------------------------------- | --- | -------------------------------------- |
| Abator                                         | Platforma Industrială I.M.A.I.A.                                                                                              | –                                      |
| A.E.M./Piața General Gheorghe Domășnean        | A.E.M., I.A.E.M., Electrotimiș, Piața General Gheorghe Domășnean                                                              | –                                      |
| Arena Electrica                                | Poliţia Locală, Stadionul U.M.T., Stadionul Progresul, Arena Progresul                                                        | –                                      |
| Balta Verde                                    | Colonia Blaskovits | –                                      |
| Banatim                                        | Cimitir Fabrică, Calea Buziaș(ului), Strada Buziaș(ului), Fabrica Nikos Beloianis, Fabrica Banatul                            | Buziási út                             |
| Brithouse                                      | Electrotimiș | –                                      |
| Bulevardul Dâmbovița/Depoul de Tramvaie        | Bulevardul Dâmbovița | –                                      |
| Bulevardul Iuliu Maniu                         | Piața Iosefin, Piața Dragalina, Piața Scudier, Piața Tolbuhin, Strada Reșiţa, Strada Fröbl                                    | Scudier tér, Fröbl utcza               |
| Bulevardul Regele Carol I/Piața Iosefin        | Bulevardul Tinereţii, Bulevardul General Henri Berthelot, Bulevardul Regele Carol I                                           | Kossuth utcza                          |
| Bulevardul Sudului/Hotel Lido                  | Bulevardul Sudului | –                                      |
| Calea Circumvalaţiunii                         | Arena sportivă R.G.M.T. (T.M.T.E.), Arena sportivă T.M.T.E.                                                                   | –                                      |
| Calea Martirilor 1989                          | Calea Girocului | –                                      |
| Calea Șagului/Profi                            | Calea Șagului, Bulevardul Liviu Rebreanu, Artă Textilă, Macaz                                                                 | –                                      |
| Catedrala Mitropolitană                        | Bufetul Expres, Capitol | –                                      |
| E.ON Gaz/Strada Memorandului                   | Strada Memorandului, Strada Coroana de Oțel                                                                                   | Király utcza                           |
| Fabrica de Bere Timișoreana                    | Fabrica de Bere | –                                      |
| Fabrica de Ciorapi                             | – | Kötött és Szövött Iparárugyár          |
| Facultatea de Teologie                         | Strada Zalău | –                                      |
| Gara Timișoara Est                             | Gara de Est, Gara Fabrica | Gyárvárosi Indóház                     |
| Gara Timișoara Nord                            | Gara de Nord, Gara Mare, Gara Domnița Elena                                                                                   | Józsefvárosi Indóház                   |
| Hotel Continental/Poșta Mare                   | Hotel Continental, Parchetul Tribunal, Poșta                                                                                  | Balázs tér                             |
| I.O.T.                                         | Colegiul Tehnic Electrotimiș                                                                                                  | –                                      |
| Mecatim (FunShop Park)                         | Mecatim | –                                      |
| Parcul Doina/Strada Gheorghe Doja              | Parcul Doina, Parcul Carmen Sylva                                                                                             | Erzsébet liget                         |
| Parcul Poporului                               | Bulevardul 3 August 1919, Strada 3 August 1919, Strada 12 Aprilie 1961, Baia Centrala, Parcul Regina Maria                    | Városliget, Andrássy út                |
| Piața Alexandru Mocioni/Sinaia                 | Piața Ștefan Furtună, Piața Axente Sever, Cafeaua Elite, Piața Küttl, Piața Alexandru Mocioni                                 | Küttl tér                              |
| Piața Avram Iancu                              | Mehala, Principele Mihai | –                                      |
| Piaţa Badea Cârţan                             | – | Széna tér                              |
| Piața General Virgil Economu                   | Filty, Fabrica Modern | –                                      |
| Piața Iuliu Maniu                              | Strada Fröbl, Strada Cimitirului, Piaţa Reșiţa                                                                                | Temető utcza                           |
| Piața Libertății                               | – | Jenő Herceg tér                        |
| Piața Nicolae Bălcescu                         | Piața Mareșal Tito, Piața Alexandru Lahovari                                                                                  | Telekház tér                           |
| Piața Romanilor                                | Piața Coronini | Coronini tér, Angol Királynő           |
| Piața Sarmisegetuza                            | Parcul Uzinei, Biserica română, Strada Andrei Șaguna                                                                          | Malom tér                              |
| Piața Sfânta Maria                             | Piața Maria, Statuia Sfânta Maria, Strada Gheorghe Doja                                                                       | Dózsa utcza, Hunyadi út                |
| Piaţa Sfântul Gheorghe                         | Piaţa Vasile Roaită, Piaţa Ion Constantin Brătianu                                                                            | Szent György tér                       |
| Piaţa Timișoara 700                            | Strada Sfântul Ioan | –                                      |
| Piaţa Traian                                   | – | Kossuth tér                            |
| Piaţa Veteranilor                              | Calea Șagului, Strada Grădinii                                                                                                | –                                      |
| Prefectură Județului Timiș                     | Prefectură | –                                      |
| Prințul Turcesc                                | Împăratul Turcesc | Török Császár                          |
| Spitalul Dr. Victor Babeș                      | Spital, Spitalul Epidemic, Spitalul de Stat, Calea Dorobanților                                                               | –                                      |
| Strada Baba Novac                              | Strada Armata Roșie | –                                      |
| Strada Chimiștilor                             | Procter & Gamble, Fabrica de Detergenţi, Detergenţul                                                                          | –                                      |
| Strada Chișodei                                | Strada Ana Ipătescu, Fratelia                                                                                                 | –                                      |
| Strada Constantin Brâncoveanu                  | – | Helvet utcza, Svájczi utcza            |
| Strada Coriolan Brediceanu/Piaţa Timișoara 700 | Strada Coriolan Brediceanu | –                                      |
| Strada Crizantemelor                           | Strada Cameliei, Strada Ioszef Preyer                                                                                         | Preyer utcza                           |
| Strada Deliblata                               | Strada Someșul | –                                      |
| Strada Dimitri Ivanovici Mendeleev             | Calea Bogdăneștilor | –                                      |
| Strada Gheorghe Lazăr                          | Bulevardul Cetății | –                                      |
| Strada Lidia                                   | Strada Mareșal Alexandru Averescu                                                                                             | –                                      |
| Strada Macilor                                 | Grup Şcolar Spiru Haret | –                                      |
| Strada Mangalia                                | Strada Alexandru Mocioni | Preyer utcza, Csillag utcza            |
| Strada Răscoala din 1907                       | Freidorf | –                                      |
| Strada Războieni                               | Ronaț | –                                      |
| Strada Taborului                               | Strada Adam Müller-Guttenbrunn, Strada Belgrad                                                                                | –                                      |
| U.M.T.                                         | Aleea Avram Imbroane, Aleea Dumbravei, Aleea Octavian Goga, Aleea C.F.R., Barieră C.F.R., Casa verde, I.M.T., Ștrandul U.M.T. | –                                      |
| Uzina Hidroelectrică                           | Uzina Electrică, Ștrand, Plajă                                                                                                | –                                      |

## Depots

### Bulevardul Take Ionescu
Anlässlich der Elektrifizierung gab die Straßenbahngesellschaft 1899 ihr Pferdebahn-Depot an der Piața Aurel Vlaicu auf. Ersatzweise entstand – ebenfalls in der Fabrikstadt – eine neue Remise auf dem Grundstück Bulevardul Take Ionescu Nummer 56, westlich der heutigen Piața Badea Cârțan. Auch ihr neues Verwaltungsgebäude ließ das Unternehmen damals dort errichten. Damals war die Gegend dort noch weitgehend unbebaut, die Wagenhalle befand sich am Stadtrand. Das Depotgrundstück überließ die Stadt der Straßenbahngesellschaft zuvor kostenlos – wie seinerzeit schon das Gelände der ersten Pferdebahnremise. Die fünfgleisige Wagenhalle war auf eine Kapazität von 25 Wagen ausgelegt und wurde über eine kurze Betriebsstrecke im Zuge des Bulevardul Take Ionescu an die Linie III angebunden.
Für die im Zuge des fortschreitenden zweigleisigen Ausbaus neubeschafften Wagen musste das vorhandene Depot 1909 erweitert werden. Es entstand neben der bestehenden Wagenhalle eine zweite, ebenfalls fünfgleisige Remise – das heißt, das bestehende Depot wurde einmal gespiegelt. Der neue Depotteil war jedoch als Depot Nummer 2 organisatorisch von der bestehenden Anlage getrennt. Erstmals seit der Elektrifizierung konnten fortan alle vorhandenen Wagen überdacht abgestellt werden.
Am Abend des 30. Oktober 1920 kam es am Hauptsitz des Unternehmens gegen Mitternacht zu einem Großbrand, infolgedessen mussten die beiden Depots 1 und 2 neu aufgebaut werden. Sie erhielten damals ihre heutige Form.
Die Inbetriebnahme der Wagen vom Typ F (ab 1925) beziehungsweise FII (ab 1927) erforderte in der zweiten Hälfte der 1920er Jahre eine abermalige Erweiterung der Abstellkapazitäten. Daher projektierte die Straßenbahngesellschaft 1925 – gegenüber den beiden bereits bestehenden hölzernen Wagenhallen von 1899 beziehungsweise 1909, das heißt auf der nördlichen Straßenseite – einen zusätzlichen Stahlbau auf dem 2169 Quadratmeter umfassenden Areal Bulevardul Take Ionescu Nummer 83. Dieser wurde ab 1926 errichtet und ging schließlich 1927 als Depot Nummer 3 in Betrieb, die neue sechsgleisige Remise bot Platz für 36 Wagen. In späteren Jahren waren dann vorübergehend auch die Autobusse (ab 1934) sowie die Trolleybusse (ab 1942) der Gesellschaft auf dem Gelände des Straßenbahndepots Nummer 3 untergebracht. Im Gegensatz dazu war der 1925 gebaute Sprengtriebwagen, der sich im Besitz der Stadt befand, nicht in einem der Straßenbahndepots, sondern in einem speziellen Lokschuppen auf dem benachbarten Gelände der städtischen Wasserver- und -entsorgung an der Strada Enric Baader stationiert.
In den Jahren 1964 bis 1966 fand eine umfangreiche Erweiterung des Depots Nummer 3 statt, als der Trolleybusbetrieb, der Autobusbetrieb sowie die städtische Wasserver- und -entsorgung jeweils neue Gelände an anderen Stellen in der Stadt zugewiesen bekamen. Damals entstanden elf neue Freiluft-Abstellgleise mit einer Gesamtlänge von 1000 Metern. Außerdem ging seinerzeit auch die für Rangierfahrten genutzte Wendeschleife auf dem Bulevardul Take Ionescu sowie die zweite Depotzufahrt durch die Strada Drăgășani in Betrieb. Beide Maßnahmen dienten dem flüssigeren Betriebsablauf. Denn mit Aufnahme des Berufsverkehrs zur U.M.T im Jahre 1961 hatte sich der tägliche Wagenauslauf innerhalb eines Jahres schlagartig von 55 auf 75 Kurse erhöht – womit das Depot an seiner Kapazitätsgrenze operierte.
Zum 31. März 2010 gab die damalige R.A.T.T. das Depot Nummer 1 auf, seither werden alle Kurse vom einzig verbliebenen Depot am Bulevardul Dâmbovița gestellt. Das Areal in der Fabrikstadt soll teilweise mit Wohnungen überbaut werden, im Bereich der früheren Freiluft-Abstellgleise entstand bereits 2009 die orthodoxe Kirche Sfânta Paraschiva. Für die nahe Zukunft befindet sich ein neuer Betriebshof am südöstlichen Stadtrand in Planung.

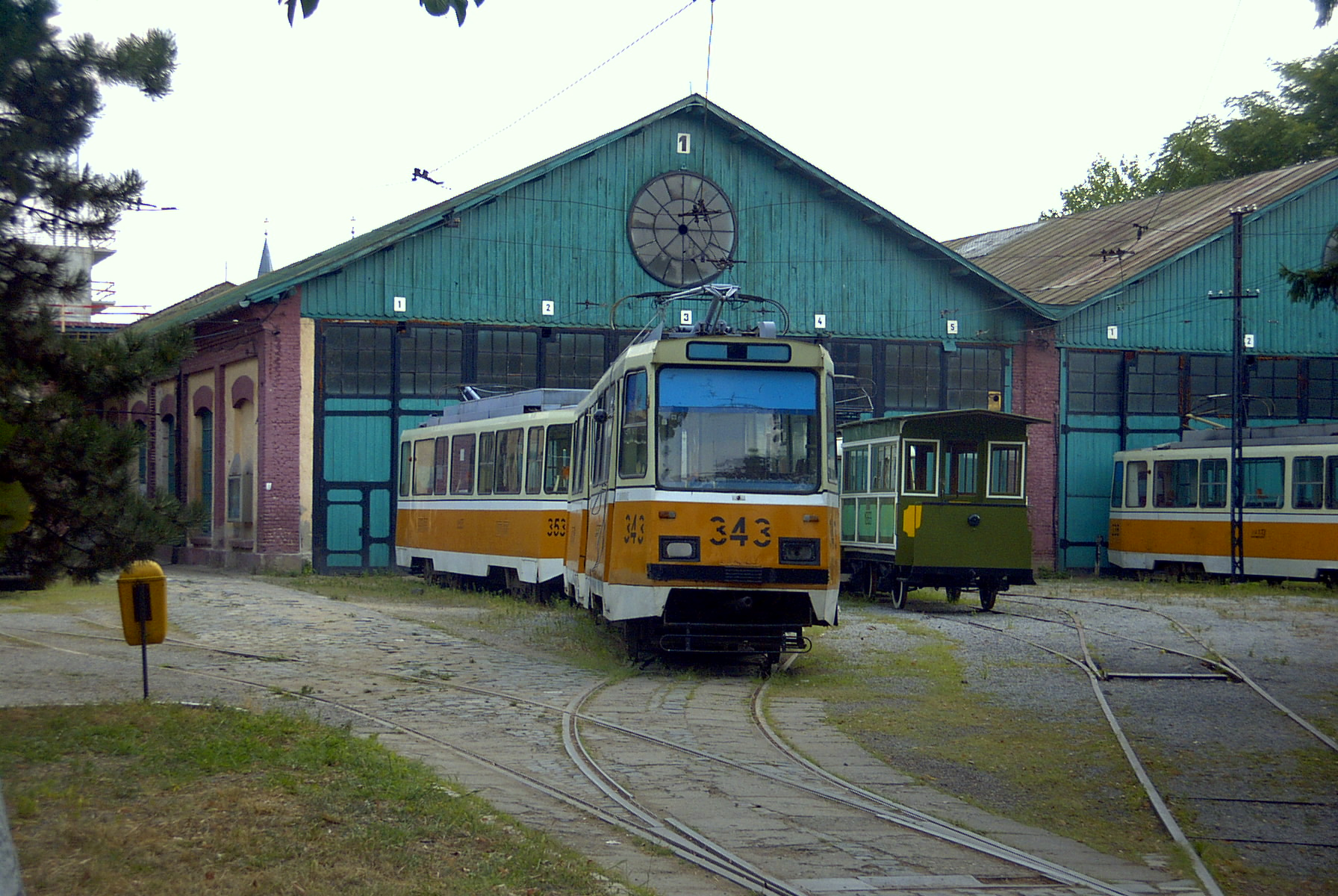
Links das Depot Nummer 1 von 1899, rechts das Depot Nummer 2 von 1909.
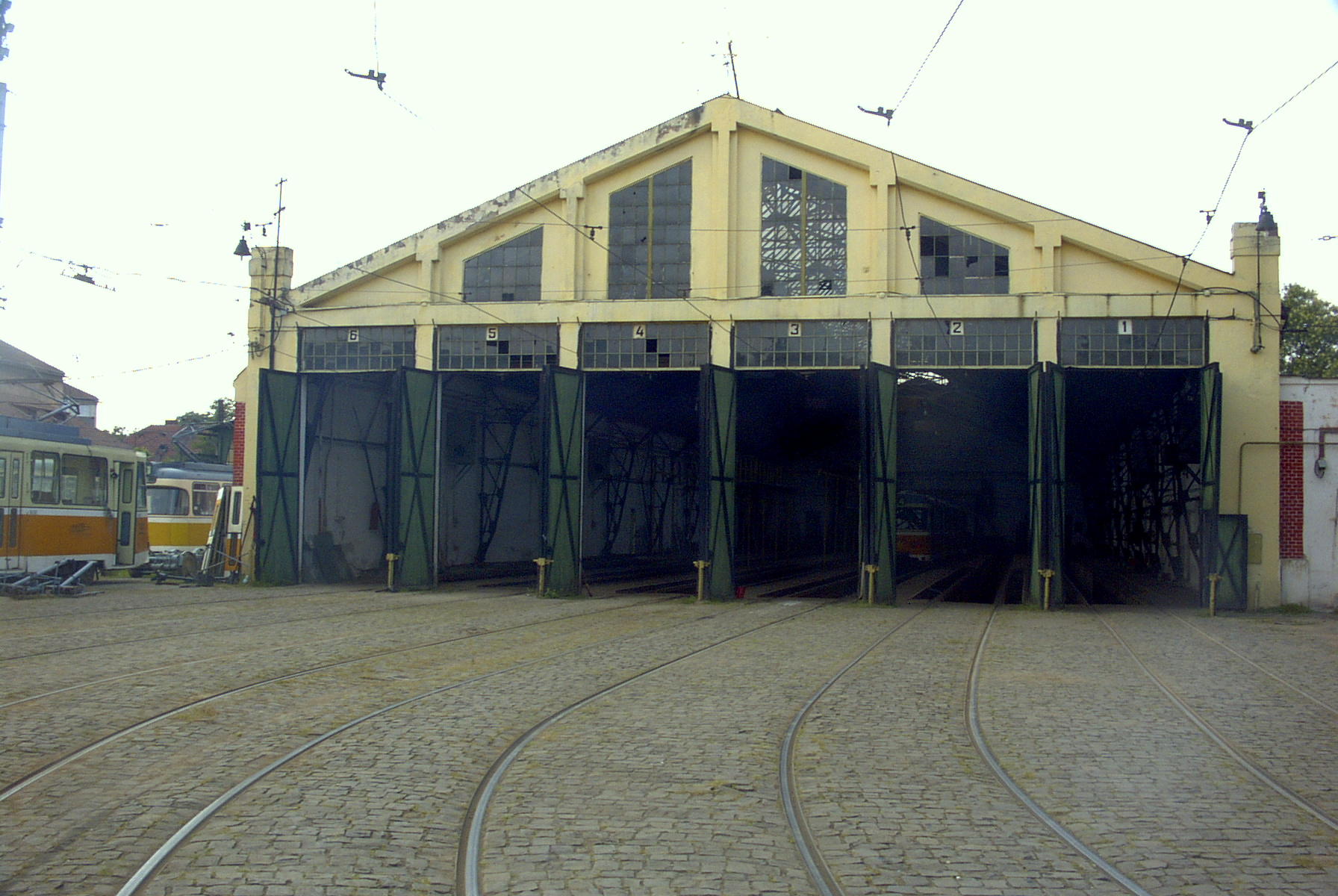
Die dritte Wagenhalle von 1927, aufgelassen Ende März 2010.
Die verschiedenen Bereiche des ehemaligen Depots Nummer 1.

### Bulevardul Dâmbovița
1969 begannen die Vorbereitungen für ein neues Depot auf dem Grundstück Bulevardul Dâmbovița 1–3. Dieses entstand in den Jahren 1971–1972, dort befindet sich seither auch die Hauptwerkstätte der Straßenbahn. Ferner begann am Bulevardul Dâmbovița 1972 auch die Serienproduktion der Timiș 2-Züge, jedoch waren Depot und Produktionsstätten administrativ stets voneinander getrennt. Die bisherigen Depots Nummer 1, 2 und 3 an der Strada Take Ionescu wurden damals unter der Bezeichnung Depot Nummer 1 zusammengefasst, das neue Depot am Bulevardul Dâmbovița wird seither als Depot Nummer 2 bezeichnet.

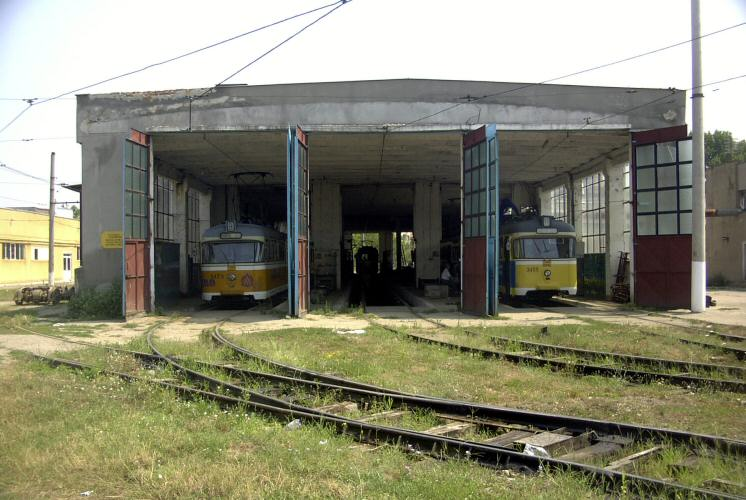
Das 1972 eröffnete Depot Dâmboviţa, heute als Depot Nummer 2 bezeichnet
Gleisplan des einzigen verbliebenen Depots

## Güterverkehr
| \| \| \| Timișoara Est (Bahnstrecke Timișoara Nord–București Nord) \| \| \| \| \| Übergabe zur C.F.R. (bis 1975) / Straßenbahn Richtung U.M.T. \| \| \| \| \| Schotterlager \| \| \| \| \| \| \| \| \| \| Wasserver- und -entsorgung (bis 1964) \| \| \| \| \| Depot 3 \| \| \| \| \| Wollindustrie \| \| \| \| \| Depots 1 und 2 \| \| \| \| \| Podul Dacilor über die Bega \| \| \| \| \| Piața Traian, Straßenbahn Richtung Innere Stadt und U.M.T. \| \| \| \| \| Elektrizitätswerk \| \| \| \| \| Kandia (bis 1924) / Leda (ab 1924) \| \| \| \| \| Bierfabrik \| \| \| \| \| Materialdepot \| \| \| \| \| Schlachthof \| \| \| \| \| Schuhfabrik Guban \| \| \| \| \| Schuhfabrik Turul \| \| \| \| \| Straßenbahn Richtung Piața Nicola Bălcescu \| \| \| \| \| Wasserver- und -entsorgung (ab 1964) / Autobusdepot \| \| \| \| \| Brennstofflager \| \| \| \| \| \| \| \| \| \| \| \| \| \| \| T.R.C.B. \| \| \| \| \| Beginn Übergabebahnhof \| \| \| \| \| Strada Prof. Dr. Aurel Păunescu Podeanu \| \| \| \| \| Übergabe zur C.F.R. (ab 1975) \| \| \| \| \| \| \| \| \| \| Tehnometal \| \| \| \| \| Ende Übergabebahnhof und Ende der Oberleitung \| \| \| \| \| Ecosysteme \| \| \| \| \| Petrom \| \| \| \| \| \| \| \| \| \| Spumotim \| \| \| \| \| Straßenbahn Richtung Piața General Gheorghe Domășnean \| \| \| \| \| von Buziaș \| \| \| \| \| Semenic \| \| \| \| \| nach Timișoara Nord \| \| |  |                                                              |                                                              |
| Bahnhof quer |  | Timișoara Est (Bahnstrecke Timișoara Nord–București Nord)    | Timișoara Est (Bahnstrecke Timișoara Nord–București Nord)    |
| U-Bahn-Strecke von links (außer Betrieb) · U-Bahn-Abzweig von links und ehemals von rechts |  | Übergabe zur C.F.R. (bis 1975) / Straßenbahn Richtung U.M.T. | Übergabe zur C.F.R. (bis 1975) / Straßenbahn Richtung U.M.T. |
| U-Bahn-Betriebs-/Güterbahnhof Streckenende (Strecke außer Betrieb) · U-Bahn-Strecke von links · U-Bahn-Abzweig geradeaus, nach rechts und von rechts |  | Schotterlager                                                | Schotterlager                                                |
| U-Bahn-Strecke nach links · U-Bahn-Abzweig geradeaus, nach rechts und von rechts |  |                                                              |                                                              |
| U-Bahn-Betriebs-/Güterbahnhof Streckenanfang (Strecke außer Betrieb) · U-Bahn-Strecke von links (außer Betrieb) · U-Bahn-Abzweig geradeaus und ehemals nach rechts |  | Wasserver- und -entsorgung (bis 1964)                        | Wasserver- und -entsorgung (bis 1964)                        |
| U-Bahn-Strecke (außer Betrieb) · U-Bahn-Dienststation / Betriebs- oder Güterbahnhof (Strecke außer Betrieb) · U-Bahn-Strecke |  | Depot 3                                                      | Depot 3                                                      |
| U-Bahn-Betriebs-/Güterbahnhof Streckenanfang und quer (Strecke außer Betrieb) · U-Bahn-Abzweig quer und nach links (Strecke außer Betrieb) · U-Bahn-Abzweig quer, nach links und von links (Strecke außer Betrieb) · U-Bahn-Abzweig geradeaus, ehemals nach rechts und ehemals von rechts |  | Wollindustrie                                                | Wollindustrie                                                |
| U-Bahn-Betriebs-/Güterbahnhof Streckenende (Strecke außer Betrieb) · U-Bahn-Strecke |  | Depots 1 und 2                                               | Depots 1 und 2                                               |
| U-Bahn-Brücke über Wasserlauf |  | Podul Dacilor über die Bega                                  | Podul Dacilor über die Bega                                  |
| U-Bahn-Kreuzung rechts |  | Piața Traian, Straßenbahn Richtung Innere Stadt und U.M.T.   | Piața Traian, Straßenbahn Richtung Innere Stadt und U.M.T.   |
| U-Bahn-Betriebs-/Güterbahnhof Streckenanfang und quer (Strecke außer Betrieb) · U-Bahn-Abzweig quer und von links (Strecke außer Betrieb) · U-Bahn-Abzweig geradeaus und ehemals nach rechts |  | Elektrizitätswerk                                            | Elektrizitätswerk                                            |
| U-Bahn-Betriebs-/Güterbahnhof Streckenende (Strecke außer Betrieb) · U-Bahn-Strecke |  | Kandia (bis 1924) / Leda (ab 1924)                           | Kandia (bis 1924) / Leda (ab 1924)                           |
| U-Bahn-Strecke von links (außer Betrieb) · U-Bahn-Dienststation / Betriebs- oder Güterbahnhof quer (Strecke außer Betrieb) · U-Bahn-Abzweig geradeaus und ehemals nach rechts |  | Bierfabrik                                                   | Bierfabrik                                                   |
| U-Bahn-Abzweig geradeaus und nach links (Strecke außer Betrieb) · U-Bahn-Betriebs-/Güterbahnhof Streckenende und quer (Strecke außer Betrieb) · U-Bahn-Strecke |  | Materialdepot                                                | Materialdepot                                                |
| U-Bahn-Betriebs-/Güterbahnhof Streckenanfang und quer (Strecke außer Betrieb) · U-Bahn-Abzweig geradeaus und von rechts (Strecke außer Betrieb) · U-Bahn-Strecke |  | Schlachthof                                                  | Schlachthof                                                  |
| U-Bahn-Abzweig geradeaus und nach links (Strecke außer Betrieb) · U-Bahn-Betriebs-/Güterbahnhof Streckenende und quer (Strecke außer Betrieb) · U-Bahn-Strecke |  | Schuhfabrik Guban                                            | Schuhfabrik Guban                                            |
| U-Bahn-Strecke (außer Betrieb) · U-Bahn-Betriebs-/Güterbahnhof Streckenanfang (Strecke außer Betrieb) · U-Bahn-Strecke |  | Schuhfabrik Turul                                            | Schuhfabrik Turul                                            |
| U-Bahn-Kreuzung (Strecke geradeaus außer Betrieb) · U-Bahn-Abzweig quer und ehemals nach rechts · U-Bahn-Abzweig geradeaus, nach rechts und von rechts |  | Straßenbahn Richtung Piața Nicola Bălcescu                   | Straßenbahn Richtung Piața Nicola Bălcescu                   |
| U-Bahn-Abzweig geradeaus und nach links (Strecke außer Betrieb) · U-Bahn-Betriebs-/Güterbahnhof Streckenende und quer (Strecke außer Betrieb) · U-Bahn-Strecke |  | Wasserver- und -entsorgung (ab 1964) / Autobusdepot          | Wasserver- und -entsorgung (ab 1964) / Autobusdepot          |
| U-Bahn-Strecke (außer Betrieb) · U-Bahn-Betriebs-/Güterbahnhof Streckenanfang (Strecke außer Betrieb) · U-Bahn-Strecke |  | Brennstofflager                                              | Brennstofflager                                              |
| U-Bahn-Abzweig geradeaus und nach halblinks (Strecke außer Betrieb) · U-Bahn-Strecke nach halbrechts (außer Betrieb) · U-Bahn-Strecke |  |                                                              |                                                              |
| U-Bahn-Abzweig geradeaus und von halblinks (Strecke außer Betrieb) · U-Bahn-Strecke von halbrechts (außer Betrieb) · U-Bahn-Strecke |  |                                                              |                                                              |
| U-Bahn-Strecke (außer Betrieb) · U-Bahn-Betriebs-/Güterbahnhof Streckenende (Strecke außer Betrieb) · U-Bahn-Strecke |  | T.R.C.B.                                                     | T.R.C.B.                                                     |
| U-Bahn-Strecke |  | Beginn Übergabebahnhof                                       | Beginn Übergabebahnhof                                       |
| U-Bahn-Bahnübergang (Strecke außer Betrieb) · U-Bahn-Bahnübergang (Strecke außer Betrieb) · U-Bahn-Strecke |  | Strada Prof. Dr. Aurel Păunescu Podeanu                      | Strada Prof. Dr. Aurel Păunescu Podeanu                      |
| Strecke von links (außer Betrieb) · Abzweig geradeaus und nach rechts (Strecke außer Betrieb) · U-Bahn-Strecke (außer Betrieb) · U-Bahn-Strecke |  | Übergabe zur C.F.R. (ab 1975)                                | Übergabe zur C.F.R. (ab 1975)                                |
| Strecke (außer Betrieb) · U-Bahn-Strecke |  |                                                              |                                                              |
| Strecke (außer Betrieb) · U-Bahn-Strecke (außer Betrieb) · U-Bahn-Betriebs-/Güterbahnhof Streckenende (Strecke außer Betrieb) · U-Bahn-Strecke |  | Tehnometal                                                   | Tehnometal                                                   |
| Strecke (außer Betrieb) · U-Bahn-Grenze mit Eisenbahn (Strecke außer Betrieb) · U-Bahn-Strecke |  | Ende Übergabebahnhof und Ende der Oberleitung                | Ende Übergabebahnhof und Ende der Oberleitung                |
| Strecke (außer Betrieb) · Betriebs-/Güterbahnhof Streckenende (Strecke außer Betrieb) · U-Bahn-Strecke |  | Ecosysteme                                                   | Ecosysteme                                                   |
| Strecke (außer Betrieb) · U-Bahn-Strecke · Betriebs-/Güterbahnhof Streckenanfang |  | Petrom                                                       | Petrom                                                       |
| Abzweig geradeaus und nach links (Strecke außer Betrieb) · Abzweig quer und von rechts (Strecke außer Betrieb) · Strecke quer (außer Betrieb) · U-Bahn-Kreuzung mit Eisenbahn (Querstrecke außer Betrieb) · Abzweig geradeaus und ehemals von rechts |  |                                                              |                                                              |
| Betriebs-/Güterbahnhof Streckenende (Strecke außer Betrieb) · Betriebs-/Güterbahnhof Streckenende (Strecke außer Betrieb) · U-Bahn-Strecke · Strecke |  | Spumotim                                                     | Spumotim                                                     |
| U-Bahn-Strecke · Strecke |  | Straßenbahn Richtung Piața General Gheorghe Domășnean        | Straßenbahn Richtung Piața General Gheorghe Domășnean        |
| Abzweig geradeaus und von links |  | von Buziaș                                                   | von Buziaș                                                   |
| Bahnhof |  | Semenic                                                      | Semenic                                                      |
| Strecke |  | nach Timișoara Nord                                          | nach Timișoara Nord                                          |

### Betriebseigener Transport von Brennstoffen (1899–1904)
Nach der 1899 erfolgten Elektrifizierung nutzte die Temesvári Villamos Városi Vasút Részvénytársaság ihre aus der Pferdebahnzeit stammende Konzession für den Güterverkehr auf Straßenbahngleisen vorübergehend nur für den Eigenbedarf, indem das Unternehmen die für das betriebseigene Dampfkraftwerk benötigten Brennstoffe auf dem letzten Abschnitt in Eigenregie beförderte. Zwecks Verknüpfung zwischen Straßenbahn und Eisenbahn bestand ab 1899 – zusätzlich zu den im Personenverkehr bedienten Strecken – am Gara de Est ein 300 Meter langes Verbindungsgleis zur Staatsbahn. Es war als Spitzkehre angelegt, dort übernahm die Straßenbahngesellschaft die Güterwagen mit dem Heizmaterial. Anschließend nutzte man auf einer Länge von knapp einem halben Kilometer die Strecke der Linie III bis zur Piața Badea Cârțan. Dort zweigte die Betriebsstrecke zum Depotgelände ab, auf dem sich auch das Kraftwerk befand. Diese war direkt in Richtung Gara de Est angeschlossen, so dass die Güterzüge ihr Ziel – anders als die ein- und ausrückenden Personenwagen – ohne weiteren Richtungswechsel erreichen konnten. Ob die Güterwagen mit einem Straßenbahntriebwagen, einer Maschine der Staatsbahn oder auf andere Weise bis ans Ziel gelangten ist nicht überliefert, eigene Lokomotiven besaß die Straßenbahngesellschaft damals noch nicht. Mit der 1904 erfolgten Übernahme der Stromversorgung durch das städtische Elektrizitätswerk entfielen diese Fahrten wieder.

### Wiederaufnahme des kommerziellen Güterverkehrs (1916)

Mit dem Anschluss der Brauerei begann 1916 der kommerzielle Güterverkehr auf Straßenbahngleisen.

Am 8. August 1916 erfolgte – nach 17 Jahren Unterbrechung – schließlich die Wiederaufnahme des kommerziellen Güterstraßenbahn-Betriebs. Als erstes Unternehmen wurde die heutige Timișoreana-Brauerei – lokal meist Bierfabrik genannt – an der Strada Ștefan cel Mare Nummer 28 an das Netz der Straßenbahn angeschlossen. Im Gegensatz zum früheren Güterverkehr bei der Pferdebahn ersparte man sich jedoch das umständliche Umladen der Waren. Stattdessen wurden die brauereieigenen Kühlwagen direkt vor Ort beladen und durchgehend an ihre Zielorte befördert. Hierzu verfügte das Unternehmen über ein eigenes Anschlussgleis von der Strada Ștefan cel Mare aus. Dieses zweigte auf Höhe der Einmündung der Strada Iohan Heinrich Pestalozzi von der Strecke der Linie II ab. Am Gara de Est übergab die Straßenbahn die Güterwagen mittels des bereits seit 1899 vorhandenen Verbindungsgleises an die Staatsbahn, das zwischen 1904 und 1916 ungenutzt war.
Der kommerzielle Betrieb von Eisenbahn-Güterwagen auf städtischen Normalspur-Straßenbahnnetzen war in Österreich-Ungarn damals weit verbreitet, in der ungarischen Reichshälfte war dies sogar bei allen Normalspurbetrieben der Fall. Timișoara war dabei die letzte Stadt in der Doppelmonarchie, die sich für diese Betriebsform entschied. Für den Güterverkehr stand zunächst nur eine kleine zweiachsige Lokomotive ohne Betriebsnummer zur Verfügung, die spätere L1. In den fünf Monaten des ersten Betriebsjahres erreichte die Straßenbahngesellschaft mit ihrem wiederbelebten Betriebszweig bereits eine Beförderungsleistung von 26.973 Tonnenkilometern.

### Schuhfabrik, Wollindustrie und Wasserver- und -entsorgung (1917)

1917 an der Einmündung der Strada Enric Baader in den Bulevardul Take Ionescu: Bau des Anschlussgleises für die städtische Wasserver- und -entsorgung

1917 weitete die Straßenbahngesellschaft ihren Güterverkehr auf gleich drei weitere Unternehmen aus:
- die Schuhfabrik Turul Czipőgyár Részvénytársaság – nach der Verstaatlichung Uzinele Industriale de Stat Nikos Beloiannis beziehungsweise Banatul, seit 1991 Banatim – in der Strada Ștefan cel Mare Nummer 58 erhielt einen als Spitzkehre ausgeführten Gleisanschluss von der Strada 1 Decembrie 1918 her. Das Gleis endete kurz vor der Einmündung der Strada Johann Guttenberg und war damit eine Bauvorleistung für die schon vor dem Ersten Weltkrieg projektierte, letztlich aber erst 1928 eröffnete, Straßenbahndirektverbindung zwischen der Fabrikstadt und der Elisabethstadt. Als einzige Strecke überhaupt diente sie somit zuerst nur dem Güterverkehr und erst später auch dem Personenverkehr.
- das Anschlussgleis für die 1905 gegründete Wollindustrie Aktiengesellschaft – ungarisch Gyapjúipari Részvénytársaság, rumänisch Industria Lânii Societate Anonimă beziehungsweise I.L.S.A. – am Bulevardul Take Ionescu Nummer 46B war eine Verlängerung der Betriebsstrecke zum Straßenbahndepot und bog auf Höhe der Strada Înfrățirii nach links auf das Werksgelände ein.
- die städtische Wasserver- und -entsorgung, ab 1919 Întreprinderea de Apă și Canal a Orașului Timișoara – A.C.O.T. beziehungsweise in der sozialistischen Zeit Întreprinderea de Gospodărie Orășenească Timișoara – I.G.O.T. hatte ihr Betriebsgelände im Winkel zwischen der Strada Enric Baader und der Strada Drăgășani, dem späteren Erweiterungsgelände des Straßenbahndepots. Ihr Anschluss zweigte auf Höhe der Strada Enric Baader vom Gleis zur Wollindustrie nach rechts ab und führte – innerhalb des Unternehmensareals – bis zur Strada Drăgășani.

### Schlachthof und Schokoladenfabrik (1918)
Im Laufe des Jahres 1918 wurden schließlich auch der 1905 eröffnete städtische Schlachthof – später Abatorul Comunal beziehungsweise Întreprinderea regională de industrializarea cărnii (I.R.I.C.) – am Bulevardul Eroilor de la Tisa Nummer 24 sowie die Schokoladenfabrik Kandia an der Strada Iohan Heinrich Pestalozzi Nummer 22 in den Güterverkehr einbezogen. Die Verbindung zum Haupteingang des Schlachthofs war eine Verlängerung des Turul-Anschlusses und führte durch die Strada Johann Guttenberg und den Bulevardul Eroilor de la Tisa. Auch sie war eine Bauvorleistung für die spätere Strecke in Richtung Piața Nicolae Bălcescu, wenngleich diese später abweichend vom ursprünglichen Plan südlich am Schlachthof vorbei führte. Das Schlachthofgleis endete zunächst vor dem Haupteingang, auf Höhe der Einmündung der Strada Daliei. Erst 1931 wurde es anlässlich einer Erweiterung des Schlachtereigeländes um 325 Meter verlängert. Die Verlängerung folgte dem Bulevardul Eroilor de la Tisa bis zur Einmündung der Strada Caraș, um dort nach links in den Schlachthof einzubiegen und schließlich bis an die Strada 1 Decembrie 1918 zu führen. Der Schlachthof war ferner der einzige Güterkunde in der benachbarten Elisabethstadt, während alle anderen Anschlussgleise in der Fabrikstadt lagen.
Im Hinblick auf den Güterverkehr wurden bereits 1915 auf den damals zweigleisig ausgebauten Teilstücken Gara de Est–Piața Badea Cârțan und Piața Traian–Banatim erstmals tragfähigere Schienen verwendet. Diese hatten ein Gewicht von 59,2 Kilogramm je Meter Schiene, während die zuvor verwendeten nur 20 Kilogramm wogen. Die letzten alten Schienen auf dem anfangs noch nicht ausgebauten Mittelabschnitt Piața Badea Cârțan–Piața Traian wurden dann bis zum Frühjahr 1918 ausgetauscht. Außerdem besaßen die im Güterverkehr genutzten Strecken einen größeren Gleisabstand sowie ein abweichendes Schienenprofil, geeignet für die breiteren Radreifen der Eisenbahnwagen. Um dem im Eisenbahnverkehr üblichen Maß zu entsprechen, mussten die Rillen der Rillenschienen 60 Millimeter breit sein.

### Zwischen- und Nachkriegszeit
1919 erhielt auch das städtische Elektrizitätswerk an der Strada Iohan Heinrich Pestalozzi Nummer 3–5 einen Anschluss, dieses Nebengleis zweigte vom bestehenden Gleis zur Schokoladenfabrik ab. Siebter Güterkunde der Straßenbahngesellschaft war somit die kommunale Elektrizitätsgesellschaft Temesvári Városi Vízierőmű és Villanytelep, die aufgrund der Angliederung des Banats an Rumänien noch im gleichen Jahr die neue Bezeichnung Uzina Electrică Timișoara – U.Z.E.T. erhielt.
1927 erreichte die Güterbahn bereits eine Leistung von 240.830 Tonnenkilometern, bevor 1928 – als achter Kunde – auch der Erdölraffineriebetrieb OLEA ein 110 Meter langes Anschlussgleis erhielt. Das Unternehmen unterhielt an der Calea Buziașului Nummer 6 – die heute Calea Stan Vidrighin heißt – ein Brennstofflager (rumänisch Combustibil), das die T.C.T. von der Strada Cerna her mit Kesselwagen bediente. Infolge des großen Erfolgs des Gütertransports ging – ebenfalls 1928 – eine zweite Güterlokomotive in Betrieb, mit ihrer Hilfe stieg das Frachtaufkommen 1928 auf 309.698 Tonnenkilometer. Als neunter Anschluss bestand 1929 im Stadtteil Tipografilor noch ein betriebseigenes Gleis, das sich direkt an die zur Übergabe an die C.F.R. genutzte Spitzkehre anschloss und über die Strada Enric Baader hinweg führte. Die Straßenbahngesellschaft unterhielt dort ein Schotterlager für den Gleisbau, rumänisch Depozit de Piatră. Ab wann dieses ans Netz angeschlossen war, ist nicht überliefert.
Unabhängig davon überließ die Firma Kandia ihr Betriebsgelände samt Anschlussgleis bereits 1924 der Farben- und Lackfabrik Leda, weil sie in die Josefstadt umzog. Das Unternehmen Leda wiederum gab sein Areal schon 1936 an die Batteriefabrik Dura ab, die keinen Anschluss benötigte.
1947 folgte außerdem noch der 300 Meter lange Anschluss für die bereits 1937 gegründete Schuhfabrik Guban am Bulevardul Eroilor de la Tisa 30–40, in der sozialistischen Epoche zeitweise Victoria genannt. Dieses Unternehmen wurde von der Strada Johann Guttenberg her angedient. Unabhängig davon vermeldete die Straßenbahngesellschaft im April 1947 eine weitere Steigerung der Gütertransportleistung um sechs Prozent. Nach dem Zweiten Weltkrieg halfen die – im Volksmund Muki genannten – Güterzuglokomotiven ferner, verschiedene Baustellen in der Stadt zu bedienen.

### Weitere Anschlüsse an der Calea Buziașului (1964)
Nachdem 1964 das Areal der städtischen Wasserver- und -entsorgung am Bulevardul Take Ionescu der Erweiterung des Straßenbahndepots weichen musste, erhielt die I.G.O.T. damals ein neues Areal im Winkel zwischen der Strada 1 Decembrie 1918 und der Strada Cerna zugeteilt. Dieses besaß von Beginn an einen Gleisanschluss, der zusätzlich auch dem – zeitgleich auf dem Nachbargrundstück eröffneten – Autobusdepot diente. Das heißt der Schienenstrang durchquerte von der Strada Cerna her kommend zunächst das I.G.O.T.-Areal, um schließlich das Gelände des Autobusbetriebshofs an der Calea Buziașului Nummer 2 zu erreichen. Die Weiterführung war erforderlich, um die unternehmenseigene Autobus-Tankstelle auf dem neuen Depotareal mit Dieselkraftstoff versorgen zu können. Analog zur Wasserver- und -entsorgung mussten nämlich 1964 auch die Abstellplätze der Autobusse dem vergrößerten Straßenbahndepot weichen.
In den Folgejahren kamen noch das 1951 gegründete Bauunternehmen T.R.C.B. Timișoara (später Direcţia Regională de Drumuri și Poduri Timișoara, heute Drumco) an der Strada Prof. Dr. Aurel Păunescu Podeanu Nummer 147 sowie das ebenfalls an der Calea Buziașului gelegene Maschinenbauunternehmen Tehnometal hinzu. Letzteres firmierte ab 1985 vorübergehend als Întreprinderea de Autoturisme Timișoara (I.A.T.) und heißt seit 1991 Tehnomet. Damit war in der südlichen Fabrikstadt – unabhängig vom eigentlichen Straßenbahnnetz – ein circa einen Kilometer langes Industriestammgleis im Zuge der Straßen Johann Guttenberg und Cerna entstanden, das durchgängig über einen eigenen Gleiskörper verfügte. Für die nach dem Zweiten Weltkrieg neu hinzugekommenen Unternehmen ging 1956 mit der Lokomotive 3 noch eine weitere Maschine in Betrieb.
Ende der 1960er Jahre waren von den bis dahin 13 im Laufe der Jahre eingerichteten Anschlüssen noch zehn vorhanden. Nachdem der Leda-Anschluss bereits 1936 entfallen war, hatte ab Oktober 1967 auch die Wollindustrie keine Schienenverbindung mehr. Ihr 420 Meter langes Gleis fiel dem seinerzeit erfolgten vierspurigen Ausbau des Bulevardul Take Ionescu zum Opfer. Somit belief sich die Gesamtlänge aller Gütergleise 1969 auf 4,215 Kilometer.

### Neue Verbindungsstrecke zur Staatsbahn (1975)
In den Jahren 1970 bis 1971 stellte das Institutul de Proiectare Timiș gravierende Schäden an der Dacilor-Brücke fest, deren baulicher Zustand sich in Folge der schweren Güterwagen zunehmend verschlechterte. Ersatzweise entstand daher bis 1975 im Südosten der Stadt eine neue circa sieben Kilometer lange und nicht elektrifizierte Verbindungsstrecke zwischen dem bestehenden Industriestammgleis in der Strada Cerna und der Bahnstrecke Timișoara–Buziaș. An dieser wurde damals eigens zu diesem Zweck, auf freiem Feld beim Weiler Rudicica, der Trennungsbahnhof Semenic eingerichtet. Ferner kreuzte die neue Strecke bei der Haltestelle Mecatim die zwei Jahre zuvor eröffnete Strecke der Linie 8, die bestehende Güterstrecke der Straßenbahngesellschaft wurde südlich der Strada Prof. Dr. Aurel Păunescu Podeanu erreicht. Dort entstand ein kleiner zweigleisiger Übergabebahnhof, an welchem die I.T.C.V.T.T. die Güterwagen fortan unter Umgehung der Dacilor-Brücke an die C.F.R. übergab. Außerdem erhielt dort 1975 der Vorgänger des heutigen Unternehmens Ecosysteme an der Calea Buziașului ebenfalls einen neuen Anschluss, welchen die C.F.R. direkt vom Übergabebahnhof aus mit Diesellokomotiven bediente.
Unabhängig davon kamen im Bereich der Eisenbahn-Neubaustrecke sowohl östlich als auch westlich der Calea Stan Vidrighin neue Gleisanschlüsse der Staatsbahn hinzu, so zum Beispiel für die Unternehmen Spumotim und Petrom. Das nicht mehr benötigte Verbindungsgleis am Gara de Est ging 1975 außer Betrieb, das mittlerweile einem anderen Unternehmen gehörende Schotterlagergelände behielt jedoch noch bis in die 1990er Jahre seinen direkten Anschluss an das C.F.R.-Netz.
Die ab 1975 nicht mehr benötigte Lokomotive 1 diente anschließend noch bis 1990 der örtlichen Straßenbahnfabrik als Rangierlokomotive, während die beiden verbliebenen Lokomotiven 2 und 3 damals ins Eigentum der Brauerei übergingen. Sie waren fortan auch auf dem Brauereigelände stationiert, weil ihnen der Weg ins Straßenbahndepot ebenfalls durch die marode Podul Dacilor versperrt war.
Gleichfalls 1975 erhielt die Bierfabrik außerdem einen neuen Anschluss aus südlicher Richtung, der die alte Zufahrt von 1916 ersetzte. Die circa 400 Meter lange Neubaustrecke entlang der Strada Nicolinț zweigte auf Höhe des Bulevardul Eroilor de la Tisa vom Schlachthofgleis ab, erreichte nach Querung der Strada Gloriei das Brauereigelände und traf dort auf die bestehenden Rangiergleise. Zum einen behinderte der Güterverkehr von und zur Bierfabrik dadurch nicht mehr die regulären Straßenbahnzüge in der Strada Ștefan cel Mare, zum anderen hätten die Brauereiwagen ohne die neue Verbindung fortan zweimal ihre Fahrtrichtung wechseln müssen um das Eisenbahnnetz zu erreichen.
An der neuen Verbindungsstrecke zur Bierfabrik kam außerdem – als letzter neuer Kunde des Straßenbahn-Güterverkehrs – ein Materialdepot auf dem Eckgrundstück Bulevardul Eroilor de la Tisa 63 hinzu. Die dortige Lagerhalle bediente die Güterbahn von der Strada Nicolinț aus.

### Niedergang und Restbetrieb durch die C.F.R.
Nachdem bereits im Laufe des Jahres 1989 der Schlachthof nach Freidorf umgezogen war, wo ein direkter Anschluss an die Bahnstrecke nach Cruceni bestand, endete in Folge des wirtschaftlichen Niedergangs nach der Revolution der Güterverkehr in Verantwortung der Straßenbahngesellschaft bald darauf ganz. Als letzter Anschluss wurde noch bis 1993 die Schuhfabrik Banatim an der Strada 1 Decembrie 1918 bedient. Die circa 100 Meter lange Zufahrt dorthin war der letzte Abschnitt überhaupt, auf dem sich Personen- und Güterverkehr ein gemeinsames Gleis teilten.
Fortan bediente die C.F.R. die Brauerei sowie die Schuhfabrik Guban direkt mit Diesellokomotiven. Die Lokomotiven 2 und 3 dienten fortan nur noch als Rangierlokomotiven auf dem Brauereigelände. Das Industriestammgleis war deshalb auch noch nach 1993 mit Gleichstrom aus dem Straßenbahnnetz elektrifiziert und diente somit als Speiseleitung für den Rangierbetrieb auf dem Brauereiareal. Ebenso blieb die Verbindungskurve zwischen der Güterbahn in der Strada Johann Guttenberg und der Strecke der Linien 6 und 8 erhalten. Zwar fand auf ihr seit 1993 kein planmäßiger Verkehr mehr statt, jedoch diente sie noch im Jahr 2000 der Anlieferung von in Deutschland gebraucht erworbenen Straßenbahnwagen. Diese wurden auf dem Stammgleis entladen und mit Hilfe der Lokomotive 3 ins Straßenbahnnetz überführt.
Als letzten ehemaligen Kunden des Straßenbahngüterverkehrs fuhr die C.F.R. die Bierfabrik zum Schluss noch einmal täglich an, 2003 endete schließlich auch dieser Restbetrieb. Ebenfalls 2003 – als die Straßenbahnstrecke durch die Strada 1 Decembrie 1918 modernisiert wurde – entfiel auch die Verbindungskurve zwischen dem Industriestammgleis und dem Straßenbahnnetz.

## Die Wagen der Straßenbahn von 1869 bis heute

### Von der Elektrifizierung bis zum Ersten Weltkrieg

Ein Weitzer-Wagen auf der Piața Sfântul Gheorghe

Ein B-Wagen auf der Decebal-Brücke

Anlässlich der 1899 erfolgten Elektrifizierung der Straßenbahn beschaffte die damalige Temesvári Villamos Városi Vasút Részvénytársaság bei der Weitzer János Gép,- Waggongyár és Vasöntöde aus Arad 17 kurze einmotorige Zweiachser, diese Weitzer-Triebwagen wurden ab 1906 auch kleine Wagen genannt. 13 von ihnen wurden für den planmäßigen Betrieb in der Anfangszeit benötigt, vier dienten als Reserve. Ergänzend dazu standen zehn aus Pferdebahnwagen entstandene Beiwagen zur Verfügung.
Mit dem fortschreitenden zweigleisigen Ausbau, der damit verbundenen Taktverdichtung und der Einführung einer dritten Durchmesserlinie ergänzte man den Wagenpark ab 1906 sukzessive um die etwas größeren zweimotorigen Triebwagen des späteren Typs B, zunächst als große Wagen bezeichnet. Die neuen Triebwagen kamen zwar zunächst nur auf der Hauptlinie I zum Einsatz, setzten aber dadurch die zusätzlich benötigten Weitzer-Triebwagen für die Linien II und III frei. Bis 1915 beschaffte die Straßenbahngesellschaft in vier Lieferlosen insgesamt 26 Fahrzeuge des Typs B. Vierzehn von ihnen stellte die Schlick Vasöntő és Gépgyár in Budapest her, die restlichen zwölf kamen von der Magyar Waggon- és Gépgyár aus Győr.
Im Ersten Weltkrieg stellte die Straßenbahngesellschaft schließlich auch ihre ersten eigenen Wagen her, die drei Beiwagen 01–03. Im Gegenzug schieden 1919 die letzten der – ursprünglich zehn – nach 1899 weiterverwendeten Pferdebahnwagen aus dem Bestand.

### Zwischenkriegszeit

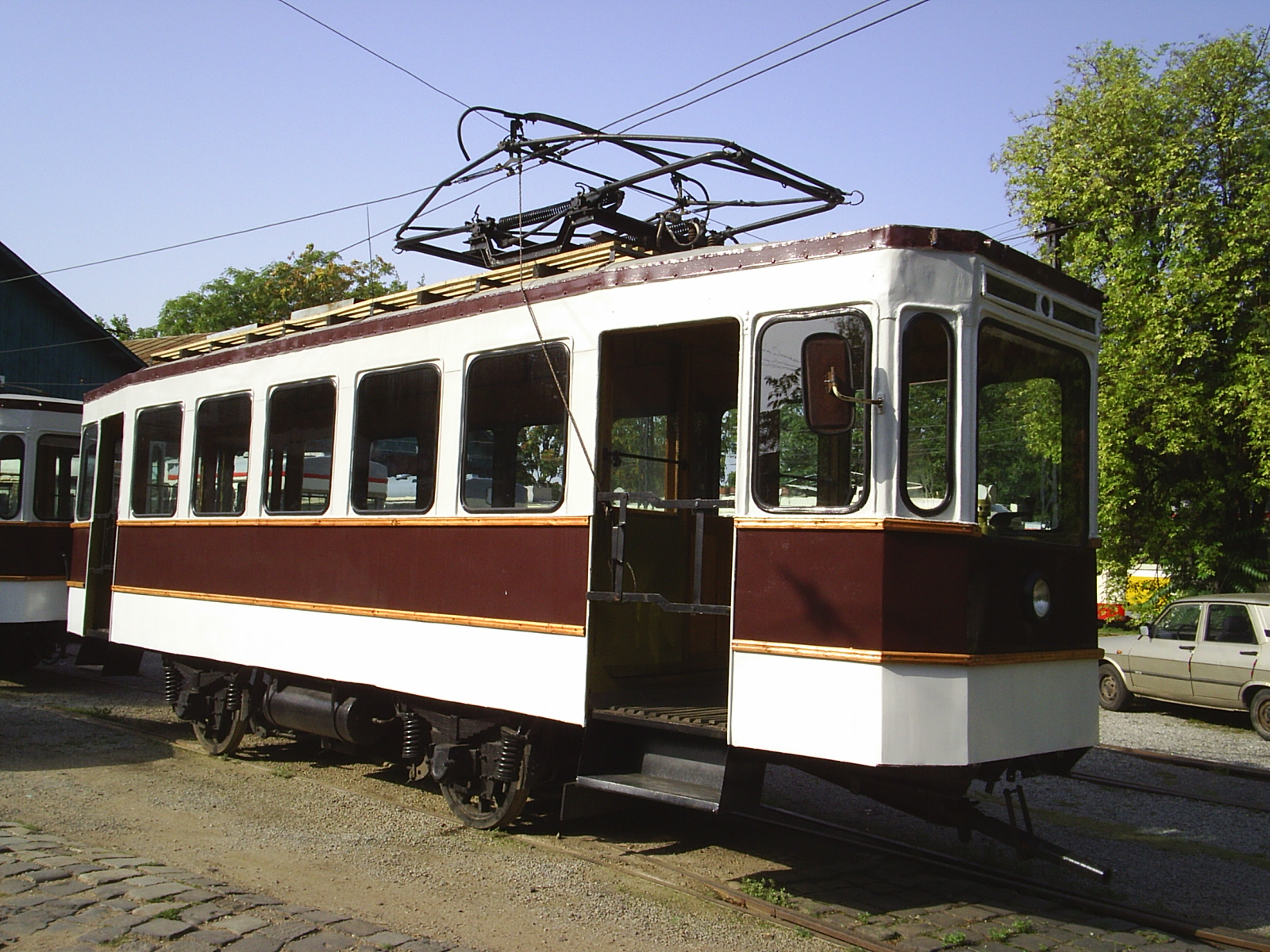
Der zwischen 1927 und 1943 im Eigenbau entstandene Typ FII

Der Zerfall Österreich-Ungarns nach dem Ersten Weltkrieg beeinflusste auch den Wagensektor der Straßenbahn Timișoara. Die Weitzer-Triebwagen aus dem Eröffnungsjahr waren kriegsbedingt verschlissen und mussten dringend erneuert werden. Die Hauptlieferanten der letzten Jahre lagen aber plötzlich im Ausland. So entschloss sich die fortan T.C.T. genannte Straßenbahngesellschaft, auch Motorwagen selbst herzustellen. Nachdem zunächst 1921 zwei kleine Weitzer-Triebwagen in größere D-Triebwagen umgebaut wurden, entstanden von 1922 bis 1924 auch sieben gänzlich neu hergestellte Triebwagen des Typs DII. Es wurden aber auch neue Anhänger gebaut, so beispielsweise 1921 die beiden Beiwagen des Typs AII und zwischen 1922 und 1926 die 14 Beiwagen des Typs C. In den Jahren 1928 und 1929 folgten dann noch die vier Beiwagen des Typs CII, wobei aus zwei von ihnen bereits 1931 die Triebwagen des Typs Fa entstanden.
1925 konstruierten die T.C.T.-Ingenieure eine gänzlich neue Triebwagen-Baureihe, den Typ F. Von ihm wurden bis 1927 insgesamt sechs Wagen produziert, anschließend entstanden bis 1943 insgesamt 19 Fahrzeuge des etwas größeren Nachfolgetyps FII. Mit den F- und Fa-Wagen begann Anfang 1931 schließlich auch die Ära der Zwillingstriebwagen in Timișoara. Insgesamt bildete die Werkstatt bis 1969 zusammen 29 Pärchen aus sieben verschiedenen Typen – die aber nie alle gleichzeitig im Einsatz waren.
1925 gingen außerdem gleich zwei spezielle Arbeitswagen der Straßenbahn in Betrieb, dies waren der im Besitz der Stadt befindliche Sprengtriebwagen und der im Eigenbau entstandene Schneepflug- und Gütertriebwagen. Ferner baute die betriebseigene Werkstatt Ende der 1930er Jahre die Zweirichtungswagen des Typs F für den Einsatz im Ringverkehr auf der Linie 6 zu Einrichtungswagen um. Dies waren die ersten Einrichter der Straßenbahn Timișoara.

### Moderne Großraumwagen in den 1950er Jahren
Durch die neuen Strecken in die Ronaț, nach Fratelia und nach Freidorf entstand ein Mehrbedarf an Wagen, hierfür wurden in den Jahren 1948 bis 1954 die sieben Vierachser des Typs Gb 2/2 hergestellt. Die modernen Fahrzeuge waren die ersten Großraumstraßenbahnwagen Rumäniens, noch vor der Bukarester Baureihe Festival V951 die erst 1951 in Betrieb ging. Sie boten einige ungewohnte Neuerungen wie beispielsweise gepolsterte Sitze, einen stählernen Wagenkasten, beleuchtbare Zielschildkästen oder das Fahrgastfluss-Verfahren – welches die Fahrgäste allerdings schon vom 1942 eröffneten Trolleybus kannten. Die neuen Einrichtungsfahrzeuge konnten zwar zunächst nur auf den Linien 2 und 6 eingesetzt werden, setzten jedoch ältere Wagen für die neuen Strecken frei.
Es folgten in den Jahren 1955 bis 1959 20 bei Electroputere in Craiova beschaffte Großraumwagen des Typs V954, gleichartige Wagen verkehrten auch in Bukarest und Oradea. Ihre Beschaffung erfolgte hauptsächlich im Hinblick auf die 1959 erfolgte Umstellung der Linie 3 auf Einrichtungsbetrieb. Wie die Gb 2/2 verkehrten auch die V954 zunächst solo.

### Umbauwagen und neue Zweiachser in den 1960er Jahren

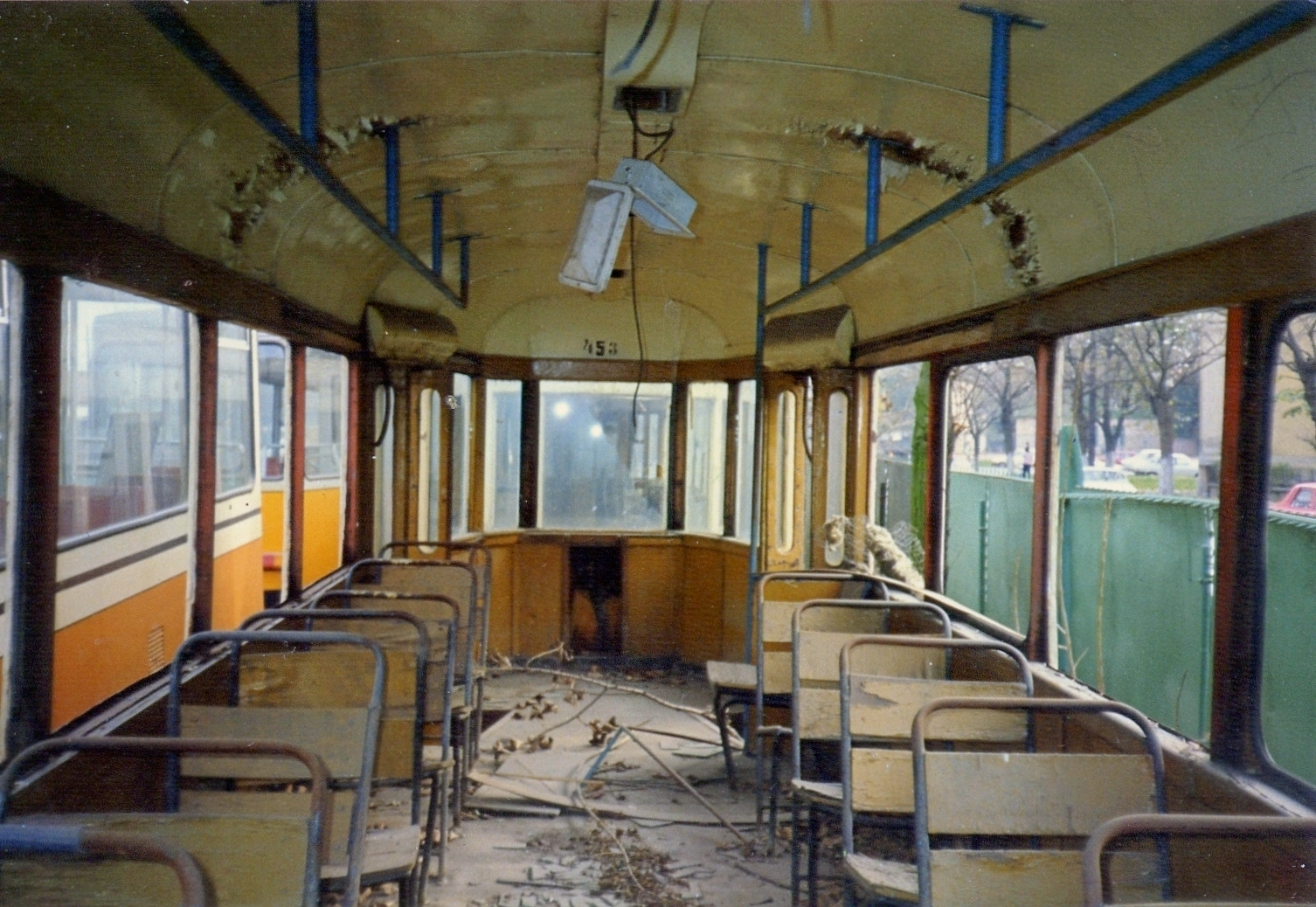
Umbauwagen des Typs Pionier, nach seiner Außerdienststellung

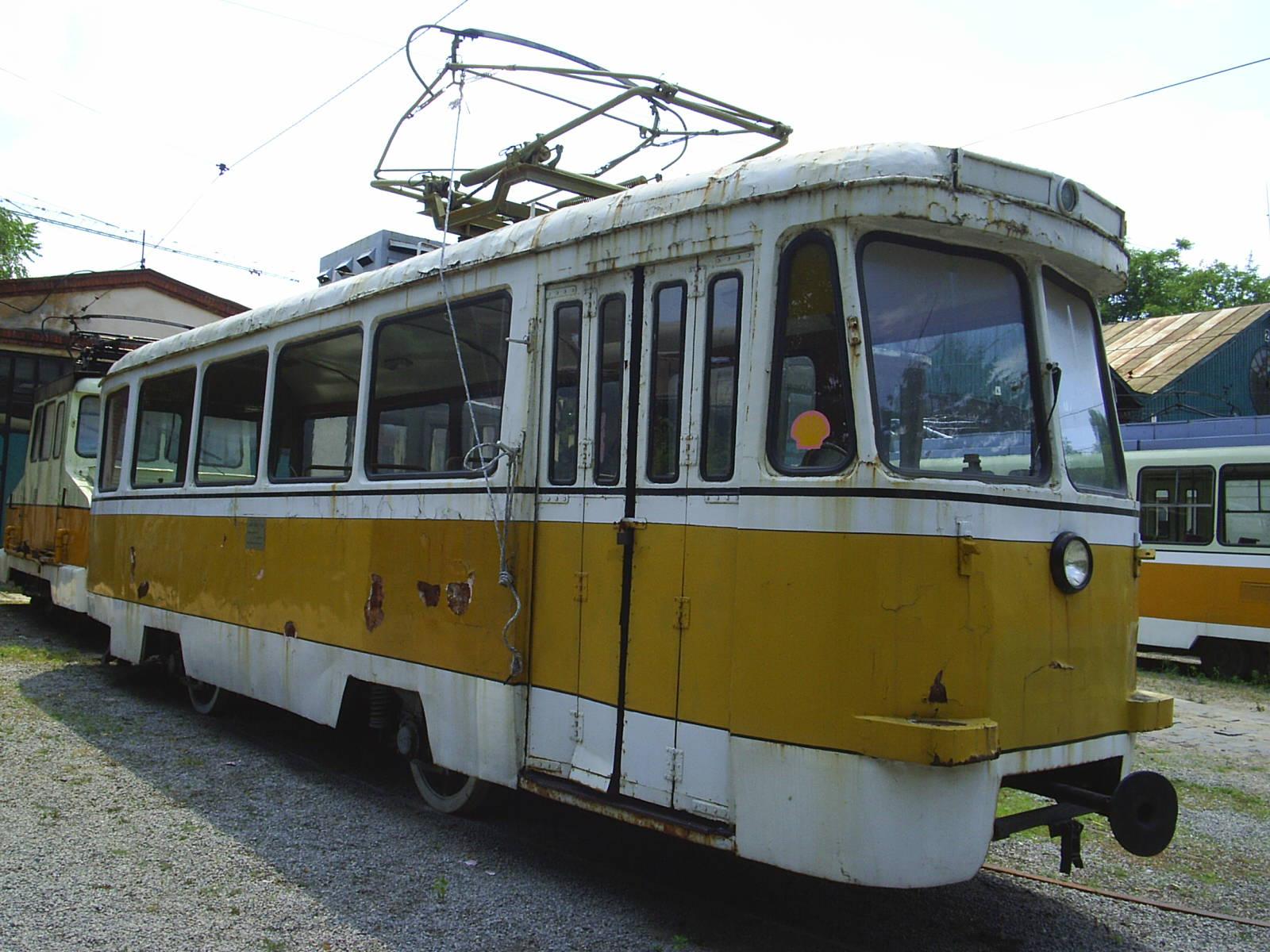
Timiș 1-Umbauwagen von 1962

Statt weitere Neubauten zu produzieren, konzentrierten sich die Verkehrsbetriebe – seit 1957 I.C.O.T. genannt – ab 1958 auf die Rekonstruktion eines Großteils ihrer älteren Holzaufbau-Zweiachser der Baureihen B, C, F, CII und DII, die Baujahre zwischen 1906 und 1928 aufwiesen. Dabei wurden auch fünf Beiwagen in Triebwagen umgewandelt. Lediglich die Typen AII, D, Fa und FII blieben von diesem Programm gänzlich ausgenommen. Insgesamt 44 Wagen der fünf vorgenannten Baureihen erhielten damals neue Stahlaufbauten, mit Hilfe derer gleichzeitig auch die Kapazität erhöht werden konnte. Vorbild waren hierbei in gewisser Weise die Bukarester Verkehrsbetriebe, dort entstanden bereits ab 1954 die ersten dieser sogenannten Umbauwagen des Typs Vo54.
Auf diese Weise entstanden in Timișoara vier neue Typen. Zunächst zwischen 1958 und 1961 die 26 Triebwagen des Typs Pionier T.4 und T.5, sie entsprachen äußerlich dem Gb 2/2. Anschließend in den Jahren 1962 bis 1966 neun Zweiwagenzüge aus Timiș 1-Triebwagen und R.1-Beiwagen, ihre neuen Wagenkästen orientierten sich konstruktiv an den Electroputere-Wagen. Mit der Baureihe Timiș 1 nutzte man erstmals die Gelegenheit mit der Typenbezeichnung auf den Produktionsstandort der Fahrzeuge aufmerksam zu machen. Timiș ist ein Banater Fluss, seine deutsche Bezeichnung lautet Temesch. Gemeint ist in diesem Fall jedoch der nach dem Fluss benannte Kreis Timiș, dessen Hauptstadt Timișoara ist.
In den Jahren 1961 bis 1966 lieferte die betriebseigene Werkstätte der Bukarester Verkehrsgesellschaft Întreprinderea de Transport București (I.T.B.) insgesamt 24 zweiachsige, in Einrichtungsbauweise ausgeführte, Neubau-Stahltriebwagen des Typs V58 und 41 dazu passende Beiwagen des Typs V12 nach Timișoara. Die überzähligen Beiwagen waren für den Einsatz hinter den V954-Großraumwagen von Electroputere vorgesehen. Bereits 1960 gab die I.T.B. außerdem zehn in der Hauptstadt nicht mehr benötigte zweiachsige Beiwagen des Typs V08 mit Holzaufbau nach Timișoara ab, von denen allerdings nur neun wieder in Betrieb gingen. Diese in Timișoara als Typ R.4 bezeichneten Anhänger des Baujahrs 1911 waren die ersten Gebrauchtwagen der Straßenbahn Timișoara.

### Die Ära Timiș 2

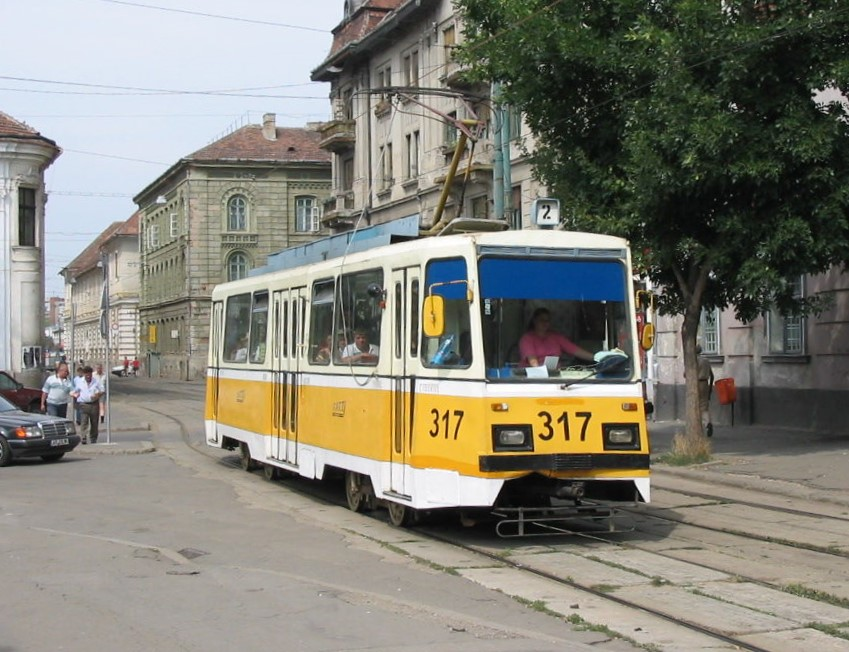
Ein Timiș 2-Triebwagen im Jahr 2003

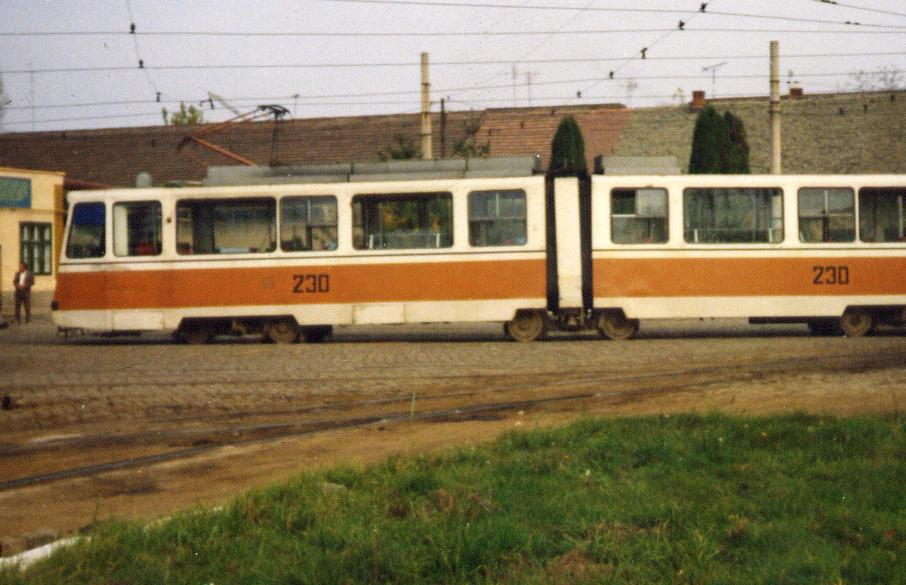
Stets ein Einzelstück blieb der Gelenkwagen-Prototyp 230.

1970 begann mit der Vorstellung des Timiș 2-Prototyps mit der späteren Nummer 231 eine neue Ära der Straßenbahn Timișoara, die Zulassung für den Fahrgastbetrieb erteilten die Behörden am 18. Januar 1972. Bis 1990 wurden insgesamt 133 Triebwagen und 122 Beiwagen dieser Großraumwagen fabrikneu für Timișoara produziert. Außerdem erhielt die Stadt 1990 noch eine weitere Timiș 2-Garnitur, als die Straßenbahn Reșița ihren Zug 41–42 mangels eigenem Bedarf an Timișoara abgab, wo er als Zug 360–130 in den Bestand eingereiht wurde. Nach und nach ersetzten die Großraumzüge alle Altbaufahrzeuge. Darunter neben sämtlichen Zweiachsern auch die vergleichsweise jungen Großraumwagen der Typen Gb 2/2 und Electroputere V954.
Nach Abstellung des Gelenkwagens 230, die 1992 bereits erfolgt war, bestand dann bis 1995 kurzzeitig sogar der gesamte Wagenpark der Straßenbahn Timișoara aus dieser Baureihe. In aller Regel verkehrten die Timiș 2 als Komposition aus Triebwagen und Beiwagen, während der Energiekrise der 1980er Jahre sowie in den letzten Einsatzjahren waren sie auf bestimmten Linien aber auch solo anzutreffen.
Der Timiș 2-Prototyp und die ersten Serienfahrzeuge entstanden dabei noch in Eigenregie der I.T.T (bis 1973) beziehungsweise der I.T.C.V.T.T. (ab 1973). Die spätere Massenfertigung übernahm dann schließlich ab 1977 das 1959 gegründete Maschinenbauunternehmen Electrometal Timișoara, kurz Eltim genannt. Prinzipiell profitierte die Straßenbahn Timișoara bezüglich der Timiș 2-Züge aber auch danach noch stets von der räumlichen und organisatorischen Nähe zur Herstellerfirma. Die Ersatzteilversorgung und das Know-how war somit deutlich besser als in den anderen Einsatzbetrieben dieser Baureihe.
Die Produktion von Gelenkwagen kam hingegen über die Fertigung zweier 1982 und 1985 fertiggestellter Prototypen nie hinaus. Der erste von ihnen, Wagen 230, befand sich im Besitz der I.J.T.L. Timiș und wurde dauerhaft im planmäßigen Fahrgastbetrieb eingesetzt. Dies war die erste Gelenkstraßenbahn der Straßenbahn Timișoara überhaupt. Der zweite Versuchsträger mit der internen Bezeichnung 229 blieb hingegen stets im Besitz von Eltim und führte meist nur Testfahrten ohne Passagiere durch. Im regulären Fahrgastbetrieb war er nur kurzzeitig auf der Linie 7 anzutreffen, seine Ausmusterung erfolgte 1990.

### Nach der Revolution – Beschaffung von Gebrauchtwagen aus Deutschland

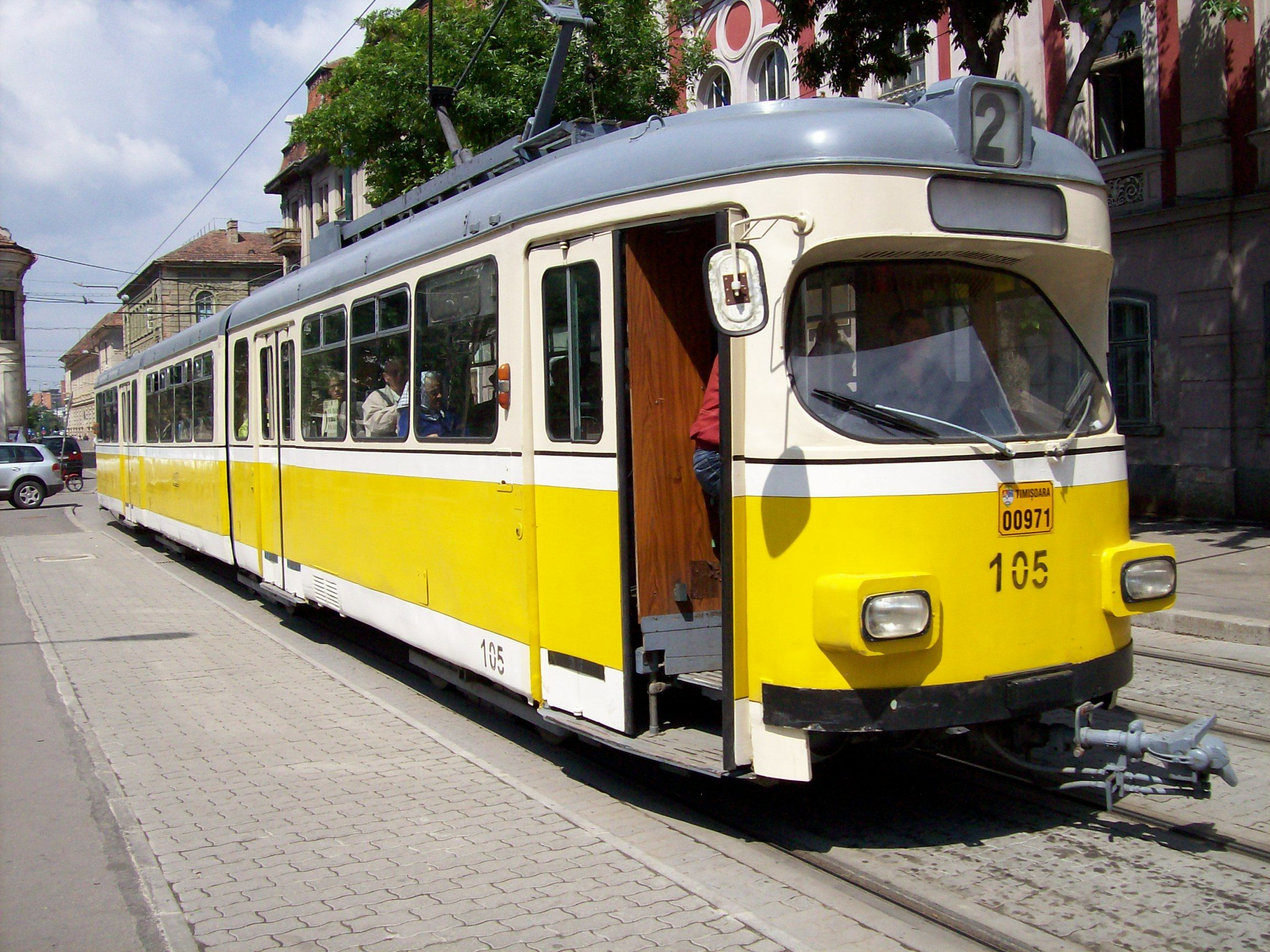
Der ehemals Karlsruher Achtachser 105 im Jahr 2007

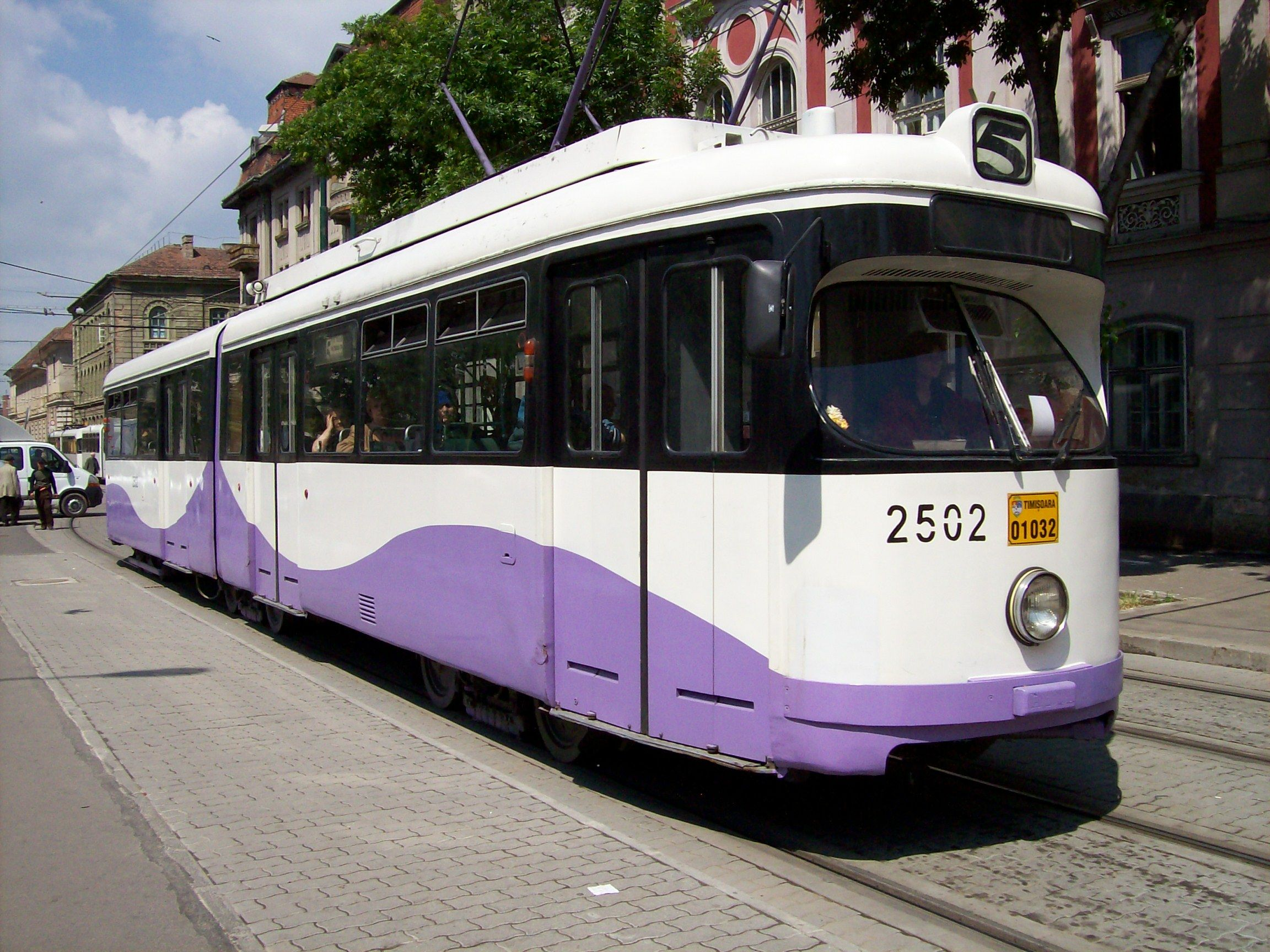
Der ehemals Düsseldorfer Sechsachser 2502 im Jahr 2007

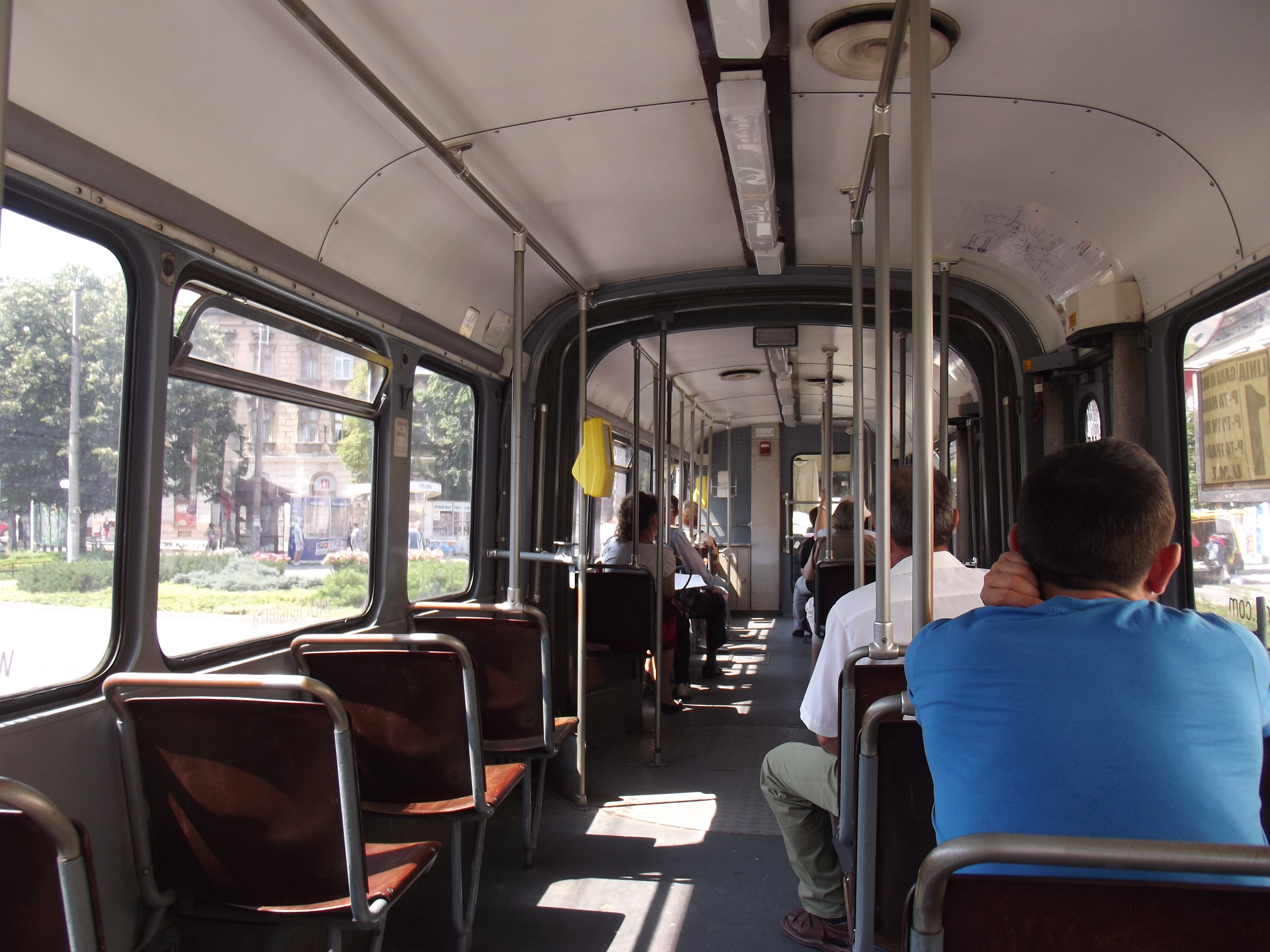
Ehemals Bremer Triebwagen mit nachträglich verschlossenem Führerstand

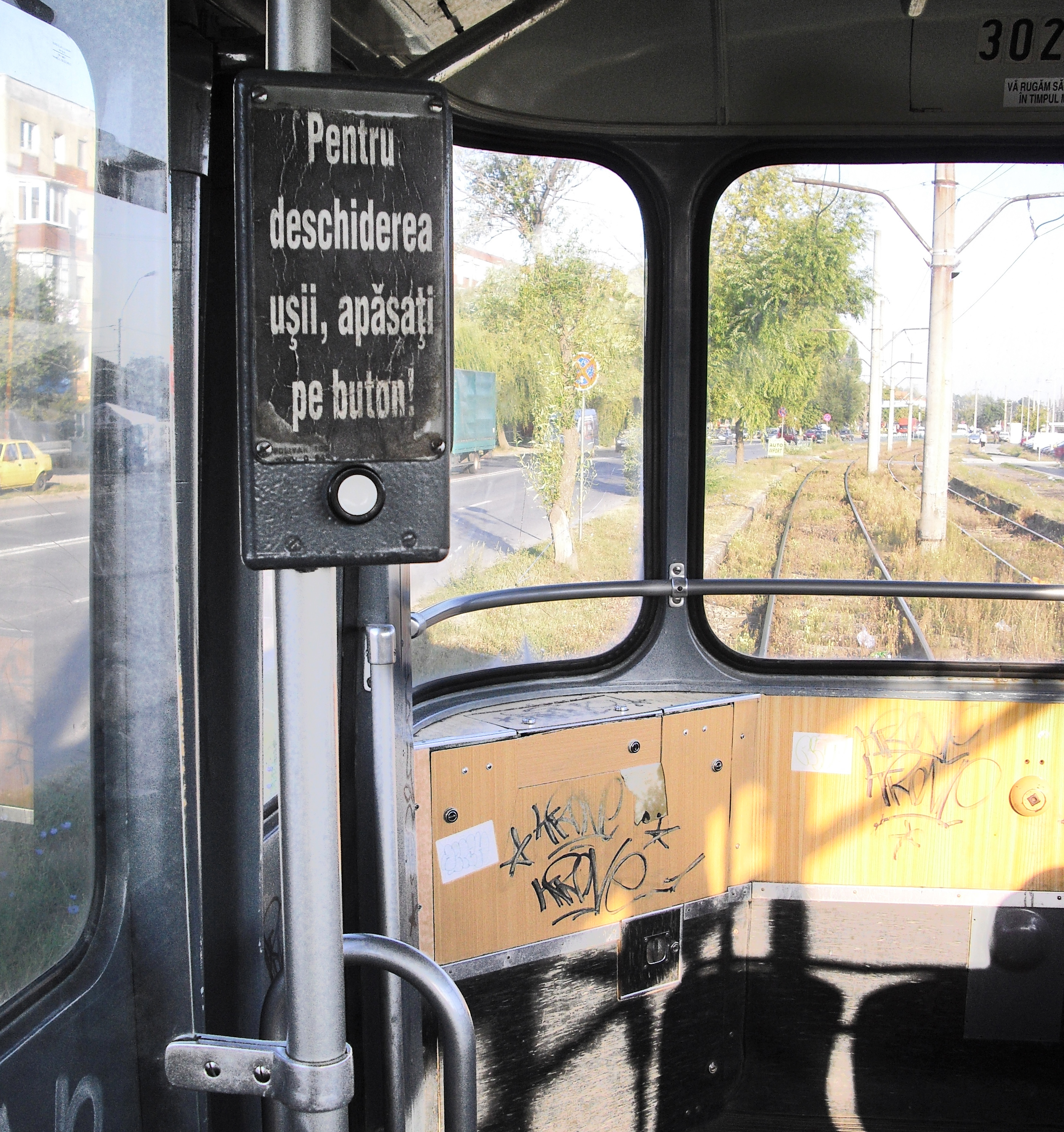
Dieser nachträglich angebrachte Hinweis in rumänischer Sprache weist die Fahrgäste auf die Türselbstbedienung hin.

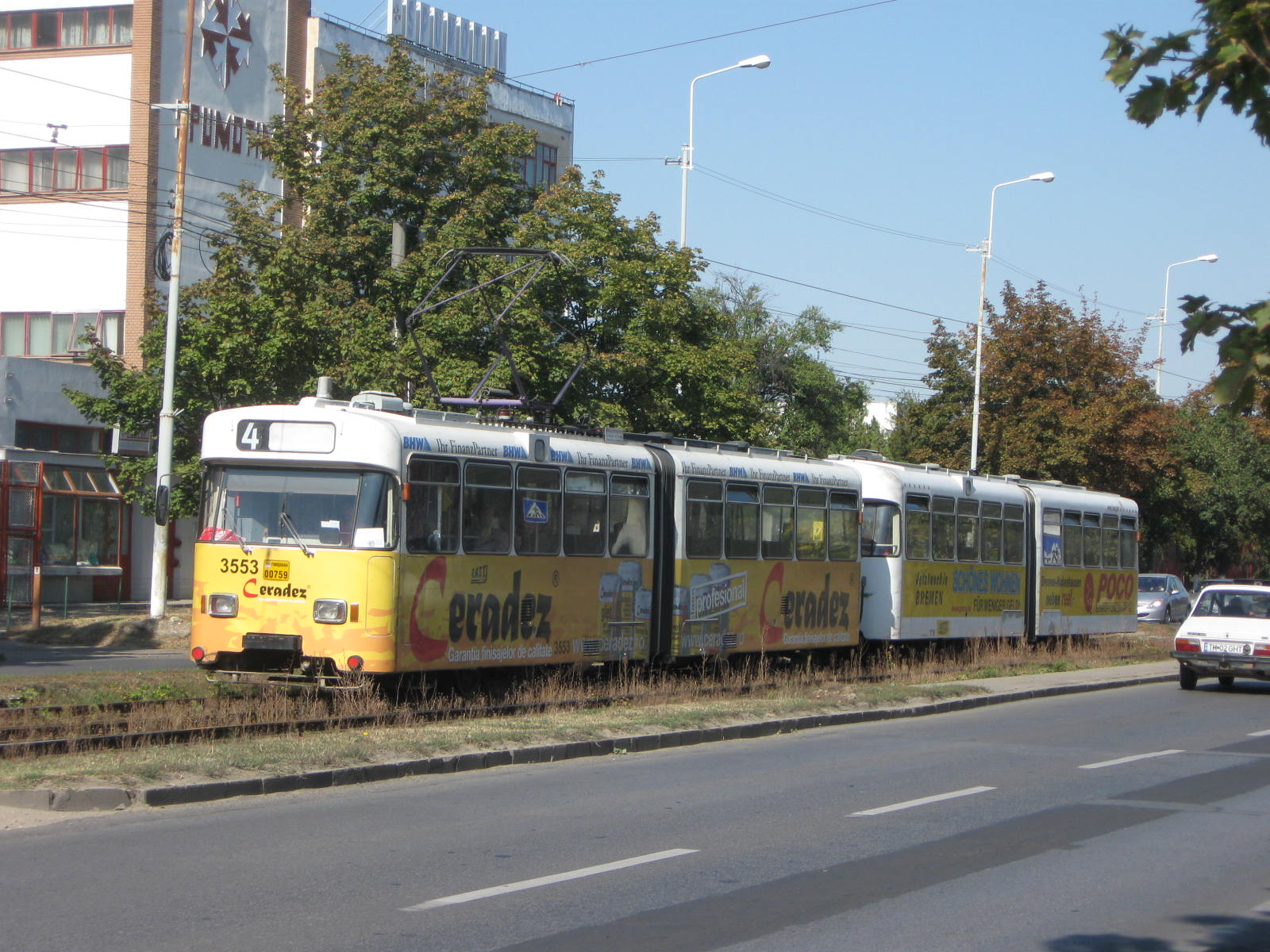
2009 weist bei diesem ehemaligen deutschen Zug der Triebwagen bereits rumänische Reklame auf, der Beiwagen wirbt hingegen noch für die Bremer Filiale der Firma Poco.

Der politische Umschwung des Jahres 1989 brachte auch am Fahrzeugsektor neue Perspektiven. Da in Rumänien seither keine fabrikneuen Straßenbahnen erhältlich sind – und Neuwagen aus dem Ausland noch bis in die 2000er Jahre hinein nicht finanzierbar waren – konzentrierten sich die rumänischen Straßenbahnbetriebe ab 1993 auf die Beschaffung gebrauchter Wagen aus Deutschland, Österreich, der Schweiz und den Niederlanden. Angeregt wurde diese Vermittlung durch den mittlerweile verstorbenen Privatmann Günter H. Köhler aus Hofheim am Taunus, unterstützt vom Bundesministerium für wirtschaftliche Zusammenarbeit und Entwicklung und der Deutschen Gesellschaft für Technische Zusammenarbeit (GTZ). Aufgrund seiner Verdienste ernannte die Stadt Timișoara Köhler am 16. April 1996 zum Ehrenbürger.
Nachdem schon ab 1991 ehemals belgische Autobusse in Timișoara eingesetzt worden waren, übernahm die Stadt ab 1995 auch gebrauchte Trolleybusse und Straßenbahnen aus dem Westen. Die ersten beiden Second-Hand-Straßenbahnen trafen dabei im Mai 1995 aus Karlsruhe ein, wohin Timișoara seit 1992 eine Städtepartnerschaft unterhielt. Karlsruhe gab dabei sowohl Wagen der Verkehrsbetriebe Karlsruhe (VBK) als auch solche der Albtal-Verkehrs-Gesellschaft (AVG) ab. Im August 1995 erreichten schließlich auch die ersten Gebrauchtstraßenbahnen aus Bremen Timișoara. Sie wechselten teilweise bereits zum zweiten Mal ihren Besitzer, einige von ihnen hatte die Bremer Straßenbahn AG zuvor bereits gebraucht von der 1982 eingestellten Straßenbahn Bremerhaven übernommen. In späteren Jahren folgten Bahnen von der Münchner Verkehrsgesellschaft, der Stadtwerke Verkehrsgesellschaft Frankfurt am Main und der Düsseldorfer Rheinbahn. Im Einzelnen gelangten diese wie folgt nach Timișoara:
| Jahr  | Karlsruhe       | Bremen                    | München                   | Frankfurt      | Düsseldorf              | Gesamtbestand               |
| ----- | --------------- | ------------------------- | ------------------------- | -------------- | ----------------------- | --------------------------- |
| 1995  | 10 Triebwagen 0 | 15 Triebwagen 14 Beiwagen | –                         | –              | –                       | 025 Triebwagen 014 Beiwagen |
| 1996  | –               | 13 Triebwagen 12 Beiwagen | –                         | –              | –                       | 038 Triebwagen 026 Beiwagen |
| 1997  | –               | 08 Triebwagen 08 Beiwagen | –                         | –              | –                       | 046 Triebwagen 034 Beiwagen |
| 1998  | –               | 06 Triebwagen 05 Beiwagen | –                         | –              | –                       | 052 Triebwagen 039 Beiwagen |
| 2000  | 15 Triebwagen 0 | –                         | 09 Triebwagen 09 Beiwagen | –              | –                       | 076 Triebwagen 048 Beiwagen |
| 2001  | –               | –                         | 08 Triebwagen 07 Beiwagen | –              | –                       | 084 Triebwagen 055 Beiwagen |
| 2002  | –               | 05 Triebwagen 05 Beiwagen | –                         | –              | –                       | 089 Triebwagen 060 Beiwagen |
| 2003  | –               | –                         | 04 Triebwagen 04 Beiwagen | –              | –                       | 093 Triebwagen 064 Beiwagen |
| 2004  | –               | 03 Triebwagen 03 Beiwagen | –                         | 4 Triebwagen 0 | –                       | 100 Triebwagen 067 Beiwagen |
| 2005  | –               | –                         | 02 Beiwagen 0             | –              | –                       | 100 Triebwagen 069 Beiwagen |
| 2006  | –               | –                         | –                         | –              | 4 Triebwagen 1 Beiwagen | 104 Triebwagen 070 Beiwagen |
| 2007  | –               | 20 Triebwagen 20 Beiwagen | –                         | –              | –                       | 124 Triebwagen 090 Beiwagen |
| 2009  | –               | 05 Triebwagen 05 Beiwagen | –                         | –              | –                       | 129 Triebwagen 095 Beiwagen |
| 2010  | –               | 05 Triebwagen 06 Beiwagen | –                         | –              | –                       | 134 Triebwagen 101 Beiwagen |
| Summe | 25 Triebwagen 0 | 80 Triebwagen 78 Beiwagen | 21 Triebwagen 22 Beiwagen | 4 Triebwagen 0 | 4 Triebwagen 0          | 134 Triebwagen 101 Beiwagen |

Die Abgabe der ersten alten Fahrzeuge erfolgte als Schenkung, die Ursprungsbetriebe ersparten sich somit die Kosten für die Verschrottung. Die Kosten für den Transport per Eisenbahn-Flachwagen übernahmen anfangs die GTZ beziehungsweise die Bundesrepublik Deutschland sowie die Europäische Union als Beitrag zur Wirtschaftsförderung Rumäniens. In späteren Jahren, so beispielsweise bei den Münchener Wagen, musste schließlich die rumänische Seite selbst für die Beförderung aufkommen. Frankfurt wiederum gab seine Straßenbahnen zu einem symbolischen Kaufpreis von einem Euro ab. Bei den letzten übernommenen Bahnen ersetzte die damalige R.A.T.T. dem Spender zusätzlich den Schrottwert, damals 1700 Euro je Wagen.
Die deutschen Straßenbahnen erfreuten sich bei den Fahrgästen anfangs großer Beliebtheit, nicht zuletzt weil sich darunter – erstmals seit Jahrzehnten – auch wieder Wagen mit bequemen Polstersitzen sowie funktionierenden Heizungen befanden. Weitere Neuerungen der deutschen Wagen waren vom Fahrgast selbst zu bedienende Türen sowie der vergleichsweise hohe Sitzplatzanteil aufgrund der in Westdeutschland üblichen 2+1-Bestuhlung, während zuvor alle seit 1869 beschafften Wagen Längsbänke oder eine 1+1-Bestuhlung aufwiesen. Auf die Herkunft der Straßenbahnen wies die damalige R.A.T.T. anfangs auch äußerlich hin, so verkehrten einige von ihnen mit den Aufschriften Bremen grüßt Timișoara beziehungsweise Karlsruhe grüßt Timișoara durch die Stadt. Abgesehen von den rumänischen Aufschriften im Innenraum, den nachgerüsteten Lochentwertern und den neuen Zielfilmen gelangten die Fahrzeuge weitgehend unverändert in Betrieb, das heißt in alter Lackierung und mit ihren deutschen Werbeaufschriften. Jedoch erhielten alle Triebwagen – entsprechend osteuropäischen Gepflogenheiten – geschlossene Fahrerkabinen. Dies wiederum hatte zur Folge, dass der jeweils vorderste Türflügel nicht mehr dem Fahrgastwechsel dient. Vor dem Einsatz in Rumänien mussten ferner die Radreifen an die örtlichen Verhältnisse angepasst werden, bei den Karlsruher Wagen erfolgte dies noch im Heimatbetrieb.
Sukzessive lösten die Gebrauchtwagen aus Deutschland innerhalb von zehn Jahren die einheimischen Timiș 2-Züge vollständig ab. Die letzten planmäßigen Einsätze dieser Baureihe erfolgten im September 2005. Zwischen April 1995 und Juni 2010 erhielt die damalige R.A.T.T. insgesamt 134 Triebwagen und 101 Beiwagen aus Deutschland, mit Ausnahme eines Düsseldorfer Beiwagens ausschließlich Gelenkwagen. Die Übernahmen führten ferner zu einer Veralterung des Wagenparks – die ältesten Wagen stammten von 1956, die jüngsten waren Baujahr 1976. Dabei behielten alle Fahrzeuge in Timișoara ihre alte Wagennummer aus Deutschland. In ihrer neuen Heimat kamen die ersten deutschen Wagen dabei zunächst nur auf den wichtigen Linien 4 und 9 zum Einsatz, bevor in den Folgejahren sukzessive auch alle anderen Routen entsprechend ausgestattet werden konnten.

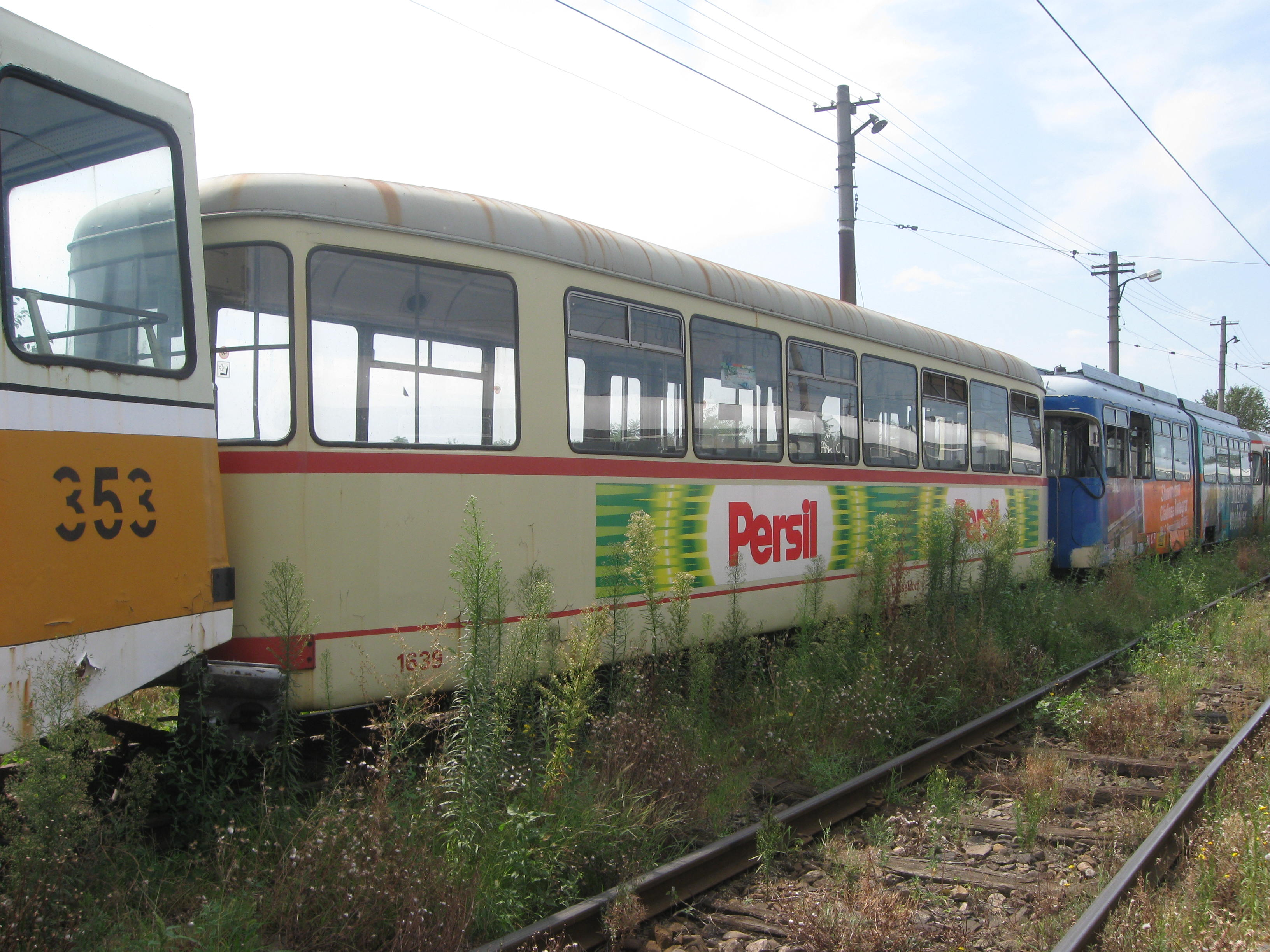
Der ehemals Düsseldorfer Beiwagen 1639 diente in Timișoara stets nur als Ersatzteilspender

Jedoch gelangten nicht alle deutschen Bahnen in den regulären Einsatz. Sechs von ihnen, der Frankfurter Triebwagen 829, der Düsseldorfer Beiwagen 1639 sowie die Münchner Beiwagen 3022, 3023, 3032 und 3038, dienten von Beginn an lediglich als Ersatzteilspender. Zudem dezimierten zahlreiche schwere Verkehrsunfälle den Bestand. Angesichts des geringen Restwerts werden stark beschädigte Straßenbahnen aus zweiter Hand nicht repariert. So besaß die damalige R.A.T.T. beispielsweise im Herbst 2010 nur noch 93 Triebwagen. Um einen weitgehend einheitlichen Wagenpark zu erhalten und hohe Wartungskosten zu vermeiden konzentrierte sich die damalige R.A.T.T. dabei vor allem auf die Erhaltung der Bremer Wagen. Im Gegensatz dazu musterte sie die meisten Wagen aus den anderen Städten schon relativ früh aus. Insbesondere galt dies für die, wegen nicht mehr lieferbarer Ersatzteile schwierig zu wartenden, Karlsruher Wagen mit elektropneumatischer Steuerung. Deren letzte Vertreter schieden schon 2007 (ehemals AVG) beziehungsweise 2012 (ehemals VBK) aus dem Bestand. Als nächstes folgten einige Jahre später die Frankfurter Wagen, seit 2017 sind schließlich auch der letzte Düsseldorfer Wagen sowie die letzten beiden Karlsruher Wagen mit Direktsteuerung außer Betrieb, seit 2022 auch die letzten Münchner Wagen. Damit fahren von den aus Deutschland übernommenen Fahrzeugen nur noch welche aus Bremen und Bremerhaven.

### Gescheiterte Beschaffung erster Niederflurwagen (2007–2013)
Ab 2007 beschäftigten sich die Verantwortlichen erstmals mit dem Kauf von Niederflurwagen. Für das Jahr 2011 war die Anschaffung von Citadis-Triebwagen des französischen Herstellers Alstom geplant. Vorgesehen waren 50 Einheiten, die zusammen 175 Millionen Euro gekostet hätten. Die Neubaufahrzeuge sollten – mit Ausnahme einiger Bremer Wegmann-Züge aus den 1970er Jahren – einen Großteil der aus Deutschland übernommenen Altbauwagen ersetzen. Timișoara wäre damals nach Oradea, Bukarest und Cluj-Napoca die vierte rumänische Stadt gewesen, die Niederflurwagen eingesetzt hätte. Bereits im Dezember 2007 waren hierzu zwei Glieder einer Citadis-Straßenbahn aus Nizza zu Vorführzwecken vor dem Timișoaraer Einkaufszentrum Iulius Mall ausgestellt. Aus finanziellen Gründen mussten die Pläne zur Beschaffung neuer Wagen jedoch 2013 aufgegeben werden.

### Rekonstruktion deutscher Gebrauchtwagen (2015–2018)

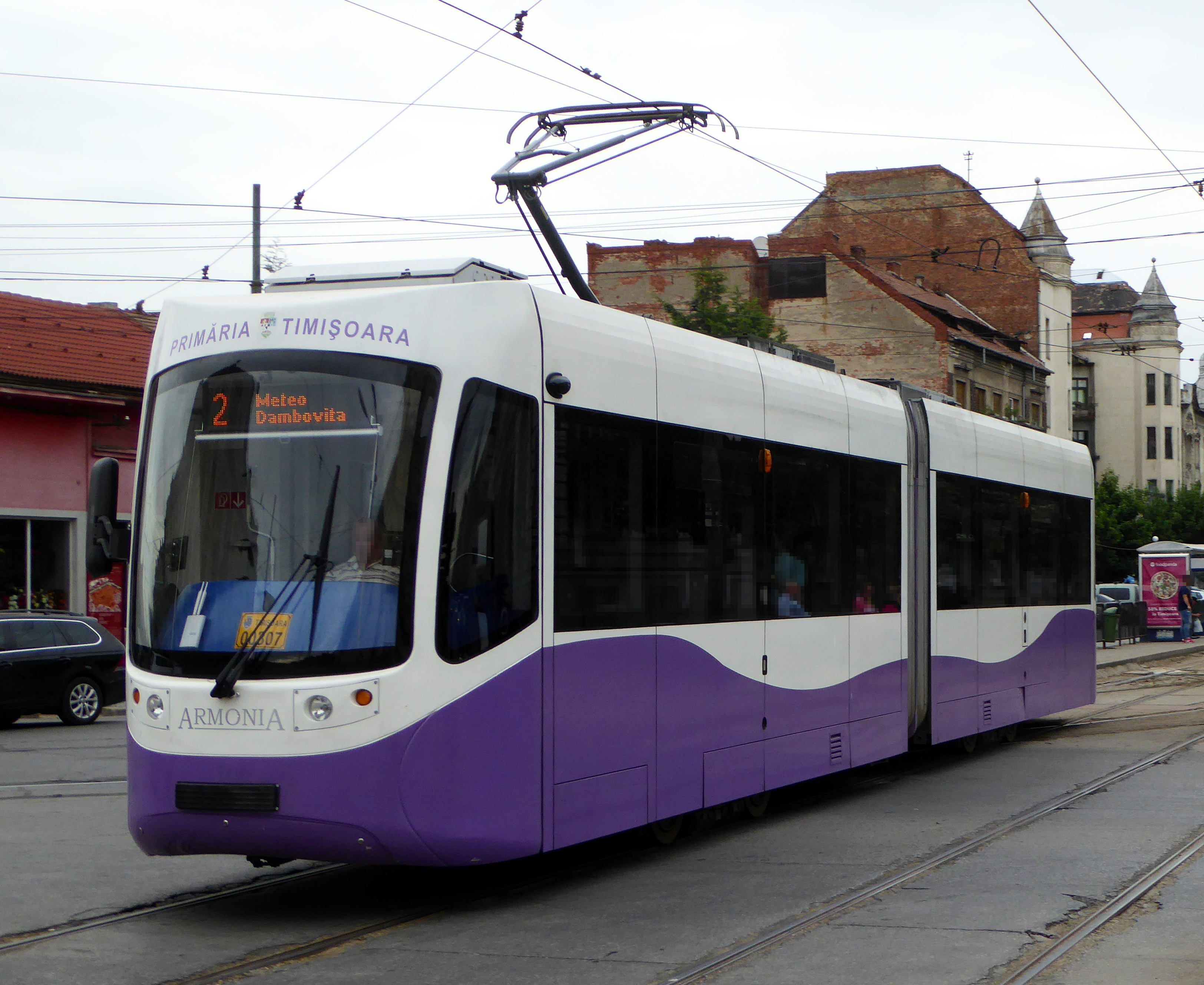
Ein modernisierter Wagen des Typs Armonia auf der Linie 2, 2018

Alternativ zur gescheiterten Beschaffung von Niederflurwagen entschied sich die damalige R.A.T.T. 2013 dazu, deutsche Gebrauchtwagen vollständig rekonstruieren zu lassen. Daraufhin entstanden zwischen 2015 und 2018 die 30 Wagen des Typs Armonia, die konstruktiv auf den Bremer Wegmann-Stadtbahntriebwagen basieren.

### Testeinsatz Astra Autentic (seit 2016)
Unabhängig von der Rekonstruktion der deutschen Gebrauchtwagen testete das Arader Unternehmen Astra zwischen dem 15. März 2016 und dem 19. Februar 2019, einen zweiteiligen, sechsachsigen und durchgängig niederflurigen Triebwagen des Typs Autentic in Timișoara. Dies war erforderlich, weil am Unternehmensstandort – die Arader Straßenbahn ist meterspurig – keine normalspurigen Fahrzeuge erprobt werden konnten. Ab dem 11. August 2017 kam das Fahrzeug dabei unter der offiziellen Registrierungsnummer AR 01089 auch im regulären Betrieb auf der Linie 9 zum Einsatz. Erstmals überhaupt in der Geschichte der Straßenbahn Timișoara standen den Fahrgästen dabei niederflurige Einstiege zur Verfügung.

### Beschaffung von Niederflurwagen (2019)

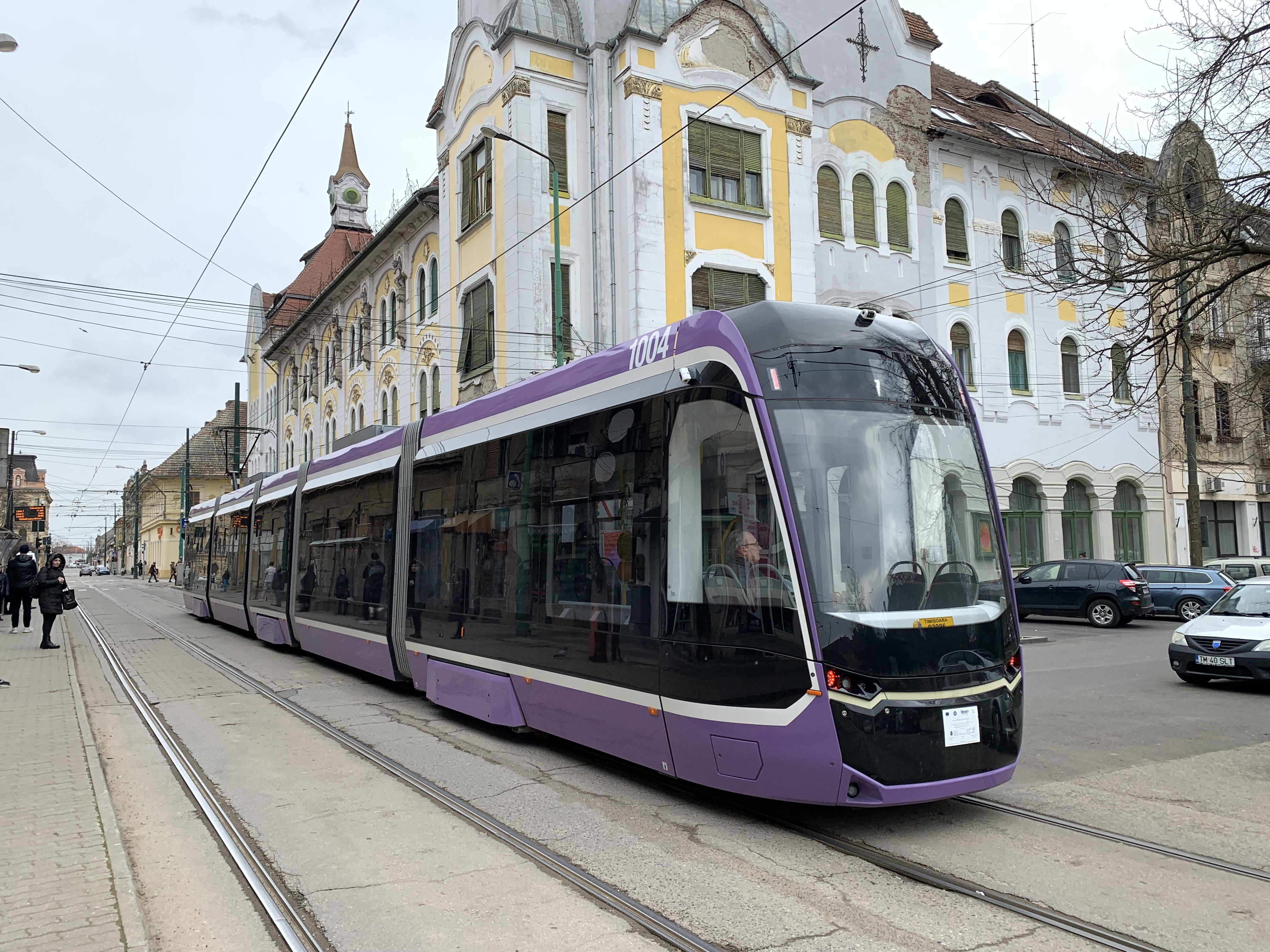
Bozankaya-Wagen 1004 im April 2023

Anfang Juli 2019 unterzeichnete die S.T.P.T. mit dem Hersteller Bozankaya aus der türkischen Hauptstadt Ankara einen Vertrag, wonach 16 durchgängig niederflurige Wagen für zusammen 33 Millionen Euro fix und weitere 24 optional geliefert würden. Alle 40 Fahrzeuge sollten nach damaligem Stand zusammen 80 Millionen Euro kosten. Es handelt sich um 32,7 Meter lange, fünfteilige Multigelenkwagen mit sechs Achsen. Sie erreichen eine Höchstgeschwindigkeit von 70 km/h und bieten 170 Fahrgästen Platz. Als Besonderheit können die Fahrzeuge über 60 Kilometer per Batteriespeisung, das heißt ohne Kontakt zur Oberleitung, zurücklegen. Die Beschaffung erfolgte ursprünglich im Zusammenhang mit dem Titel Kulturhauptstadt Europas, den Timișoara im Jahr 2021 tragen sollte, der letztlich wegen der COVID-19-Pandemie aber auf 2023 verschoben wurde. Die Auslieferung der ersten Einheit erfolgte schließlich am 24. Juni 2021, die letzten Wagen folgten 2024. 

## Fahrzeugtabellen

### Personenwagen

#### Triebwagen
| Hersteller                           | Typ                | Achsen | Herkunft            | Einsatz ab | Stückzahl | Nummern                                                                                            |
| ------------------------------------ | ------------------ | ------ | ------------------- | ---------- | --------- | -------------------------------------------------------------------------------------------------- |
| Weitzer János                        | Weitzer-Triebwagen | 2      |                     | 1899       | 017       | 1–17                                                                                               |
| Schlick (14 Stück) MWG (12 Stück)    | B (ab 1922)        | 2      |                     | 1906       | 026       | 18–43, ab 1964 teilweise andere Nummern                                                            |
| Eigenbau (Rekonstruktion)            | D (ab 1922)        | 2      |                     | 1921       | 002       | 44, 46                                                                                             |
| Eigenbau                             | DII                | 2      |                     | 1922       | 007       | 45, 47–52, ab 1964 teilweise andere Nummern                                                        |
| Eigenbau                             | F                  | 2      |                     | 1925       | 006       | 101–106                                                                                            |
| Eigenbau                             | FII                | 2      |                     | 1927       | 019       | 107–125, ab 1964 111–129                                                                           |
| Eigenbau                             | Fa                 | 2      |                     | 1931       | 002       | 82–83, ab 1964 107–108                                                                             |
| Eigenbau                             | Gb 2/2             | 4      |                     | 1950       | 007       | 201–207                                                                                            |
| Electroputere                        | V954               | 4      |                     | 1955       | 020       | 208–227, ab 1964 210–229                                                                           |
| Eigenbau (Rekonstruktion)            | Pionier            | 2      |                     | 1958       | 026       | 131–156                                                                                            |
| I.T.B.                               | V58                | 2      |                     | 1961       | 024       | 177–200                                                                                            |
| Eigenbau (Rekonstruktion)            | T1-62 / Timiș 1    | 2      |                     | 1962       | 009       | 71–79                                                                                              |
| Eigenbau / Eltim                     | TM 69 E / Timiș 2  | 4      |                     | 1972       | 133       | 231–311, 312I, 312II, 313–359, 361–363                                                             |
| Eltim                                | V2                 | 6      |                     | 1982       | 001       | 230                                                                                                |
| Eltim                                | TM 69 E / Timiș 2  | 4      | Reșița              | 1990       | 001       | 360 (ex Reșița 41)                                                                                 |
| DUEWAG                               | GT8-EP             | 8      | AVG                 | 1995       | 004       | 102, 105–107                                                                                       |
| DWM                                  | GT6-EP             | 6      | VBK                 | 1995       | 004       | 143–146                                                                                            |
| DWM                                  | GT6-D              | 6      | VBK                 | 1995       | 010       | 152, 153, 160, 163, 166, 168–172                                                                   |
| Hansa                                | GT4b               | 4      | BSAG                | 1995       | 012       | 3420–3422, 3426, 3429, 3432, 3434, 3435, 3439, 3441, 3443, 3444                                    |
| Hansa                                | GT4c               | 4      | BSAG                | 1995       | 025       | 3447–3455, 3457–3459, 3461, 3463–3474                                                              |
| Hansa                                | GT4c               | 4      | BSAG, ex VGB        | 1995       | 005       | 3475–3479 (ex Bremerhaven 80–84)                                                                   |
| DWM                                  | GT8-D              | 8      | VBK                 | 2000       | 003       | 109 (ex 175), 167 (ex 177), 174 (ex 176)                                                           |
| Rastatt                              | GT8-EP             | 8      | AVG                 | 2000       | 004       | 110, 111, 114, 115                                                                                 |
| Rathgeber                            | P 3.16             | 4      | SWM                 | 2000       | 021       | 2003, 2004, 2013, 2017, 2020, 2023, 2024, 2026, 2030, 2032, 2034–2044                              |
| Wegmann                              | GT4d               | 4      | BSAG                | 2002       | 010       | 3502–3511                                                                                          |
| DUEWAG                               | N                  | 8      | VGF                 | 2004       | 004       | 825, 827, 829, 830                                                                                 |
| DUEWAG                               | GT6                | 6      | Rheinbahn           | 2006       | 004       | 2418, 2502, 2504, 2518                                                                             |
| Wegmann                              | GT4e               | 4      | BSAG                | 2007       | 010       | 3512–3521                                                                                          |
| Wegmann                              | GT4f               | 4      | BSAG                | 2007       | 018       | 3523, 3525, 3527, 3529, 3531, 3534, 3536, 3539, 3540, 3543, 3546, 3547, 3550–3554, 3559            |
| Astra Vagoane Călători / VFU Pașcani | Armonia            | 4      | R.A.T.T. / S.T.P.T. | 2015       | 030       | 3502, 3504, 3509–3521, 3525, 3527, 3529, 3531, 3534, 3536, 3539, 3540, 3543, 3547, 3551–3554, 3559 |
| Bozankaya                            |                    | 6      |                     | 2021       | 040       | 1001–1040                                                                                          |

#### Beiwagen
| Hersteller                 | Typ               | Achsen | Herkunft     | Einsatz ab | Stückzahl | Nummern                                                             |
| -------------------------- | ----------------- | ------ | ------------ | ---------- | --------- | ------------------------------------------------------------------- |
| Spiering                   | Spiering-Wagen    | 2      |              | 1869       | 021       | zunächst ohne Nummern, verbleibende zehn Wagen ab 1899 Nummern 1–10 |
| Grazer Waggonfabrik        | Grazer Wagen      | 2      |              | 1891       | 005       | keine                                                               |
| Eigenbau                   | E (ab 1922)       | 2      |              | 1914       | 003       | 01–03                                                               |
| Eigenbau (Demotorisierung) | A (ab 1922)       | 2      |              | 1919       | 013       | 1, 2I, 2II, 3, 5, 9–12, 14–17                                       |
| Eigenbau (Rekonstruktion)  | AII (ab 1922)     | 2      |              | 1921       | 002       | 7 und 13, ab 1964 neue Nummern 1 und 2                              |
| Eigenbau                   | C                 | 2      |              | 1922       | 014       | 4, 8, 11, 17, 64–73, ab 1964 teilweise andere Nummern               |
| Eigenbau                   | CII               | 2      |              | 1928       | 004       | 80–83                                                               |
| I.T.B.                     | V08               | 2      | I.T.B.       | 1960       | 009       | 1, 2, 3, 5, 6, 9, 10, 12 und 14, ab 1964 11–19                      |
| I.T.B.                     | V12               | 2      |              | 1961       | 041       | 30–70, bis 1964 teilweise andere Nummern, ab 1975 430–470           |
| Eigenbau (Rekonstruktion)  | R.1 (ab 1964)     | 2      |              | 1962       | 009       | 21–29, bis 1964 andere Nummern, ab 1975 421–429                     |
| Eigenbau / Eltim           | TR 69 E / Timiș 2 | 4      |              | 1972       | 122       | 1–96, 107–129, 131–133                                              |
| Eltim                      | TR 69 E / Timiș 2 | 4      | Reșița       | 1990       | 001       | 130 (ex Reșița 42)                                                  |
| Hansa                      | GB4               | 4      | BSAG         | 1995       | 001       | 3601                                                                |
| Hansa / MAN                | GB4a              | 4      | BSAG         | 1995       | 013       | 3602–3604, 3607–3612, 3615–3617, 3619                               |
| Hansa                      | GB4c              | 4      | BSAG         | 1995       | 021       | 3620–3632, 3635–3642                                                |
| Hansa                      | GB4c              | 4      | BSAG, ex VGB | 1996       | 004       | 3644–3646, 3648 (ex Bremerhaven 218–220, 222)                       |
| Rathgeber                  | p 3.17            | 4      | SWM          | 2000       | 022       | 3008, 3009, 3015, 3016, 3019–3024, 3026–3029, 3031–3036, 3038, 3040 |
| Wegmann                    | GB4d              | 4      | BSAG         | 2002       | 010       | 3701–3710                                                           |
| Wegmann                    | GB4e              | 4      | BSAG         | 2007       | 011       | 3712–3722                                                           |
| Wegmann                    | GB4f              | 4      | BSAG         | 2007       | 018       | 3725, 3729–3732, 3735, 3737–3739, 3742, 3743, 3748–3753, 3755       |

#### Typenbezeichnungen ab 1964
1964 führte die damalige I.T.T. vorübergehend eine systematische Typisierung aller damals in Timișoara eingesetzten Baureihen ein. Dabei erhielten Triebwagen den Kennbuchstaben „T“ für tramvai, Beiwagen ein „R“ für remorcă:
| - T.1 = Timiș 1 - T.2 = F und Fa - T.3 = FII - T.4 = Pionier-Einzeltriebwagen - T.5 = Pionier-Doppeltriebwagen - T6V = V58 - T.7 = Gb 2/2 - T.8 = V954 | - R.1 = Beiwagen analog zu den Timiș 1-Triebwagen - R.2 = Typen AII und C - R.4 = gebraucht aus Bukarest übernommene V08-Beiwagen - R.8 = V12 |  |

### Gepäck- und Güterwagen
| Hersteller | Typ                       | Achsen | Einsatz ab | Stückzahl | Nummern |
| ---------- | ------------------------- | ------ | ---------- | --------- | ------- |
| Spiering   | geschlossener Gepäckwagen | 2      | 1869       | 002       | keine   |
| Spiering   | offener Gepäckwagen       | 2      | 1869       | 001       | keine   |
| Simmering  | Simmeringer Wagen         | 2      | 1872       | 007       | keine   |

### Sonderfahrzeuge
Außer den regulären Personenwagen existieren beziehungsweise existierten noch diverse Arbeitswagen, Prototypen oder historische Fahrzeuge, teilweise im Besitz des Tramclubs Banat. Diese in der folgenden Tabelle dargestellten Sonderfahrzeuge waren in Timișoara nie im planmäßigen Personenverkehr eingesetzt:
| Hersteller           | Bezeichnung       | Art             | Achsen | Herkunft      | Baujahr | Nummer                    | Bemerkungen                                                                                |
| -------------------- | ----------------- | --------------- | ------ | ------------- | ------- | ------------------------- | ------------------------------------------------------------------------------------------ |
| Simmering / Eigenbau | Turmwagen         | Turmwagen       | 2      | –             | 1899    | keine                     | aus ehemaligem Pferdebahn-Güterwagen von 1872 umgebaut                                     |
| Ringhoffer           | Wiener Type T1    | Triebwagen      | 2      | MTM           | 1900    | 07                        | seit 1998 in Timișoara, ehemals WLB, im August 2010 verschrottet                           |
| Grazer Waggonfabrik  | Wiener Type GP    | Gütertriebwagen | 2      | MTM           | 1902    | 6411                      | seit 1998 in Timișoara, ehemals Wiener Linien                                              |
| Simmering            | Wiener Type SP    | Gütertriebwagen | 2      | MTM           | 1912    | 6010                      | seit 1998 in Timișoara, ehemals Wiener Linien                                              |
| Weitzer János / AEG  | Lokomotive 1      | Lokomotive      | 2      | –             | 1915    | zunächst keine, später L1 | Anfang der 1990er Jahre verschrottet                                                       |
| Astra                | Sprengtriebwagen  | Gütertriebwagen | 4      | –             | 1925    | keine                     | im Besitz der Stadt Timișoara, Anfang der 1990er Jahre verschrottet                        |
| Eigenbau             | Schneepflug       | Gütertriebwagen | 2      | –             | 1925    | V.S.1                     |                                                                                            |
| Eigenbau / ÖSSW      | Lokomotive 2      | Lokomotive      | 2      | –             | 1928    | L2                        | heute als Denkmal im Besitz der Brauerei Timișoreana                                       |
| Eigenbau             | Lokomotive 3      | Lokomotive      | 4      | –             | 1956    | L3                        | museale Aufarbeitung beabsichtigt                                                          |
| I.T.B.               | Schleifwagen      | Lokomotive      | 2      | –             | 1960    | zunächst 4, später keine  | 1965 gebraucht aus Bukarest übernommen, heute Museumsfahrzeug                              |
| SGP                  | Wiener Type L4    | Triebwagen      | 2      | Wiener Linien | 1960    | 524                       | seit 2005 in Timișoara, Schenkung der Stadt Wien                                           |
| DUEWAG               | B4-Großraumwagen  | Beiwagen        | 4      | Rheinbahn     | 1960    | 1639                      | seit 2006 in Timișoara, diente ausschließlich als Ersatzteilspender                        |
| Schörling            | Wiener Type SS2   | Gütertriebwagen | 2      | Wiener Linien | 1971    | keine                     | Schleifwagen, seit 2003 in Timișoara, ehemals Wiener Linien Nummer 6054                    |
| BSAG-Eigenbau        | Salzstreuwagen    | Güterlore       | 2      | BSAG          | 1975    | keine                     | seit 1998 in Timișoara, frühere Nummer in Bremen war SW2                                   |
| Eigenbau             | Pferdebahnwagen   | Personenwagen   | 2      | –             | 1994    | 1869                      | Nachbau gemäß historischem Vorbild von 1869                                                |
| Electroputere        | V954              | Triebwagen      | 4      | –             | 195x    | 229                       | 1999 aus Bukarest, dort Nummer 6026                                                        |
| I.T.B.               | V12/V3A           | Beiwagen        | 4      | –             | 19xx    | keine                     | 198x Umbau aus V12, 1999 aus Bukarest, dort Nummer 6207, zur Verschrottung vorgesehen      |
| Eltim                | V2C-Prototyp      | Triebwagen      | 6      | –             | 1985    | 229, nicht angeschrieben  | im Besitz von Eltim, Testeinsatz, auch mit Fahrgästen, Mitte der 1990er Jahre verschrottet |
| Eigenbau             | keine             | Flachwagen      | 2      | –             | 199x    | keine                     | auf einem ehemaligen Timiș 2-Drehgestell aufgebaut                                         |
| Astra                | Autentic-Prototyp | Triebwagen      | 6      | –             | 2016    | keine                     | Testeinsatz, auch mit Fahrgästen                                                           |

Ferner stand vor dem McDonald’s-Restaurant an der Kreuzung der Strada Arieș mit dem Bulevardul Dr. Iosif Bulbuca in den 1990er und 2000er Jahren ein ehemaliger L-Triebwagen der Straßenbahn Frankfurt am Main als zusätzlicher Gastraum. Dieser war jedoch nie in Timișoara im Einsatz, ursprünglich war er für die Straßenbahn Bukarest bestimmt. Gleichartige Wagen stehen beziehungsweise standen auch vor acht weiteren rumänischen Filialen der Kette.

### Gegenwärtiger Fahrzeugbestand

#### Triebwagen
- 30 Armonia (3502, 3504, 3509–3521, 3525, 3527, 3529, 3531, 3534, 3536, 3539, 3540, 3543, 3547, 3551–3554, 3559)
- 22 GT4c aus Bremen (3447–3455, 3457, 3461, 3465, 3466, 3469, 3471, 3472, 3474–3479)
- 08 P 3.16 aus München (2003, 2013, 2030, 2034, 2039, 2041, 2042, 2044)
- 06 GT4b aus Bremen (3420, 3426, 3432, 3434, 3435, 3443)
- 01 GT4f aus Bremen (3523)

Ein weiterer GT4f, Wagen 3546, kommt als rollendes Restaurant ausschließlich bei Sonderfahrten zum Einsatz, zeitweise war er auch schon als sogenannte Bier-Straßenbahn in der Werbelackierung der örtlichen Brauerei im Einsatz.

#### Beiwagen
- 15 GB4c aus Bremen (3620, 3623, 3624, 3626, 3627, 3631, 3632, 3635, 3637–3640, 3645, 3646, 3648)
- 04 p 3.17 aus München (3019, 3021, 3024, 3027)
- 01 GB4f aus Bremen (3738)

## Lackierungsschemata
Im Laufe der Jahrzehnte waren die Fahrzeuge der Straßenbahn Timișoara in verschiedensten Farbgebungen lackiert:
- 1869: Über die Lackierung der Pferdebahnwagen liegen keine gesicherten Erkenntnisse vor.

- 1899: Anlässlich der Elektrifizierung führte die Gesellschaft ein neues Farbschema ein, die Wagen waren nun rot und weiß lackiert. Rot waren die Plattformverkleidungen unterhalb der Fensterkante sowie der Rumpf zwischen Fensterunterkante und Zierleiste, weiß gestrichen waren das Fensterband sowie die untere Hälfte des Rumpfes – das heißt zwischen Zierleiste und Fahrgestell. Um ein einheitliches Erscheinungsbild zu gewährleisten, übertrug das Unternehmen dieses Schema auch auf die als Beiwagen weiterverwendeten ehemaligen Pferdebahnwagen.

- 1925: Mit der neuen Baureihe F ging das Unternehmen dazu über, die weiße Bauchbinde auch auf die untere Hälfte der – bisher einheitlich rot gestrichenen – Plattformverkleidungen auszudehnen. Dadurch ergab sich ein umlaufender weißer Kontraststreifen, der auch die frontale Erkennbarkeit der Fahrzeuge verbesserte. Alle nach 1925 neu gebauten Wagen erhielten diese Lackierung, ältere Fahrzeuge wurden hingegen nur vereinzelt entsprechend adaptiert.

- 1927: Mit der neuen Baureihe FII führte die Gesellschaft eine gelbe Lackierung ein. Analog zu den bereits vorhandenen Wagen waren Fensterband und Bauchbinde weiß, lediglich der Bereich unterhalb der Fensterkante war gelb statt rot. Teilweise wurden auch ältere Wagen derart umlackiert, nach welchem System dies erfolgte ist nicht überliefert. Letztlich behielt der Großteil des Wagenparks die bewährte rote Lackierung.

- 1950: Mit der Einführung der ersten neuen Stahlwagen des Typs Gb 2/2 entfiel die weiße Bauchbinde. Auch alle weiteren Fahrzeuge mit stählernem Wagenkasten waren unterhalb der Fensterkante zunächst komplett rot lackiert.

- 1960: Mit den gebraucht aus Bukarest übernommenen Beiwagen des Typs V08, die in Timișoara aufgearbeitet und neu lackiert wurden, hielt wiederum ein neues Lackierungsschema Einzug. Hierbei waren Fensterband, Dach und Schürzen cremefarben, die große Fläche unterhalb der Fenster war hellblau. Ergänzt wurde das neue Schema durch dünne violette Trennstreifen. Auch die ab 1961 beschafften V58-V12-Züge sowie die ab 1962 produzierten Timiș 1-Züge erhielten dieses Schema von Beginn an. Darüber hinaus lackierte die Gesellschaft auch fast alle anderen Wagen mit Stahlaufbau entsprechend um, ferner auch diejenigen Holzaufbau-Beiwagen der Typen R.2 und R.4, die hinter Stahlaufbau-Trebwagen zum Einsatz kamen. Im Gegenzug verschwand die gelbe Lackierung aus den 1930er Jahren für einige Jahre, die wenigen gelb lackierten Wagen – allesamt Zweiachser mit Holzaufbau – erhielten ebenfalls das traditionelle rot-weiße Design.

- 1968: Bereits 1968[43] kam es zu einer abermaligen Änderung der Lackierung. Damals ersetzte die Gesellschaft sowohl die creme-hellblaue Lackierung der Stahlaufbauwagen als auch die immer noch rot-weiße Lackierung der Holzaufbauwagen durch die – erstmals 1927 verwendete – gelb-weiße Variante, ergänzt um weiße Schürzen. Die Zierstreifen waren fortan schwarz statt violett. Erstmals seit 1925 ergab sich dadurch wieder ein einheitliches Erscheinungsbild für alle im regulären Personenverkehr eingesetzten Fahrzeuge.

- 1986: In der zweiten Hälfte der 1980er Jahre tauchte vorübergehend eine neue Variante auf, die bis 1990 abgelieferten Timiș 2-Wagen waren im Bereich des Rumpfes senfgelb gestrichen, Fensterband und Schürzen waren lichtgrau, die schwarzen Zierstreifen entfielen. Dieses Schema setzte sich jedoch nicht durch, bereits in der ersten Hälfte der 1990er Jahre wurden die betreffenden Wagen in das seit 1968 übliche Design umlackiert. Als Besonderheit fuhr ferner von 1990 an der aus Reșița übernommene Timiș 2-Zug einige Jahre lang in den Farben der dortigen Straßenbahn durch Timișoara.

- 2006: Im Frühjahr 2006 führte die damalige R.A.T.T. schließlich das heutige Lackierungsschema violett-weiß ein, es orientiert sich an den Farben des Fußballvereins ACS Poli Timișoara.

Als einziger Straßenbahnbetrieb Rumäniens lackierte die damalige R.A.T.T. ab 1999 auch ihre gebraucht erworbenen Fahrzeuge aus Westeuropa konsequent in ihre Hausfarben um. Allerdings geschah dies erst im Rahmen anstehender Hauptuntersuchungen, so dass auch in Timișoara gebrauchte Straßenbahnwagen in den ersten Einsatzjahren in der Farbgebung ihres Ursprungsbetriebs verkehrten.

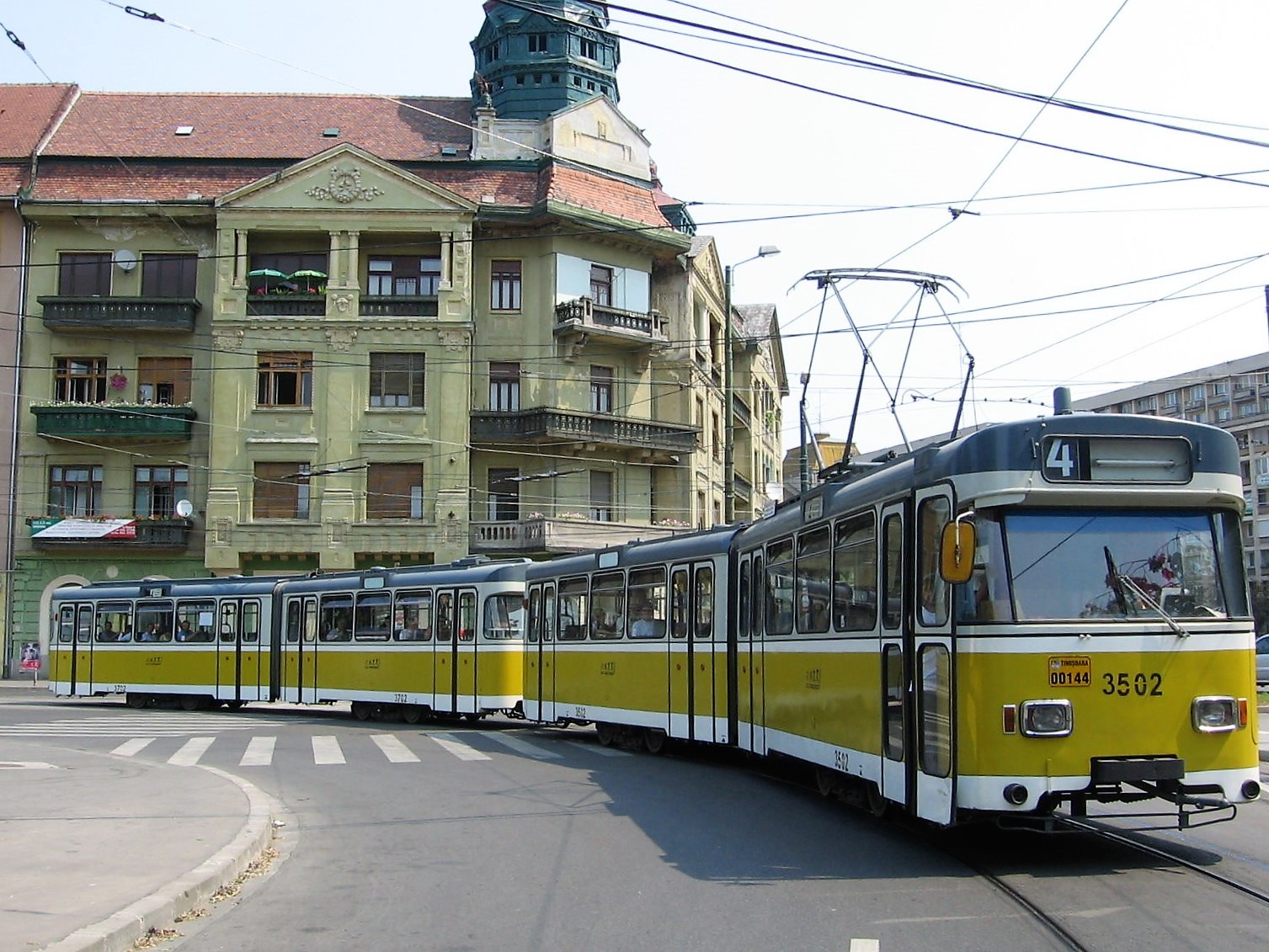
Das von 1968 bis 2006 übliche Farbschema
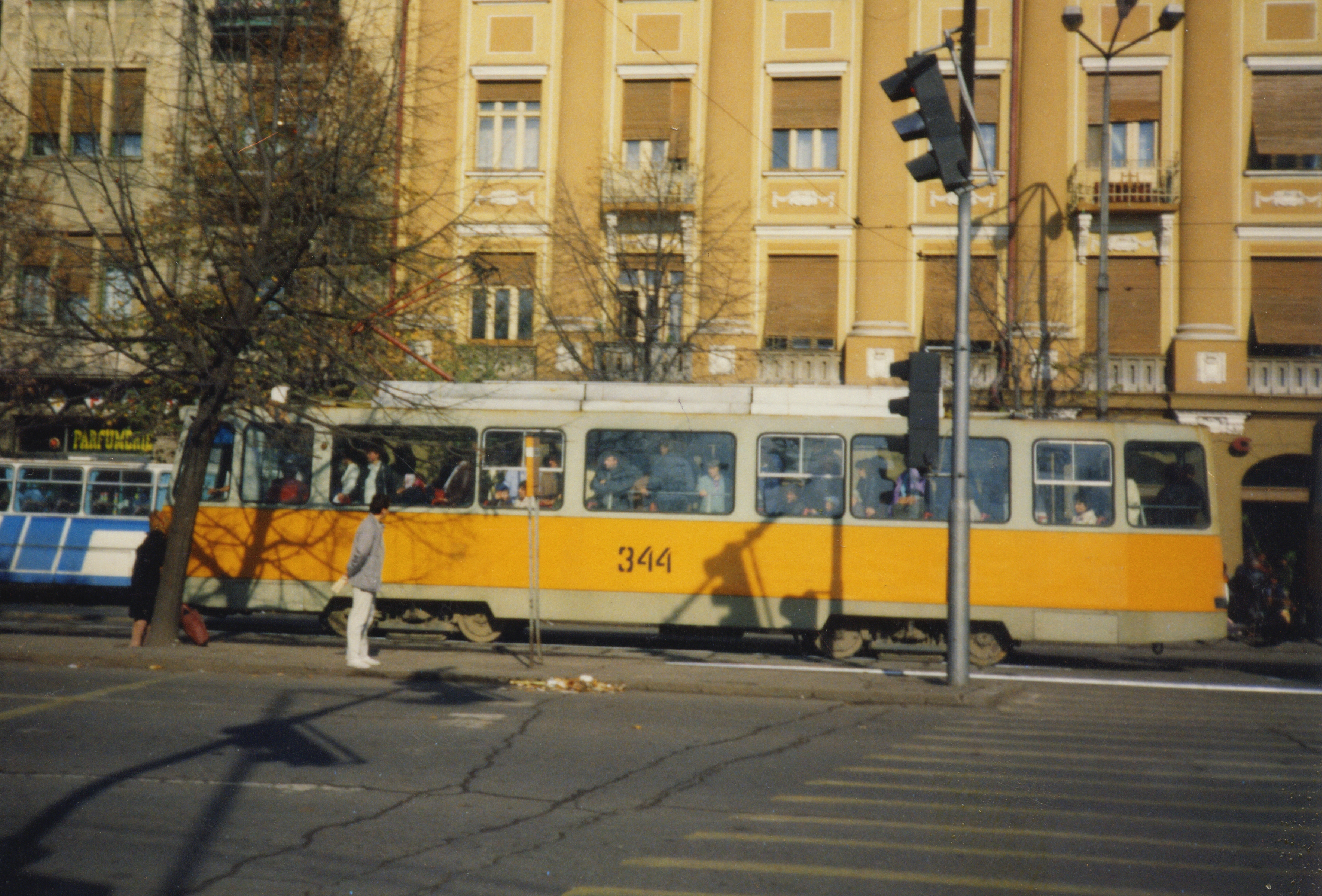
Temporäres Design der späten 1980er Jahre
Der Fußballverein ACS Poli Timișoara stand Pate für…
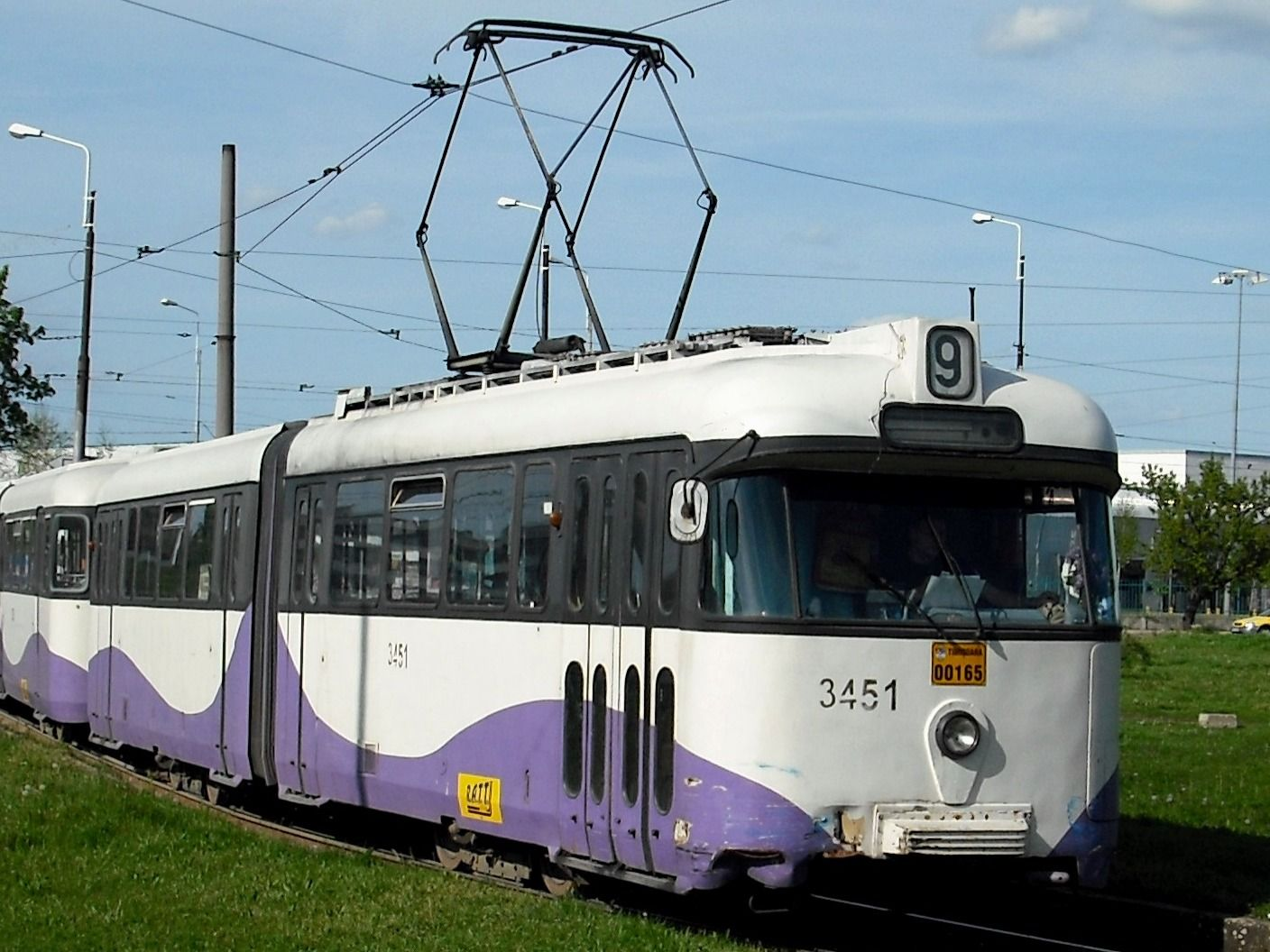
…das seit 2006 verwendete Farbschema.
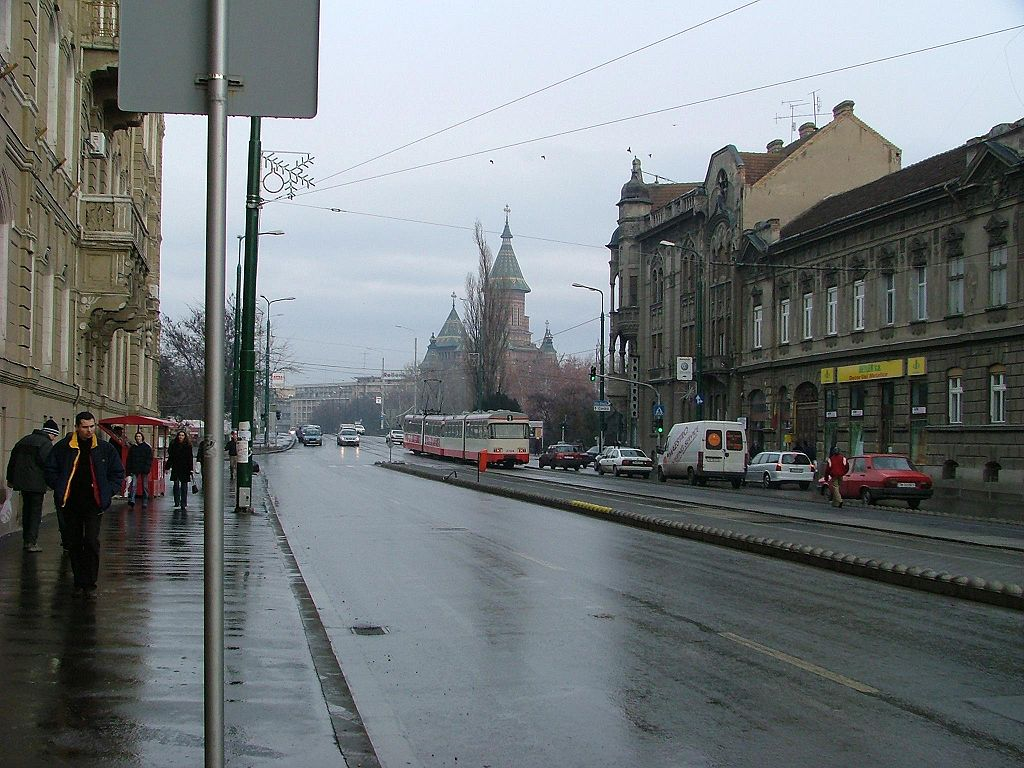
Ein Wegmann-Zug, noch in Bremer Lackierung

## Tramclub Banat und Straßenbahnmuseum

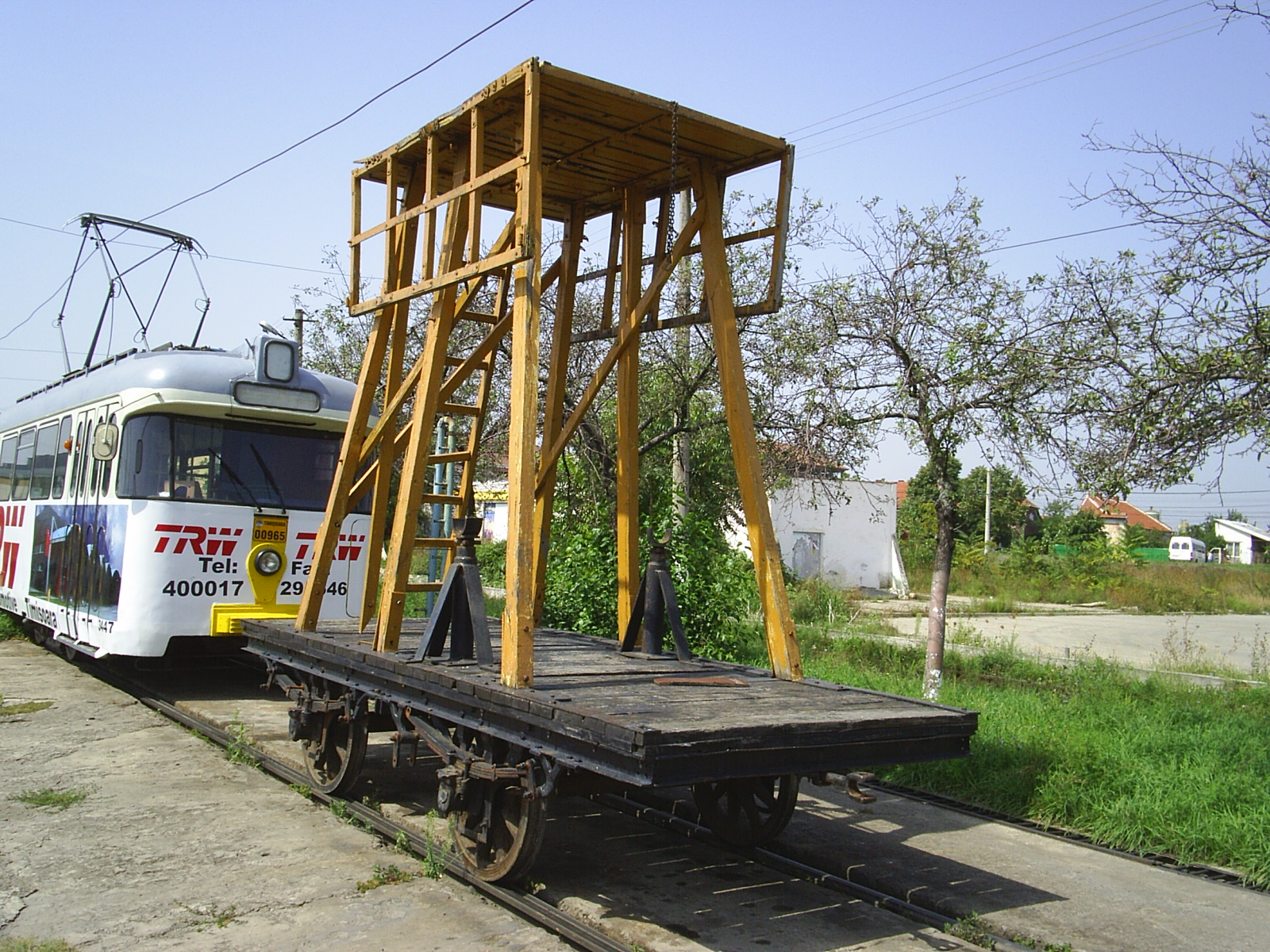
Dieser Turmwagen ist das älteste erhaltene Fahrzeug der Straßenbahn Timișoara.

Der Tramclub Banat (TCB) ist eine gemeinnützige Organisation, die am 18. Oktober 2000 in Timișoara gegründet wurde. Ziel ist die Erhaltung von Museumswagen und die Durchführung von Sonderfahrten mit historischen Fahrzeugen. Letztere fanden in Timișoara erstmals vierzehntäglich im Sommer 2001 statt. Der TCB ist darüber hinaus – jeweils in enger Kooperation mit den Verkehrsunternehmen – auch in Arad und Reșița aktiv, den anderen beiden Straßenbahnstädten im Banat. Ferner bestehen enge Beziehungen zu ausländischen Straßenbahnvereinen. Der Verband ist der erste seiner Art in Rumänien.
Die Verkehrsbetriebe selbst konservierten bis zur Revolution von 1989 keine geschichtlich bedeutsamen Wagen, die heute vorhandenen Oldtimer überlebten nur in ihrer Funktion als Arbeitswagen. Noch in der ersten Hälfte der 1990er Jahre wurden beispielsweise eine ganze Reihe historisch wertvoller Straßenbahnen verschrottet. 2017 eröffnete die S.T.P.T. schließlich im ehemaligen Depot am Bulevardul Take Ionescu ein Straßenbahnmuseum, das den Namen des früheren Direktors Corneliu Micloși trägt.

## Sonstiges
- Die rumäniendeutsche Bevölkerung Timișoaras nannte die örtliche Straßenbahn früher auch Elektrische, Tschanga oder Tranka.[4]
- Die verschiedenen Kurse einer Linie werden traditionell mit römischen Zahlen unterschieden. Diese Kursnummern werden mittels kleiner Stecktafeln hinter der Frontscheibe angezeigt.
- Um den Aufbau der Timiș 2-Fabrikation nach westeuropäischen Standards sicherzustellen, waren ab 1970 für die Dauer von zwei Jahren 40 Facharbeiter, Techniker und Ingenieure aus der Bundesrepublik Deutschland zu Gast in Timișoara.[30] Im Gegenzug wurden ebenfalls Anfang der 1970er Jahre auch Arbeitskräfte der Straßenbahn Timișoara an die Münchner Verkehrsgesellschaft ausgeliehen. Sie halfen die dortigen M-Wagen auf schaffnerlosen Betrieb umzubauen.[95]
- Zwischen 1962 und 1971 sowie zwischen 2000 und 2009 war es üblich, Straßenbahn-, Trolleybus- und Autobuslinien teilweise gleiche Liniennummern zuzuweisen, eine Übersicht der Doppelbelegungen findet sich unter Societatea de Transport Public Timișoara#Liniennummern
- Die ehemalige Haltestelle Strada Baba Novac an der Linie 3 war die einzige Richtungshaltestelle der Straßenbahn Timișoara. Sie wurde nur stadtauswärts bedient.
- Die in einem Industriegebiet gelegene ehemalige Haltestelle Spumotim war eine sogenannte fakultative Station, rumänisch staţie facultativă. Sie wurde nur in den Hauptverkehrszeiten bedient, das heißt zwischen 5:00 und 8:30 Uhr sowie zwischen 13:00 und 17:30 Uhr. In den 1990er und 2000er Jahren traf dies in ähnlicher Form auch auf die Haltestelle Strada Mangalia zu, wo nur von 5:30 bis 8:30, von 13:30 bis 16:30 sowie von 21:30 bis 23:30 Uhr ein- und ausgestiegen werden konnte.[96] Ansonsten halten die Wagen generell überall, Bedarfshalte kennt die Straßenbahn Timișoara nicht.

## Linienchronik
| Fabrikstädter Linie | 08.07.1869 | Piața Sfântul Gheorghe – Piaţa Romanilor |
| Fabrikstädter Linie | 26.10.1869 | Piața Sfântul Gheorghe – Prințul Turcesc |
| Fabrikstädter Linie | 27.07.1899 | eingestellt |
| Josefstädter Linie  | 25.10.1869 | Piața Sfântul Gheorghe – Strada Iancu Văcărescu / Splaiul Tudor Vladimirescu                                                                                                  |
| Josefstädter Linie  | 29.09.1871 | Piața Sfântul Gheorghe – Gara de Nord |
| Josefstädter Linie  | 27.07.1899 | eingestellt |
| I                   | 27.07.1899 | Piața Traian – Gara de Nord |
| I                   | 1899       | Piața Sarmisegetuza – Gara de Nord |
| I                   | 01.07.1923 | (Uzina Hidroelectrică –) Piața Sarmisegetuza – Gara de Nord |
| I                   | 1925       | umbenannt in Linie 1 |
| II                  | 27.07.1899 | Banatim – Bulevardul Iuliu Maniu / Splaiul Tudor Vladimirescu |
| II                  | 1899       | Banatim – Splaiul Tudor Vladimirescu / Strada Mangalia |
| II                  | 02.06.1906 | Banatim – Strada Mangalia |
| II                  | 191x       | Banatim – Strada Crizantemelor |
| II                  | 1925       | umbenannt in Linie 2 |
| III                 | 27.07.1899 | Gara de Est – Piața Traian |
| III                 | 04.1906    | Gara de Est – Strada Memorandului |
| III                 | 1925       | umbenannt in Linie 3 |
| IV                  | 27.07.1899 | Piața Sfânta Maria – Strada Memorandului |
| IV                  | 1906       | eingestellt |
| IV                  | 23.11.1923 | Piața Libertății – Piața Avram Iancu |
| IV                  | 1925       | umbenannt in Linie 4 |
| V                   | 27.07.1899 | Piața Alexandru Mocioni – Piața Iuliu Maniu |
| V                   | 1910       | eingestellt |
| V                   | 1911       | Piața Alexandru Mocioni – Piața Iuliu Maniu |
| V                   | 1925       | umbenannt in Linie 5 |
| 1                   | 1925       | (Uzina Hidroelectrică –) Piața Sarmisegetuza – Gara de Nord |
| 1                   | 1930       | Uzina Hidroelectrică – Gara de Nord |
| 1                   | 1949       | Uzina Hidroelectrică – Piața Sarmisegetuza |
| 1                   | 1954       | eingestellt |
| 1                   | 01.10.1962 | U.M.T. – Gara de Nord |
| 1                   | 28.08.1979 | Piața General Virgil Economu – Gara de Nord |
| 1                   | 23.12.1981 | U.M.T. – Gara de Nord |
| 1                   | 1989       | U.M.T. – Piața Timișoara 700 – Gara de Nord |
| 1                   | 2012       | Staţia Meteo – Piața Timișoara 700 – Gara de Nord |
| 1 barat             | 15.05.1972 | U.M.T. – Catedrala Mitropolitană |
| 1 barat             | 01.07.1972 | eingestellt |
| 1 barat             | 24.09.1975 | Bulevardul Regele Carol I – Gara de Nord |
| 1 barat             | 30.09.1975 | eingestellt |
| 1 barat             | 28.08.1979 | Piața Traian – Piața Sarmisegetuza |
| 1 barat             | 23.12.1981 | eingestellt |
| 1 barat             | 28.11.2004 | Gara de Est – Stația Meteo |
| 1 barat             | 16.09.2005 | eingestellt |
| 1 barat             | 21.04.2006 | Gara de Est – Bulevardul 3 August 1919 |
| 1 barat             | 01.2007    | eingestellt |
| 1                   | 01.06.1978 | U.M.T. – Bulevardul Dâmbovița |
| 1                   | 28.08.1979 | Piața General Virgil Economu – Bulevardul Dâmbovița |
| 1                   | 23.12.1981 | U.M.T. – Bulevardul Dâmbovița |
| 1                   | 1989       | U.M.T. – Piața Timișoara 700 – Bulevardul Dâmbovița |
| 1                   | 1991       | umbenannt in Linie 2 |
| 2                   | 1925       | Banatim – Strada Ioszef Preyer / Strada Crizantemelor |
| 2                   | 1931       | Banatim – Strada Crizantemelor / Strada Alexandru Vlahuță |
| 2                   | 1936       | Spitalul Dr. Victor Babeș – Gara de Nord |
| 2                   | 1956       | Spitalul Dr. Victor Babeș – Bulevardul Iuliu Maniu |
| 2                   | 1958       | Spitalul Dr. Victor Babeș – Gara de Nord |
| 2                   | 12.1959    | U.M.T. – Gara de Nord |
| 2                   | 01.10.1962 | U.M.T. – Bulevardul Iuliu Maniu |
| 2                   | 21.08.1975 | U.M.T. – Bulevardul Dâmbovița |
| 2                   | 01.06.1978 | U.M.T. – Calea Torontalului |
| 2                   | 28.08.1979 | Piața General Virgil Economu – Calea Torontalului |
| 2                   | 23.12.1981 | U.M.T. – Calea Torontalului |
| 2                   | 04.11.1987 | eingestellt |
| 2                   | 1991       | U.M.T. – Piața Timișoara 700 – Bulevardul Dâmbovița |
| 2                   | 2012       | Staţia Meteo – Piața Timișoara 700 – Bulevardul Dâmbovița |
| 2                   | 15.06.2020 | Staţia Meteo – Piața Timișoara 700 – Bulevardul Dâmbovița – City Mall |
| 2 barat             | 17.10.1977 | Bulevardul Iuliu Maniu – Piața Libertății – Piața General Gheorghe Domășnean                                                                                                  |
| 2 barat             | 01.06.1978 | eingestellt |
| 3                   | 1925       | Gara de Est – Strada Memorandului |
| 3                   | 1929       | U.M.T. – Strada Memorandului |
| 3                   | 1936       | U.M.T. – Strada Crizantemelor / Strada Alexandru Vlahuță |
| 3                   | 1956       | U.M.T. – Bulevardul Iuliu Maniu |
| 3                   | 12.1959    | U.M.T. – Bulevardul Iuliu Maniu, Rückfahrt via Spitalul Dr. Victor Babeș |
| 3                   | 01.10.1962 | Strada Răscoala din 1907 – Bulevardul Iuliu Maniu |
| 3                   | 21.08.1975 | Strada Răscoala din 1907 – Bulevardul Dâmbovița |
| 3                   | 1976       | eingestellt |
| 3                   | 13.03.1978 | Strada Răscoala din 1907 – Gara de Nord |
| 3                   | 21.03.1988 | Abator – Gara de Nord |
| 3                   | 21.01.2009 | Bulevardul Dâmbovița – Gara de Nord |
| 3                   | 16.11.2009 | eingestellt |
| 4                   | 1925       | Piața Libertății – Piața Avram Iancu |
| 4                   | 19xx       | Strada Răscoala din 1907 – Bulevardul Iuliu Maniu |
| 4                   | 01.10.1962 | Piața Libertății – Piața Avram Iancu |
| 4                   | 08.03.1969 | Piața Timișoara 700 – Piața Avram Iancu |
| 4                   | 11.03.1970 | eingestellt |
| 4                   | ?          | Piața Timișoara 700 – Piața Avram Iancu |
| 4                   | 20.11.1972 | eingestellt |
| 4                   | 1974       | Piața Timișoara 700 – Piața Avram Iancu |
| 4                   | 12.09.1974 | Piața Timișoara 700 – Strada Matei Basarab |
| 4                   | 16.05.1975 | Balta Verde – Strada Matei Basarab |
| 4                   | 08.08.1975 | Piața Timișoara 700 – Strada Matei Basarab |
| 4                   | 29.01.1976 | eingestellt |
| 4                   | 01.09.1976 | Piața General Gheorghe Domășnean – Piața Sfânta Maria – Calea Torontalului |
| 4                   | 12.12.1976 | Piața General Gheorghe Domășnean – Piața Traian – Calea Torontalului |
| 4                   | 17.10.1977 | Calea Circumvalaţiunii – Calea Torontalului |
| 4                   | 01.06.1978 | Piața General Gheorghe Domășnean – Piața Traian – Calea Torontalului |
| 4                   | 04.11.1987 | Ciarda Roșie – Piața Traian – Calea Torontalului |
| 4                   | 01.02.1996 | Piața General Gheorghe Domășnean – Piața Traian – Calea Torontalului |
| 4                   | 12.06.1996 | Ciarda Roșie – Piața Traian – Calea Torontalului |
| 4                   | 02.11.2009 | Piața General Gheorghe Domășnean – Piața Traian – Calea Torontalului |
| 4                   | 12.2009    | (Ciarda Roșie –) Piața General Gheorghe Domășnean – Piața Traian – Calea Torontalului                                                                                         |
| 4                   | 03.2010    | Ciarda Roșie – Piața Traian – Calea Torontalului |
| 4                   | 26.06.2021 | Ciarda Roșie – Piața Traian – Gara de Nord |
| 4                   | 18.02.2024 | Ciarda Roșie – Piața Traian – Calea Torontalului |
| 4                   | 19.10.2024 | Piața General Gheorghe Domășnean – Piața Traian – Calea Torontalului |
| 4 barat             | 01.09.1976 | U.M.T. – Calea Torontalului |
| 4 barat             | 17.10.1977 | Piața Libertății – Strada Coriolan Brediceanu / Strada Dr. Iosif Nemoianau |
| 4 barat             | 01.06.1978 | umbenannt in Linie 2 |
| 4                   | 04.11.1987 | Piața General Gheorghe Domășnean – Piața Traian – Calea Torontalului |
| 4                   | 1992       | eingestellt |
| 4                   | 08.01.1997 | Piața General Gheorghe Domășnean – Piața Traian – Calea Torontalului |
| 4                   | 13.01.1997 | umbenannt in Linie 10 |
| 5                   | 1925       | Piața Alexandru Mocioni – Piața Iuliu Maniu |
| 5                   | 01.12.1926 | Piața Alexandru Mocioni – Piața Iuliu Maniu – Strada Chișodei |
| 5                   | 21.08.1954 | Piața Alexandru Mocioni – Piața Iuliu Maniu – Strada Chișodei – Piața Nicolae Bălcescu                                                                                        |
| 5                   | 10.1959    | Ringlinie in beiden Fahrtrichtungen Piața Nicolae Bălcescu – Strada Chișodei – Piața Iuliu Maniu – Piața Alexandru Mocioni – Piața Nicolae Bălcescu                           |
| 5                   | 01.10.1962 | Piața Libertății – Strada Războieni |
| 5                   | 08.03.1969 | Piața Timișoara 700 – Strada Războieni |
| 5                   | 29.01.1976 | Balta Verde – Strada Războieni |
| 5                   | 01.09.1976 | Piața Libertății – Strada Războieni |
| 5                   | 17.10.1977 | Calea Circumvalaţiunii – Strada Războieni |
| 5                   | 01.06.1978 | Piața Libertății – Strada Războieni |
| 5                   | 18.06.1986 | Piața Libertății – Strada Taborului |
| 5                   | 1988       | eingestellt |
| 5                   | 1992       | Piața General Gheorghe Domășnean – Piața Traian – Piața Libertății – Ronaț |
| 5                   | 08.01.1997 | Ronaț > Piața Traian > Gara de Est > U.M.T. > Piața Traian > Ronaț |
| 5                   | 01.03.2010 | Ronaț > Piața Traian > Banatim > Piața Nicolae Bălcescu > Ronaț |
| 5                   | 01.2015    | Ronaț > Piața Traian > Staţia Meteo > Gara de Est > Piața Traian > Ronaț |
| 5                   | 02.09.2017 | Schienenersatzverkehr durch mit Mercedes-Benz Sprinter-Kleinbussen betriebene Autobuslinie 5 Piața Timișoara 700–Ronaț                                                        |
| 5                   | 07.06.2024 | Ronaț (Bucla) > Piața Traian > Staţia Meteo > Gara de Est > Piața Traian > Ronaț (Bucla)                                                                                      |
| 6                   | 1927       | Piața Nicolae Bălcescu – Strada Mitropolit Varlaam |
| 6                   | 29.07.1928 | Piața Nicolae Bălcescu – Strada Mitropolit Varlaam – Piața Traian |
| 6                   | 1936       | Ringlinie in beiden Fahrtrichtungen Piața Traian – Piața Libertății – Piața Sfânta Maria – Piața Nicolae Bălcescu – Banatim – Piața Traian                                    |
| 6                   | 1989       | Ringlinie in beiden Fahrtrichtungen Piața Traian – Piața Timișoara 700 – Piața Libertății – Piața Sfânta Maria – Piața Nicolae Bălcescu – Banatim – Piața Traian              |
| 6                   | 01.03.2010 | Ringlinie gegen den Uhrzeigersinn Piața Traian > Piața Libertății > Piața Timișoara 700 > Piața Sfânta Maria > Piața Nicolae Bălcescu > Banatim > Piața Traian                |
| 6                   | 01.07.2010 | Calea Torontalului > Piața Sfânta Maria > Piața Nicolae Bălcescu > Banatim > Piața Traian > Piața Libertății > Calea Torontalului                                             |
| 6                   | 01.2015    | Calea Torontalului > Piața Sfânta Maria > Piața Nicolae Bălcescu > Banatim > Piața Traian > Gara de Est > Staţia Meteo > Piața Traian > Piața Libertății > Calea Torontalului |
| 6                   | 01.03.2015 | Ringlinie in beiden Fahrtrichtungen Piața Sfânta Maria – Piața Nicolae Bălcescu – Banatim – Piața Traian – Piața Libertății – Piața Sfânta Maria                              |
| 6                   | 04.2017    | eingestellt wegen Personalmangel |
| 6                   | 01.07.2018 | Ringlinie in beiden Fahrtrichtungen Piața Sfânta Maria – Piața Nicolae Bălcescu – Banatim – Piața Traian – Piața Libertății – Piața Sfânta Maria                              |
| 6 barat             | 1965       | Piața Traian > Piața Libertății > Piața Sfânta Maria > Piața Nicolae Bălcescu > Banatim > Piața Traian > Gara de Est > U.M.T. > Piața Traian                                  |
| 6 barat             | ?          | eingestellt |
| 6 barat             | 19.01.1976 | Piața General Gheorghe Domășnean > Banatim > Piața Traian > Piața Libertății > Piața Sfânta Maria > Piața Nicolae Bălcescu > Banatim > Piața General Gheorghe Domășnean       |
| 6 barat             | 01.06.1978 | eingestellt |
| 7                   | 1930       | Spitalul Dr. Victor Babeș – Piața Libertății – Gara de Nord |
| 7                   | 1936       | umbenannt in Linie 2 |
| 7                   | 1951       | Piața Libertății – Piața Nicolae Bălcescu – Strada Lidia |
| 7                   | 07.11.1953 | Piața Libertății – Piața Nicolae Bălcescu – Strada Lidia – Strada Progresul                                                                                                   |
| 7                   | 21.08.1954 | eingestellt |
| 7                   | 01.10.1962 | Ringlinie in beiden Fahrtrichtungen Piața Nicolae Bălcescu – Strada Chișodei – Piața Iuliu Maniu – Piața Alexandru Mocioni – Piața Nicolae Bălcescu                           |
| 7                   | 07.04.1969 | Gara de Nord – Piața Alexandru Mocioni – Piața Nicolae Bălcescu – Strada Chișodei – Piața Iuliu Maniu – Bulevardul 16 Decembrie 1989 / Strada Iancu Văcărescu                 |
| 7                   | 01.12.1969 | Piața Nicolae Bălcescu – Strada Chișodei |
| 7                   | 26.01.1972 | Piața Nicolae Bălcescu – Strada Chișodei – Bulevardul Dâmbovița – Bulevardul Iuliu Maniu                                                                                      |
| 7                   | 17.04.1972 | Piața Nicolae Bălcescu – Strada Chișodei |
| 7                   | 07.1974    | Ringlinie im Uhrzeigersinn Bulevardul Dâmbovița > Piața Alexandru Mocioni > Piața Nicolae Bălcescu > Strada Chișodei > Bulevardul Dâmbovița                                   |
| 7                   | 29.07.1974 | Ringlinie in beiden Fahrtrichtungen Bulevardul Dâmbovița – Piața Alexandru Mocioni – Piața Nicolae Bălcescu – Strada Chișodei – Bulevardul Dâmbovița                          |
| 7                   | 26.09.1974 | Piața Nicolae Bălcescu – Strada Chișodei – Bulevardul Iuliu Maniu |
| 7                   | 27.04.1975 | Piața Nicolae Bălcescu – Strada Chișodei – Bulevardul Dâmbovița |
| 7                   | 07.1978    | Piața Nicolae Bălcescu – Strada Chișodei – Strada Frunzei |
| 7                   | 02.1979    | Piața Nicolae Bălcescu – Strada Izlaz |
| 7                   | 03.1980    | Piața Nicolae Bălcescu – Strada Mureș |
| 7                   | 08.1980    | Ringlinie in beiden Fahrtrichtungen Bulevardul Dâmbovița – Piața Alexandru Mocioni – Piața Nicolae Bălcescu – Strada Chișodei – Bulevardul Dâmbovița                          |
| 7                   | 01.10.2016 | Bulevardul Dâmbovița – Strada Chișodei – Piața Nicolae Bălcescu – Piața Sfânta Maria – Calea Torontalului                                                                     |
| 7                   | 26.06.2021 | Ringlinie in beiden Fahrtrichtungen Bulevardul Dâmbovița – Piața Alexandru Mocioni – Piața Nicolae Bălcescu – Strada Chișodei – Bulevardul Dâmbovița                          |
| 7                   | 18.02.2024 | Bulevardul Dâmbovița – Strada Chișodei – Piața Nicolae Bălcescu – Piața Sfânta Maria – Calea Torontalului                                                                     |
| 7 barat             | 17.04.1972 | Bulevardul Iuliu Maniu – Strada Chișodei |
| 7 barat             | 07.1974    | eingestellt |
| 7 barat             | 03.1980    | Bulevardul Dâmbovița – Strada Chișodei – Strada Ivan Petrovici Pavlov |
| 7 barat             | 08.1980    | eingestellt |
| 8                   | 29.04.1948 | Piața Libertății – Strada Războieni |
| 8                   | 30.12.1954 | Strada Răscoala din 1907 – Strada Crizantemelor |
| 8                   | 1956       | Strada Răscoala din 1907 – Bulevardul Iuliu Maniu |
| 8                   | 19xx       | Piața Libertății – Piața Avram Iancu |
| 8                   | 01.10.1962 | umbenannt in Linie 4 |
| 8                   | 07.1973    | Banatim – Piața General Gheorghe Domășnean |
| 8                   | 19.09.1973 | Piața General Gheorghe Domășnean – Gara de Nord |
| 8                   | 01.02.1996 | Ciarda Roșie – Gara de Nord |
| 8                   | 12.06.1996 | Piața General Gheorghe Domășnean – Gara de Nord |
| 8                   | 15.06.2019 | Ciarda Roșie – Gara de Nord |
| 8                   | 19.10.2024 | Piața General Gheorghe Domășnean – Gara de Nord |
| 9                   | 30.12.1954 | Piața Libertății – Strada Războieni |
| 9                   | 01.10.1962 | umbenannt in Linie 5 |
| 9                   | 1989       | Piața General Gheorghe Domășnean – Strada Chișodei – Bulevardul Dâmbovița |
| 9                   | 1991       | Piața General Gheorghe Domășnean – Strada Gheorghe Ranetti – Bulevardul Dâmbovița                                                                                             |
| 9                   | 02.11.2009 | Ciarda Roșie – Strada Gheorghe Ranetti – Bulevardul Dâmbovița |
| 9                   | 12.2009    | (Ciarda Roșie –) Piața General Gheorghe Domășnean – Strada Gheorghe Ranetti – Bulevardul Dâmbovița                                                                            |
| 9                   | 06.2010    | Piața General Gheorghe Domășnean – Strada Gheorghe Ranetti – Bulevardul Dâmbovița                                                                                             |
| 9                   | 28.11.2016 | Piața General Gheorghe Domășnean – Strada Gheorghe Ranetti – Bulevardul Dâmbovița – Gara de Nord                                                                              |
| 9                   | 15.06.2019 | Ciarda Roșie – Piața General Gheorghe Domășnean – Strada Gheorghe Ranetti – Bulevardul Dâmbovița – Gara de Nord                                                               |
| 9                   | 19.10.2024 | Piața General Gheorghe Domășnean – Piața General Gheorghe Domășnean – Strada Gheorghe Ranetti – Bulevardul Dâmbovița – Gara de Nord                                           |
| 9 barat             | 05.03.2007 | Ciarda Roșie – Bulevardul Dâmbovița |
| 9 barat             | 02.11.2009 | eingestellt |
| 10                  | 13.01.1997 | Piața General Gheorghe Domășnean – Piața Traian – Calea Torontalului |
| 10                  | 01.02.2009 | Gara de Nord – Calea Torontalului |
| 10                  | 01.07.2010 | eingestellt |
| 10                  | 01.03.2015 | Calea Torontalului > Piața Sfânta Maria > Piața Nicolae Bălcescu > Banatim > Piața Traian > Gara de Est > Staţia Meteo > Piața Traian > Piața Libertății > Calea Torontalului |
| 10                  | 06.2017    | eingestellt |
| 11                  | 01.12.2000 | Gara de Nord – Calea Torontalului |
| 11                  | 01.02.2009 | umbenannt in Linie 10 |

Ab Mitte der 1980er Jahre unterschied die Straßenbahngesellschaft zusätzlich die jeweiligen Fahrtrichtungen der beiden Ringlinien 6 und 7 durch die Farben rot und schwarz. Analog zur Schleifenfahrt der Linien 1 rot und 1 schwarz in der Fabrikstadt stand dabei rot für „im Uhrzeigersinn“ und schwarz für „gegen den Uhrzeigersinn“. Diese Differenzierung entfiel allerdings schon in den frühen 1990er Jahren wieder. In späteren Jahren tauchten in den Fahrplanunterlagen alternativ zusätzliche Kennziffern beziehungsweise Buchstaben auf, die jedoch nicht an den Fahrzeugen angeschrieben waren:
| im Uhrzeigersinn | gegen den Uhrzeigersinn |
| ---------------- | ----------------------- |
| 6 7              | 6 7                     |
| 6/1 7/1          | 6/2 7/2                 |
| 6A 7A            | 6B 7B                   |
| 6a 7a            | 6b 7b                   |